# Rittner Bahn
Die Rittner Bahn, italienisch Ferrovia del Renon, ist eine 1907 eröffnete und von Beginn an elektrisch betriebene, meterspurige Schmalspurbahn in Südtirol (Italien). Historisch bestand die als Lokalbahn konzessionierte und durchgehend eingleisige Stichstrecke aus drei Abschnitten: einer Straßenbahn-ähnlichen Trasse in Bozen, einem Zahnstangenabschnitt von Bozen auf das Hochplateau des Ritten und einer Überlandtrasse auf diesem. Während die beiden erstgenannten Teile durch Autobusbetrieb beziehungsweise durch die Rittner Seilbahn ersetzt wurden, verkehrt die Adhäsionsbahn auf dem Hochplateau von Maria Himmelfahrt über Oberbozen nach Klobenstein bis heute, bedient damit aber nur noch die Gemeinde Ritten. Eigentümer und Betreiber der, in den 1980er und 2010er Jahren stark erneuerten und ausgebauten, Nebenbahn sind die Südtiroler Transportstrukturen (STA). Die Rittner Bahn ist als Linie 160 in den Verkehrsverbund Südtirol integriert und bedient insgesamt zehn Stationen.

## Streckenbeschreibung

### Stadtstrecke

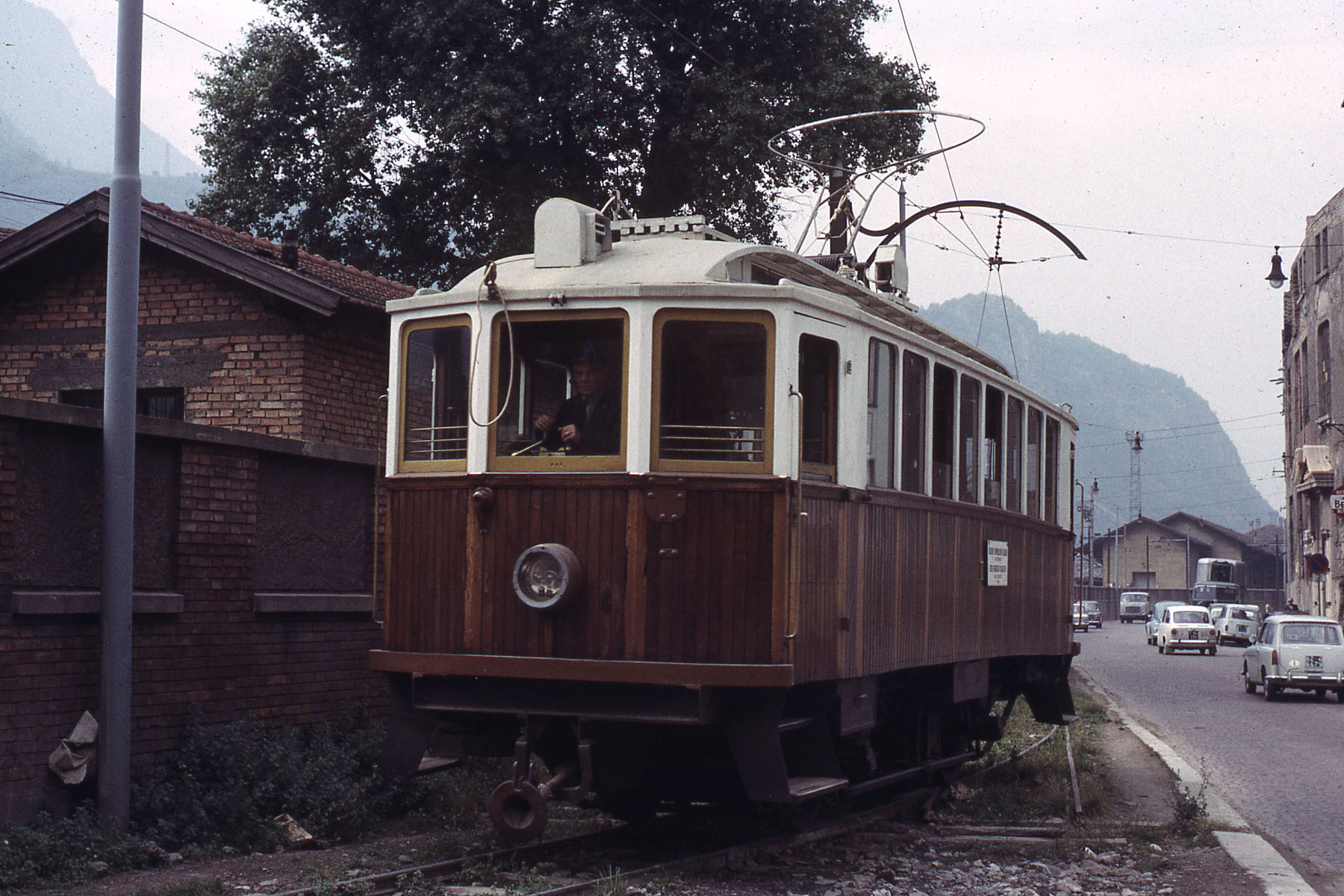
1965: Triebwagen am Ende der Stadtstrecke durch Bozen, der Einfahrt in den Rittnerbahnhof. Links vom Triebwagen befindet sich der normalspurige Frachtenbahnhof, rechts die Fahrbahn der Rittner Straße

Der erste der drei Teilabschnitte, auf dem weder Güter- und Gepäckverkehr noch Lokomotivbetrieb stattfand, war – von Stationsgebäude zu Stationsgebäude – 860 Meter lang, gänzlich flach und begann auf dem Bozener Waltherplatz. Von dort aus führte die Stadtstrecke der Rittner Bahn durch die Parkstraße, die heutige Bahnhofsallee, zum Normalspurbahnhof und ab dort durch die Bahnhofstraße, die heutige Rittner Straße, zum Rittnerbahnhof. Auf diesem Abschnitt galt eine zulässige Höchstgeschwindigkeit von 12–18 km/h, die Fahrzeit betrug etwa sechs Minuten.
Bis zur Einmündung der heutigen Giovanni-Pascoli-Straße lag das Gleis dabei straßenbündig und, in Fahrtrichtung Klobenstein gesehen, auf der linken Straßenseite. Hierbei fanden Rillenschienen der Teplitzer Walzwerke Verwendung, die zwölf Meter lang waren. Sie hatten ein Metergewicht von 34,4 Kilogramm, das sich im späteren Betrieb als etwas zu leicht für ein Straßenbahngleis erwies. Da die Züge der Lokalbahn nie in geringerem Abstand als einer Stunde aufeinander folgten, war dessen Beanspruchung jedoch relativ gering. Auch der Raddruck von 3,5 bis 4,1 Tonnen war nicht übermäßig hoch. Der Gleisbogenhalbmesser auf der Stadtstrecke betrug 30 Meter, die nach System 140/125 genormten Rillenschienen waren dabei durch Spurstangen miteinander verbunden sowie auf einer Steinschlichtung verlegt. Der Raum zwischen den Schienen war durch eine Schotterlage mit Sandabdeckung ausgefüllt. Auf Höhe der Giovanni-Pascoli-Straße wechselte die Trasse schließlich die Straßenseite und führte ab dort auf eigenem Gleiskörper und Vignolschienen, rechts der Fahrbahn der Rittner Straße und links an der Außenmauer des normalspurigen Frachtenbahnhofs entlang, zum Rittnerbahnhof.
Im Stadtbereich von Bozen teilte sich die Rittner Bahn dabei vom 1. Juli 1909 bis zum 24. Dezember 1948 die Infrastruktur mit der damaligen Straßenbahn Bozen. Hierfür mussten deren beide Betreibergesellschaften Streckennutzungsgebühren an die Lokalbahn entrichten, die sich im Gegenzug zur Instandhaltung der Gleisanlagen verpflichtete, und zusätzlich den verbrauchten Strom bezahlen. Zudem hatten die Züge der Rittner Bahn auf der (auch im Stadtbereich nur eingleisigen) Péage-Strecke stets Vorrang – bei ungeplanten Begegnungen mussten die Straßenbahnwagen entsprechend zurücksetzen. Um dies im Alltag zu vermeiden, existierte zeitweise auch eine selbsttätige durch elektrische Kontakte gesteuerte Lichtsignalanlage. Der Gemeinschaftsbetrieb bestand zunächst nur auf 164 Metern Länge zwischen dem Waltherplatz und dem Bahnhof, wurde dann aber ab 1. März 1914, mit Verlängerung der Straßenbahn zum Hotel Stiegl in der Brennerstraße, bis zur Einmündung der Zwölfmalgreiner Straße ausgedehnt. Für den Betrieb auf der Stadtstrecke hatten ferner auch die Triebwagen und Beiwagen der Rittner Bahn ursprünglich im Fahrwerksbereich seitlich die Straßenbahn-typischen Holzleisten montiert, die Verletzungen von Passanten verhindern sollten. 
Ursprünglich war die Endstelle der Rittner Bahn vis-à-vis des Bozener Normalspurbahnhofs vorgesehen. Doch bot sich im Hinblick auf die parallel zur Rittner Bahn geplante Straßenbahn die gemeinsame Nutzung der Gleise im Stadtbereich an. Damit konnte die Endstelle der Lokalbahn auf dem wesentlich zentraler gelegenen Waltherplatz eingerichtet werden.
In den letzten Jahren vor der Einstellung der Innenstadtstrecke kam es auf dieser durch die Massenmotorisierung zu akuten Verkehrsproblemen, da die Züge in Fahrtrichtung Klobenstein gegen den Verkehrsfluss fahren mussten.

### Zahnstangenabschnitt

Am Beginn der Zahnstange im Rittnerbahnhof in Bozen

Im Rittnerbahnhof begann die 4251 Meter lange Steilstrecke hinauf nach Maria Himmelfahrt, von der 4099 Meter mit einer Zahnstange ausgestattet waren. Der Zahnstangenabschnitt war durchschnittlich 22,2 Prozent steil und wies einen Gleisbogenhalbmesser von 80 Metern auf. Der gesamte Höhenunterschied von 910 Metern wurde dabei mit einer maximal zulässigen Höchstgeschwindigkeit von 6,7 Kilometern in der Stunde überwunden, die für beide Fahrtrichtungen galt. Die Fahrzeit für diesen Abschnitt belief sich auf etwa 39 Minuten.
Die Zahnradbahn führte in der unteren Hälfte, links am Weiler St. Magdalena vorbei, überwiegend durch Weinbaugebiet, in der oberen Hälfte schließlich durch meist bewaldete Flächen. Sie lag im Bereich der südlichen Porphyrhänge des Rittner Berges, wobei einige tief eingeschnittene Talgräben zu übersetzen waren. Damals einziges Vorbild für die Steilstrecke war die 1902 eröffnete Kleinbahn Triest–Opicina. Diese wurde ebenfalls vom Wiener AEG-Werk, bis 1904 noch als eigenständige Österreichische Union Elektricitäts-Gesellschaft (UEG) firmierend, in Zusammenarbeit mit der Grazer Waggonfabrik mit Fahrbetriebsmitteln ausgestattet und wies anfänglich ebenfalls einen Zahnstangenabschnitt auf.
Analog zu Triest wurde infolge der großen Steigung auch für Bozen das Zahnstangensystem des Schweizer Ingenieurs Emil Strub mit Keilkopfschiene gewählt, das sich darüber hinaus zuvor auch schon bei der Jungfraubahn und der Vesuv-Bahn bewährt hatte. Bei diesem System wird der Schienenkopf durch eine an der Lokomotive angebrachte Sicherheitszange umfasst, wodurch ein Aufsteigen der Lokomotive infolge des Einflusses der vertikal nach aufwärts wirkenden Komponente des Zahndrucks unterbunden wurde. Neben der hierdurch gewährleisteten Betriebssicherheit bot die aus Weichstahl gefertigte Strub’sche Zahnstange auch praktische Vorteile. So konnte sie beispielsweise beim Einbau auch im abgekühlten Zustand, dem jeweiligen Krümmungsradius entsprechend, gebogen werden.
Im Zahnstangenabschnitt betrug die Kronenbreite des Bahndamms 3,50 Meter, die Bahngräben waren gepflastert. Der Schotterunterbau war bei einer Stärke von 30 Zentimetern 2,40 Meter breit. Die Fahrschienen waren gewöhnliche Vignolschienen vom „System IV der K. u. k. Bosnabahn“ mit einer Höhe von 100 Millimetern und einem Metergewicht von 21,8 Kilogramm. Das vergleichsweise schwere Profil resultierte aus der großen Höhe der Schienen, die wiederum wegen der Höhe der Zahnstange unabdingbar war. Die Fahrschienen lagen durchgehend auf Unterlagsplatten und waren in üblicher Weise mit Nägeln befestigt. Ihre Länge betrug, bei fünf Millimetern Wärmeausdehnung („Dilatation“), in der Geraden 11.995 Millimeter.
Das zugelassene Höchstgewicht der Züge auf dem Zahnstangenabschnitt betrug 48,6 Tonnen, wobei ein Zug im Regelfall nicht mehr als acht Achsen aufweisen durfte. Übliche Maximal-Zusammenstellungen der Züge waren dabei:
- Lokomotive, Zweiachsertriebwagen, Beiwagen, ein Güterwagen (Kapazität 110 Personen)
- Lokomotive, Vierachsertriebwagen, ein Güterwagen (Kapazität 87 Personen)
- Lokomotive, Zweiachsertriebwagen, zwei Güterwagen (Kapazität 52 Personen)
- Lokomotive, drei Güterwagen

Allerdings wurde die maximal zulässige Personenzahl manchmal nicht unwesentlich überschritten, auch Züge mit zehn Achsen kamen vor. Bergauf fungierte die Zahnradlokomotive dabei als Schiebelokomotive, bergab entsprechend als Bremslokomotive. Wurden ein Beiwagen und/oder Güterwagen bergwärts mitgeführt, musste zuerst der Triebwagen auf die talwärtige Seite des Zuges umsetzen, bevor die Lokomotive ankuppelte. Der Antrieb des Triebwagens, der ab 1913 stets bergseitig eingereiht war, war während der Fahrt auf dem Zahnstangenabschnitt jeweils abgeschaltet, der Lyrabügel blieb jedoch am Fahrdraht.

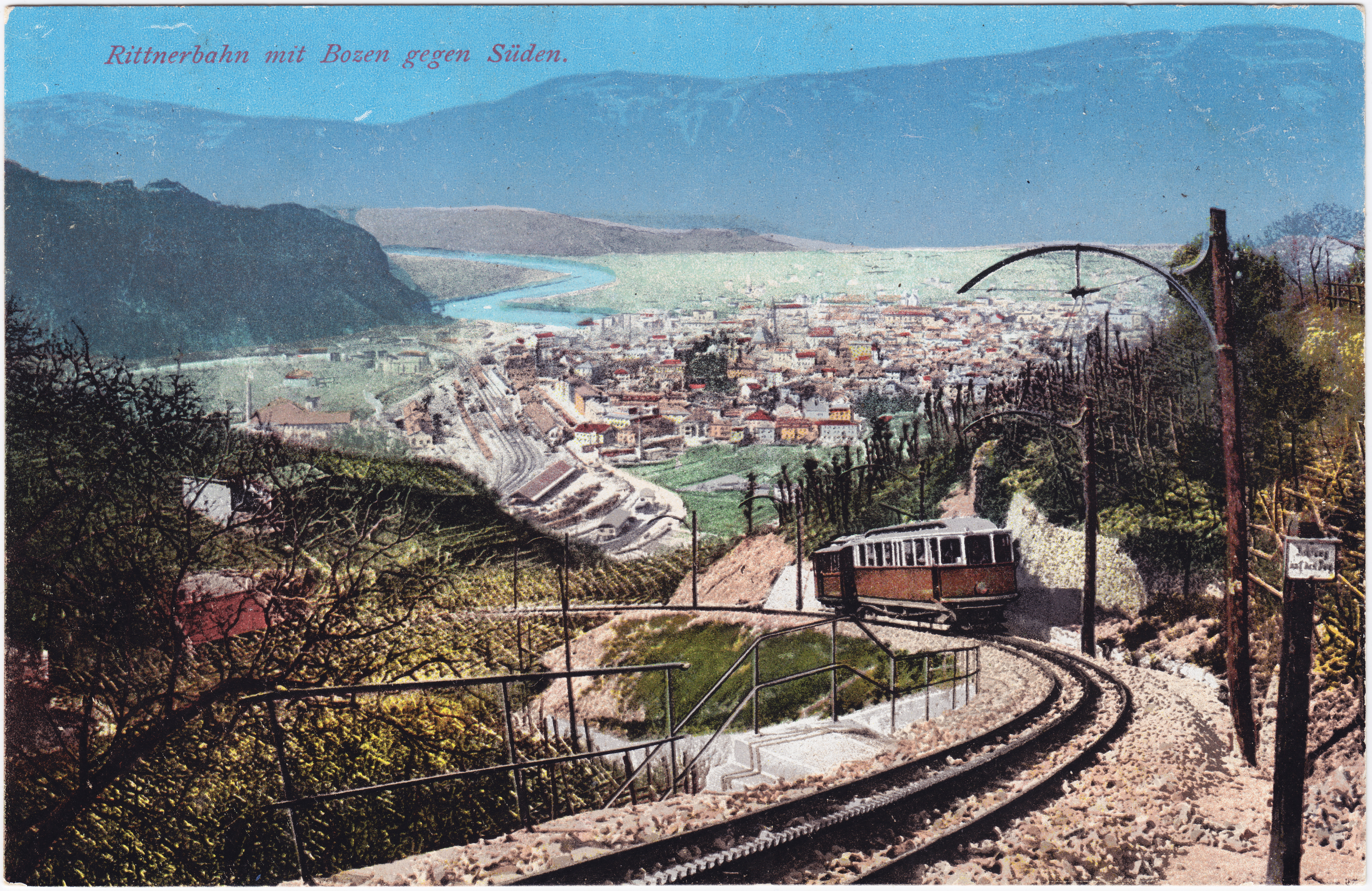
Bergfahrender Zug mit Blick auf Bozen
Bergfahrender Zug mit Blick auf die umliegenden Gipfel
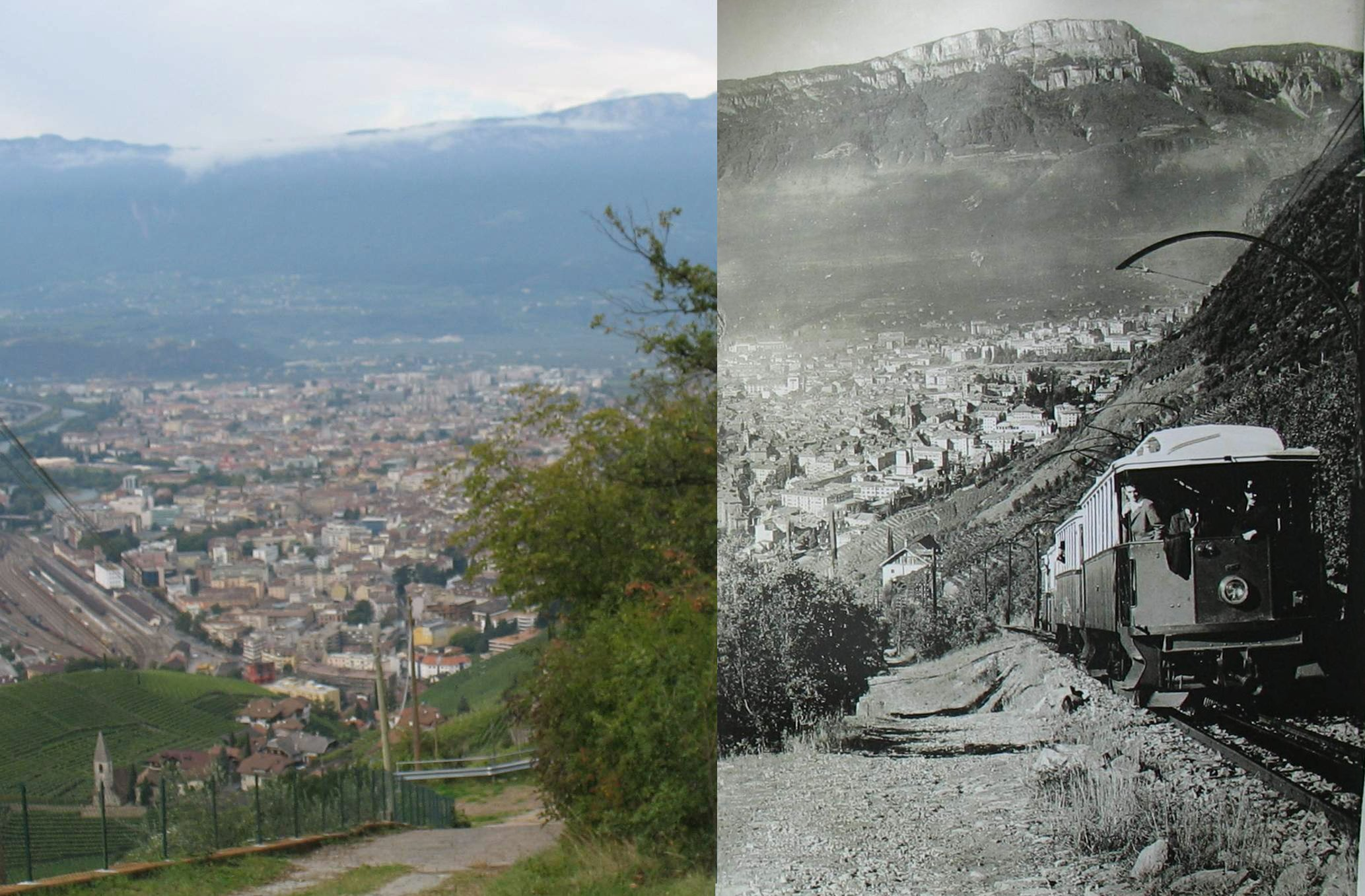
Bergfahrender Zug mit führendem Beiwagen, der in diesem Fall als mit Bremspersonal besetzter Vorstellwagen fungierte
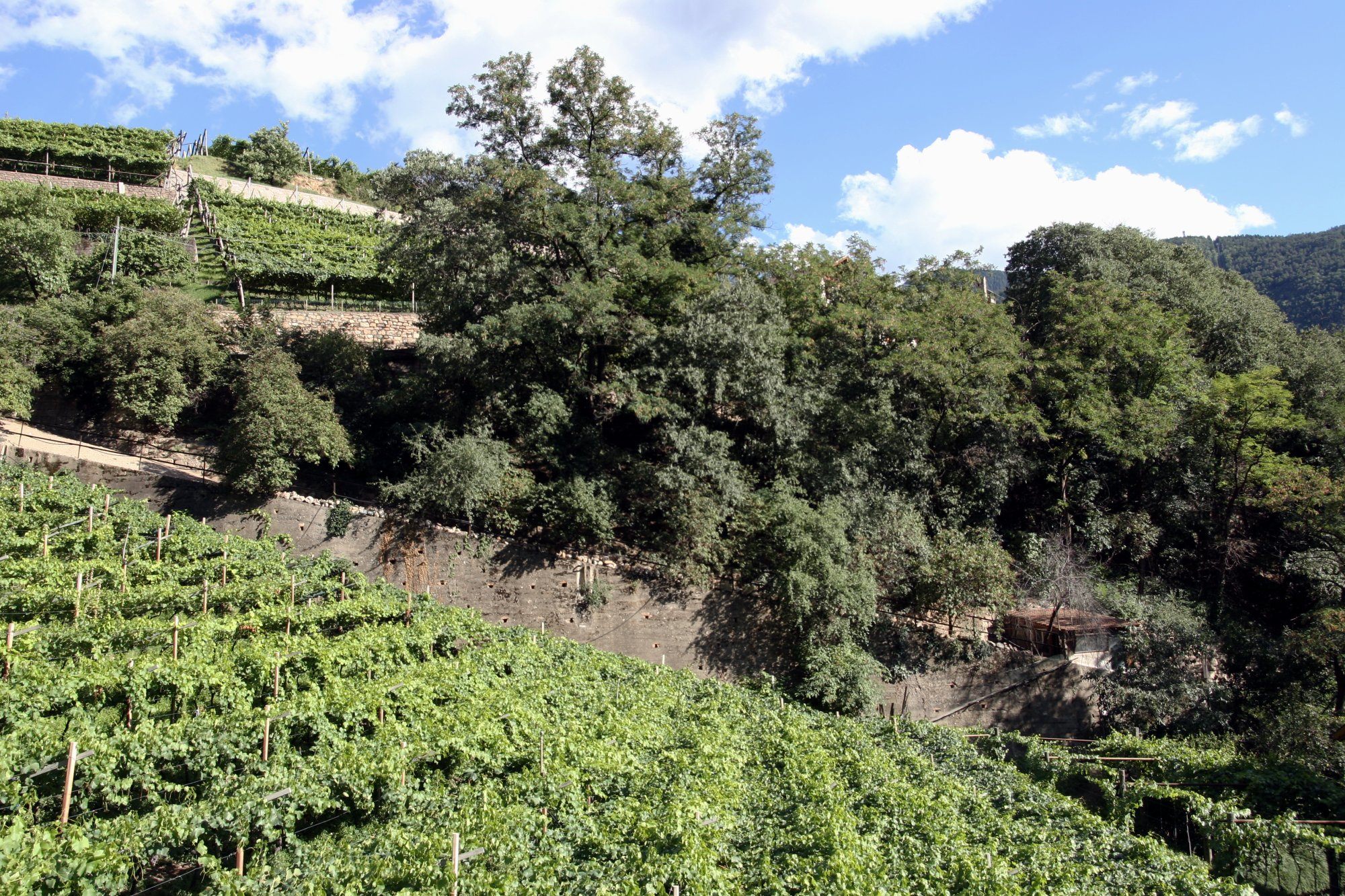
Aufgelassener Zahnstangenabschnitt oberhalb von Bozen

#### Zahnstange

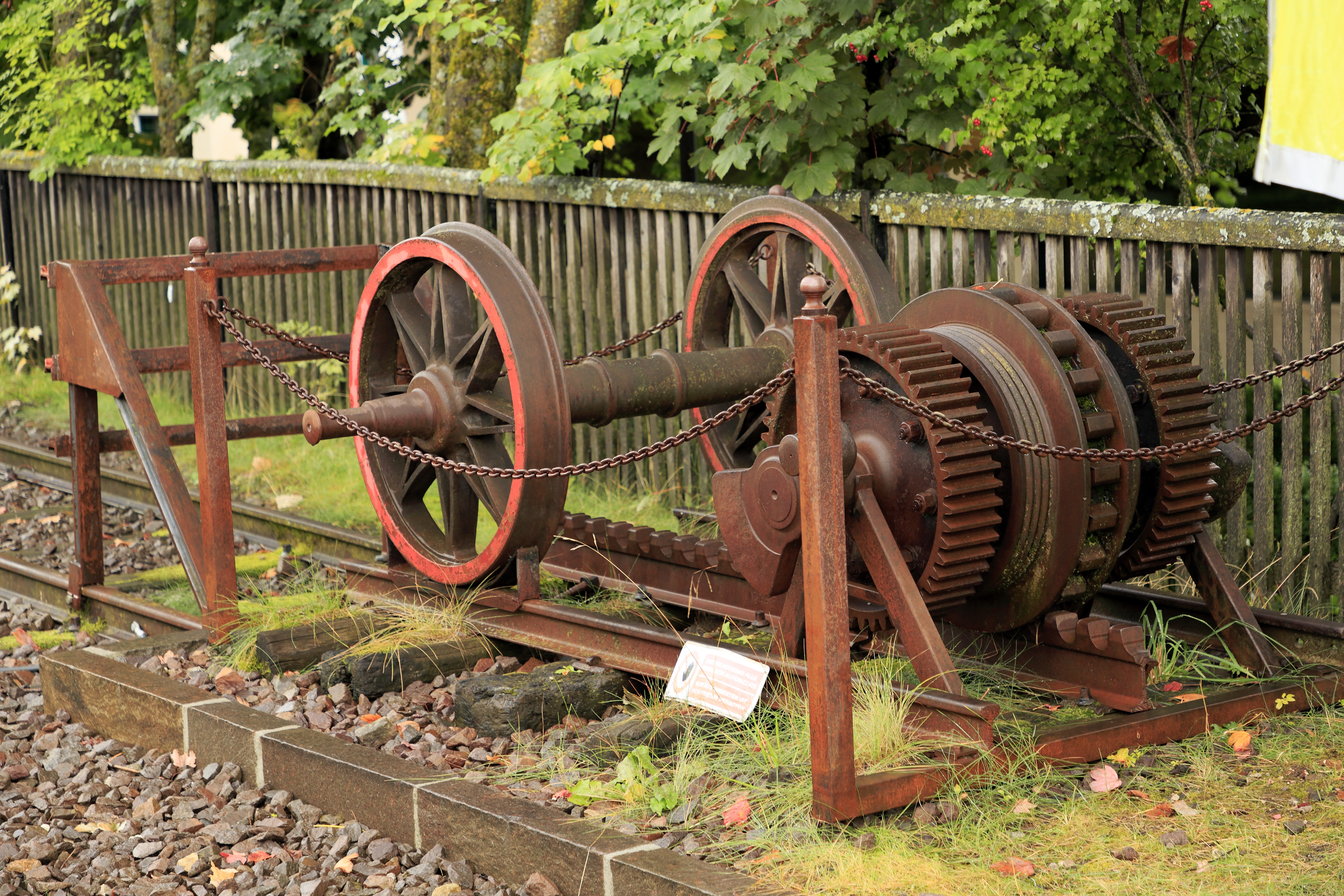
Radsatz und Triebzahnrad einer ausgemusterten Zahnradlokomotive als Denkmal in Oberbozen

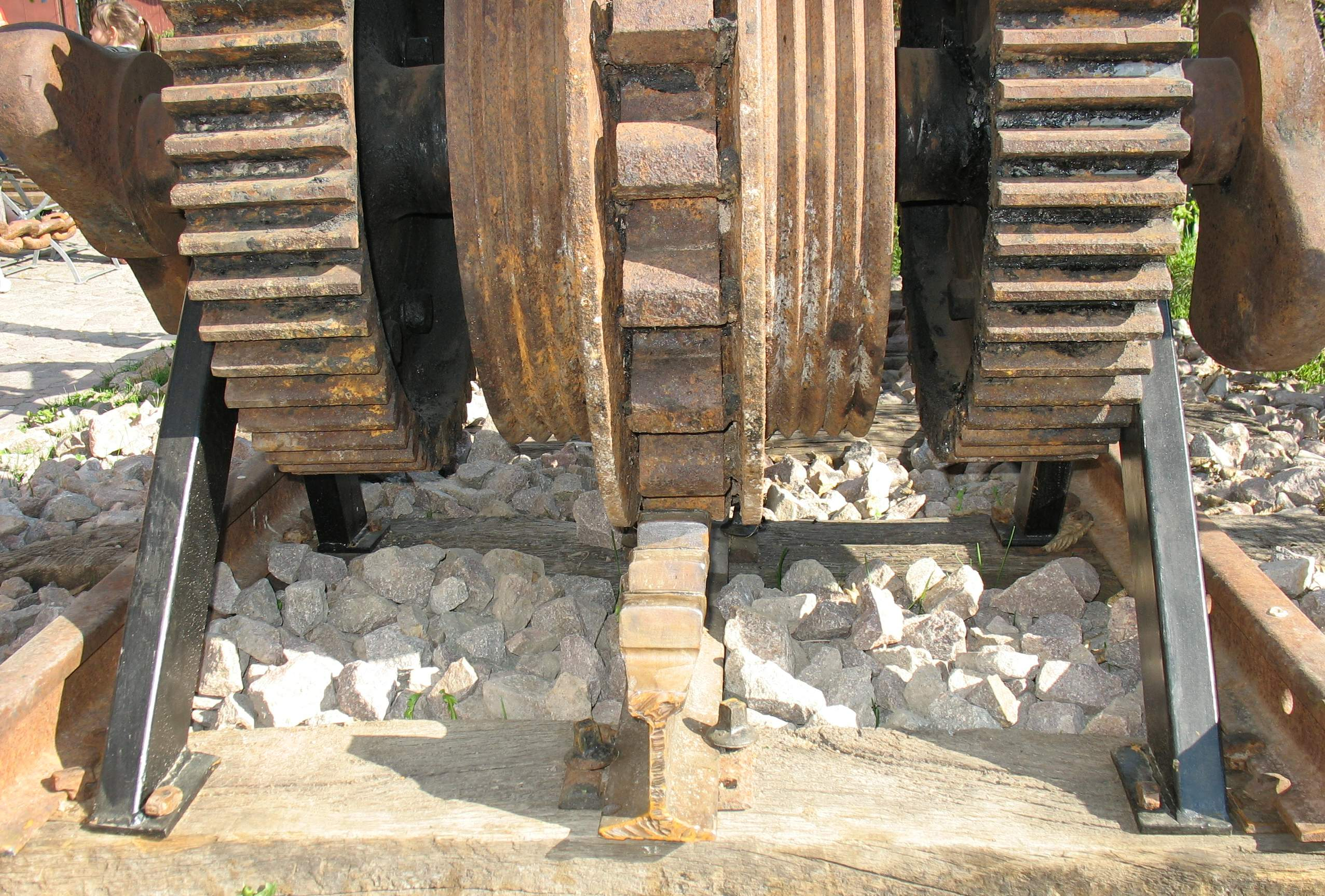
Detailansicht des Triebzahnrads und der Zahnstange

Die sehr massive Zahnstange der Rittner Bahn, die von den Ludwig von Roll'schen Eisenwerken aus Bern in der Schweiz hergestellt wurde, und aus Bochumer Stahl bestand, hatte insgesamt 40.600 Zähne, ein relativ geringes Metergewicht von 33,5 Kilogramm und bestand aus je 3,998 Meter langen Einzelsegmenten. Diese Länge wurde gewählt, damit unter Berücksichtigung der Zahnstangen-Wärmeausdehnung von zwei Millimetern, auf jeden Stoß der Fahrschienen je drei Zahnstangenstücke entfielen. Auch der Zahnstangenoberbau glich grundsätzlich früheren Ausführungen, insbesondere wiederum demjenigen der Kleinbahn Triest–Opicina. Technische Fortschritte waren jedoch die Länge der Zahnstangensegmente, sie waren zuvor üblicherweise ab Werk nur 3,5 Meter lang, sowie die Länge der Fahrschienen. Letztere waren bei der Rittner Bahn dreimal so lang wie ein Zahnstangenstück, während vormals ein Verhältnis von zwei zu eins Standard war.
Die Zahnstange lag durchgehend auf eisernen Unterlagsplatten, von denen je Zahnstangensegment drei gekröpft und zwei eben waren. Die gekröpften Platten lagen dabei mit ihrer talwärts gebogenen Nase am bergseitigen Rand der betreffenden Querschwelle auf und verhinderten dadurch ein Abwärtsgleiten der Zahnschiene. Bergseitig verliefen sie bündig mit der Schwellenkante. Ansonsten erfolgte die Befestigung der Zahnstange an den Schwellen mit Schrauben und Klemmplatten, diejenige der Stoßverbindung mit Winkellaschen. In der Mitte jeder Zahnstange befand sich zudem noch eine Zwischenlasche mit Aussparungen zum Einklinken der vorgenannten Klemmplatten.
Die Zahnhöhe der Zahnstange betrug 170 Millimeter, das heißt die Oberkante des Zahnstangenkopfes überragte die normalen Fahrschienen um 70 Millimeter. Die exakte Einhaltung dieses Höhenunterschieds war eine Grundbedingung für die Sicherheit des Betriebs, da bei einer höheren Differenz das Zahnrad auf dem Grund der Zahnlücke aufgestoßen wäre und damit ein seitliches Schwanken der Fahrbetriebsmittel verursacht hätte. Ein geringerer Höhenunterschied wiederum hätte einen ungenügenden Eingriff des Zahnrads zur Folge gehabt. Außerdem wäre durch eine Abweichung von den 70 Millimetern auch das ungehinderte Passieren der den Zahnstangenkopf verhältnismäßig eng umgreifenden Sicherheitszange verhindert worden. Zum richtigen Eingriff der Lokomotivzahnräder in die Zahnstange war es ferner notwendig, in den Bögen die Zahnschiene und die innere Fahrschiene bis zu 16 Millimeter zum Kurveninneren hin zu rücken. Trotz der geringen zulässigen Höchstgeschwindigkeit auf dem Zahnstangenabschnitt erwies es sich auch als zweckmäßig, in den schärferen Bögen der Steilstrecke auch die äußere Fahrschiene, mit maximal zehn Millimetern, leicht zu überhöhen. Übergangskurven wurden hingegen auf der Streilstrecke nicht eingeschaltet.
Die mittlere Zugfestigkeit der Zahnstange betrug circa 45 Kilogramm je Quadratmillimeter, die Dehnung 20 Prozent. Die Herstellung der Zahnstange erforderte größte Genauigkeit, wobbei das zuerst vollgewalzte Profil an der Basis der künftigen Zahnlücke zuerst mit zwei Bohrlöchern versehen wurde, von denen ausgehend die Lücke ausgesägt und anschließend durch Fräsen der keilförmige, nach außen abgeschrägte, Zahngrund gebildet wurde. Diese Konstruktion des Zahngrundes gewährleistete auch im Winter einen sicheren Betrieb, weil das Zahnrad der Lokomotive automatisch sich in der Zahnlücke bildendes Eis seitlich herausdrückte.
Am Anfang und am Ende der Zahnstange befanden sich, je circa vier Meter lange, federnde Einfahrtszungen, die im Wesentlichen wie das Einfahrtsstück der Achenseebahn konstruiert waren. Die Zungen waren an der Wurzel gelenkig und beweglich befestigt; mit ihrem freien Ende lagen sie so auf zwei starken Stahlfedern auf, dass sie durch die auffahrenden Lokomotiven abwärts gedrückt werden konnten. Die Zahnteilung dieser Einfahrtsbereiche unterschied sich etwas von der sonst üblichen. Sie war, je nach Lage am tal- oder bergseitigen Ende der Zahnstange, kleiner oder größer als normal. Gegen die Wurzel zu näherte sich die Zahnteilung immer mehr der regulären von 100 Millimetern an, bis diese schließlich ganz erreicht wurde. Die Zähne der Einfahrtszunge besaßen ferner anfangs eine geringere Höhe sowie einen rechteckigen Querschnitt. Sie nahmen erst allmählich mit ihrer Annäherung an die Zungenwurzel die normale Form an. Diese Konstruktion ermöglichte ein sicheres und stoßfreies Auffahren der Lokomotive auf die Zahnstange, da auch dann, wenn die Zähne der beiden Triebzahnräder der Lokomotive anfangs nicht richtig greifen sollten, dies während der Fahrt über die Einfahrtszunge durch Hereingleiten der Lokomotive herbeigeführt wurde.
Die rechteckigen Schwellen, an denen sowohl die Fahrschienen als auch die Zahnstange befestigt war, waren aus Lärchenholz gefertigt. Dieses Material war für eine Zahnradbahn ungewöhnlich – zuvor waren ausschließlich Eisenschwellen des Systems Heindl verwendet worden. Jedoch waren die Holzschwellen bedeutend günstiger und erwiesen sich letztlich als erfolgreich. Auf jedes Gleisjoch entfielen je 15 Schwellen, diese waren 180 Zentimeter lang, 20 Zentimeter breit, 15 Zentimeter hoch, wogen 53 Kilogramm und waren in einem Regelabstand von 87,5 Zentimetern verlegt. Auf jedes Zahnstangenstück entfielen demnach fünf Schwellen, im Bereich der Zahnstangenstöße betrug der Schwellenabstand ausnahmsweise nur 50 Zentimeter. Außerdem waren die Schwellen im Abstand von höchstens 100 Metern an talseitig angebrachten Traversen oder vertikal versenkten Schienenstücken, die teils im Fels und teils in eigens hergestellten Mauerwerkskörpern eingelassen waren, verankert. Diese Methode verhinderte das talseitige Abgleiten des Oberbaus.
Die Einfahrten am oberen und unteren Ende der Zahnstange konnten dabei in laufender Strecke in waagrechter Lage angeordnet werden, so dass im Bozener Rittnerbahnhof sowie in Maria Himmelfahrt ausschließlich Reibungsbetrieb stattfand. Deshalb mussten allerdings die Zahnradbahnlokomotiven zusätzlich für den Adhäsionsbetrieb ausgelegt werden. Dies war jedoch immer noch deutlich günstiger, als in beiden genannten Stationen jeweils mehrere Weichen und Gleise mit Zahnstangen auszurüsten.

#### Viadukt, Dämme und Stützmauern

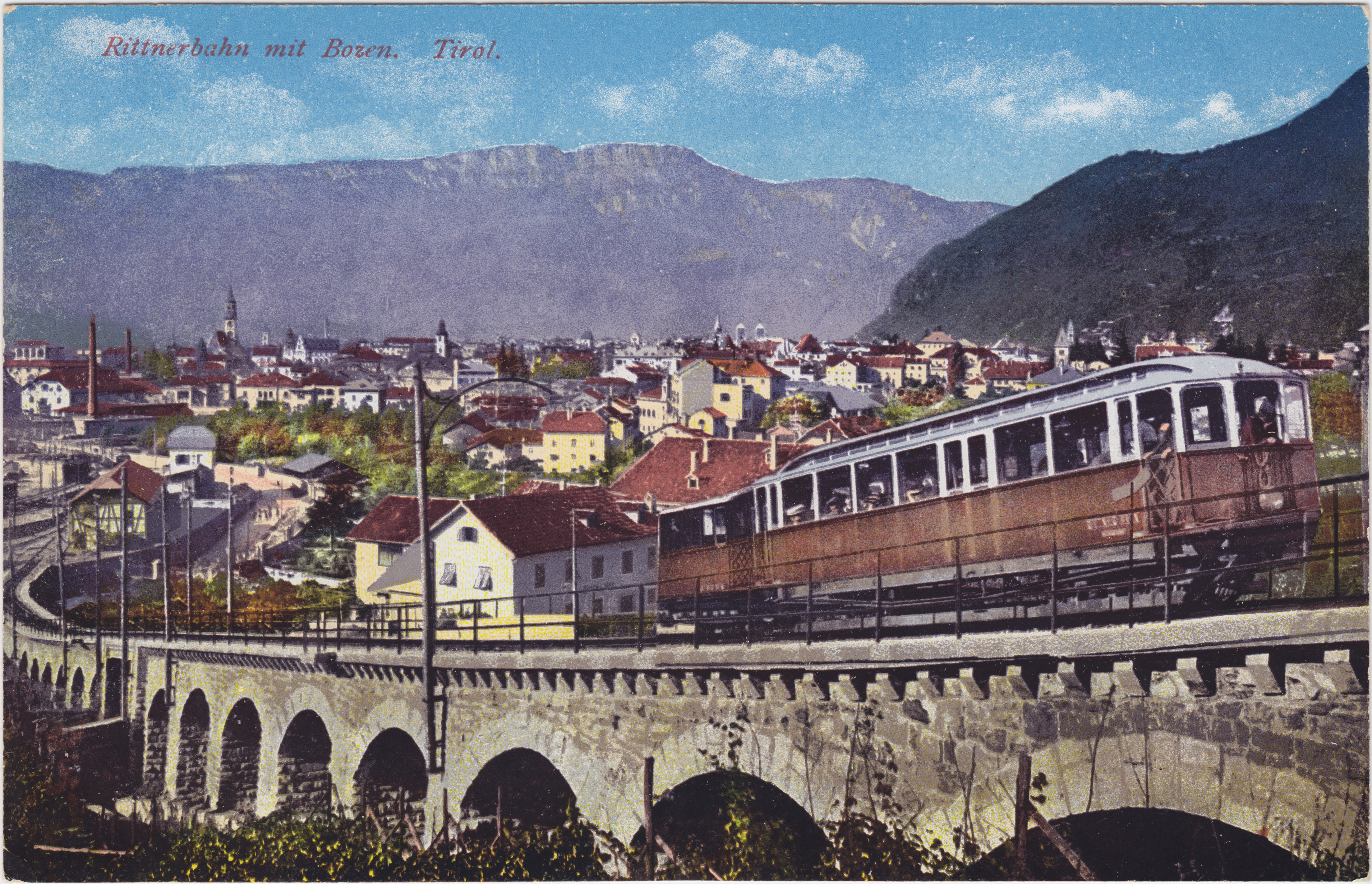
Das 150 Meter lange Viadukt am unteren Ende des Zahnstangenabschnitts

Nördliches Widerlager der ehemaligen Brücke über die Brennerstraße

Direkt am Beginn der Steilstrecke passierte die Bahn ihr größtes Kunstbauwerk, das 150 Meter lange Viadukt beim Bahnkilometer 1,02, welches den Übergang zwischen Talsohle und Berglehne vermittelte. Es bestand aus 16 gewölbten Öffnungen zu je 6,0 Metern Lichtweite, die aus lagerhaftem Bruchstein in Portlandzement-Mörtel gefertigt wurden. Die Gewölbe waren, mit Rücksicht auf die beträchtliche Nivellette, als ansteigende Stichbögen ausgeführt. Hierdurch wurde weniger Material in Anspruch genommen und das Auftreten von Zugspannungen vermieden. Die statische Untersuchung ergab als zweckmäßigste Form der Gewölbeachse einen Korbbogen mit Radien von 6,05 und 4,20 Metern, der sich eng an die parabolische Drucklinie anschmiegt. Die Betonkonsolen an der Viaduktkrone waren dabei so angebracht, dass zwischen den eisernen Geländerstäben und der äußersten Kante der Fahrbetriebsmittel ein Zwischenraum von 60 Zentimetern frei blieb. Zur gefahrlosen Begehung des Viaduktes während des Betriebs wurden zudem noch mehrere Rettungsnischen angebracht. Die Nivellette der Fahrbahn des Viaduktes war im Wesentlichen dadurch bedingt, dass die zu überquerende Brennerstraße, damals an dieser Stelle noch Reichsstraße, mit einer mittleren lichten Höhe von 4,70 Metern zu übersetzen war. Es ergab sich daraus eine mehrfach gebrochene Nivellette, die aus der Horizontalen in die Maximalsteigung überführt. Insgesamt waren in das große Viadukt letztlich zwei Stahlträgerbücken integriert, neben der bereits genannten über die Brennerstraße, die sieben Meter lang war, eine zweite über die Bozner-Boden-Straße, diese wies eine Länge von sechs Metern auf. Von den 16 Bögen des Viadukts lagen dabei sieben zwischen den beiden genannten Straßen und neun jenseits der Reichsstraße. Das Viadukt war im ersten Abschnitt 16,8 Prozent steil, bevor dann im zweiten Abschnitt die Maximalsteigung des Zahnstangenabschnitts von 25,5 Prozent erreicht wurde. Darüber hinaus querte in Untermagdalena ein kleineres Viadukt den dortigen Fahrweg.
Im oberen Bereich des Zahnstangenabschnitts, kurz nach dem Tunnel, war die Aufschüttung eines bis zu 30 Meter hohen Damms erforderlich. Darüber hinaus mussten in großer Zahl einseitige Stützmauern errichtet werden. Sie waren meist aus Trockenmauerwerk hergestellt und unter 1:1 bis 1:2/5 geböscht. Die nötigen Steinblöcke hierfür sowie das benötigte Schottermaterial lieferte ein Steinbruch am Abhang des Hörtenbergs im Norden Bozens, beides wurde mit der Hand behauen.

Nach der Einstellung des Zahnradbetriebs wurden die Viaduktbögen verfüllt
Viadukt in Untermagdalena
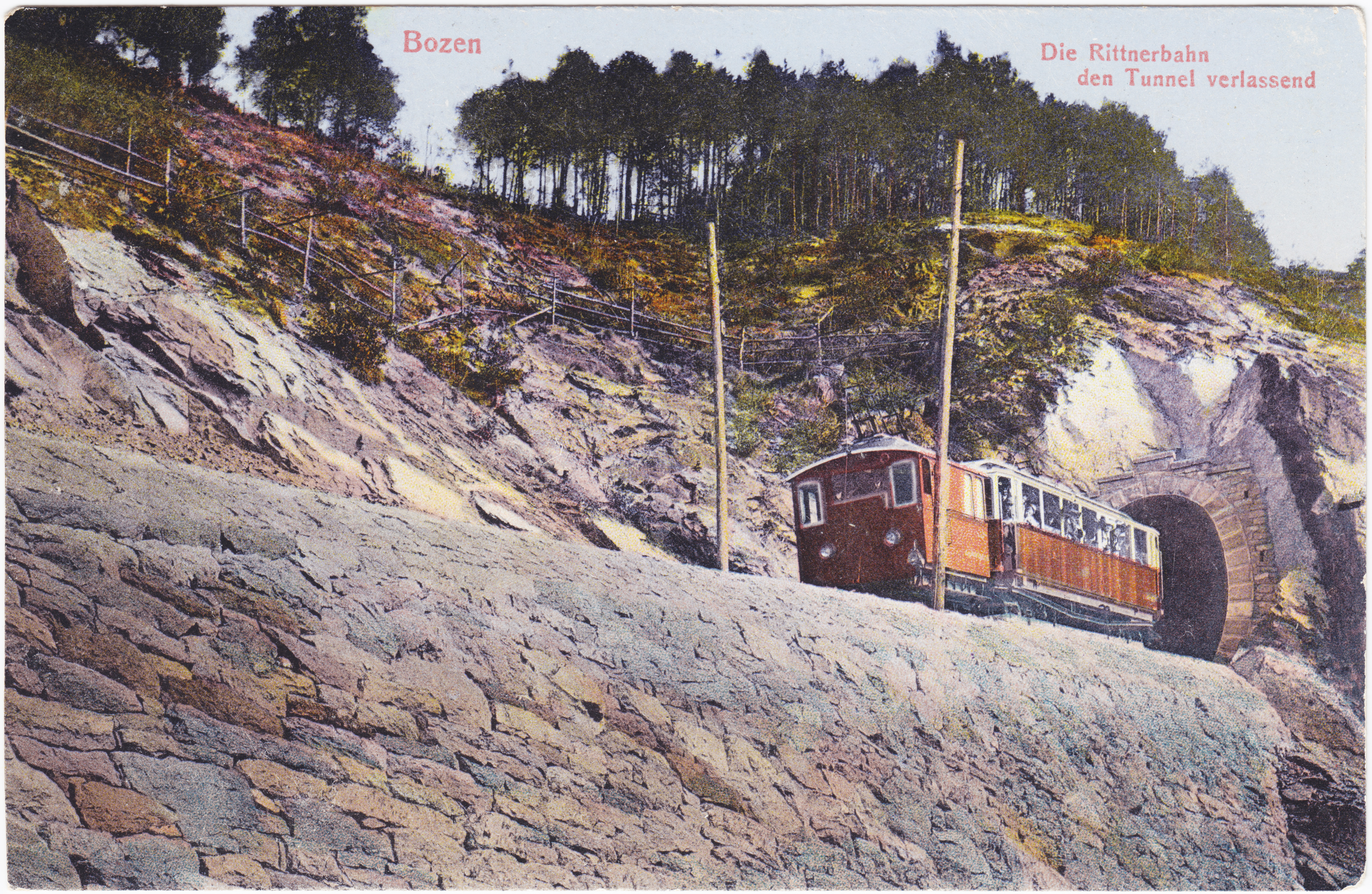
Typisch für die Steilstrecke waren die teilweise recht hohen Stützmauern, so wie hier vor dem Tunnel
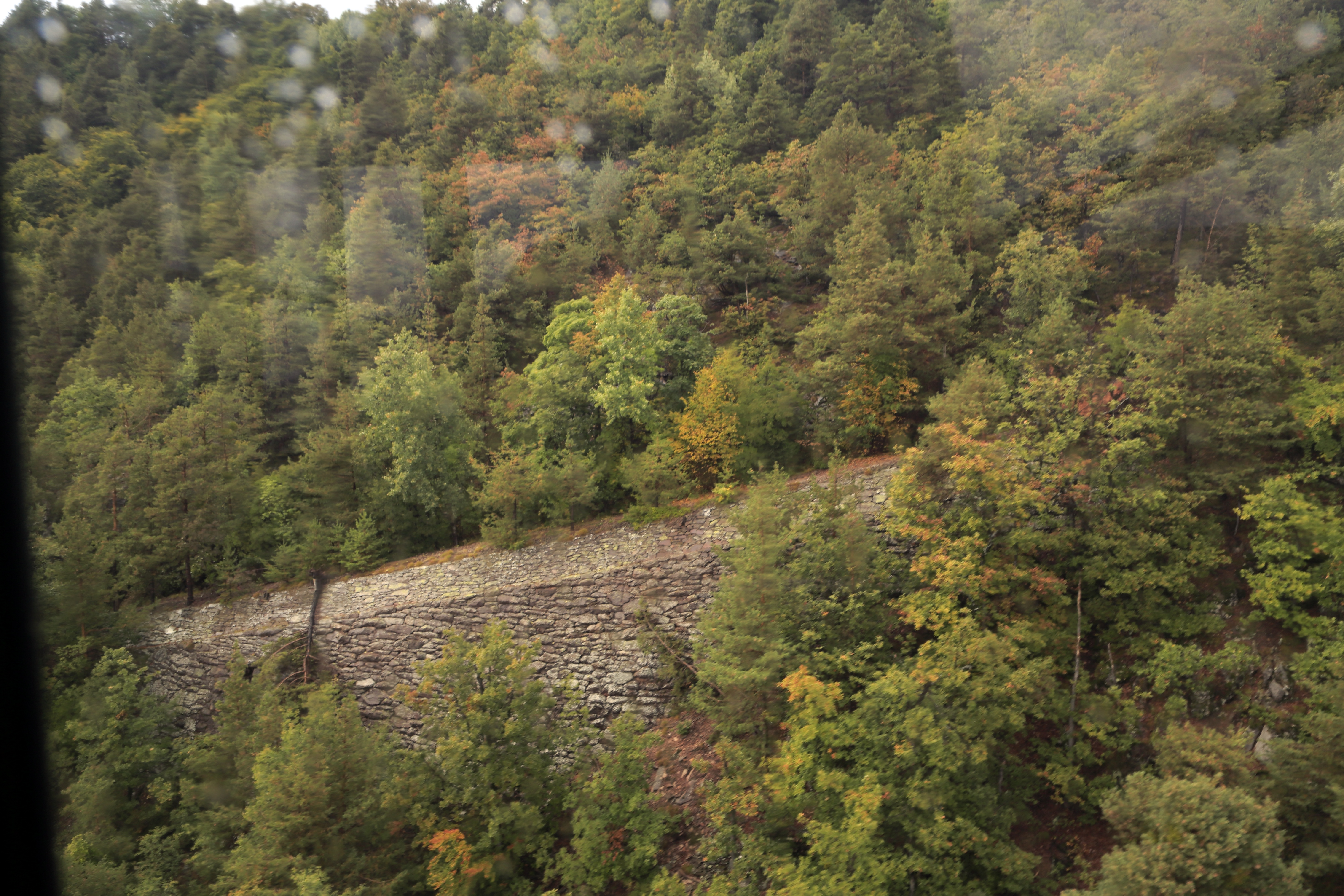
Stützmauer zwischen dem Tunnel und Maria Himmelfahrt, aufgenommen aus der Seilbahn
Rettungsnische auf dem Damm zwischen Tunnel und Maria Himmelfahrt

#### Tunnel
Der einzige Tunnel der Strecke befand sich bei Kilometer 3,790, wo ein Felssporn passiert werden musste. Er war 60 Meter lang, namenlos und verlief teils gerade und teils in einem Bogen mit einem Radius von 80 Metern. Eine Verminderung der Steigung fand nicht statt. Der Scheitel des durchwegs ausgemauerten Bauwerks mit ovalem Querschnitt liegt, senkrecht zur Nivellette gemessen, 4,70 Meter über Schwellenoberkante, seine größte Breite beträgt in der Geraden 4,04 und im Bogen 4,26 Meter. Im Tunnel war der Fahrdraht direkt an der Decke aufgehängt. Der Tunnel blieb als Teil eines Wanderpfads erhalten und wird auch zur geschützten Abstellung von landwirtschaftlichen Geräten benutzt.

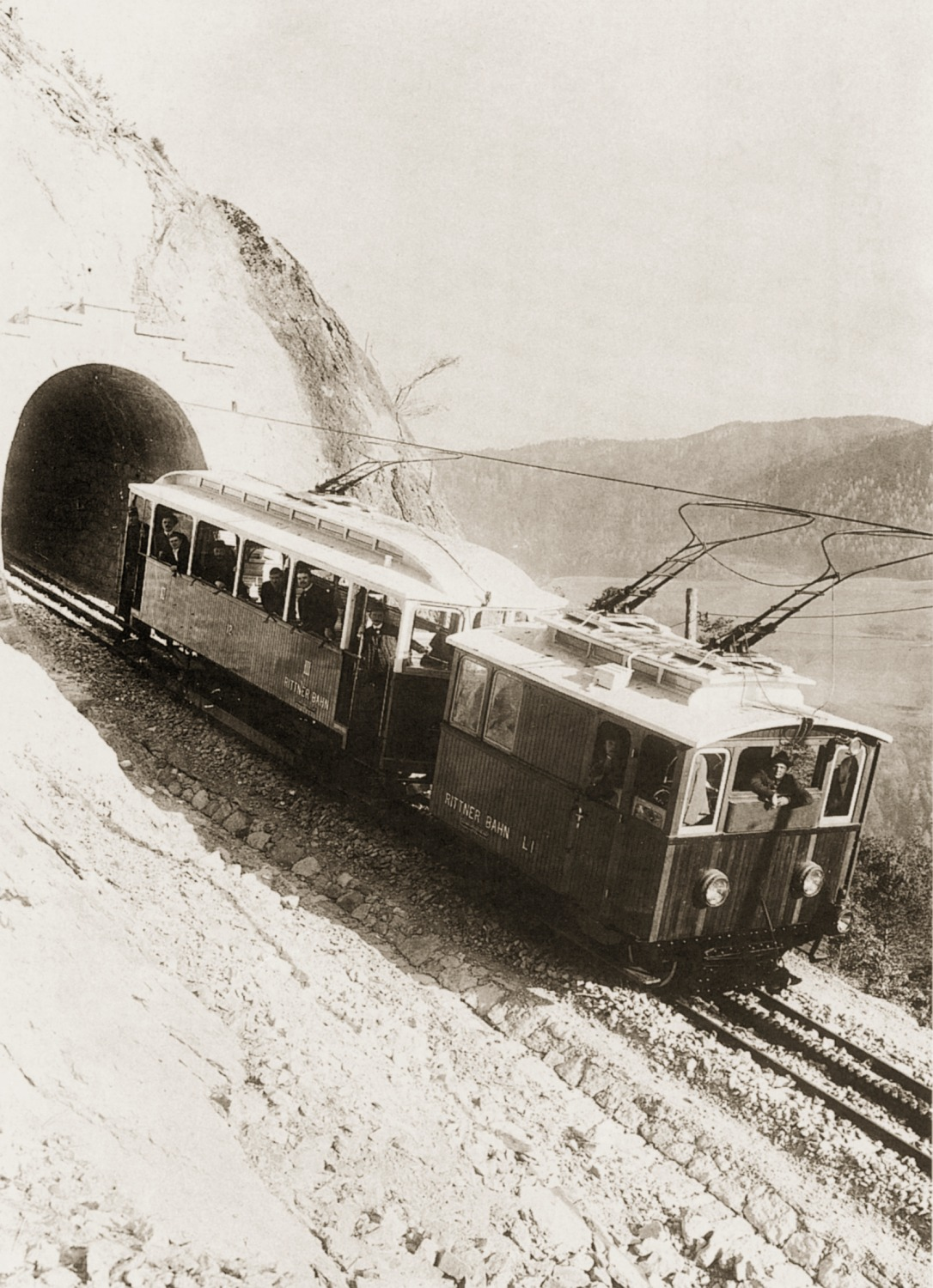
Der einzige Tunnel der Strecke lag in der oberen Hälfte des Zahnstangenabschnitts
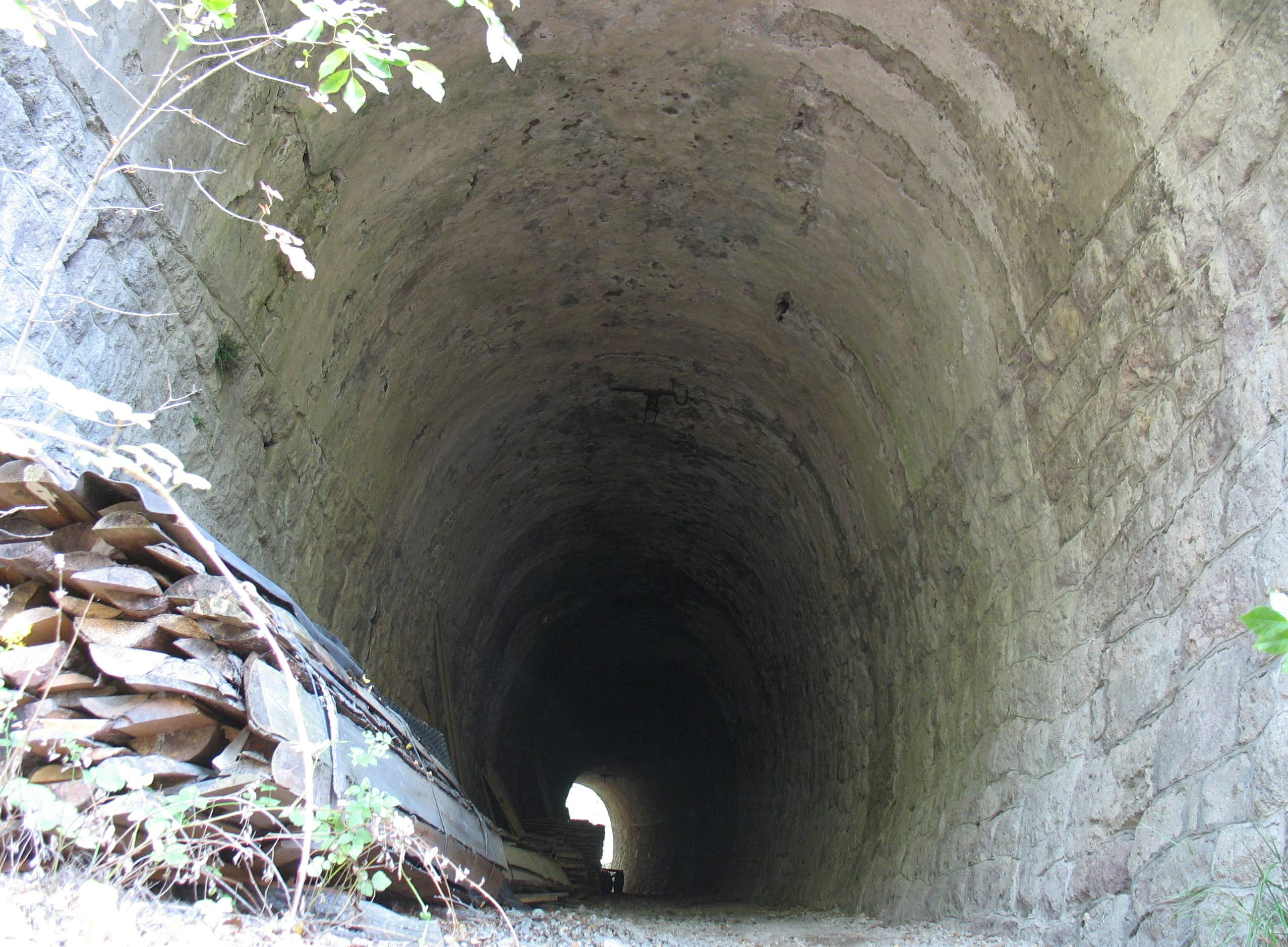
Talseitiger Tunneleingang
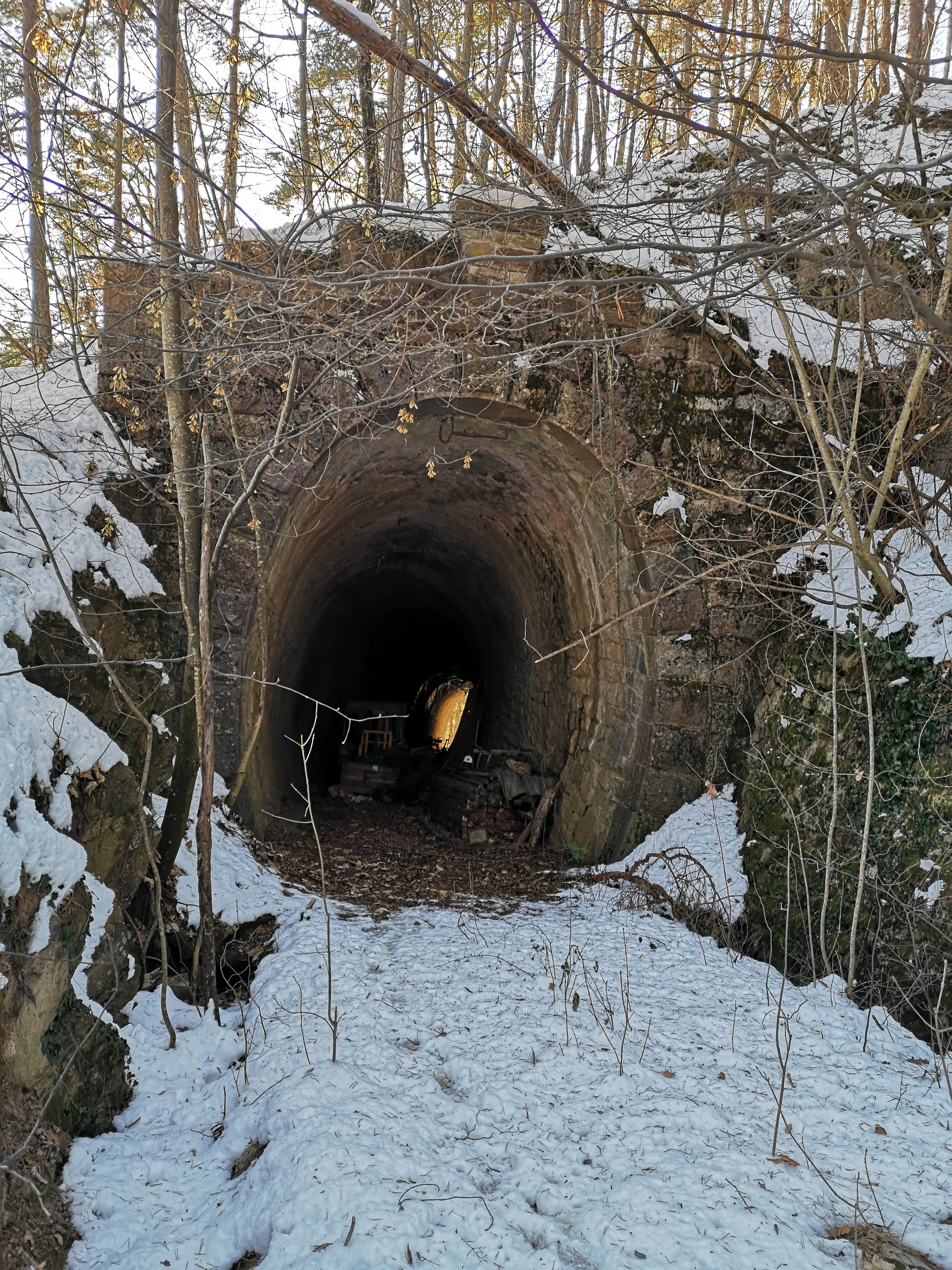
Bergseitiger Tunnelausgang
Detailansicht der Oberleitungsaufhängung

### Adhäsionsstrecke auf dem Ritten

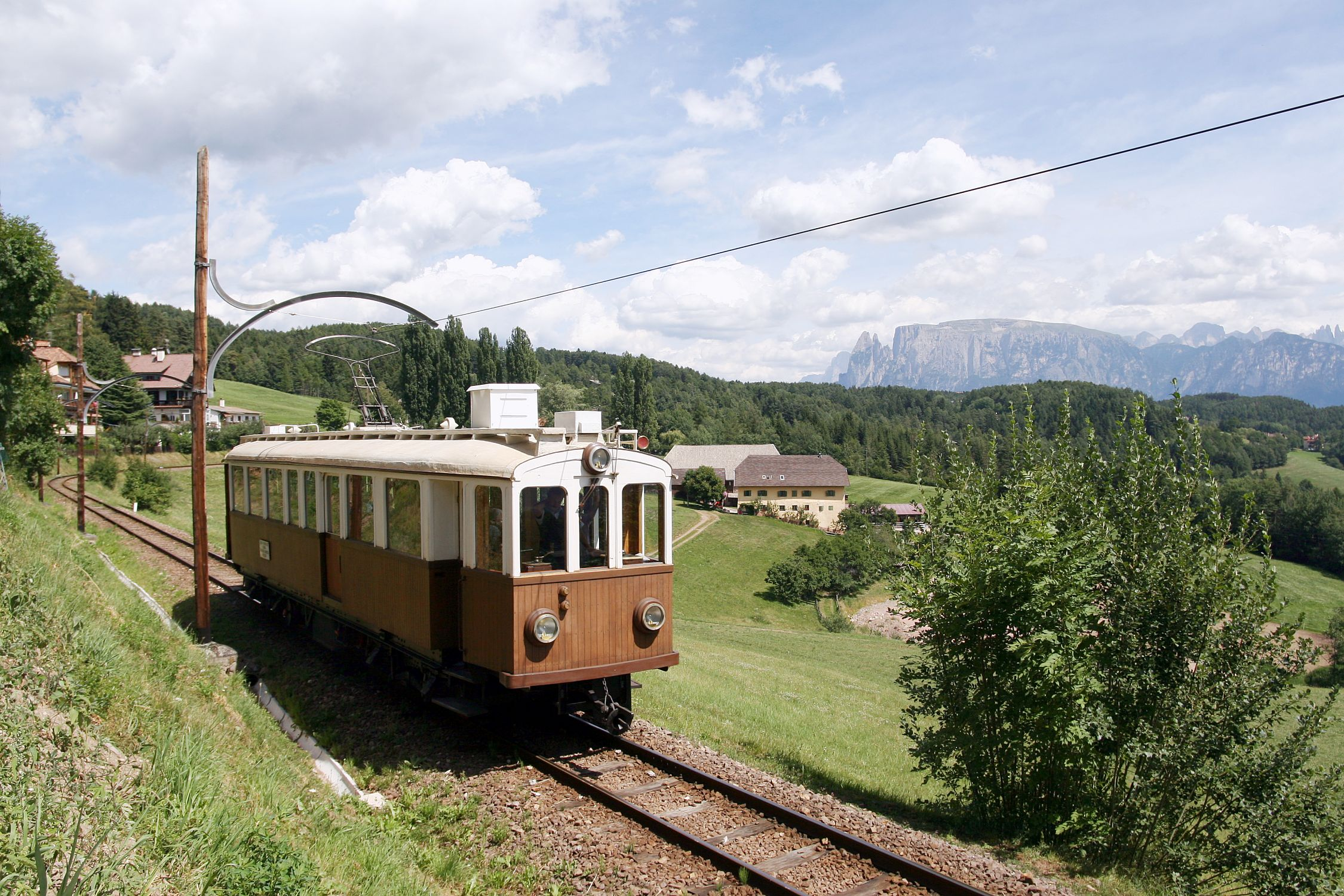
Dolomitenpanorama bei Oberbozen, charakteristisch für die Strecke sind die hölzernen Oberleitungsmasten

Im Bahnhof Maria Himmelfahrt erreichten die Züge schließlich das Hochplateau des Ritten. Dort wurde die Zahnradlokomotive abgekuppelt, und der Triebwagen setzte wieder vor den Beiwagen und/oder die Güterwagen um, bevor die Fahrt anschließend in Richtung Klobenstein fortgesetzt werden konnte, die ursprünglich etwa 27 Minuten dauerte. Der obere Adhäsionsabschnitt weist zwischen Maria Himmelfahrt und Oberbozen seine Maximalsteigung von 4,5 Prozent auf. Anschließend verläuft die Trasse fast eben bis Wolfsgruben, um ab dort mit maximal 3,0 Prozent zum Kulminationspunkt Lichtenstern anzusteigen. Zwischen der höchsten Stelle und dem Endbahnhof beträgt das maximale Gegengefälle wiederum 3,0 Prozent. Die Gefällsbrüche sind mit Bögen mit einem Radius von 500 Metern ausgerundet. Bis auf drei kleinere Brücken über den Rivelaunbach, das Zaberbachl und den Klobensteinerbach sowie zwei gemauerte Durchlässe vor dem Bahnübergang Mayr-Nusser-Weg sowie beim Weidacherhof weist die Strecke auf dem Rittner Hochplateau keine weiteren Kunstbauten auf.
Die Kronenbreite des Bahndamms auf dem Adhäsionsabschnitt beträgt 3,40 Meter, der kleinste Gleisbogenhalbmesser 50 Meter, wobei bei Bögen mit Halbmessern unter 150 Metern parabolische Übergangskurven und Schienenüberhöhungen bis zu 65 Millimetern Verwendung fanden. Der Schotterunterbau hat mit 2,40 Metern die gleichen Ausmaße wie auf dem ehemaligen Zahnstangenabschnitt. Die Vignolschienen auf der Reibungsstrecke waren ursprünglich nach System „XXX“ normiert, hatten eine Länge von neun Metern sowie ein Metergewicht von 17,89 Kilogramm, womit sie leichter waren als auf dem Zahnstangenabschnitt. Ihre Tragfähigkeit betrug 3635 Kilogramm; hier Gewicht einzusparen war möglich, da auf der Reibungsstrecke im Regelfall kein Lokomotivbetrieb stattfand. Die Schienen sind in Abständen von 75 Zentimetern auf – Stand Juli 1985 insgesamt 11.151 – Holzschwellen befestigt, das heißt auf jedes Gleisjoch entfallen zwölf Schwellen.
Die auf der Rittner Adhäsionsstrecke zulässige Höchstgeschwindigkeit betrug ursprünglich 18 km/h, später auf 25 km/h erhöht, heute sind maximal 30 km/h erlaubt. Aufgrund des leichteren Schienenprofils war auch das zugelassene Höchstgewicht der Züge mit 35 Tonnen entsprechend niedriger als auf dem Zahnstangenabschnitt, zudem durften sie auf dem Ritten nur maximal sechs Achsen haben. Die durch dünn besiedeltes Gebiet führende und sehr kurvenreiche Adhäsionsstrecke auf dem Ritten verläuft, vollständig abseits der Straße trassiert, abwechselnd durch Bergwiesen und Lärchen- beziehungsweise Mischwälder. Sie bietet rechterhand Ausblicke auf die Gebirgsstöcke der westlichen Dolomiten – den Latemar, den Rosengarten, das Schlernmassiv und die Geislergruppe.

### Elektrische Infrastruktur

#### Stromversorgung

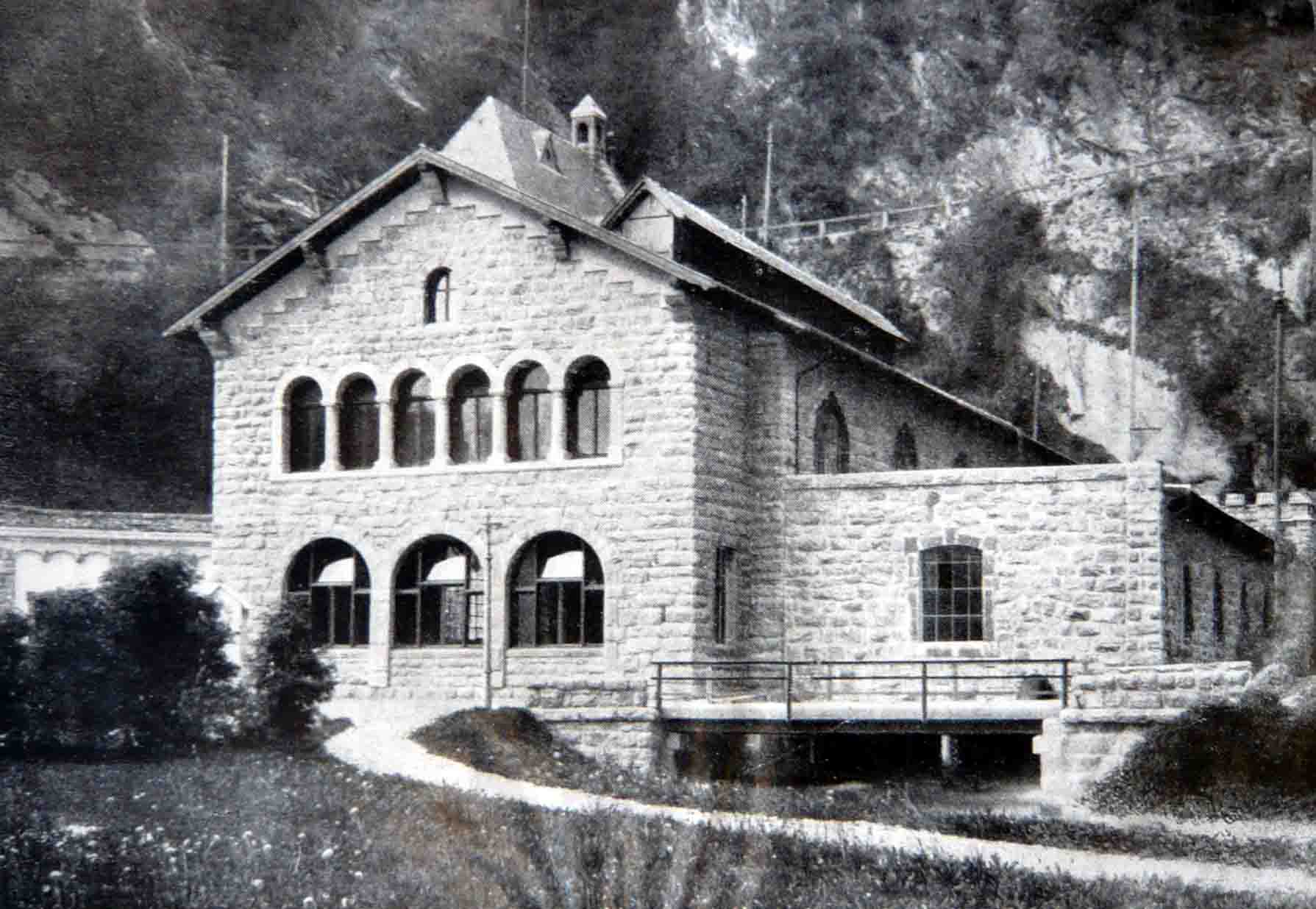
Das 1898 fertiggestellte Töllwerk versorgte die Rittner Bahn von Beginn an mit Strom aus Wasserkraft

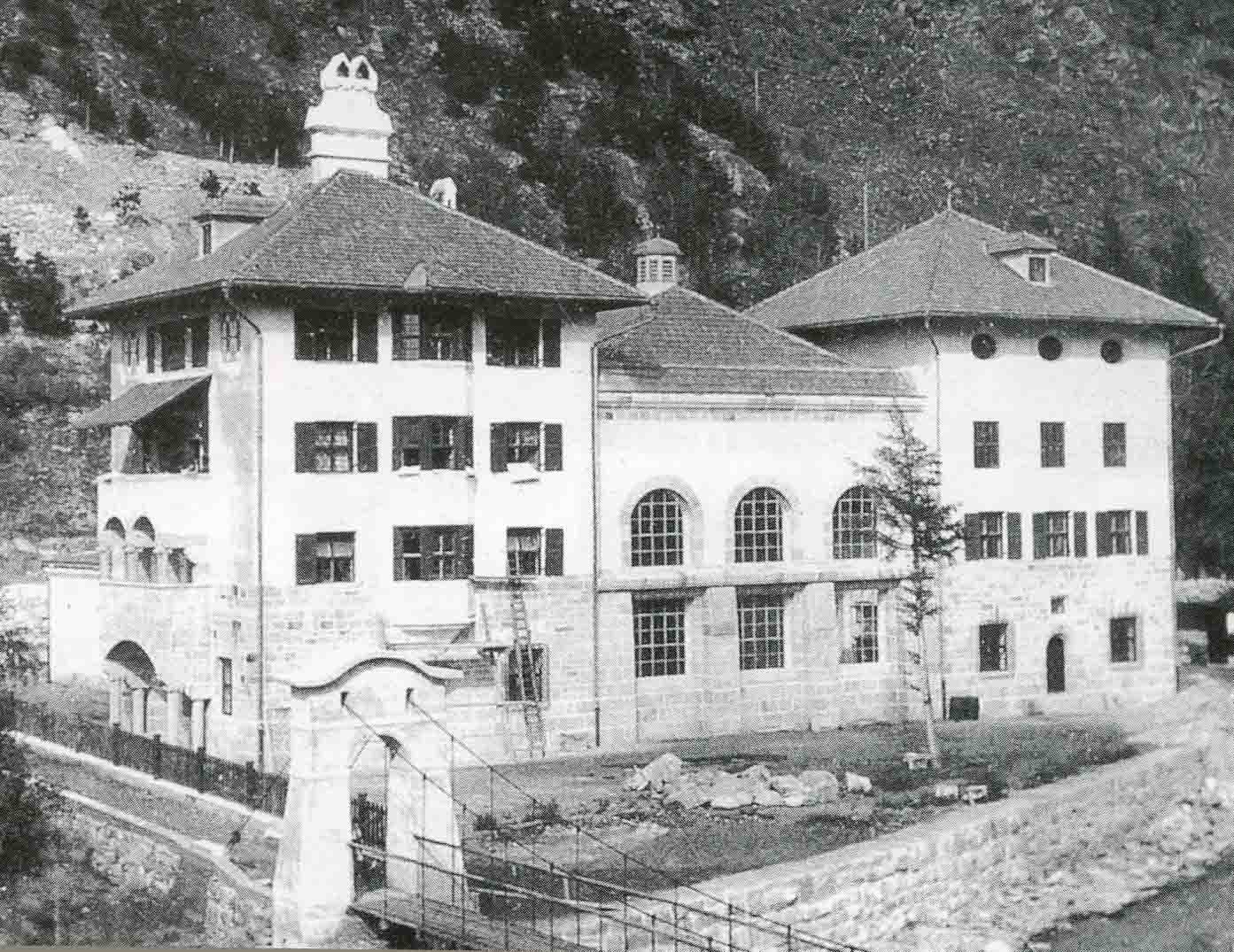
Das Schnalsbachwerk fungierte ab 1912 als zusätzlicher Stromlieferant der Bahn

Für die Bemessung der Leistungsfähigkeit der gesamten elektrischen und maschinellen Einrichtungen der Rittner Bahn diente als Grundlage ein Betriebsprogramm mit stündlich verkehrenden und durchschnittlich je 80 Personen fassenden Zügen. Entsprechend diesem Stundenverkehr waren ab 1909 vier Einheiten für den Personenverkehr vorgesehen, von denen drei gleichzeitig im Dienst standen und die vierte als Reserve diente. Von den vier Zahnradlokomotiven waren hingegen immer nur zwei in Betrieb und zwei in Reserve.
Hintergrund dieses Fahrplankonzepts war die Ausrüstung der Lokomotiven mit Nutzbremsen für den Rekuperationsbetrieb. Dieser funktionierte am effizientesten, wenn ein talwärts fahrender Zug einen gleichzeitig bergwärts fahrenden mit Energie versorgte. Die höchste Dauerleistung des Kraftwerks trat hingegen dann ein, wenn sich im Zahnstangenabschnitt nur ein Zug auf Bergfahrt, aber keiner auf Talfahrt befand. Die Beanspruchung des Kraftwerks betrug in letzterem Fall 250 Kilovoltampere. Hierbei war bereits der vergleichsweise geringe Strombedarf eines dritten Zugs auf der Adhäsionsstrecke einkalkuliert.
Die Energie für den Betrieb der Rittner Bahn lieferten die Etschwerke. Der Bahnstrom wurde vom 1898 fertiggestellten Töllwerk in Algund, sowie ab 1912 auch vom damals eröffneten Schnalsbachwerk im Schnalstal, das vom Schnalser Bach gespeist wurde und mit ersterem hydraulisch gekuppelt war, produziert. Die beiden genannten Wasserkraftwerke versorgten darüber hinaus auch den ersten Teil der Mendelbahn sowie die Überetscher Bahn mit elektrischer Energie. Der Strom für die Rittner Bahn wurde via Meran und Bozen mittels einer 10.000-Volt-Drehstrom-Hochspannungsleitung zugeführt. Hierbei war zwischen dem Töllwerk und der Umformerstation der Rittner Bahn eine Entfernung von etwa 37 Kilometern zu überbrücken, vom Schnalsbachwerk waren es 47,5 Kilometer. Die Zuleitung hatte eine Leistung von 46 Perioden in der Sekunde und bestand aus drei Drähten mit einem Querschnitt von jeweils 70 Quadratmillimetern zwischen Meran und Bozen und 25 Quadratmillimetern zwischen Bozen und der Umformerstation. Durch die dickeren Kabel wurden allerdings gleichzeitig auch Bozen, Gries, Oberau, Leifers, das Überetsch sowie das gesamte Etschtal mit Strom versorgt.

#### Umformung
In der Umformerstation auf halber Höhe und in der Mitte des Zahnstangenabschnitts, das heißt an der aus Sicht der Stromversorgung her günstigsten Stelle, existierten zwei voneinander unabhängige Umformereinrichtungen. Zunächst wurde die vom Kraftwerk vorgegebene Spannung mittels einem 300-Kilovoltampere-Transformator von 10.000 Volt auf 3000 Volt Drehstrom reduziert und mit dieser Spannung eine Drehstrommaschine versorgt. Diese leistete, je nach Quelle, 325 oder 322 Pferdestärken und war als Induktionsmotor mit Kurzschlussanker respektive Käfiganker konstruiert, um eine möglichst einfach handhabbare Anlage zu schaffen. Ein Synchronmotor hätte diesem Anspruch hingegen nicht genügt, da das unvermeidliche Synchronisieren bedeutend höhere Ansprüche an die Geschicklichkeit des Bedienpersonals gestellt hätte, als das einfache Einschalten eines Ölschalters bei erreichter Drehzahl. Die Inbetriebsetzung des Umformers erfolgte von der Gleichstromseite aus, in dem der Generator von der Pufferbatterie mittels Anlasswiderstand auf die richtige Drehzahl gebracht wurde.
Die Drehstrommaschine lief mit, je nach Quelle, 960 oder 900 Umdrehungen in der Minute und war, mittels lederner Treibriemen, direkt mit einem Gleichstromgenerator respektive Motorgenerator gekuppelt. Entsprechend der verhältnismäßig hohen Spannung war letzterer mit vier Wendepolen ausgestattet. Die Lederbandkupplung an Stelle einer starren Verbindung – die mit nur drei Lagern ausgekommen wäre – wurde vor allem gewählt, weil keine maschinelle Reserve vorhanden war. Bei etwaigem Defekt des hauptsächlich gefährdeten Ankers der Gleichstrommaschine musste das Personal daher mit geringem Zeitaufwand einen vorhandenen Reserveanker einsetzen. Der Umformer hatte bei Volllast 0,89 Prozent Nutzeffekt bei einem Kosinusquadrat 0,92 und einem Schlupf von 1,2 Prozent. Auf diese Weise wurde die für den Bahnbetrieb benötigte Nennspannung von ursprünglich 750 Volt Gleichstrom erzeugt und direkt an der Umformerstation in die Oberleitung eingespeist.
Die direkte Verwendung des vom Kraftwerk erzeugten Drehstroms hätte hingegen einen Schutz der Speisekabel gegen Blitzschäden sowie eine aufwändigere zweipolige Oberleitung erfordert, dies war wegen der Stromstöße ausgeschlossen. Zudem fiel der Wirtschaftlichkeit der Stromumformung, wie bei den meisten Wasserkraftanlagen, keine entscheidende Rolle zu, weshalb sich der Betreiber für die gewählte Lösung entschied. Zudem ermöglichte nur sie den betriebssicheren und wirtschaftlichen Betrieb mittels Rekuperation und Pufferbatterie. Bei direkt mit Drehstrom betriebenen Zahnradbahnen, namentlich die Jungfraubahn, war die Rekuperation zwar ebenfalls möglich, erforderte jedoch kompliziertere elektrotechnische Anlagen, wie etwa künstlich gekühlte Widerstände. Solche Anlagen erzeugten daher damals schlechtere Betriebsergebnisse.

#### Pufferbatterie
Der für den Betrieb benötigte Gleichstrom wurde in der Umformerstation außerdem in einer, parallel mit dem Umformer arbeitenden, Akkumulatoren-Batterie nach dem System von Henri Tudor gespeichert. Sie bestand aus 364 hintereinander geschalteten Zellen mit einer Kapazität von 296 Amperestunden bei einstündiger Entladung und 352 Amperestunden bei zweistündiger Entladung. Die Batterie war in Glasgefäßen eingebaut, die eine Erweiterung der Kapazität um 50 Prozent gestattet hätten. Das Aufladen der Batterie erfolgte unter Zuhilfenahme eines Zusatzmaschinensatzes, der aus einem Drehstrom-Kurzschlussmotor, direkt und elastisch gekuppelt mit einem Gleichstrom-Dynamo, bestand. Der Motor des Zusatzmaschinensatzes war für eine Spannung von, je nach Quelle, 115 oder 100 Volt gewickelt und wurde von einem Transformator gespeist, der gleichzeitig die Beleuchtung der Umformerstation besorgte.
Um den Motorgenerator ohne besondere Hilfsapparate anlassen zu können, besaß der Transformator Mittelklemmen, welche die halbe Spannung abnehmen konnten. Beim Anlassen wurden dem Motor 50 Volt zugeführt. Bei dieser Spannung entstand kein übermäßiger Stromstoß, das Drehmoment reichte jedoch aus, um den leerlaulenden Maschinensatz auf die notwendige Drehzahl zu bringen. Hierfür wurde lediglich ein dreipoliger Umschalter benötigt. Eine entsprechende Schaltanlage ergänzte die Einrichtungen der Umformerstation.
Auch bezüglich dieses Pufferbatteriebetriebs diente die Kleinbahn Triest–Opicina als Vorbild. Maßgeblich war hierbei in erster Linie der Wunsch nach einer betriebssicheren Talfahrt der vergleichsweise schweren Züge, die durch die Rekuperationsfähigkeit der Lokomotiven gewährleistet war. Erst an zweiter Stelle folgte der wirtschaftliche Vorteil der Nutzbremsung sowie der Pufferbatterie, die zur Aufnahme der Stromstöße und zur Speicherung des bei der Talfahrt zurückgewonnenen Stroms diente. Letzteren erzeugten die talfahrenden Zahnradlokomotiven durch Umschaltung ihrer Antriebsmotoren in Generatoren, womit die Batterie zusätzlich aufgeladen wurden. In Notfällen konnten mit dieser zwei Zuggarnituren angetrieben werden.

#### Oberleitung

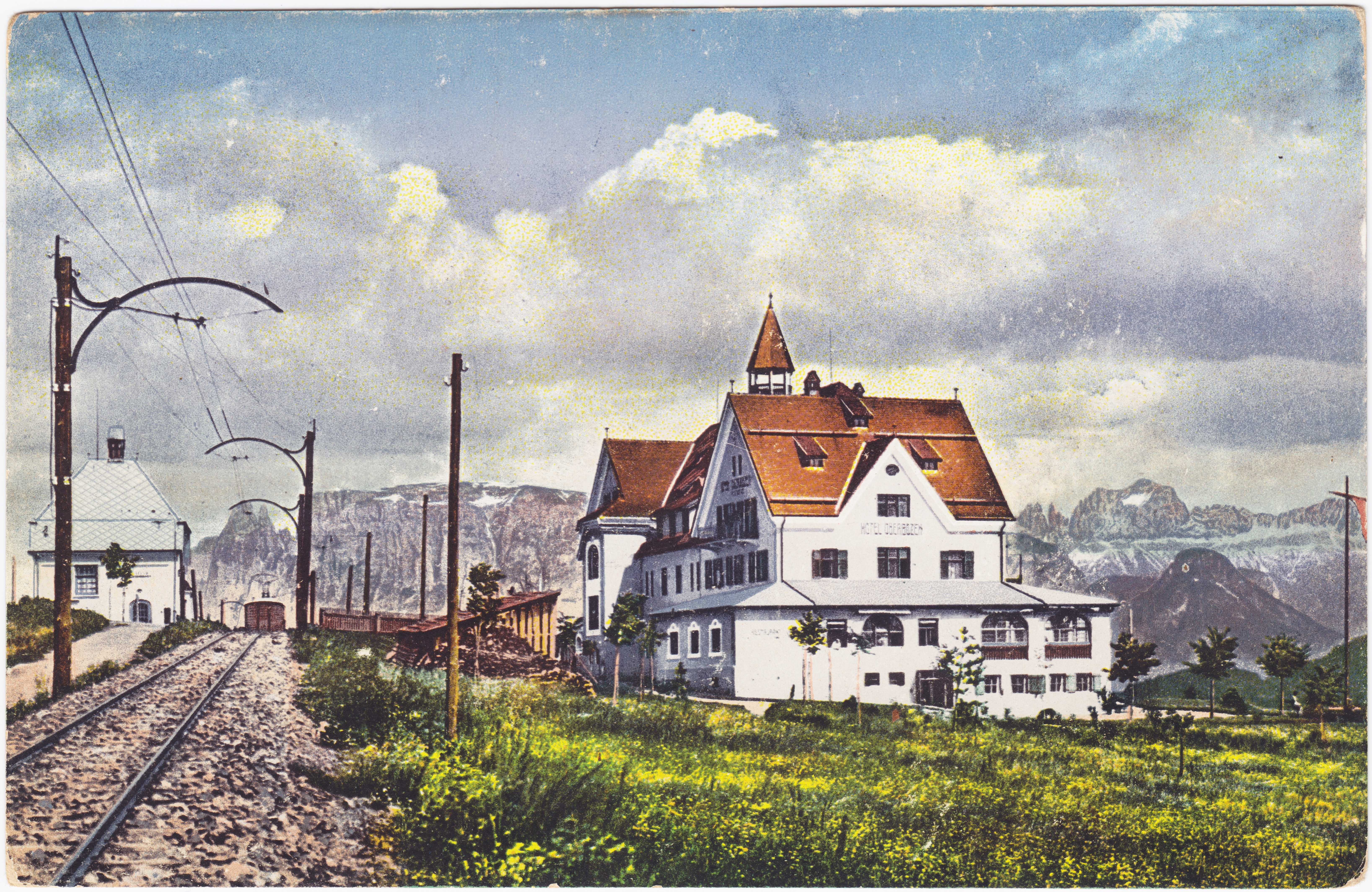
Oberleitung mit Doppelfahrdraht kurz vor Oberbozen im Jahr 1911, der dritte Draht diente als Speiseleitung zwischen der Umformerstation und Oberbozen

Auf der Bozener Innenstadtstrecke fanden für die Aufhängung der Oberleitung aus Repräsentationsgründen Stahlrohrmasten von Mannesmann Verwendung, die über gerade Ausleger verfügten, im Winkel zwischen Mast und Ausleger aber eiserne Verzierungen aufwiesen. Vereinzelt war der Fahrdraht auch an Oberleitungsrosetten abgespannt, eine solche blieb beispielsweise am Gebäude Waltherplatz Nummer 8c erhalten.
Im Zahnstangenabschnitt sowie auf der Rittner Adhäsionsstrecke kamen hingegen fast ausschließlich aus Lärchenholz gefertigte Masten mit Bogenauslegern der Bauart Alioth zum Einsatz, im März 1988 waren davon noch 373 vorhanden. Die gesamte elektrische Anlage war von der AEG in Wien hergestellt worden. Die Rückleitung des Stroms erfolgt über die Vignolschienen, die hierzu durch im Schienenfuß befestigte Kupferverbinder mit einem Querschnitt von 107 Quadratmillimetern leitend verbunden sind. Diese wurden mittels Presse in den Schienenfuß eingebracht und liegen demnach vollständig geschützt unter den Schienen.
Die Oberleitung selbst bestand aufgrund der relativ hohen verwendeten Spannung ursprünglich aus zwei Fahrdrähten. Diese hatten zwischen Bozen Waltherplatz und Oberbozen einen Querschnitt von 53 Quadratmillimetern und zwischen Oberbozen und Klobenstein einen solchen von 65 Quadratmillimetern. Von der Umformerstation bis Oberbozen verlief zusätzlich noch eine Speiseleitung mit einem Querschnitt von 100 Quadratmillimetern. Ein weiteres Kabel, bestehend aus drei Adern mit jeweils 16 Quadratmillimetern Querschnitt, war im Bahnkörper verlegt und führte von der Umformerstation nach Klobenstein. Dieses lieferte den Strom für das gesamte Rittner Hochplateau, auf welchem die Elektrifizierung seinerzeit zusammen mit dem Bahnbau Einzug hielt. Damit erreichte die elektrische Leitung eine beträchtliche Gesamtlänge von etwa 50 Kilometern, bei Stromentnahme aus dem Schnalsbachwerk waren es sogar 60 Kilometer. In späteren Jahren wurde die Oberleitung auf dem verbliebenen Adhäsionsabschnitt auf einen Fahrdraht reduziert.

## Geschichte

### Vorgeschichte

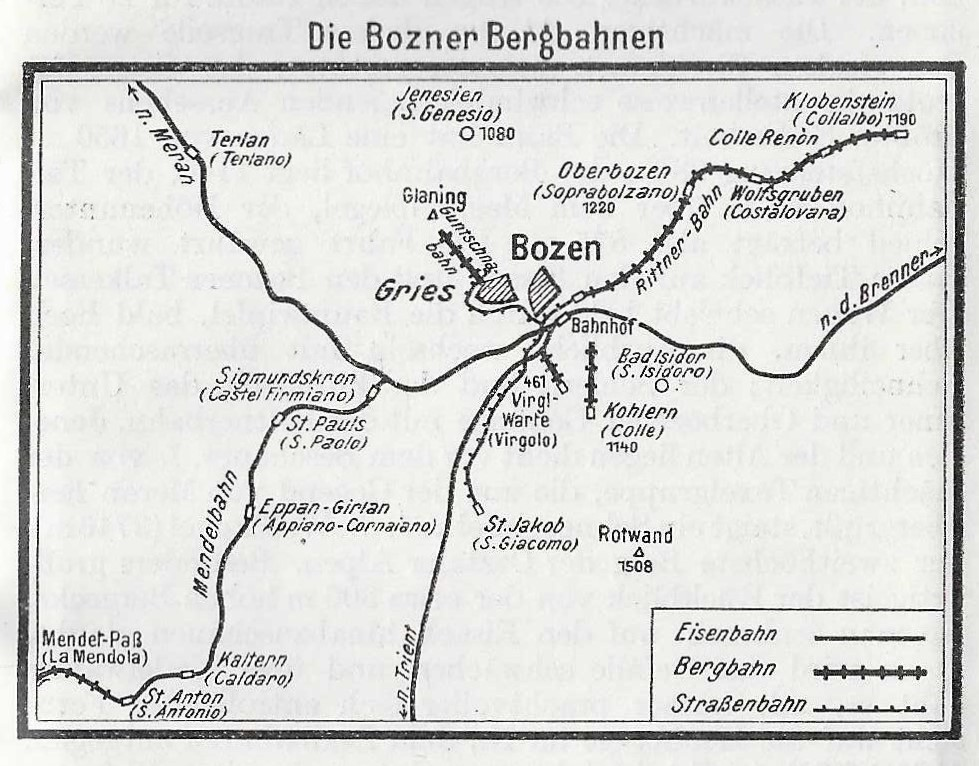
Zusammen mit der Mendelbahn, der Virglbahn, der Kohlerer Bahn und der Guntschnabahn war die Rittner Bahn eine der zeitweise fünf Bergbahnen rund um Bozen

Da schon im Altertum und Mittelalter die römische Heeres- und Handelsstraße zwischen Italien und Deutschland via Klobenstein führte, war das Rittner Hochplateau schon seit damals vergleichsweise dicht besiedelt. Es behielt auch dann noch eine entsprechende Bedeutung, als 1314 die direkte Straße durch das – bis dahin noch unzugängliche – Eisacktal fertiggestellt wurde. Mit dem aufstrebenden Alpentourismus in der zweiten Hälfte des 19. Jahrhunderts, als Südtirol noch zu Österreich-Ungarn gehörte, wurde schließlich auch der Ritten als Ausflugs- und Wandergebiet sowie Bergsteigerziel entdeckt, insbesondere nachdem Bozen 1859 seinen Eisenbahnanschluss erhielt. Das weite und aussichtsreiche Rittner Hochplateau mit seinen bekannten Erdpyramiden war damals aber noch keine bekannte und viel bevölkerte Sommeradresse für Erholungssuchende. Der Zustrom von Gästen hielt sich wegen der schlechten Wege zunächst in Grenzen. Ursächlich hierfür war vor allem die fehlende Durchzugsstraße, wie sie etwa schon damals über die Mendel führte, während der Ritten vorerst weiterhin nur über steile Saumpfade und Karrenwege erreichbar war. Diese waren teilweise mit spitzen Steinen gepflastert und wiesen Steigungen von bis zu 35 Prozent auf. Erst mit der deutlichen Zunahme der Bedeutung des Ritten als Fremdenverkehrsort gegen Ende des 19. Jahrhunderts wurde schließlich auch der Ruf nach einer zeitgemäßen Erschließung laut.
Bis dahin war es nur einer auserwählten Gruppe von Bozener Adels-, Kaufmanns, Patrizier- und Bürger-Familien vorbehalten gewesen, ihre Sommerfrische – statt im heißen Bozener Talkessel mit seiner typischen Inversionswetterlage – in ihren Villen in Maria Himmelfahrt zu verbringen. Der Ritten gilt dabei als „Wiege der Sommerfrische“, einer altösterreichischen Erfindung Bozener Kaufleute aus dem Jahr 1576, als unten im Tal die Pest grassierte und die wohlhabenden Bürger mit ihren Angehörigen ins kühlere Gebirge flohen, wo sie sich sicherer glaubten. Bereits 1610 wurde schließlich das erste Sommerfrischehaus bezogen. Die Herrschaften ließen sich und ihr Gepäck dabei mit Sänften sowie einfachen Fuhrwerken mit geflochtenem Korbaufsatz, sogenannten Pennen – die meist von Ochsen gezogen wurden, von Bozen hinauf- und im Herbst wieder hinunterbringen. Die Sommerfrischesaison dauerte dabei in der Regel 72 Tage, nämlich vom Peter-und-Pauls-Tag am 29. Juni bis zum kleinen Frauentag am 8. September.

### Verworfene Dampfzahnradbahn
Um das beliebte Ausflugsgebiet Ritten im Zeitalter der Belle Époque breiteren Bevölkerungskreisen zugänglich zu machen, darunter nicht zuletzt den zahlreichen Sonntagsausflüglern, und es touristisch zu erschließen und zu vermarkten, wurde schließlich eine Bergbahn nach Schweizer Vorbild als geeignetste Lösung erachtet. So tauchten schon ab Mitte der 1880er Jahre in den Köpfen weitsichtiger Bozener Persönlichkeiten erste Pläne einer Dampfzahnradbahn auf das Rittner Horn auf. Der Erste, der die Frage aufwarf, war dabei der Grieser Kurvorstand Edmund von Zallinger. Zu den Wenigen, die ihn bereits damals unterstützten, zählte Julius Perathoner, der spätere Bozener Bürgermeister. Vom in Innsbruck geborenen Oberstleutnant, Alpinisten und Reiseschriftsteller Alfred Steinitzer (1862–1938) ist dazu folgendes Zitat überliefert:

„Wenn irgendwo in Tirol ein Berg zu einer Bahn herausfordert, so ist es das Plateau des Ritten und das Rittner Horn.“

1890 existierte hierzu ein erstes konkretes Projekt mit Führung via Unterinn. Als Vorbild diente dabei die – damals noch nicht vollendete – Schafbergbahn im Salzkammergut. Nachdem schließlich auch die 1889 in Betrieb genommene erste Zahnradbahn Tirols, die Achenseebahn, überaus gute Erfolge aufweisen konnte, zeigte auch der Österreichische Touristenklub, der 1894 auf dem Rittner Horn sein Schutzhaus eröffnete, großes Interesse am Bau einer solchen Bahn. Ihre geplante Trasse zeichnete dabei im Westlichen der bereits vorhandene Saumpfad auf den Ritten vor. Ebenfalls 1894 erteilten die zuständigen Behörden hierzu eine Vorkonzession.
Im Juli 1896 erfolgte eine erste Trassenrevision, das heißt eine Geländebegehung, um eine nach den Plänen der – damals noch in Wien ansässigen – Firma Stern & Hafferl konstruierte, meterspurige und mit Dampf betriebene Zahnradbahn, von Bozen nach Klobenstein zu errichten. Auch eine Durchbindung der Bahn bis nach Klausen war damals im Gespräch. Das k.k. Eisenbahnministerium hatte bereits den Erlass dafür gegeben. Doch für die schwierige Überwindung des Höhenunterschiedes ließ sich keine Lösung finden, genauso wenig für die finanzielle Gebarung der Anlage und die Kohleversorgung. Daher blieb das Projekt vorerst nur auf dem Papier bestehen.

### Konkretisierung des Projekts und Umplanung auf elektrischen Betrieb

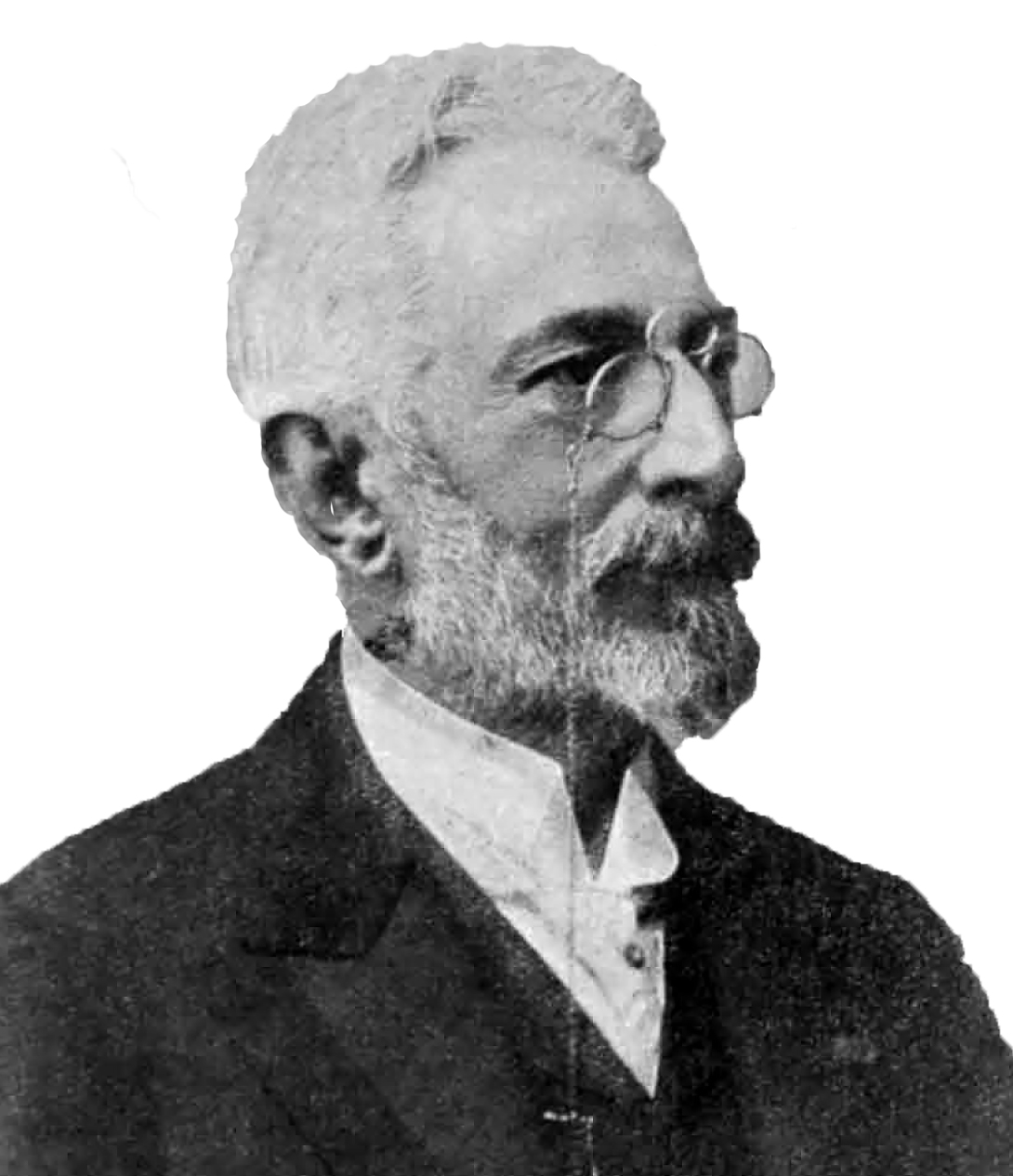
Josef Riehl (1842–1917) war wichtigster Initiator und Finanzier der Bahn

Erst durch die Gründung der Etschwerke am 4. März 1897, die schließlich 1898 mit der Stromerzeugung begannen, eröffneten sich neue Voraussetzungen für das Bahnprojekt auf den Ritten. Es gründete sich ein sogenanntes „Aktionskomitee“, bestehend aus acht bedeutenden Persönlichkeiten aus Politik, Fremdenverkehrswesen, Bankwesen und Ingenieurwesen. Dazu gehörten, neben den bereits genannten Initiatoren Edmund von Zallinger und Julius Perathoner,
- Josef Riehl, Bauingenieur und Bauunternehmer aus Innsbruck
- Anton Graf von Ceschi, Bezirkshauptmann von Bozen sowie Reichsrats- und Landtagsabgeordneter
- Sigismund Schwarz, Bozener Bankier
- Paul Christanell, Vizebürgermeister von Bozen und Handelsmann
- Wilhelm von Walther, Sekretär der Handels- und Gewerbekammer in Bozen
- Anton Mair, Hotelier in Klobenstein

Die Gruppe stellte umfangreiche Rentabilitätsrechnungen an und wies auf die Verbesserungen der Fremdenverkehrseinrichtungen auf dem Ritten hin. Dazu gehörten etwa der Bau von Promenaden, Erweiterungen und Verbesserungen von Gastbetrieben sowie der Anschluss an das Telefonnetz. Zudem gründeten sich bereits 1895 in Klobenstein und 1902 in Oberbozen Verschönerungsvereine, die ebenfalls einen raschen Bahnbau befürworteten. Untermauert wurde dieser Wunsch mit dem Verweis auf Lokalbahnen in vergleichbaren Gebieten, darunter – neben der bereits erwähnten Achenseebahn – die 1903 eröffnete Mendelbahn und die 1904 eröffnete Stubaitalbahn, mit denen damals bereits äußerst gute Erfahrungen gesammelt werden konnten. Das neue Elektrizitätswerk der beiden Städte Bozen und Meran unter dem Direktor August Hassold wiederum sicherte sich durch die Investition in die Bahn einen festen Stromkunden. Die Gewinnbeteiligung erlaubte gleichzeitig die Unternehmenskontrolle, die Bau- und Betriebskosten verbilligten sich. Zudem war die, auf den Sommertourismus zugeschnittene Bahn, gerade zur Zeit des schwachen Energieverbrauchs in der warmen Jahreszeit ein willkommener Energieabnehmer, der eine über das Gesamtjahr betrachtet möglichst gleichmäßige Auslastung des Kraftwerksverbunds versprach. Somit überarbeitete Joesef Riehl die Pläne für die Dampfzahnradbahn und projektierte stattdessen eine elektrisch betriebene Anlage.
Im Winter 1904/1905 verfasste Wilhelm von Walther einen reichhaltig illustrierten Prospekt zur geplanten Bahn. Dieser machte weitere Kreise auf das Projekt aufmerksam und nützte dem Vorhaben sehr, insbesondere nachdem der Autor auch in der Deutschen Alpenzeitung einen Artikel dazu schrieb.

### Baubeschluss und Finanzierung

Prioritätsanleihe der AG der Rittnerbahn zu 1000 Kronen aus dem Eröffnungsjahr 1907

Nach langwierigen Verhandlungen beschloss 1905 der Magistrat der Stadt Bozen den Bahnbau, wobei die Kommune die bestehende Vorkonzession von 1894 übernahm. Zunächst wurde dabei nur ein Anschluss Oberbozens priorisiert, die Weiterführung nach Klobenstein war im ersten Entwurf noch nicht vorgesehen und sollte erst zu einem späteren Zeitpunkt ausgeführt werden. Letztlich entschlossen sich die Verantwortlichen aber bald darauf doch dazu, das Projekt in seiner ganzen Ausdehnung auf einmal auszuführen.
Für den gesamten elektrischen und maschinellen Teil der Bahnanlage war als Generalunternehmer die AEG-Union aus Wien verantwortlich, die mit dem Bau der Fahrbetriebsmittel wiederum einschlägige Subunternehmer beauftragte. Den Auftrag zur Projektierung und Ausführung des gesamten bautechnischen Teils erhielt hingegen das Bauunternehmen J. Riehl für Straßen- und Eisenbahnbau. Dessen Besitzer Josef Riehl war in Bozen geboren und hatte zuvor schon mehrere Lokalbahnprojekte in Tirol verwirklicht, darunter in unmittelbarer Nähe auch die von Bozen ausgehende Überetscher Bahn. Darüber hinaus war er in der Gegend aber auch schon als Erbauer der 1887 fertiggestellten Straße von Waidbruck nach Kastelruth bekannt. Der erfolgreiche Manager der Stubaitalbahn AG galt damals als der Verkehrsfachmann in Tirol, er investierte in den ersten Betriebsjahren auch selbst viel privates Kapital in die Rittner Bahn. Dadurch garantierte Riehl den Finanzierungsgrundstock. Konkret erklärte er sich bereit die Bahn auszuführen, wenn ein Drittel der Baukosten durch Stammaktien aufgebracht würden. Seine Erfahrung mit der Stubaitalbahn sowie der Innsbrucker Mittelgebirgsbahn gaben ihm die kaufmännische Sicherheit, zwei Drittel der Investition stellen zu wollen. Die Stadt Bozen nahm dieses für sie günstige Angebot sofort an. Die Kapitalgrundlage ergab sich schließlich aus den Stammaktien der Etschwerke und der Stadt Bozen sowie den Prioritätsaktien des Ingenieurs Riehl. Die übrigen Teilhaber der späteren Aktiengesellschaft waren die acht Mitglieder des „Aktionskomitees“. Die voraussichtlichen Kosten der Bahn wurden mit 2,8 Millionen Kronen veranschlagt. Diese wurden anlässlich der 1905 durchgeführten Finanzierung wie folgt aufgeteilt:
- Stammaktien im Wert von 1.160.000 Kronen,[11] wovon die Etschwerke 500.000 Kronen übernahmen.[10]
- Prioritätsobligationen im Wert von 686.000 Kronen und Prioritätsaktien im Wert von 1.100.000 Kronen,[11] welche von Josef Riehl übernommen wurden.[10]

Für die Prioritätsaktien leistete dabei die Stadt Bozen die Zinsgarantie. Im Gegensatz zu den früheren Anläufen, als mehrere Versuche bei in- und ausländischen Gesellschaften und Kreditinstituten erfolglos geblieben waren, stand das Projekt Rittner Bahn jetzt als Lokalinitiative auf einer soliden wirtschaftlichen Basis.

### Endgültige Konzessionserteilung
Konzessionärin des Abschnitts Bozen–Oberbozen war anfangs noch die Stadtgemeinde Bozen selbst, die der Fortsetzung Oberbozen–Klobenstein aber bereits die neugegründete AG der Rittnerbahn mit Sitz in Bozen, Gilmstraße Nummer 32. Erstere basiert auf der am 3. Juli 1906 erteilten behördlichen Genehmigung für eine schmalspurige Lokalbahn mit elektrischem Betriebe von Bozen nach Oberbozen (Rittnerbahn). In dieser wurde der Stadt das Recht eingeräumt, eine Aktiengesellschaft zu gründen, deren Statuten mit dem Erlass des k.k. Ministeriums des Innern vom 22. Januar 1907, Zahl 853 genehmigt und, aufgrund eines von der konstituierenden Generalversammlung der AG der Rittnerbahn am 28. Februar 1907 gefassten Beschlusses, durchgeführt wurde. Mit der weiteren Konzessionsurkunde vom 26. Juli 1907 wurde schließlich auch der Abschnitt von Oberbozen nach Klobenstein zum integrierenden Bestandteil der neuen Bahn erklärt.

### Bau

Bauarbeiten oberhalb des Spornbergerhofes mit der von der Kleinbahn Triest–Opicina geliehenen Baulokomotive, die Oberleitung wurde noch vor dem Oberbau fertiggestellt

Längenprofil

Auszug aus dem Bestellbuch der Brünn-Königsfelder Maschinenfabrik des Jahres 1907, gemäß dem die AEG-Union als Generalunternehmerin der Rittner Bahn am 15. Januar zwei vierachsige Motorwagen, zwei offene Güterwagen, zwei gedeckte Güterwagen und drei Lokomotivkästen orderte

Der Bahnbau begann je nach Quelle im Februar 1906 beziehungsweise Anfang März 1906, das heißt schon vor der Konzessionserteilung. Die beiden, getrennt konzessionierten und finanzierten, Abschnitte Bozen–Oberbozen und Oberbozen–Klobenstein stellten dabei zwei verschiedene Baulose dar. Zeitweise waren über 500 Arbeiter mit den Erdarbeiten, Sprengungen, der Errichtung der Stützmauern und weiterem beschäftigt. Die zahlreichen Arbeiter waren für die zuständige Behörde Anlass, für die Dauer des Bahnbaus in Oberbozen einen eigenen, zwei Mann starken Gendarmerieposten einzurichten. Die Bauleitung oblag dem Ingenieur Isidor Korger, die elektrotechnischen Arbeiten führte, im Auftrag der AEG, der Wiener Ingenieur August Wrabetz durch. Seitens der AEG betreute des Weiteren der Ingenieur Egon Ewald Seefehlner den Bahnbau.
Der Bau war jedoch, hauptsächlich aufgrund des Fehlens jeglicher Verkehrswege, mit großen Transportschwierigkeiten verbunden. Allein für den Oberbau des Zahnstangenabschnitts mussten 310 Tonnen Material über einen Höhenunterschied von bis zu 900 Metern befördert werden, für die Adhäsionsstrecke auf dem Ritten schließlich weitere 300 Tonnen über einen Höhenunterschied von fast 1000 Metern. Hinzu kamen noch die bedeutenden Transporte für das bahneigene Hotel am Bahnhof Oberbozen, das die Gesellschaft gleichzeitig mit der Strecke eröffnen wollte. All diese Zuführungen konnten Fuhrwerken nicht zugemutet werden, abgesehen von den hohen Transportkosten hätte der Bau auf diese Weise auch viel zu lang gedauert.
Die schwierige Aufgabe wurde dahingehend gelöst, dass zuerst die gesamte Oberleitung entlang des Unterbaus der Bahn, das heißt auf der abgesteckten Gleisachse, vollendet und ein Umformer provisorisch am unteren Bahnende in einem Schuppen aufgestellt wurde. Erst anschließend wurde der Oberbau, das heißt Schienen und Zahnstange, fortlaufend verlegt. Hierbei half eine von der elektrisch betriebenen Kleinbahn Triest–Opicina ausgeliehene Zahnradlokomotive, das benötigte Material mit Rollwagen bis zum jeweiligen Einbauort hinauf zu schieben, wobei der Bauzug auf der bereits vorgelegten Strecke fuhr. Dies verlief störungsfrei, obwohl der Oberbau in vielen Fällen nur notdürftig ausgerichtet war. Im unteren Bereich des Zahnstangenabschnitts mussten die Transporte hingegen noch mit Pferdefuhrwerken ausgeführt werden, weshalb der Bau dort auch ungleich langsamer voranschritt. Zwei Pferde konnten dabei im besten Fall zwei Schienenlängen von etwa zwei Tonnen Gewicht mit einer Geschwindigkeit von ein bis eineinhalb Kilometern in der Stunde befördern und kosteten täglich bis zu 20 Mark. Als schließlich der Lokomotivbetrieb aufgenommen wurde, war es hingegen möglich, täglich durchschnittlich 120 Meter Zahnstangen-Oberbau und später 250 Meter Vignolschienen-Oberbau zu verlegen.
Die gesamte Hoteleinrichtung, die Inneneinrichtung der Umformerstation, die Pufferbatterie, die Schalttafel, der Zusatzmaschinensatz und weiteres wurden ebenfalls unter Zuhilfenahme der Baulokomotive an ihren Bestimmungsort befördert. Auch bei der Verlegung des Stromkabels zur Versorgung des Rittner Hochplateaus, die gleichzeitig mit dem Bahnbau erfolgte, bediente man sich der geliehenen Maschine, indem zuerst die Kabeltrommel hinauftransportiert und dann mit der, langsam talfahrenden Lokomotive, abgewickelt wurde. Diese Arbeit hätte aufgrund der großen Steigung ohne eine in jedem Moment abbremsbare Lokomotive kaum durchgeführt werden können. Als schließlich alle Arbeiten beendet und die Batterie im Umformerwerk geladen war, wurde der provisorisch aufgestellte Umformer demontiert, auf einen Güterwagen verladen und mit dem früher selbst erzeugten, nunmehr in der Batterie gespeicherten, Strom bergauf befördert und in der Umformerstation neu aufgestellt.
Während die gewöhnlichen Haltestellen nur einfache Holzhütten als Warteraum erhielten, waren der Rittnerbahnhof in Bozen sowie die Stationen Oberbozen und Klobenstein aus verputztem Bruchstein-Mauerwerk oder Beton gefertigt. Ihre Architektur entspricht damit typischen Riehl-Stil, wie er auch auf anderen Tiroler Lokalbahnen anzutreffen war. Er vermittelt eine Beschwingtheit, in der Jugendstilelemente mit einem Nachklang des österreichischen Biedermeier verschmelzen. Als obligate Funktionsbereiche waren ursprünglich vorhanden: Fahrkartenschalter, Bahnhofskanzlei, Warteräume sowie eine Dienstwohnung für den Bahnhofsvorstand. Die Aufnahmsgebäude sind langgezogen und haben steile Dachflächen, die Wartehallen haben große Aussichtsflächen.
Für die Bauarbeiten und den Antransport des Materials ergaben sich jedoch immer wieder neue Zusatzkosten, deren Finanzierung nicht reibungslos ablief. Josef Riehl gelangte dabei an die Grenze seines finanziellen Leistungsvermögens, die Stadt Bozen musste die Stadtkasse anzapfen, Bankkredite halfen nur kurzfristig aus der Misere. Schließlich gewährte die Regierung in Wien in der Lokalbahnvorlage von 1907 einen Staatsbeitrag von 115.000 österreichischen Kronen für den Bahnbau, der letztlich – nach nur 14-monatiger Bauzeit – am 22. April 1907 weitgehend abgeschlossen werden konnte. Damals war die Strecke bereits durchgehend befahrbar. Die Gesamtkosten des Projekts betrugen 2.854.000 Kronen, davon 2.461.000 Kronen für den eigentlichen Bahnbau und 393.000 Kronen für die Fahrbetriebsmittel.

### Verzögerung der Inbetriebnahme um zwei Monate
Obwohl die „technisch-polizeiliche Vorbegehung“, das heißt die eisenbahnbehördliche Kollaudation, die „gediegene“ Bauausführung lobte, verzögerte sich die – eigentlich schon für Mitte Juni 1907 vorgesehene – Betriebsaufnahme der 11,858 Kilometer langen Privatbahn um zwei Monate. Die Verzögerung resultierte aus der notwendigen Behebung von eklatanten Mängeln an den ersten Fahrbetriebsmitteln. So mussten für den Betrieb auf den Rillenschienen im Stadtbereich erst noch die Spurkränze der Trieb- und Beiwagen nachbearbeitet werden, dies übernahm die betriebsführende Südbahn-Gesellschaft in ihrem Heizhaus vor Ort.

### Eröffnung mit beschränktem Betrieb

Reklameplakat des Künstlers Tony Grubhofer (1854–1935) mit den Erdpyramiden vor der Kulisse Oberbozens

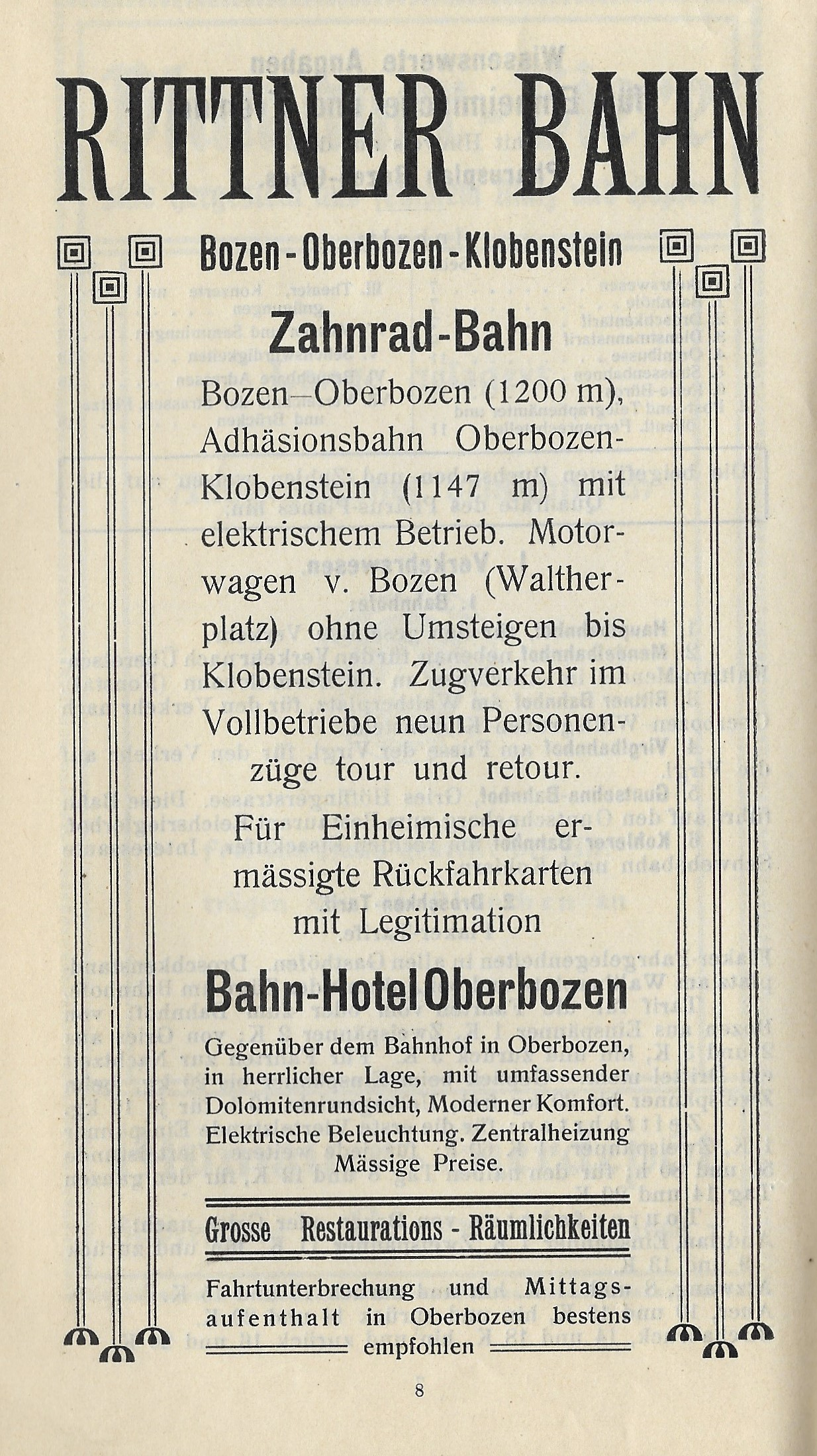
Reklame für die Zahnradbahn sowie das unternehmenseigene Hotel Oberbozen aus dem Pharus-Plan Bozen-Gries des Jahres 1910

Auch die endgültige technisch-polizeiliche Begehung am 12. August 1907 verlief nicht friktionsfrei, weil die Aufsichtsbehörde weiterhin einen Teil der Fahrbetriebsmittel bemängelte. Dennoch konnte die Bahn letztlich am Dienstag, den 13. August 1907 provisorisch in Betrieb gehen. An jenem Tag feierte die damalige Prominenz mit einem, mit Honoratioren besetzten, Festzug und einem üppigen Buffet im bahneigenen Hotel Maria Schnee in Oberbozen die Bahneröffnung. Der reguläre Fahrplanbetrieb begann schließlich am 14. August 1907, als um 7:16 Uhr der erste allgemein benützbare Zug den Rittnerbahnhof in Bozen verließ.
Aufgrund der, über den Eröffnungstermin hinaus bestehenden Mängel fuhr die neue Bahn anfangs nur in beschränktem Umfang. Es konnten vorläufig nur fünf, statt der vorgesehenen neun, tägliche Zugpaare verkehren. Zudem begannen die Züge erst im Rittnerbahnhof und fuhren nur mit den kleinen zweiachsigen statt den großen vierachsigen Triebwagen. Der Betrieb fand ganzjährig von 5:30 Uhr bis 21:00 Uhr statt, der Bahnverkehr wurde von einem einzigen Betriebsleiter vom Rittnerbahnhof in Bozen aus überwacht. Die Züge in Richtung Ritten hatten ungerade Zugnummern während diejenigen in Richtung Bozen gerade Zugnummern aufwiesen. Neben reinen Personenzügen verkehrten auch gemischte Züge sowie reine Güterzüge. Auch Bahnpost wurde anfangs befördert, hierzu existierten spezielle Bahnpoststempel.
Die Eröffnung der Rittner Bahn fiel in eine Zeit, als die Ära der elektrischen Überlandbahnen, und speziell der elektrischen Bergbahnen, in Österreich gerade erst begonnen hatte. Sie war dabei die erste elektrische Zahnradbahn Tirols. Die, von Beginn an vor allem für den Ausflugsverkehr konzipierte, Rittner Bahn erfreute sich sofort großer Beliebtheit und war zu Beginn wirtschaftlich sehr erfolgreich. Gewinnbringend war sie vor allem deshalb, weil der elektrische Betrieb – im Vergleich zum Dampfbetrieb – wesentlich preisgünstiger war. Bereits in der ersten vollen Saison vom 1. Januar bis zum 1. Oktober 1908 konnten 74.581 Fahrgäste und 4.743 Tonnen Fracht, wobei von Beginn an nicht mit größeren Frachteinnahmen zu rechnen war, gezählt werden. Mit dieser Bilanz konnte die zweite Bozener Bergbahn schon damals wirtschaftlich mit der Überetscher Bahn in etwa gleichziehen. Die Hauptkundschaft der Rittner Bahn stellten dabei Touristen. Für die damals überwiegend arme bäuerliche Bevölkerung des Ritten waren die Fahrpreise aufgrund der kargen Erträge aus der Landwirtschaft hingegen zu hoch. Jedoch gewährte das Unternehmen „für Einheimische ermäßigte Rückfahrkarten mit Legitimation“.
Das neue öffentliche Verkehrsmittel galt dabei im frühen 20. Jahrhundert als eine Errungenschaft, das den modernen Fremdenverkehr auf dem Ritten erst ermöglichte. Es gab jedoch auch Gegner dieser Entwicklung, insbesondere der Dichter Hans von Hoffensthal trat als vehementer Gegner des Bahnprojektes hervor. Er befürchtete, wie auch viele andere, dass der Ritten nun seine landschaftliche Unberührtheit verlieren würde.
Nach Inbetriebnahme der Bahn wurden noch einmal, die bereits vor Beginn der Bauarbeiten aufgetauchten, Pläne einer Verlängerung über Lengmoos und Lengstein nach Klausen aktuell. Anstoß hierzu gab der angeblich bevorstehende Baubeginn der von dort ausgehenden Grödner Bahn. Allerdings verzögerten Probleme bei der endgültigen Trassenwahl sowie finanzielle Schwierigkeiten deren Realisierung bis ins Jahr 1916 hinein, so dass auch die Erweiterung der Rittner Bahn nach Norden nicht mehr weiter verfolgt wurde.

### Entgleisung und vorübergehende Betriebseinstellung
In den ersten Tagen nach Eröffnung erfreute sich die, gemäß damaligen Zeitgenossen, „modernste Gebirgsbahn des Alpenbogens“ großer Nachfrage, bis am vierten Betriebstag der zweiachsige Triebwagen 11 in der Steilstrecke bei St. Magdalena entgleiste und den Verkehr für fast einen Monat unterbrach. Als Ursache wurde ausgemacht, dass die Rahmenkonstruktion beziehungsweise Achsaufhängung nicht zu den engen Bögen passte. Beide zweiachsigen Triebwagen mussten daraufhin für Anpassungen an den Untergestellen zurück zum Hersteller, beginnend mit dem verunfallten Wagen 11. Nach eingehenden Erprobungen und Prüfungen erteilte die Behörde am 14. September 1907 eine – vorläufige – Betriebsgenehmigung für vier Monate. Diese sah vor, dass auf der Steilstrecke ein Zug aus Lokomotive und Beiwagen 22 pendelte und in Maria Himmelfahrt der noch nicht angepasste zweiachsige Triebwagen 12 mit Beiwagen 21 die Fahrgäste für die Fahrt nach Klobenstein übernahm. Nach Rückkehr aus Graz am 29. Februar 1908 durfte Triebwagen 11 die Steilstrecke wieder befahren und Triebwagen 12 wurde für den Umbau ins Werk überstellt, von wo er am 21. Juli 1908 als letztes Fahrzeug zurückkehrte.

### Aufnahme des Vollbetriebs im Jahr 1908
Der Streckenabschnitt von und zum Waltherplatz konnte schließlich ab dem 29. Februar 1908 befahren werden, wenngleich das k.k. Eisenbahnministerium den definitiven „Benützungskonsens“ für die Gesamtstrecke erst mit dem Erlass vom 13. Juli 1908, Zahl 48522 erteilte. Es verkehrten jetzt tatsächlich – wie schon von Beginn an vorgesehen – im Sommerfahrplan neun und im Winterfahrplan vier Zugpaare. Die reine Fahrzeit über die Gesamtstrecke betrug damals eine Stunde und zwölf Minuten, durch die Stationsaufenthalte erhöhte sie sich jedoch auf eine Stunde und fünfzehn Minuten respektive eine Stunde und zwanzig Minuten.
Anfänglich hatten die vierachsigen Triebwagen sowie die Beiwagen der Rittner Bahn zwei Wagenklassen, darunter die erste Klasse mit Polstersitzen sowie die dritte Klasse mit Holzsitzen. Eine zweite Klasse existierte nicht. Weil die zweiachsigen Triebwagen, die nicht unterteilt waren, planmäßig stets mit den Beiwagen zusammen fuhren, hatten die Fahrgäste bei jedem Zug die Wahl. Da das Platzangebot in der komfortableren Klasse jedoch kaum genutzt wurde, schaffte der Betreiber diese im Herbst 1910 ab, in dem er die Polsterung der Sitze abnehmen ließ.

### Wirtschaftlicher Erfolg in den ersten Betriebsjahren

Reklameplakat für Bahn und Hotel

In den Anfangsjahren fuhr die Rittner Bahn zur Zufriedenheit von Urlaubsgästen und Einheimischen, die Betriebsergebnisse waren von Beginn an erfreulich. Sowohl die Fahrgastzahlen als auch die Einnahmen stiegen dabei bis zum Ersten Weltkrieg Jahr für Jahr an:
|                                              | 1907    | 1908    | 1909    | 1910    | 1911    | 1912    | 1913    |
| -------------------------------------------- | ------- | ------- | ------- | ------- | ------- | ------- | ------- |
| Beförderte Personen:                         | 015.835 | 078.476 | 091.896 | 093.616 | 102.286 | 109.365 | 113.740 |
| Einnahmen aus Personen und Gepäck in Kronen: | 032.120 | 172.480 | 178.240 | 196.760 | 205.880 | 223.680 | 225.280 |
| Einnahmen aus Gütern in Kronen:              | 08.930  | 037.440 | 037.920 | 033.740 | 037.370 | 041.900 | 043.910 |
| Gesamteinnahmen in Kronen:                   | 041.050 | 209.920 | 216.160 | 230.500 | 243.250 | 265.580 | 269.190 |

Die Gepäcksabfertigung nach Oberbozen und Klobenstein fand dabei nur am Rittnerbahnhof Bozen statt. Detailliert betrachtet ergab sich für die Geschäftsjahre 1911 und 1912 folgende Bilanz:
|                   |                       | 1911             | 1912             |
| ----------------- | --------------------- | ---------------- | ---------------- |
| Betriebseinnahmen | aus Personentransport | 0200.420 Kronen  | 0218.030 Kronen  |
| Betriebseinnahmen | aus Gepäcktransport   | 05.460 Kronen    | 05.650 Kronen    |
| Betriebseinnahmen | aus Gütertransport    | 037.370 Kronen   | 041.900 Kronen   |
| Betriebseinnahmen | Verschiedenes         | 06.090 Kronen    | 03.740 Kronen    |
| Betriebsausgaben  | Betriebsausgaben      | - 121.670 Kronen | - 142.610 Kronen |
| Gewinn            | Gewinn                | 0127.670 Kronen  | 0126.710 Kronen  |

Der Betriebskoeffizient, das heißt die Ausgaben in Prozent der Einnahmen, sank dabei von 59 im Jahr 1910 über 53 im Jahr 1911 auf 49 im Jahr 1912. Die große Steigerung der Betriebskosten im Jahr 1912 war dabei durch die umfangreichen Reparaturen am Bahnkörper sowie der Verstärkung seiner Sicherung bedingt. Die Stromkosten waren damals jährlich mit 18.000 Kronen pauschaliert, basierend auf einem Pauschalpreis von 60 Kronen per PS, das heißt 300 mal 60.
Zusammen mit der Lokalbahn erbaute die AG der Rittnerbahn auch eine Wasserleitung auf dem Rittner Hochplateau. Doch wies deren Bilanz im Jahr 1912 ein Defizit von 1960 Kronen aus, weil auf einem fast einen Kilometer langen Abschnitt die unbrauchbar gewordenen Tonrohre durch solche aus Stahl ersetzt werden mussten. Dieser Verlust sowie die laufenden Zinsen der Prioritätsobligationen, im Gegensatz zum Betriebskostenüberschuss und den eingezahlten Hypothekarzinsen des bahneigenen Hotels Oberbozen, ergaben im Jahr 1912 einen Reingewinn von 83.060 Kronen, der sich durch den Gewinnvortrag des Jahres 1911 auf 91.860 Kronen erhöhte. Dieser Betrag wurde wie folgt verteilt, von einer Ausschüttung einer Dividende an die Stammaktionäre wurde abgesehen:
| Viereinhalb-prozentige Dividende für die Prioritätsaktien: | 49.500 Kronen |
| Einlösung fälliger Prioritätsobligationen:                 | 03.000 Kronen |
| Abschreibung auf das Baukonto:                             | 30.000 Kronen |
| Übertrag auf neue Rechnung:                                | 09.360 Kronen |

### Erster Weltkrieg

Legitimation für Einheimische zum Erwerb vergünstigter Fahrkarten, ausgegeben 1914 vom Magistrat der Stadt Bozen

Reproduktion des Sommerfahrplans aus dem ersten Kriegsjahr, gültig ab 15. März 1914. Die im Vorjahr provisorisch eingerichtete Haltestelle Lichtenstern ist noch nicht aufgeführt.

Deckblatt eines Leporellos mit Motiven zur Rittner Bahn, statt dem klassischen Flügelrad wird ein Zahnrad verwendet

Frühes zweisprachiges Reklameplakat aus dem Jahr 1924, gezeichnet von Otto Zoff

Der Erste Weltkrieg veränderte die wirtschaftliche Lage des Bahnunternehmens schließlich stark, die Aktionäre hatten keine Aussicht mehr auf Dividenden. Schon wenige Tage nach Kriegsausbruch im Juli 1914, das heißt gerade zu Beginn der Hauptsaison, leerten sich die Fremdenverkehrsbetriebe – nahezu fluchtartig verließen die vielen Sommerurlauber aus verschiedensten Staaten ihre Quartiere. Gleichzeitig wurden 43 von 57 Bahnmitarbeitern zum Militärdienst einberufen, worunter der Betrieb litt. Es konnte nur noch ein beschränkter Verkehr aufrechterhalten werden. Durch die Mobilisierung entstand zudem die Notwendigkeit, das Personal der drei gemeinsam verwalteten Betriebe, das heißt der Rittner Bahn sowie der Straßenbahnen Bozen–Gries und Bozen–St. Jakob, zu einem zu Mitarbeiterpool zu verschmelzen, um es je nach Bedarf flexibel disponieren zu können. Ab Juli 1916 wurde der Rittner Bahn auch eine „Arbeiterpartie russischer Kriegsgefangener“ für Erhaltungsarbeiten zugewiesen.
Erbrachte der Personenverkehr im letzten Friedensjahr 1913 noch 219.610 Kronen Gewinn, das bis dahin erfolgreichste Geschäftsjahr überhaupt, so betrug der Überschuss im Jahr 1915 nur noch 49.849 Kronen. Nicht ganz so stark, aber doch auch erheblich schrumpften damals die Einnahmen aus dem Gepäck- und Frachtenverkehr, nämlich von 47.506 Kronen im Jahr 1913 auf 18.864 Kronen im Jahr 1915. Grund waren nicht zuletzt die vermehrten Militärtransporte, nachdem beim Militär-Verpflegemagazin am Ritten eine „Heupressanstalt“ in Betrieb ging, die Heuballen für die Verpflegung der Tragetiere der Armee herstellte.
Das Aktivum des Unternehmens sank kriegsbedingt von fast 60.000 Kronen Überschuss im Jahr 1914 auf ein Defizit von 36.000 Kronen im Jahr 1915. Daraufhin musste die AG der Rittnerbahn bei der Stadt Bozen erstmals einen Kredit beantragen. 1917 war dies erneut der Fall. Darüber verhinderte der Kriegsausbruch auch andere anspruchsvolle Projekte der Bahngesellschaft, darunter die damals beabsichtigte Verlängerung bis Oberinn. Die österreichische Regierung plante damals, das Dorf wegen seines günstigen Klimas und der sonnigen Lage zu einer neuen Lungenheilstätte zu machen. Der hierzu ausgewählte Höhenkurort mit Rundumblick wäre per Rittner Bahn leicht vom traditionellen Kurort Gries aus erreichbar gewesen.
Der Krieg forderte von der Rittner Bahn auch materiellen Tribut. Mehrfach wurden die elektrischen Anlagen modifiziert, um Bunt- und Leichtmetalle für die Rüstung zu gewinnen. So musste die Oberleitung über Nebengleisen durch Eisendraht ersetzt werden, ebenso die Kabel der Signalanlagen. Die Speiseleitung aus Kupfer wurde mit einem Aluminiumseil getauscht. Im Geschäftsjahr 1915 wurden auf diese Weise 850 Kilogramm Kupfer abgegeben, im Jahr 1917 weitere 3572 Kilogramm Kupfer und 63 Kilogramm Aluminium. Für letztere Lieferung wurden Einnahmen in Höhe von 6155 Kronen erzielt.
Von April bis Juli 1916 verlieh die Rittner Bahn gegen ein geringes Entgelt von 10 Heller je Kilometer einen ihrer Güterwagen an die Straßenbahn Bozen–St. Jakob, mit dem diese für die Armee Verpflegungstransporte vom Übergabegleis am Rittnerbahnhof in die Standschützenkaserne in Bozen-Oberau durchführte.
Ab Juli 1916 wurden durch die Südbahn insgesamt rund 1200 Verwundete von der Südfront nach Bozen gebracht, um sie in Grieser Hotels, die als Reservespitäler eingerichtet worden waren, unterzubringen. Dazu wurden zwei gedeckte Güterwagen der Rittner Bahn als Lazarettwagen adaptiert und an die Straßenbahn Bozen–Gries verliehen. Zusätzlich stellte die Rittner Bahn zwei offene Güterwagen zur Verfügung, mit der die Straßenbahn Material für die medizinische Versorgung und Verpflegung nach Gries bringen konnte.
Am 1. Mai 1917 trat wegen der hohen Inflation eine Tariferhöhung von 20 % in Kraft. Nachdem die bäuerliche Rittner Bevölkerung aufgrund der allgemeinen Versorgungslage landwirtschaftliche Produkte sowohl in Bozen als auch bei der Armee gewinnbringend absetzen konnte, wurde trotzdem eine erhöhte Frequenz in den Zügen der Bahn durch Einheimische erreicht. Auch die militärischen Transporte nahmen zu, da die Heupressanstalt nun ganzjährig arbeitete. Außerdem war zwischenzeitlich eine Feldradio- und Feldwetterstation am Ritten eingerichtet worden. So verzeichnete der Geschäftsbericht für 1917, dem zehnten Geschäftsjahr, einen Aufschwung der Einnahmen und schloss wieder mit einem bescheidenen Betriebsüberschuss ab. Dieser Trend hielt auch 1918 an.
Am 16. Mai 1917 entgleiste ein talwärts fahrender Zug zwischen Maria Himmelfahrt und St. Magdalena-Weinkeller wegen eines Bremsversagens. Ursächlich waren die, sich für gewöhnlich frei drehenden, Bremslamellen. Diese hatten die Hauptlast der Bremswirkung zu tragen, waren aber durch Verschmutzung zusammengeklebt. Der schwere Unfall forderte mehrere Verletzte unter den Fahrgästen und dem Zugpersonal, der Lokomotivführer verstarb im Krankenhaus. Die Lokomotive soll damals bereits seit über einem Jahr defekt gewesen sein, neben ihr wurde damals auch einer der vierachsigen Triebwagen schwer beschädigt. Dieser sowie eine Reihe von weiteren Zwischenfällen führte damals zum Umbau der fragilen hölzernen Wagenkästen, wobei unter anderem ihr Fensterteiler halbiert wurde.

### Zwischenkriegszeit
Mit dem für Österreich verlorenen Krieg, der militärischen Besetzung Südtirols sowie dem Anschluss an das Königreich Italien begann auch für die Rittner Bahn eine neue Ära. Am 4. November 1918 wurde sie, wie alle anderen Bahnen im besetzen Gebiet, auf Anordnung des Kommandos der 1ª Armata des italienischen Heeres beschlagnahmt. In den chaotischen Tagen nach Inkrafttreten des Waffenstillstandsabkommens befuhr die Rittner Bahn aus Furcht vor Plünderungen zurückflutender Soldaten die Stadtstrecke nicht. Am 19. November 1918 übernahm dann schließlich die italienische Regierung vorläufig sämtliche Eisenbahn-, Lokalbahn- und Straßenbahnstrecken Südtirols. Einen weiteren tiefen Einschnitt bedeutete der Vertrag von Saint-Germain, infolge dessen die Bahn 1920 endgültig unter italienische Verwaltung gestellt wurde. In dieser Zeit ging ein Großteil der Aktien privater Südtiroler Lokalbahngesellschaften in italienischen Besitz über, sofern sie nicht ohnehin verstaatlicht wurden. Mit dem Aufkommen des italienischen Faschismus in der Zwischenkriegszeit wurde das österreichische Bahnpersonal teilweise gegen Italiener ausgetauscht, welche keine Erfahrungen mit dem Betrieb einer Zahnradbahn hatten.
Durch die neuen Eigentumsverhältnisse sank das Ansehen der Rittner Bahn bei der örtlichen Bevölkerung. Bozener wie Rittner identifizierten sich mit ihrer Bahn nur solange, wie diese unter einheimischer Verwaltung stand und mit deutschem Personal geführt wurde. Mit den zum Teil neuen Bahnbediensteten, zugewanderte Italiener aus verschiedensten Provinzen und einer, aus Sicht der Einheimischen, anderen Mentalität, kam die altösterreichische Bevölkerung hingegen nicht zurecht. Weil die Bahn aber weiterhin das einzige Verkehrsmittel darstellte, war man bei Transporten vom Ritten nach Bozen und umgekehrt dennoch auf sie angewiesen. Im Gegenzug nützten etwa manche damaligen Bahnhofsvorstände ihre Monopolstellung aus und veranlassten die Güterabfertigung erst nach Abgabe von Schmiergeld, Naturalien oder Arbeitskraft. Aufgrund ihres Verkehrsmonopols war die Rittner Bahn zwischen den beiden Weltkriegen wieder rentabel. 1924 konnte wieder ein kleiner Überschuss von 336.000 Lire eingefahren werden. 1929 benützten nach einem erneuten Aufblühen des Tourismus 164.000 Personen die Bahn und 4.500 Tonnen Güter wurden, vor allem bergauf, transportiert. Jedoch investierte die damalige Direktion mit Sitz in Turin nur die allernotwendigsten Mittel in die Bahnerhaltung und nahm nur die Gewinne mit.

### Zweiter Weltkrieg

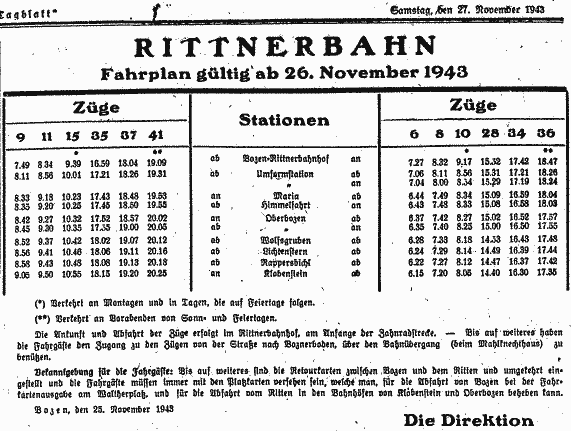
Fahrplan vom 26. November 1943, veröffentlicht im Bozner Tagblatt. Die Züge beginnen und enden am Rittnerbahnhof, die Umformerstation ist mittlerweile ein regulärer Verkehrshalt

Die größte Verkehrsleistung erbrachte die Rittner Bahn schließlich während des Zweiten Weltkriegs, der sie an die Grenze ihrer Leistungsfähigkeit brachte. Damals hatten viele Bozener Bürger, aus Sicherheitsgründen oder weil sie ausgebombt wurden, ihren Wohnsitz auf den Ritten verlegt und mussten täglich in die Stadt pendeln. Zudem musste die Flugabwehrkanonenstellung in Oberbozen mit Nachschub versorgt werden. Trotz Polizeikontrollen im Rittnerbahnhof kam es dabei häufig vor, dass heimlich Aufgesprungene auf den Trittbrettern der überfüllten Wagen mitfuhren.
Durch die unmittelbare Nähe der bahneigenen Werkstätte zum Bozener Normalspurbahnhof, dem vorrangigen Ziel der Bombenangriffe auf die Operationszone Alpenvorland, verlegte die Betriebsleitung diese aus Sicherheitsgründen vorübergehend nach Klobenstein. Die Lokalbahn erlitt 1944 im unteren Abschnitt Bombentreffer, weshalb sie ihren Betrieb mehrmals für Stunden oder Tage einstellen musste. Zudem endeten beziehungsweise begannen die Fahrten damals zeitweise im Rittnerbahnhof, der Zugang zu den Zügen erfolgte für die Fahrgäste interimsweise von der Bozner-Boden-Straße aus über den Bahnübergang beim Rahlknechthaus. Zudem wurden damals vorübergehend keine Rückfahrkarten angeboten, außerdem galt vorübergehend eine Reservierungspflicht. Platzkarten in Richtung Ritten waren dabei nur an der Station Waltherplatz erhältlich, solche in Richtung Bozen nur an den Bahnhöfen Oberbozen und Klobenstein. Zeitweise endeten und begannen die Züge im Zweiten Weltkrieg auch nur an der Haltestelle St. Magdalena-Weinkeller.
Am 10. November 1944 verursachte ferner ein Kurzschluss einen Brand in der Remise Klobenstein und beschädigte unter anderem die beiden über Nacht dort abgestellten vierachsigen Triebwagen, die daraufhin neu aufgebaut werden mussten, sowie den Güterwagen 405.

### Nachkriegszeit
1947 waren schließlich – abgesehen vom Rittnerbahnhof – alle kriegsbedingten Schäden an der Infrastruktur behoben, jedoch machte sich nach dem Zweiten Weltkrieg die Überalterung der Fahrzeuge und der technischen Einrichtungen immer stärker bemerkbar. Auch waren die langen Fahrzeiten auf dem Zahnstangenabschnitt nicht mehr zeitgemäß, die Fahrt vom Waltherplatz bis Klobenstein dauerte damals 82 Minuten. Damit wäre die Bahn gegenüber der, damals erst geplanten, neuen Straßenverbindung auf den Ritten nicht mehr konkurrenzfähig gewesen. Zudem gelangte sie seinerzeit, mit mittlerweile über 300.000 Fahrgästen jährlich, an ihre absolute Kapazitätsgrenze. 1953 ereignete sich ferner eine weitere Entgleisung, nachdem ein vom Hang abgerollter Stein sich genau zwischen zwei Zähne der Zahnstange eingeklemmt hatte.
In jenen Jahren erbrachte die Zahnradbahn hohe Transportleistungen, da auf dem Ritten der Fremdenverkehr wieder in Schwung kam und eine rege Bautätigkeit einsetzte. Gleichzeitig machten sich aber die technischen Verschleißerscheinungen, Verstöße gegen die Betriebsvorschriften sowie die Gleichgültigkeit der Betriebsleitung immer stärker bemerkbar. Werterhaltende Investitionen blieben aus, die Züge wurden häufig überladen, die Strecke – insbesondere der Zahnstangenabschnitt – zum Teil unsachgemäß gewartet.
Ab 1953 planten die Verantwortlichen daher eine Erneuerung der Infrastruktur samt Fahrbetriebsmittel. 1954 legte ein Unternehmen aus Genua ein Modernisierungskonzept vor. Mittels kombinierter Zahnrad- und Adhäsionstriebwagen, das heißt ohne Lokomotiven, und ausgerüstet mit zeitgemäßer Schweizer Zahnradtechnologie, sollte ein sicherer Betrieb gewährleistet werden. Die Fahrzeit sollte damit von 80 auf 40 Minuten halbiert und – mit Fahrten im Halbstundentakt – die stündliche Beförderungskapazität von 100 auf 300 Personen erhöht werden. Um die Fahrgeschwindigkeit wie bei ähnlichen Zahnradbahnen in der Schweiz um ein Drittel zu erhöhen, wären jedoch umfangreiche Umbauarbeiten notwendig gewesen. Vor allem der Unterbau hätte aufgrund der schwereren Lokomotiven verstärkt werden müssen. Diese notwendigen Verbesserungen wären jedoch einem völligen Neubau gleichgekommen. Die hohen Kosten dieser Pläne, mit denen zudem keine nennenswerten Fahrzeitgewinne zu erzielen gewesen wären, verzögerten jedoch ihre Verwirklichung. Der ab 1955 zuständige neue Eigentümer Ferrovie Elettriche Autolinee Riunite (FEAR) entschied sich letztlich aus wirtschaftlichen Gründen für den Bau der kostengünstigeren Luftseilbahn anstelle der Zahnradbahn. Zudem begann 1959 der Bau der, bereits seit den 1940er Jahren geplanten, Landesstraße/Strada provinciale LS/SP 73 von Bozen über Unterinn und Weber im Moos nach Klobenstein, auch Panoramastraße genannt. Ihre langwierige Fertigstellung verzögerte sich jedoch noch bis 1971. Ab Herbst 1964 verband ferner ein Kleinbus im Schülerverkehr Unterinn mit dem Bahnhof Klobenstein, ab November 1966 bediente dieser auch Oberinn.   

### Unfall des Jahres 1964
Der schlechte Zustand von Fahrbetriebsmitteln und Infrastruktur, nicht zuletzt aufgrund des damaligen Transports von schweren Baumaterialien für die neue Seilbahn, deren erster Spatenstich im August 1964 erfolgte, führte schließlich zu einem folgenschweren Unfall. Am 3. Dezember 1964 entgleiste die talwärts fahrende Lokomotive L1 infolge eines Bremsversagens auf der Steilrampe oberhalb von St. Magdalena-Weinkeller. Dabei stürzte der vorangestellte, und mit knapp 100 Fahrgästen überfüllte, Triebwagen Nummer 1 ebenfalls über eine Mauer in einen auf der Talseite gelegenen Weinberg. Beide Fahrzeuge blieben mit den Rädern nach oben auf dem Dach liegen. Es waren dabei vier Todesopfer und 30 Verletzte, darunter mehrere Schwerverletzte, zu beklagen. Viele von ihnen mussten stundenlang verletzt in den Trümmern ausharren. Trotz behördlicher Bedenken nahm die Zahnradbahn wenige Tage nach dem Unfall ihren Betrieb wieder auf, da der Ritten sonst verkehrsmäßig abgekuppelt gewesen wäre. Doch nahmen die Behörden das Unglück zum Anlass, den Weiterbau der Rittner Seilbahn zu beschleunigen.

### Inbetriebnahme der Seilbahn und Einschränkung des Personenverkehrs

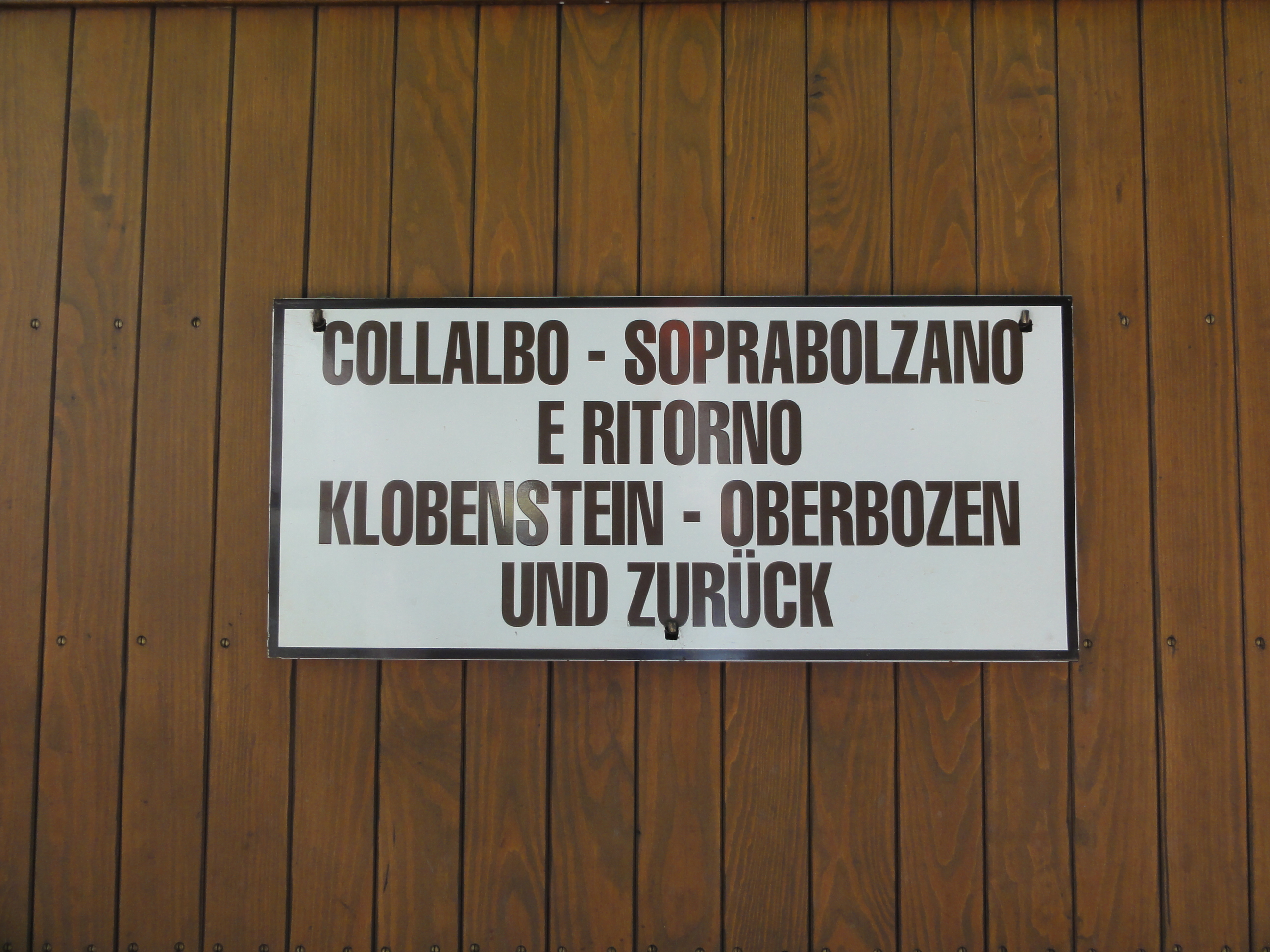
Seit der Laufwegsverkürzung von 1966 verwendetes Zuglaufschild

Die neue Luftseilbahn ging schließlich am 14. Juli 1966 in Betrieb. Ihre Talstation wurde auf dem Gelände des Rittnerbahnhofs, die Bergstation neben dem Bahnhof Oberbozen errichtet. Die Fahrzeit auf dieser Relation verkürzte sich von 51 Minuten bergauf und 48 Minuten bergab auf zwölf Minuten in beiden Richtungen.
Die letzten Personenzüge auf der Zahnradbahn fuhren somit am Vortag, dem 13. Juli 1966, wobei im letzten Abendzug nach Bozen eine bescheidene Abschiedsfeier stattfand. Zusammen mit dem Personenverkehr auf dem Zahnstangenabschnitt wurde auch der straßenbündige Abschnitt zwischen dem Waltherplatz und dem Rittnerbahnhof stillgelegt und durch Linienautobusse ersetzt. Damit entfiel auch das Mitführen antriebsloser Personenanhänger auf der Gesamtstrecke.
Mit der Seilbahneröffnung führte der Betreiber auch auf der verbliebenen Adhäsionsstrecke selbst einen gebrochenen Verkehr ein. So pendelte fortan ein vierachsiger Triebwagen neun Mal täglich von Oberbozen nach Klobenstein und zurück, während ein zweiachsiger Triebwagen – ebenfalls neun Mal täglich – von Oberbozen nach Maria Himmelfahrt und zurück verkehrte. Im Bahnhof Oberbozen belegten dabei beide Triebwagen dasselbe Bahnsteiggleis, sie fuhren stets zur selben Minute ab und trafen auch zeitgleich wieder ein. Im Kursbuch wurde der verbliebene Adhäsionsbetrieb fortan – in Abgrenzung zur Seilbahn – als Tranvia, italienisch für Straßenbahn, bezeichnet. Der Fahrplan der Seilbahn, italienisch Funivia, war dabei ursprünglich unter der gleichen Kursbuchstreckennummer aufgeführt. Alternative deutsche Bezeichnungen sind Höhenstraßenbahn oder Tram am Berg. Zusammenfassend werden beide Betriebsteile offiziell auch als Rittner Bahnen bezeichnet, sie teilen sich zudem einen Betriebsleiter.

### Einführung des starren Taktfahrplans
Um die Züge der Schmalspurbahn besser auf die, alle zwölf Minuten verkehrende, Seilbahn abzustimmen, ersetzte schon im September 1966 ein starrer Taktfahrplan den vormaligen bedarfsorientierten Fahrplan. Mit der Einführung des Stundentakts hatte somit jede fünfte ankommende Seilbahnkabine einen Zuganschluss, die planmäßige Umstiegszeit betrug drei Minuten. In Richtung Bozen hatte entsprechend jeder in Oberbozen ankommende Zug direkten Seilbahnanschluss, hierbei war eine Übergangszeit von vier Minuten eingeplant. Mit dem Taktfahrplan erhöhte sich Zahl der täglichen Zugpaare, sowohl in Richtung Klobenstein als auch in Richtung Maria Himmelfahrt, von neun auf 13. Die zeitgleiche Abfahrt und Ankunft der Züge in Oberbozen, samt Doppelbelegung des einzigen Bahnsteiggleises, wurde dabei beibehalten. Lediglich zur Mittagszeit bestand damals, auf beiden Streckenabschnitten, eine Zwei-Stunden-Lücke. Jedoch erwies sich das stündliche Fahrtenangebot von und nach Maria Himmelfahrt recht bald als überdimensioniert, weshalb schon ab dem 26. Mai 1968 dorthin nur noch zwei Mal morgens, zwei Mal mittags und ein Mal abends gefahren wurde.

### Stilllegung des Zahnstangenabschnitts und Einstellung des kommerziellen Güterverkehrs

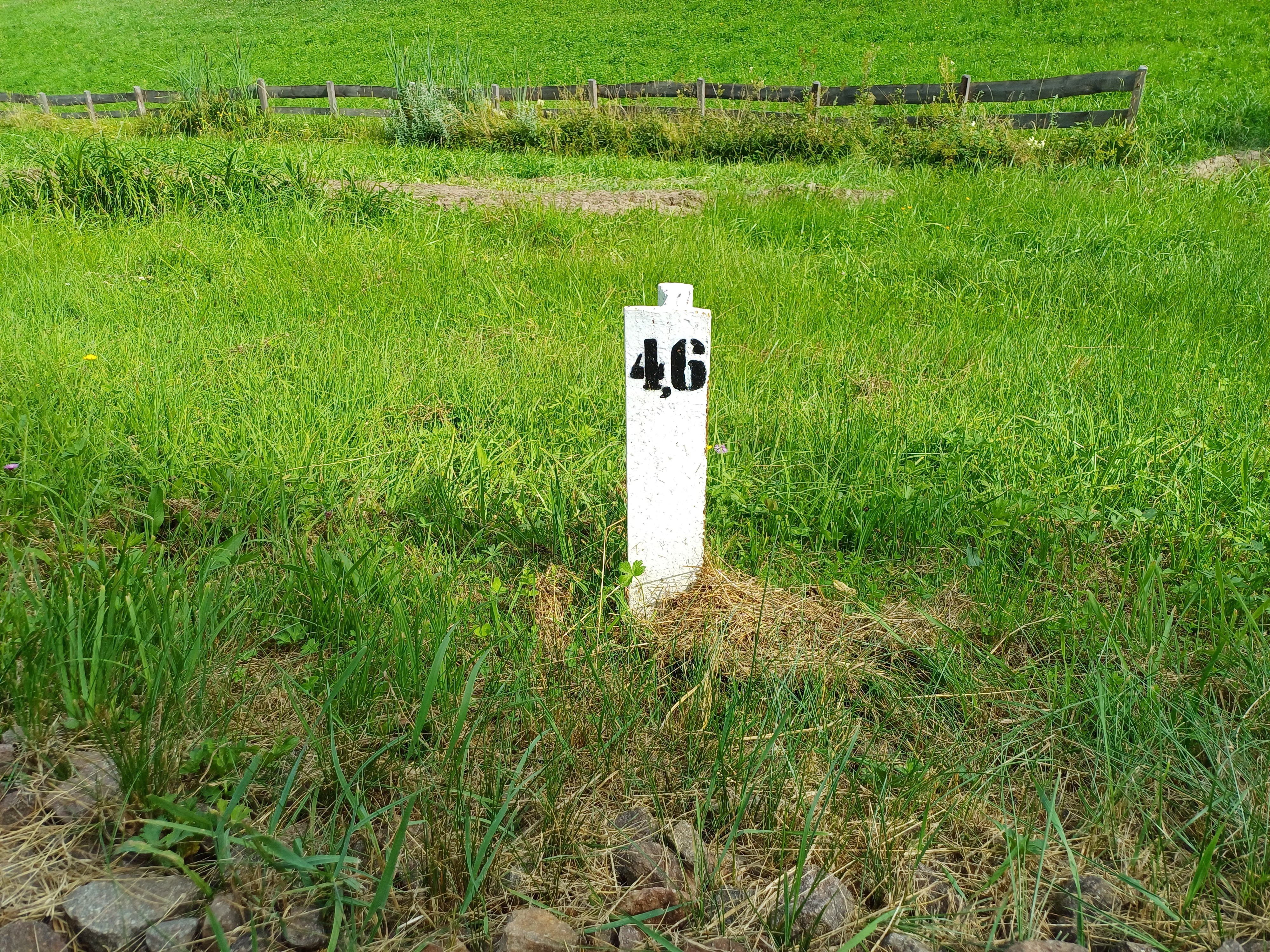
Hektometerzeichen in Form einer Altschiene bei der Haltestelle Rappersbichl, dargestellt ist die neue Kilometrierung von 1967

Nach Einstellung des Personenverkehrs auf dem Zahnstangenabschnitt diente dieser noch sporadisch dem Güterverkehr sowie als Betriebsstrecke zur Anbindung der Adhäsionsstrecke an die Werkstatt, wobei letztere Fahrten als Leerzug ohne Fahrgäste erfolgten. Nachdem die Werkstatt vom Rittnerbahnhof nach Oberbozen verlegt wurde, endete der Zahnradbetrieb endgültig am 15. September 1967. Die Steilstrecke wurde danach stillgelegt und ihr Oberbau abgeräumt. Die Trasse blieb teilweise als Wanderpfad erhalten, andere Abschnitte sind überwachsen oder gingen in landwirtschaftlichen Nutzflächen auf. 
Die verbliebene Strecke auf dem Rittner Hochplateau wurde somit ab 1967 zum Inselbetrieb im italienischen Eisenbahnnetz. Gleichzeitig endeten auch der kommerzielle Güterverkehr auf der Gesamtstrecke sowie der Lokomotivbetrieb. Die wenigen verbliebenen Güterwagen werden seither nur noch für interne Materialtransporte verwendet. Als neuer Nullpunkt der Streckenkilometrierung wurde damals Maria Himmelfahrt definiert, womit sich die Strecke auf 6,780 Kilometer verkürzte. Als Hektometerzeichen dienen heute weiß gestrichene, in die Erde gerammte Altschienen. Hierbei handelt es sich um, von der Mendelbahn stammende, Keilkopfschienen. Auf deren, parallel zum Gleis ausgerichteten, Schienenfuß ist dabei die jeweilige Hektometerangabe in schwarzer Farbe aufgemalt. 
Zudem musste der Betreiber 1967 die Stromversorgung adaptieren, weil die Einspeisestelle im Zahnstangenabschnitt gleichfalls entfiel. Ersatzweise entstand eine neue Gleichrichterstation in Oberbozen, die 2 × 250 Kilovoltampere leistet. In diesem Zusammenhang erhöhte der Betreiber damals außerdem die elektrische Spannung von 750 auf 800 Volt.

### Rettungsbemühungen und Generalsanierung in den 1980er Jahren

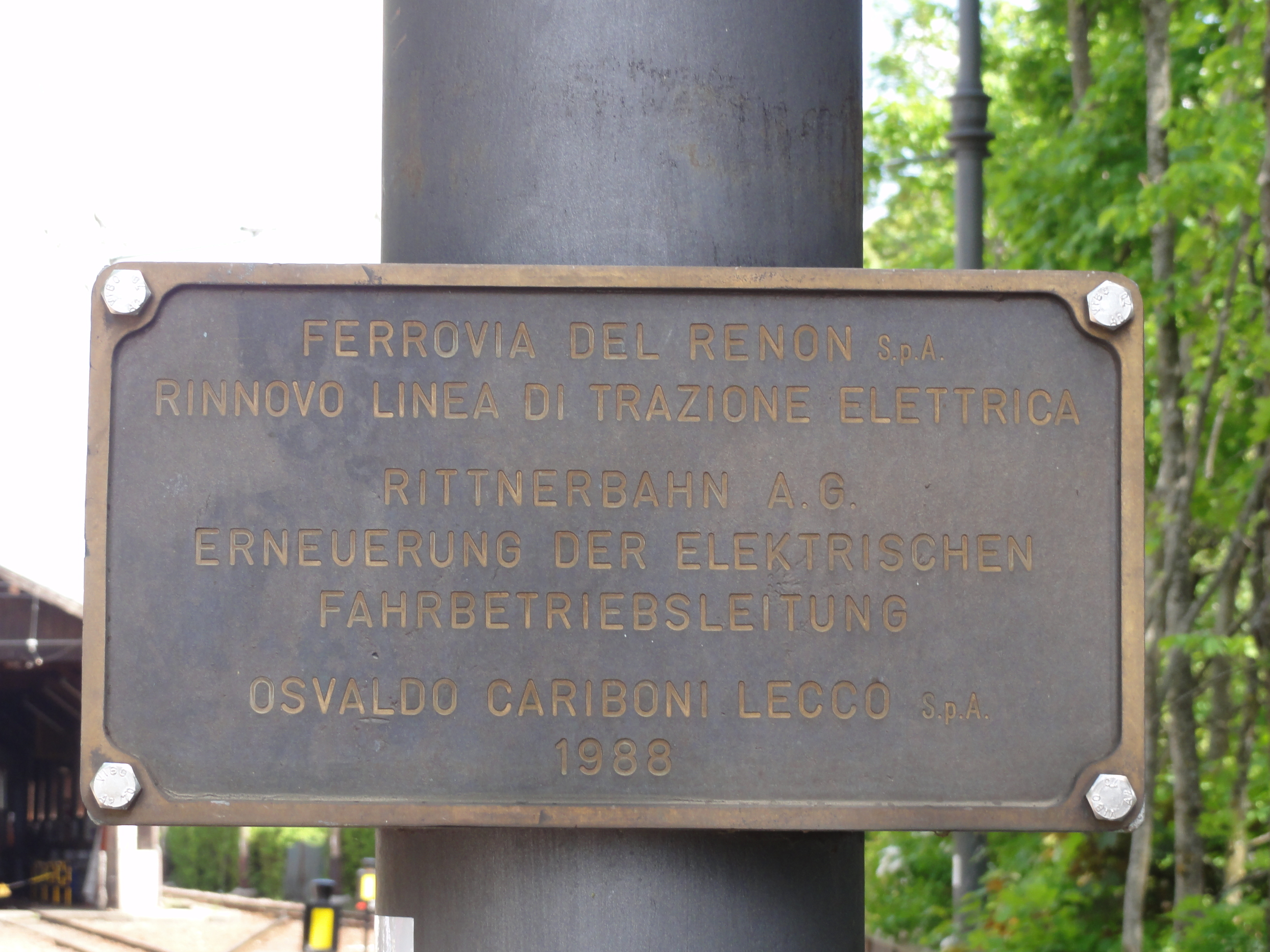
Erinnerung an den Abschluss der Oberleitungserneuerung im Jahr 1988 an einem der Stahlrohrmasten im Bahnhof Oberbozen

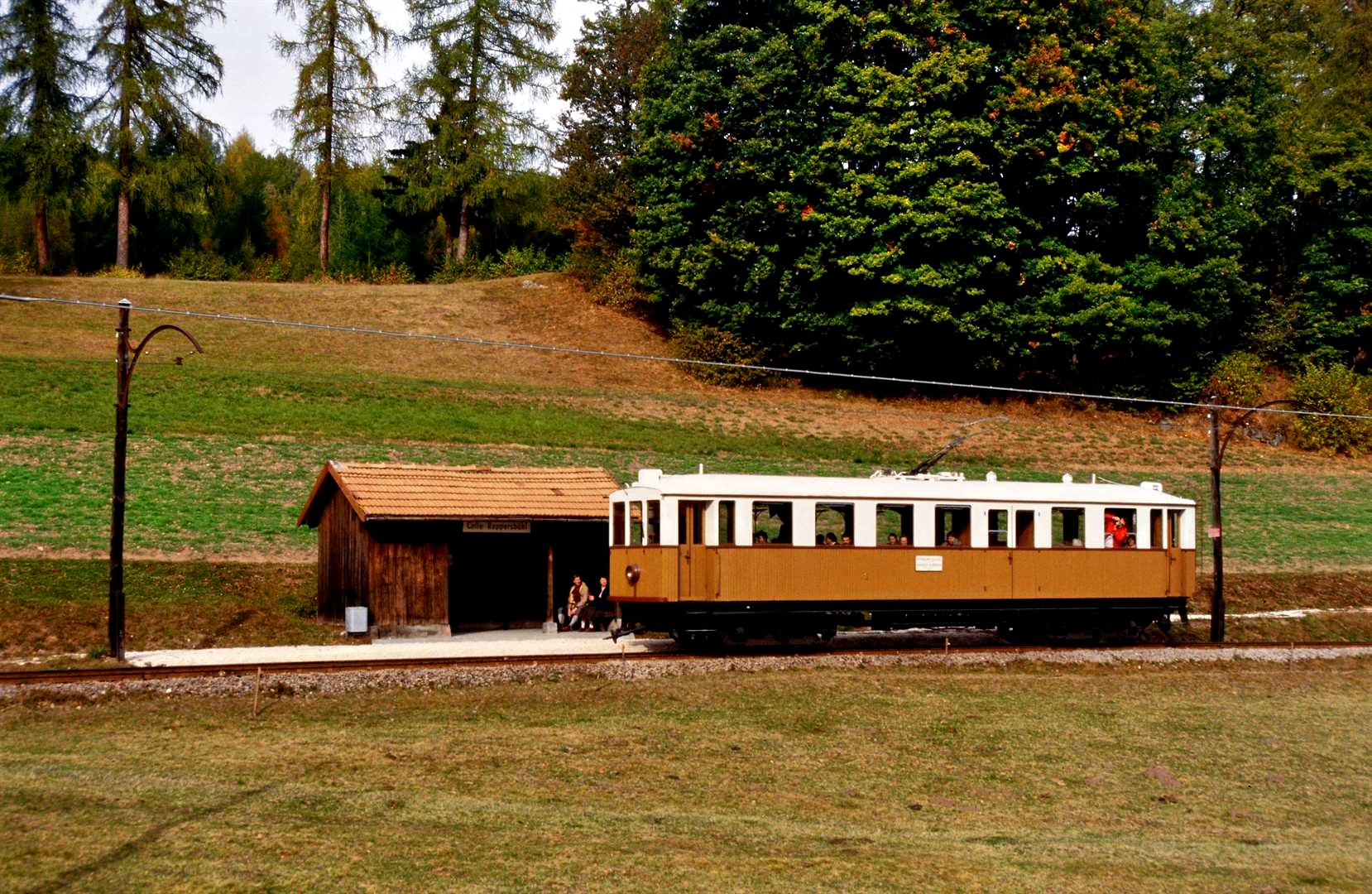
Die Haltestelle Rappersbühl im Jahr 1985, damals noch mit klassischem Schüttbahnsteig und ohne Beleuchtung

Ursprünglich plante die damalige Betriebsleitung, mit Eröffnung der neuen Landesstraße auf den Rittner Berg, auch die dortige Adhäsionsstrecke auf Autobus umzustellen und Teile der Bahntrasse in eine Promenade umzuwandeln. Die direkte Autobusverbindung zwischen Bozen und Klobenstein ging schließlich 1969 in Betrieb, das heißt zwei Jahre vor endgültiger Fertigstellung der Straße, die damals noch Engstellen und nicht asphaltierte Abschnitte aufwies. Letztlich verhinderte aber die, ebenfalls schon seit den 1940er Jahren geplante, aber damals immer noch nicht fertiggestellte, Landesstraße SP 134 von Weber im Moos nach Oberbozen vorerst die Stilllegung der verbliebenen Bahn. Die ab 1976 gebaute Straße hätte dabei nach ursprünglichen Planungen zwischen Oberbozen und Wolfsgruben die Bahntrasse nutzen sollen. Die Bahn selbst war damals jedoch noch für den Schülerverkehr von und zur ehemaligen Volksschule in Maria Himmelfahrt unverzichtbar, deren Sprengel bis Wolfsgruben reichte. Die Schülerbeförderung wiederum konnte ohne Straße nicht auf Autobusverkehr umgestellt werden.  
Mit Fertigstellung der Landesstraße 134 im Herbst 1981, die letztlich – parallel zur Bahntrasse – auf dem alten Karrenweg errichtet wurde, und Verlegung der Volksschule von Maria Himmelfahrt nach Oberbozen im Juni 1982 war die Rittner Bahn mit ihrer mittlerweile veralteten Infrastruktur sowie den gleichsam überalterten Fahrbetriebsmitteln schließlich endgültig akut einstellungsbedroht. Doch hatten schon 1977, mit der Suche nach gebrauchten, aber moderneren Fahrzeugen, erste Rettungsbemühungen begonnen. Jedoch gelang es engagierten Bürgern erst mit dem 1981 gegründeten Rittner-Bahn-Komitee kurzfristig einen Meinungsumschwung herbeiführen. Die von ihr berührten Orte hatten inzwischen die Wichtigkeit der Bahn für den Fremdenverkehr erkannt und unterstützten daher die zu ihrer Rettung gegündete Arbeitsgemeinschaft. Zudem hatte der Betrieb durch den weiterhin andauernden Regeleinsatz der Altbaufahrzeuge von 1907 eine gewisse überregionale Bekanntheit erlangt, sie gilt als anerkannte Attraktion. Um dem Komitee auch nach außen hin mehr Gewicht zu verleihen, wurde es auf der Gemeindeausschußsitzung vom 21. Januar 1982 offiziell eingesetzt um eine grundlegende Renovierung der Rittner Bahn voranzutreiben um ihren Fortbestand zu sichern. Außerdem erhielt es die Aufgabe, das im August 1982 anstehende 75-jährige Jubiläum vorzubereiten. Im März 1982 genehmigte schließlich auch der damalige Landesrat für Verkehr in Rom die Erneuerung und sagte deren Finanzierung zu, womit der Weiterbestand vorläufig gesichert war. 
Die Sanierung der Gleise bei gleichzeitigem Schienenersatzdienst fand schließlich zwischen August 1984 und dem 31. Juli 1985 statt, dabei wurde auch durchgehend ein schwereres Schienenprofil eingebaut. Dieses hat ein Metergewicht von 36,0 Kilogramm und wurde bereits 1907 in Savona gewalzt, es handelt sich somit um Gebrauchtschienen von einer anderen Bahn. Ebenso wurden 1900 hergestellte Krupp-Schienen verwendet.
Die Erneuerung der Oberleitungsanlage, die dabei ihr historisches Erscheinungsbild behielt, folgte schließlich in den Jahren 1986 bis 1988, verantwortlich hierfür war das Unternehmen Osvaldo Cariboni Lecco S.p.A. Hierbei wurden die Holzmasten direkt in die Fundamente einbetoniert, was allerdings zu ihrer vorzeitigen Verrottung führte. In späteren Jahren musste daher der italienische Hersteller Trevisan aus Portogruaro auf der gesamten Strecke ein spezielles Fahrleitungssystem montieren, wobei das historische Erscheinungsbild wiederum erhalten blieb. Hierbei tragen, auf die bestehenden Fundamente montierte, Stahlkonstruktionen die hölzernen Masten. Diese Stahlkonstruktionen sind jedoch nicht gegen Rost geschützt, weil man das museale Erscheinungsbild bewahren will. Die Oberleitung ist seither elastisch aufgehängt und nachspannbar. Um die Nachspannvorrichtungen möglichst diskret zu halten, wurde das System Tensorex C+ montiert, das mit relativ kleinen Trommeln mit einem Durchmesser von 600 Millimetern auskommt, die direkt an den Masten montiert sind. Um die Holzmasten nicht übermäßig zu belasten, weist auch der neue Fahrdraht einen Querschnitt von 85 Quadratmillimetern auf. Um den Spannungsabfall zu reduzieren, wurde von der Gleichrichterstation in Oberbozen bis Lichtenstern eine zusätzliche Speiseleitung an den Masten montiert. Die neue Oberleitung wurde zunächst mit einem möglichst kleinen Zick-Zack installiert und später, nachdem die Holzmasten etwas nachgaben, in ihre definitive Lage korrigiert. In den Remisen blieben hingen auch bei der Modernisierung die hölzernen Streckentrenner erhalten.
Im Zusammenhang mit der Modernisierung der Oberleitung wurde 1988 außerdem die Nennspannung, wie schon in den 1960er Jahren, wiederholt um 50 Volt erhöht, das heißt sie betrug fortan 850 Volt. Zudem mussten damals die Schleifstücke der Stromabnehmer, die bei den Holzkastenwagen aus Aluminium und beim einzigen Stahlwagen aus Kupfer bestanden, durch Kohleschleifstücke ersetzt werden. Während die beiden Scherenstromabnehmer des Stahlwagens standardisierte Schleifstücke erhielten, mussten für die Lyrabügel der historischen Wagen bei der Schunk Group Spezialanfertigungen angefragt werden.
In den 2000er Jahren gingen schließlich die vier neuen Bedarfshaltestellen Linzbach, Rinner, Ebenhof und Weidacher in Betrieb. Ebenso wurden die klassischen Schüttbahnsteige an allen Stationen durch befestigte Perrons mit Bahnsteigkanten aus Betonelementen ersetzt, wodurch sich die Einstiegssituation deutlich verbesserte.
Die Fahrgastzahlen entwickelten sich zwischen 1971 und 1991 wie folgt:
| 1971    | 1972    | 1973    | 1974    | 1975    | 1976    | 1977    | 1978    | 1979    | 1980    | 1981    | 1982    | 1983    | 1984    | 1985    | 1986    | 1987    | 1988    | 1989    | 1990    | 1991    |
| ------- | ------- | ------- | ------- | ------- | ------- | ------- | ------- | ------- | ------- | ------- | ------- | ------- | ------- | ------- | ------- | ------- | ------- | ------- | ------- | ------- |
| 132.020 | 135.995 | 133.313 | 130.530 | 135.767 | 130.695 | 183.695 | 141.340 | 144.539 | 154.463 | 153.673 | 139.532 | 126.478 | 104.823 | 103.990 | 122.541 | 122.321 | 125.321 | 173.670 | 175.401 | 217.429 |

### Stark gestiegene Nachfrage und Umstellung auf Halbstundentakt

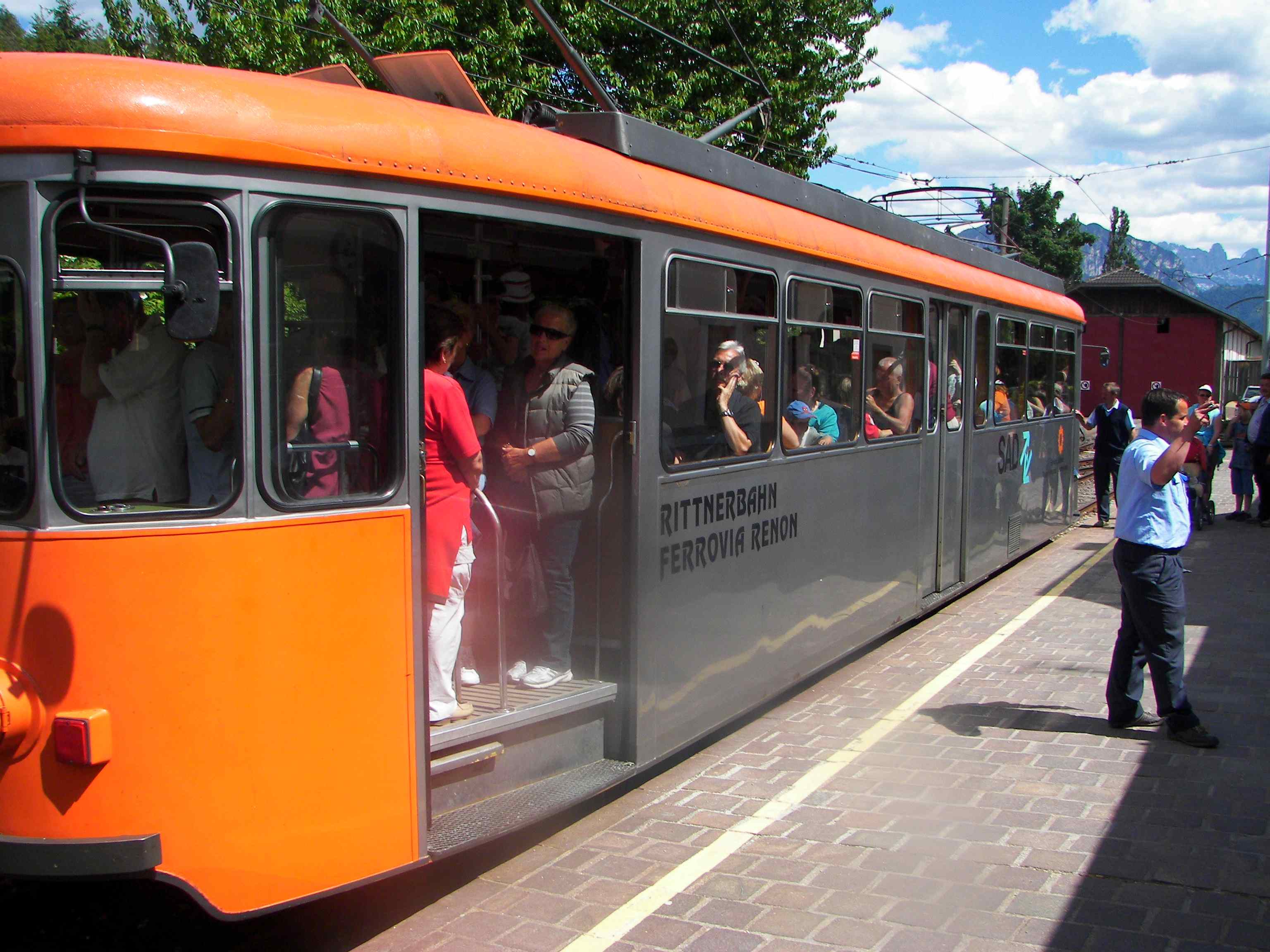
Die Inbetriebnahme der neuen Seilbahn am 23. Mai 2009 führte vorübergehend zu starken Überfüllungen der Züge, so wie hier am 30. Mai 2009 in Klobenstein

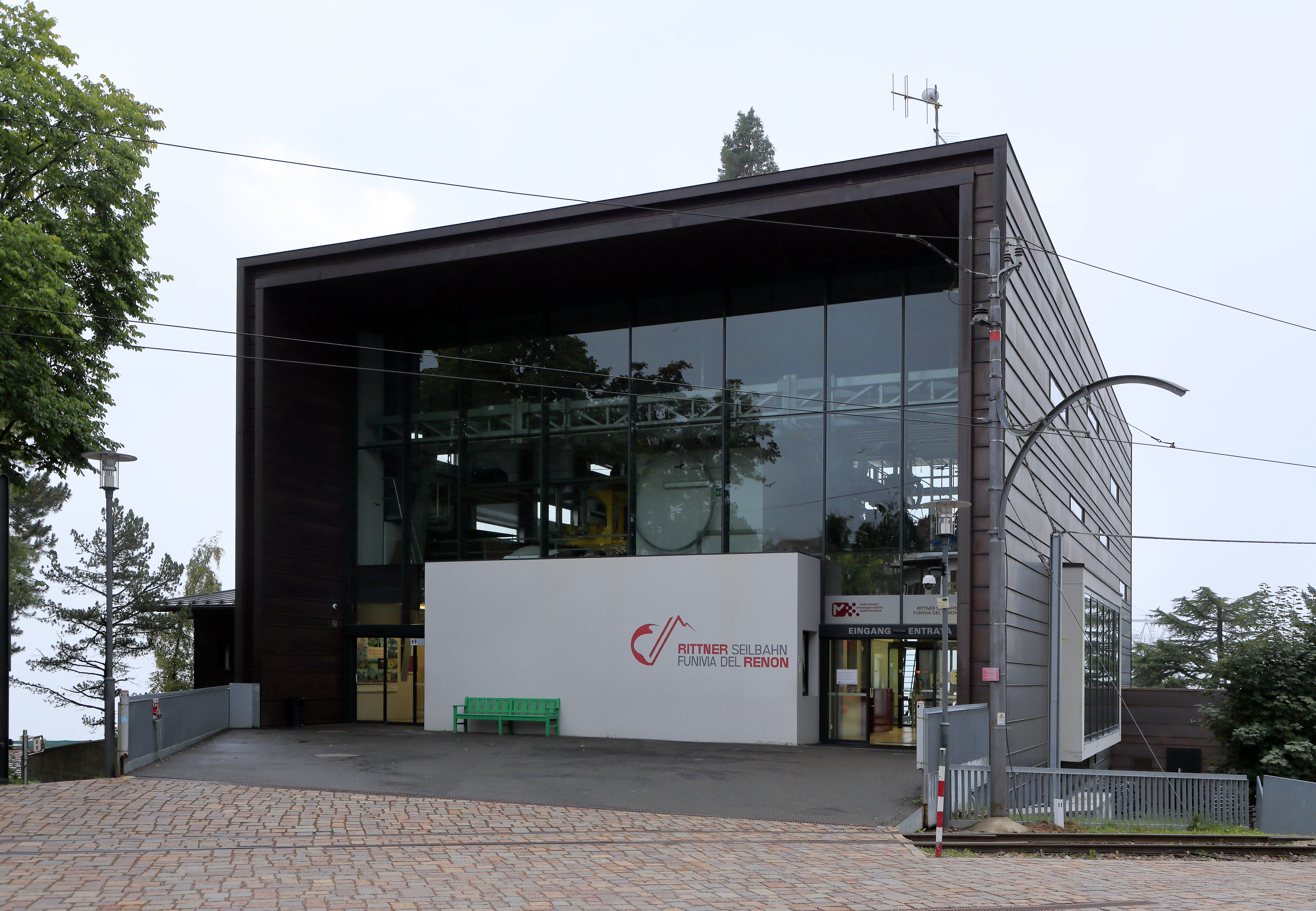
Die Bergstation der Rittner Seilbahn beherbergt auch die Stromversorgungsanlage sowie die Betriebsleitung der Adhäsionsbahn, deren Gleis unmittelbar vor dem Gebäude vorbei führt

Infolge der erneuerten Rittner Seilbahn mit ihrer fast dreimal so hohen Beförderungskapazität erlebte die Rittner Bahn ab 23. Mai 2009 einen unerwartet starken Zuwachs an Benutzern, weshalb seither 3000 bis 4000 Fahrgäste täglich in der Tourismussaison keine Seltenheit sind. Dies entsprach auch auf der Schmalspurbahn fast einer Verdreifachung der Fahrgastfrequenz, weshalb die Züge anfangs häufig überfüllt waren. Um Abhilfe zu schaffen, realisierte die SAD zunächst einen gemischten Halbstundentakt auf Schiene und Straße, das heißt alternierend zu den stündlichen Zügen verkehrte dazwischen jeweils ein Autobus. Dies führte jedoch zu Unmutsäußerungen der Fahrgäste. Deshalb ersetzte ab dem 14. August 2009 von 10:00 bis 18:00 Uhr ein 30-Minuten-Takt zwischen Oberbozen und Klobenstein den vormaligen Stundentakt. In den Morgenstunden bis 10:00 Uhr wurde hingegen weiterhin abwechselnd mit Bahn und Autobus gefahren. Beim Halbstundentakt musste dabei für den zweiten Umlauf regulär auf die, damals bereits über 100 Jahre alten, historischen Wagen 2 und 105 zurückgegriffen werden. Außerdem wurde mit der neuen Seilbahn auch der abendliche Betriebsschluss der Schmalspurbahn von 20:00 auf circa 23:00 verschoben, was sowohl den Bewohnern Bozens als auch den auf dem Ritten logierenden Touristen bei Tagesausflügen entgegenkam. Mit dem neuen Halbstundentakt endeten auch die Pendelfahrten Oberbozen–Maria Himmelfahrt und zurück zugunsten einzelner durchgebundener Züge morgens, mittags und abends. Erstmals seit 43 Jahren gab es damit wieder umsteigefreie Verbindungen von Maria Himmelfahrt nach Klobenstein und vice versa. 

### Anpassung der Infrastruktur an die Trogener Triebzüge
Im Hinblick auf den dichteren Verkehr sowie die bevorstehende Inbetriebnahme der Trogener Triebzüge, die in der Schweiz mit 1000 Volt betrieben wurden, wurde zwischen dem 11. Mai und dem 7. August 2009 die Oberleitung ein weiteres Mal modernisiert und Anfang Oktober 2009 eine neue Speiseleitung installiert. Diese ging allerdings erst zwei Jahre später in Betrieb, nachdem zwischen dem 14. und dem 18. März 2011 in der Bergstation der Seilbahn eine neue Stromversorgungsanlage für die Rittner Bahn eingerichtet wurde. Erst durch diese genügte die Stromversorgung für den gleichzeitigen Betrieb zweier Trogener Garnituren, das heißt erst seither können im Halbstundentakt beide Umläufe mit diesem Typ gefahren werden. Praktisch war dies erstmals im Juni 2011 der Fall. Zudem erhöhte der Betreiber die Nennspannung im Zuge der fortlaufenden Modernisierung ein drittes Mal um 50 Volt, sie beträgt seither 900 Volt. Außerdem musste die zuvor bei der Rittner Bahn übliche Spurerweiterung in Bögen von 25 auf zehn Millimeter reduziert werden, weil die Trogener Triebzüge für den Betrieb auf dem Teilstück der ehemaligen Strassenbahn St. Gallen schmälere Straßenbahn-Radreifen aufweisen. Auf den Holzschwellen war dies problemlos möglich und genügt auch für die älteren Bestandsfahrzeuge.

### Zweite umfassende Modernisierung in den 2010er Jahren
Vom 7. Januar bis 15. Juni 2013 wurde der Betrieb zum zweiten Mal in der Geschichte der Bahn für längere Zeit komplett im Schienenersatzdienst erbracht, um mehrere Baumaßnahmen gleichzeitig durchführen zu können. So wurden die Gleisanlagen ausgebessert, Weichen getauscht und Bahnübergänge erneuert, außerdem das Ausweichgleis in Lichtenstern sowie die dortigen Bahnsteige für die neuen Züge aus der Schweiz verlängert. Um zwei weitere Triebzüge von dort beschaffen, unterbringen und warten zu können, wurde außerdem die Remise in Klobenstein erweitert und anschließend diejenige in Oberbozen umgebaut.
Des Weiteren erhielten damals alle Stationen eine Videoüberwachung, eine Beleuchtung sowie ein Notrufsystem und es wurde eine Einstiegshilfe für Menschen mit körperlicher Beeinträchtigung angekauft. Nach Verlegung eines Glasfaser-Datenkabels gingen am 10. April 2017 außerdem an allen Stationen Entwertungscomputer in Betrieb. Die Modernisierung in den 2010er Jahren erfolgte im Auftrag des Landes Südtirol und unterstützt vom Europäischen Fonds für regionale Entwicklung (EFRE).

## Fahrbetriebsmittel

### Erstausstattung

#### Lokomotiven

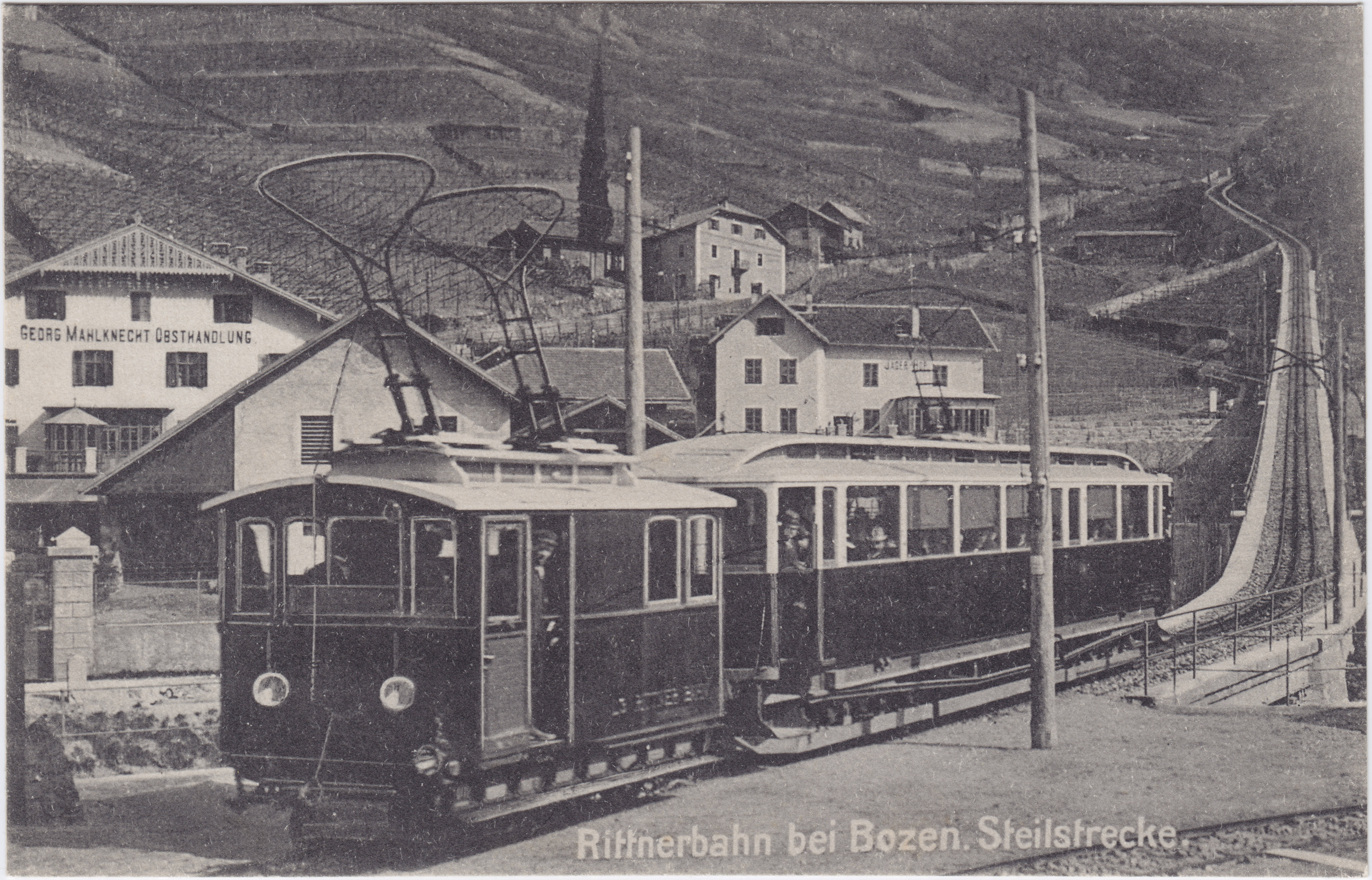
Die L3 im Originalzustand zur Eröffnung, das heißt noch ohne weiß lackierten Fensterbereich

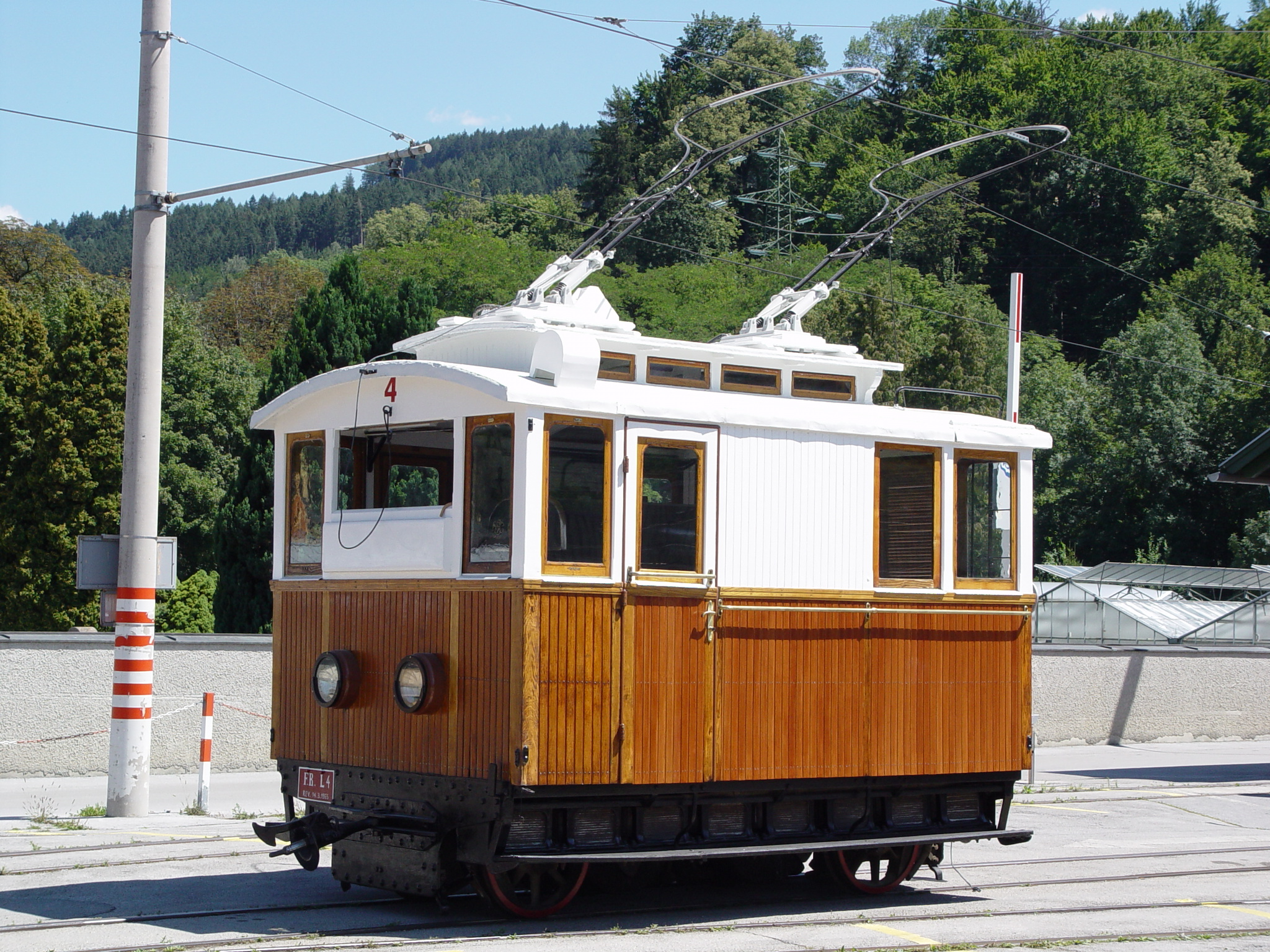
Lokomotive L4, von den Tiroler Museumsbahnen in den Letztzustand aus den 1960er Jahren restauriert, im Bild ist die Talseite vorne

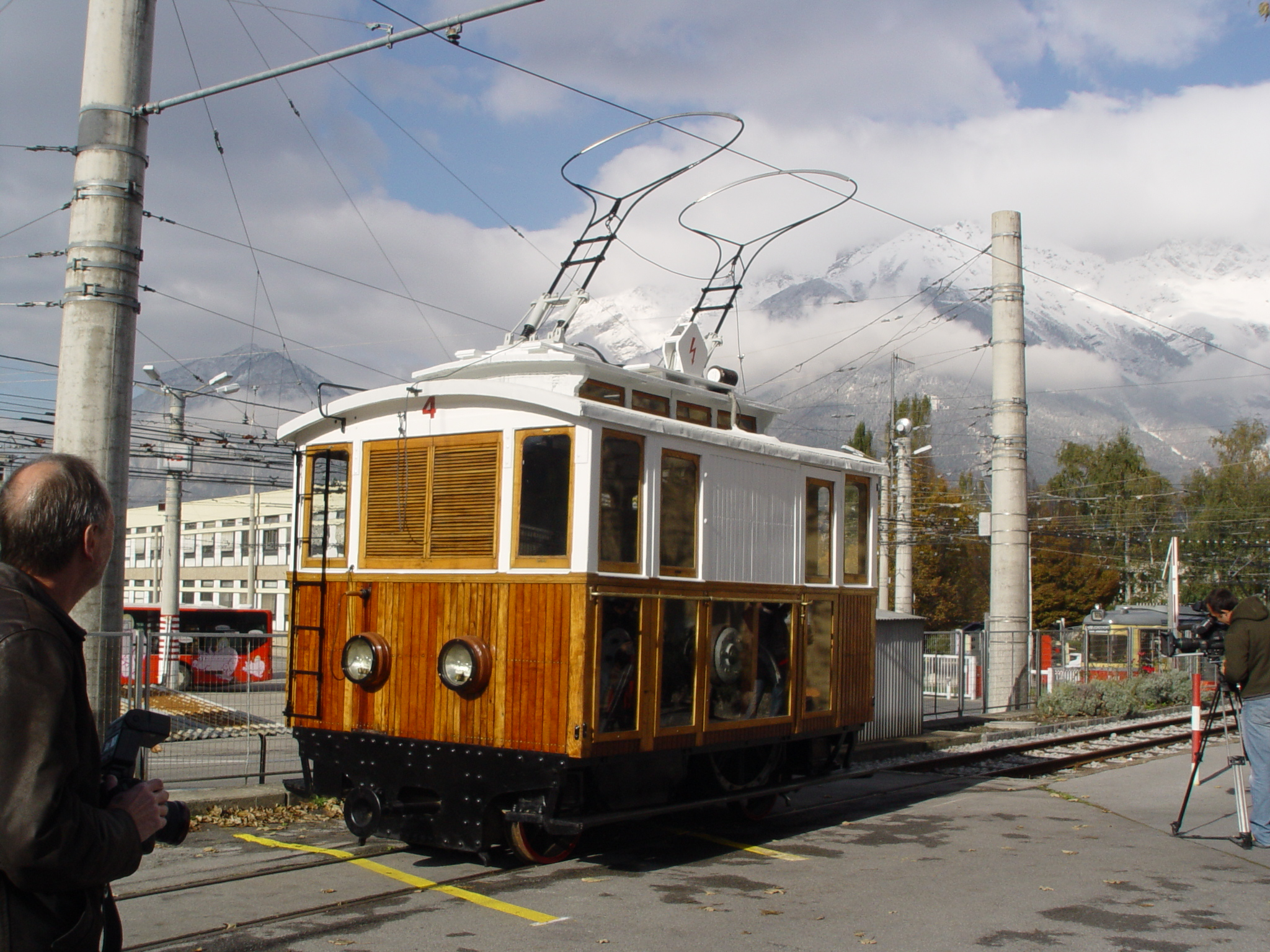
Die L4 mit der Bergseite vorne, erkennbar am fehlenden Führerstand

Längs- und Querschnitt einer Zahnradlokomotive

Schaltungsschema

##### Allgemeine Beschreibung
Zur Betriebsaufnahme beschaffte die Rittner Bahn drei zweiachsige elektrische Zahnradlokomotiven mit den Nummern L1, L2 und L3, wobei das Präfix „L“ der Unterscheidung zu den Triebwagen 1 und 2 diente. Den mechanischen Teil der Elektrolokomotiven stellte die Schweizerische Lokomotiv- und Maschinenfabrik (SLM) aus Winterthur her, während die Wagenkästen von der Grazer Maschinen- und Waggonbau-Aktiengesellschaft (Graz) und die elektrischen Ausrüstungen von der AEG-Union aus Wien stammten. Im Frühjahr/Sommer 1909 wurde noch eine vierte, weitestgehend baugleiche Lokomotive mit der Nummer L4 nachgeliefert. Äußerlich unterscheidet diese sich beispielsweise durch die enger zueinander angeordneten Frontscheinwerfer und die eckigen Fenster.
Die asymmetrisch aufgebauten Kastenlokomotiven mit der Achsfolge Bozz beziehungsweise Bzz g haben eine fest definierte Berg- und Talseite, wobei sich nur auf letzterer ein Führerstand befindet. Sie haben eine Länge über Kupplung von 4,670 Metern, einen Achsstand von 2,500 Metern sowie ein Gewicht von, je nach Quelle 16,3 oder 16,8 Tonnen. 
Die Maschinen verfügen über einen Holzkastenaufbau und haben, wie die Trieb- und Beiwagen, ein Tonnendach mit Laternenaufsatz, der auf beiden Seiten je vier Oberlichter aufweist. Auf der Bergseite ist links zu Wartungszwecken eine Aufstiegsleiter auf das Dach angebracht. Ein weiteres Charakteristikum sind die beidseitigen, über die ganze Länge reichenden Trittbretter. Auch die Lokomotiven der Rittner Bahn sind in ihrer Grundkonstruktion von denjenigen der Kleinbahn Triest–Opicina abgeleitet. Sie stammten von den gleichen Herstellern, waren allerdings kürzer, leichter und weniger leistungsfähig. Wie die Triester Vorbilder waren auch die Bozener Maschinen ursprünglich komplett in Holz natur lasiert, bevor sie 1909 analog zu den Trieb- und Beiwagen im Bereich des Fensterbands weiß gestrichen wurden. 

##### Antrieb
Die Zahnradlokomotiven sind für eine Dauerleistung von 300 Pferdestärken bei einer Fahrgeschwindigkeit von etwa 1,8 Metern in der Sekunde konzipiert, das heißt 6,480 Kilometer in der Stunde. Diese richtet sich nach der auf dem Zahnstangenabschnitt zulässigen Höchstgeschwindigkeit von 6,7 Kilometern in der Stunde. Da die Maschinen bei voller Ausnützung ihrer Leistung eine Zugkraft von bis zu 12.500 Kilogramm entwickeln, war es notwendig, sowohl mit Rücksicht auf die Tragfähigkeit des Zahnstangen-Oberbaus als auch auf die Stabilität der Lokomotive, zwei Triebzahnräder anzuordnen. Deren Achsen werden dabei von je einem, 150 Pferdestärken leistenden, Nebenschlussmotor mit Wendepolwicklung angetrieben. Hierbei wirkt jeder der beiden Motoren mittels eines doppelten Vorgeleges auf je ein Triebzahnrad, wobei die Zahnräder folgende Übersetzung aufweisen:
{\displaystyle {\frac {187}{30}}\times {\frac {52}{22}}=14,73}
Die Motoren, die jeweils 2,8 Tonnen wiegen, bilden samt aller zugehöriger Einrichtungen jeweils einen vollständig unabhängigen Maschinensatz. Sie sind mit dem ganzen Getriebe auf einem mehrfach versteiften, kastenartigen Rahmen starr befestigt. Dieser Rahmen ruht auf drei Punkten auf: talseits auf der mit geringer Federung in Gabeln geführten Achse, beziehungsweise auf den zwei Rädern, bergseits auf einer querbeweglichen Wiege, in welcher die obere Achse gelagert ist.
Die Lokomotive verfügt über einen kombinierten Zahnrad- und Adhäsionsantrieb. Jede Zahnradachse treibt mittels Blindwelle und Kuppelstange die ihr nächstgelegene Reibungsachse an, für welche somit gesondertes Getriebe vorhanden ist. Damit sind die Maschinen auch auf Reibungsabschnitten einsetzbar, wobei solche Einsätze selten waren. Im Adhäsionsbetrieb wird dabei eine Geschwindigkeit von 11–12 km/h erreicht. Diese einfache Anordnung ist allerdings mit dem Nachteil verbunden, dass die beiden miteinander gekuppelten Achsen nur dann richtig miteinander arbeiten, das heißt mit der gleichen Umfangsgeschwindigkeit, wenn die Laufraddurchmesser mit dem Teilkreisdurchmesser des Zahnrads identisch sind. Dieser Idealzustand kann aber, infolge der fortschreitenden natürlichen Abnützung der Laufradzahnkränze, nur für eine sehr kurze Zeit bestehen. Bei der Rittner Bahn wurde die Abnützung der Radreifen daher, bezogen auf den Teilkreisdurchmesser von 700 Millimetern, mit ±6 Millimeter begrenzt. Einer weiteren Quelle zufolge waren es nur ±3,5 Millimeter. Somit schleifen die Räder im Neuzustand, entsprechend der etwa einprozentigen Voreilung, auf den Schienen. Im abgenutzten Zustand bleiben sie um eben soviel zurück beziehungsweise schleifen ebenfalls. Der dadurch entstehende Kraftverlust fiel jedoch nicht weiter ins Gewicht, weil die Fahrschienen auf dem Zahnstangenabschnitt im laufenden Betrieb geschmiert wurden. Unabhängig davon wären sie aber auch schon allein durch die Schmierung der Zahnstange meist zufällig mit gefettet worden. Das Konzept bewährte sich von Beginn an, nach fast einjährigem Betrieb wiesen die Spurkränze tatsächlich keine wesentliche Abnutzung auf. Zudem hielten sich die Kosten für die Auswechslung der Spurkränze in Grenzen, da diese eine radiale Tiefe von nur 35 Millimetern aufweisen.
Die Motoren laufen mit, je nach Quelle 640 oder 750 Umdrehungen in der Minute. Sie sind mit Rücksicht auf die Erschütterungen denen sie im Betrieb ausgesetzt sind sehr stabil konstruiert und verfügen über ein einteiliges Gehäuse, Stehlager mit Ringschmierung und verstellbare Kohlebürsten-Träger. Die Motoren haben vier Hauptpole sowie vier Wendepole und ermöglichen den letzteren eine unbegrenzte Bürstenverschiebung. Die Bürstenstellung beeinflusst die Charakteristik des Motors. Sie ermöglicht es somit bei richtiger Wahl den Parallelbetrieb der beiden Motoren einer Lokomotive nach Bedarf so zu regeln, dass die vorhandene Verstellbarkeit der Bürsten die Einstellung auf gleiche Last sehr begünstigt. Zur feineren Einstellung dient außerdem noch eine Ausgleichsschaltung, die zuvor schon bei den Maschinen der Kleinbahn Triest–Opicina Verwendung fand.
Als Stromabnehmer stehen zwei Lyrabügel zur Verfügung. Sie liegen im Regelfall beide gleichzeitig am Fahrdraht an und müssen beim Fahrtrichtungswechsel per Seilzug gewendet werden. Mittels Schleifring-Fahrschalter werden die Widerstandsstufen zum Fahren und Bremsen gewählt, als konstruktive Besonderheit ist dieser Kontroller waagrecht angeordnet. Die Widerstände befinden sich unter dem Fahrzeugboden. Eine Sandstreueinrichtung steht ebenfalls zur Verfügung.

##### Rutschkupplung
Die rotierenden Massen der Motoren und Zahnräder bilden aufgrund ihrer zwangsweisen Verbindung durch das Getriebe mit der Zahnstange ein außerordentlich starres System. Jede geringe Ungleichheit im Zahneingriff bedingt eine sofortige Geschwindigkeitsänderung der großen Massen, die Folge sind heftige Erschütterungen, insbesondere beim Passieren der Zahnstangenstöße und dergleichen. Des Weiteren übertragen sich die Erschütterungen auf die Ankerwicklungen und Bürsten. Für den Ausgleich dieser schädlichen Erscheinungen, die beim elektrischen Betrieb viel stärker auftreten als beim Dampfbetrieb, sorgen nachgebenden Verbindungen, die sogenannten Rutschkupplungen.
Um die Starrheit des Getriebes zu mildern sowie den Lauf der Maschinen ruhig zu gestalten, ist daher auf jeder Ankerwelle eine solche Rutschkupplung eingeschaltet. Ihr Einbau ist eine Folge der Kurzschlüsse und der, in Zusammenhang mit diesen auftretenden, heftigen Bremsungen, die bei Zahnradlokomotiven mit Nebenschlussmotoren unvermeidlich sind, wenn kein zuverlässiger Belastungsausgleich zwischen den beiden Motoren gewährleistet ist. Hierbei war die Überlegung maßgebend, dass heftige Kurzschlussbremsungen – wenn auch in der Realität nicht existent beziehungsweise unwahrscheinlich – theoretisch möglich sind und bei Kurzschlüssen durch Blitzschläge tatsächlich auftreten können.
Bei der Rutschkupplung handelt es sich im Wesentlichen um eine Reibungskupplung, die aus zwei übereinander gelegten und gegeneinander verschiebbaren Platten besteht. Diese Kupplung wird auf die Übertragung der größten zulässigen Kraft eingestellt. Übersteigt die Zugkraft eines Motors aus irgendwelchen Gründen diesen Wert, so kann die Kraft nicht mehr übertragen werden und es tritt ein Rutschen ein. Die Rutschkupplung bildet daher auch ein zweites Mittel, den gewünschten vollkommenen Belastungsausgleich der beiden Motoren herzustellen. Des Weiteren sind die Triebzahnräder der Lokomotiven nicht gefedert, um einen sicheren Eingriff der Zahnräder in die Zahnstange zu gewährleisten. Um eine Überschreitung der zulässigen Höchstgeschwindigkeit zu verhindern, besitzt jede Maschine einen Geschwindigkeitsregulator, der die Motorachsen bei Bedarf automatisch abbremst.

##### Bremsausrüstung
Die Dauerbremsung bei der Talfahrt erfolgt dadurch, dass die – vom abwärts treibenden Gewicht der Lokomotive in Bewegung gesetzten – Motoren durch Umkehrung ihrer Wirkungsweise als Generatoren arbeiten und Strom in die Pufferbatterie in der Umformerstation senden. Weil die Motoren bei der Talfahrt naturgemäß rascher laufen als bei der Bergfahrt, ist das Feld so berechnet, dass die zulässige Geschwindigkeit talwärts auch bei voller Erregung nicht überschritten wird. Diese Geschwindigkeitsregelung erfolgt mittels eines Nebenschlusswiderstandes, der fest mit dem Fahrschalter verbunden ist.
Jede Lokomotive ist mit zwei Handspindelbremsen ausgerüstet, die vollkommen unabhängig voneinander arbeiten. Sie besitzen Ausgleichsgestänge und wirken mit je vier Bremsklötzen auf die gerillten Bremsscheiben der beiden Zahnradachsen. Diese Bremsen wirken infolge der Kupplung der Zahnradachsen mit den Laufachsen auch auf letztere, so dass für den Reibungsbetrieb keine eigenständigen Bremsen notwendig sind.
Des Weiteren trägt jede der beiden Ankerachse eine leistungsstarke Bandbremse. Diese ist so mit einem Fliehkraftregler verbunden, dass sie bei Überschreitung der erlaubten Fahrgeschwindigkeit durch Federkraft selbsttätig als Notbremse auslöst. Tritt eine solche Geschwindigkeitsüberschreitung bei einem der beiden Motoren auf, so wird durch den betreffenden Regler auf mechanischem Weg, das heißt durch Benützung eines Hebelwerks, eine angespannte Spiralfeder ausgelöst, die anschließend mit großer Kraft gleichzeitig beide Bandbremsen anzieht und beide Ankerwellen bremst. Bei Bedarf kann die Auslösung auch manuell durch das Lokomotivpersonal erfolgen.
Außerdem steht dem Triebfahrzeugführer noch die elektrische Kurzschlussbremse zur Verfügung, die jedoch aufgrund ihrer begrenzten Wirkung nur im Reibungsbetrieb als Schnellbremse genutzt werden kann. Sie ist nämlich nur wirksam, wenn die Oberleitung Strom führt und die Felder zuverlässig erregt sind.

##### Sicherheitszange und Entgleisungsschutz
In unmittelbarer Nähe der oberen, das heißt bergseitigen Achse ist die – auch von den anderen Strub`schen Zahnradbahnen her bekannte – sogenannte Strub`sche Sicherheitszange angeordnet. Sie soll das Aufsteigen der Lokomotive auf der Zahnstange verhindern und unterscheidet sich von älteren Konstruktionen insoweit, dass sie nicht mehr starr, sondern, unter Zwischenschaltung einer Feder, am Untergestell befestigt ist. In der Formgebung der Backen sowie den Proportionen der Hebelarme, ohne deren freie Bewegung zu behindern, bedeutete dieses wichtige Bauteil einen großen technischen Fortschritt. Es erwies sich schon während der Probefahrten vor Eröffnung sowie bei, noch in der Bauphase aufgetretenen, Betriebsstörungen als erfolgreiche Konstruktion.
Bei der Herstellung des Untergestells wurde die bei den Schweizer Bergbahnen vielfach bewährte Bauart auch bei den Maschinen der Rittner Bahn beibehalten. Diese berücksichtigt, dass bei Bergbahnunfällen – aufgrund der dabei auftretenden starken Kräfte – auch die Sicherheitszange versagen kann. Trotzdem soll der Zug aber – auch bei vollständiger Entgleisung aller Räder und der damit verbundenen großen Gefahr in diesem Moment – sofort zum Halten kommen. Dies ist möglich, weil bei der gewählten Konstruktion die untere Kante der Kastenstirnwand so ausgebildet und dimensioniert ist, dass sie in die hervorstehenden Zähne der Zahnstange eingreift. Hierzu wurde das Stirnblech des Untergestells mittels Winkeleisen verstärkt und bis auf 60 Millimeter über Zahnstangenkante herunter geführt. Zur Verminderung der Entgleisungsgefahr sind außerdem noch die Triebzahnräder mit seitlichen Führungs-Flanschen versehen.

##### Verbleib

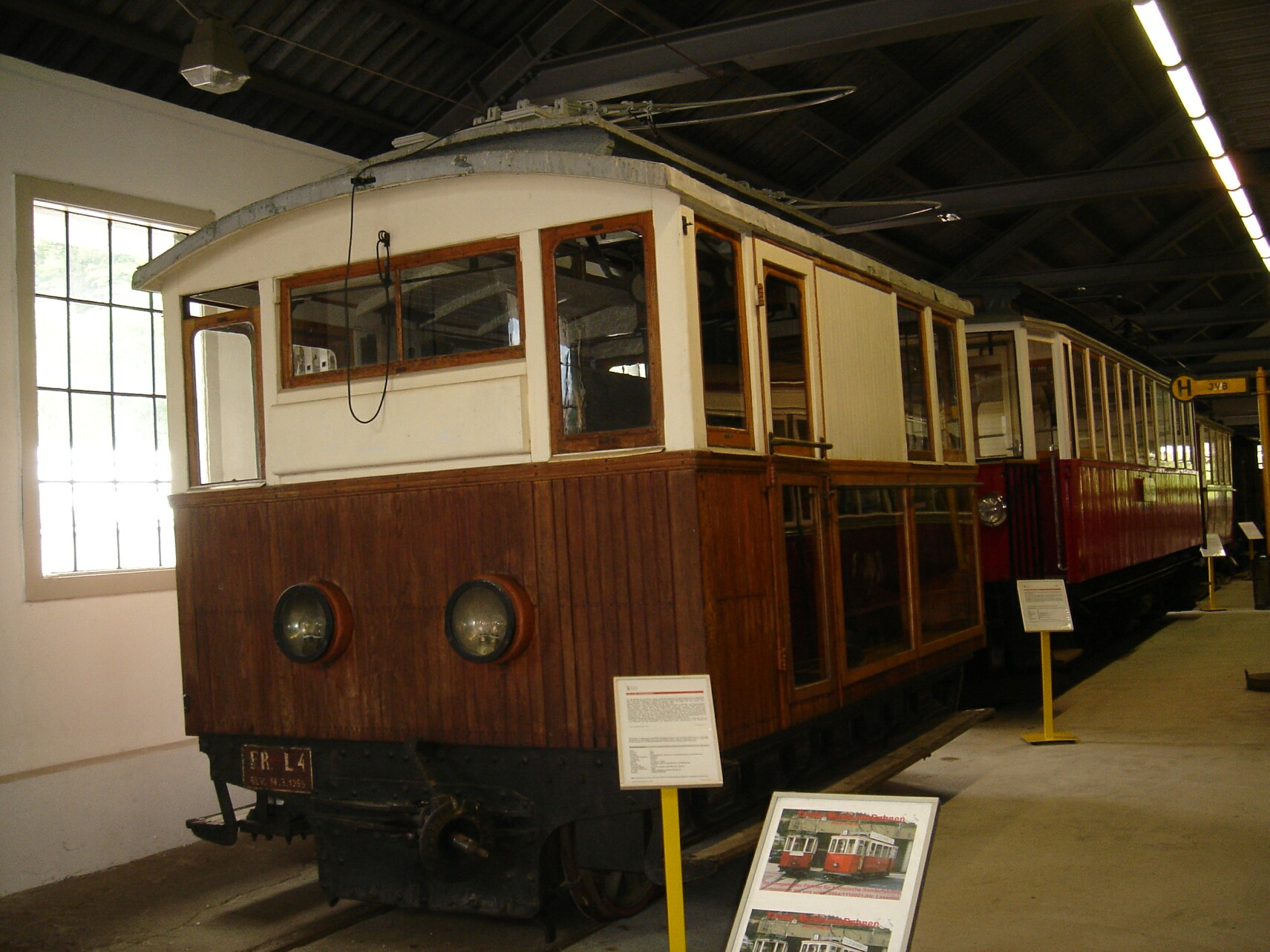
Die L4 im Zustand von 2005, die teilweise verglasten Seitenwände ermöglichen den Museumsbesuchern einen direkten Blick auf den Antrieb

Von den Lokomotiven, die nach Aufgabe des Zahnstangenabschnitts ab 1967 nicht mehr benötigt wurden, blieben zwei erhalten:
- Die L1 wurde beim Unfall des Jahres 1964 schwer beschädigt und 1971 verschrottet.
- Die L2 war ab 1967 eine Zeit lang im Technikmuseum in Bozen ausgestellt. Allerdings wurde sie Ende der 1960er, Anfang der 1970er Jahre Opfer von Buntmetalldieben, womit eine Wiederinbetriebnahme erheblichen Aufwand bedeuten würde, da unter anderem die gesamte elektrische Schaltung rekonstruiert werden müsste. Später war sie in der Remise in Maria Himmelfahrt untergebracht, heute ist sie, äußerlich aufgearbeitet, in der Remise in Klobenstein hinterstellt. Sie ist rollfähig, jedoch nicht aus eigener Kraft fahrfähig.
- Die L3 wurde im Februar 1971 verschrottet.
- Die L4 wurde 1972 vom Tiroler Landesmuseum Ferdinandeum angekauft und dem Zeughaus in Innsbruck als Dauerleihgabe übergeben. Allerdings wurde die Maschine bei der Ausfuhr aus Italien unbrauchbar gemacht, wobei unter anderem die Motorkabel durchtrennt, die Blasspule ausgebaut und die Achslager des Stangenantriebs entfernt wurden. Ende 2004 stellte das Zeughaus die Lokomotive als Leihgabe den Tiroler Museumsbahnen (TMB) zur Verfügung. Diese reparierten und restaurierten sie, so dass die Lokomotive Ende 2006 – rechtzeitig zum 100-jährigen Jubiläum im Jahr 2007 – wieder in Betrieb genommen werden konnte. Sie ist im Innsbrucker Stubaitalbahnhof beheimatet, die teilweise verglasten Seitenwände ermöglichen einen Blick auf den Antrieb.

#### Vierachsige Triebwagen

##### Beschaffung und Inbetriebnahme

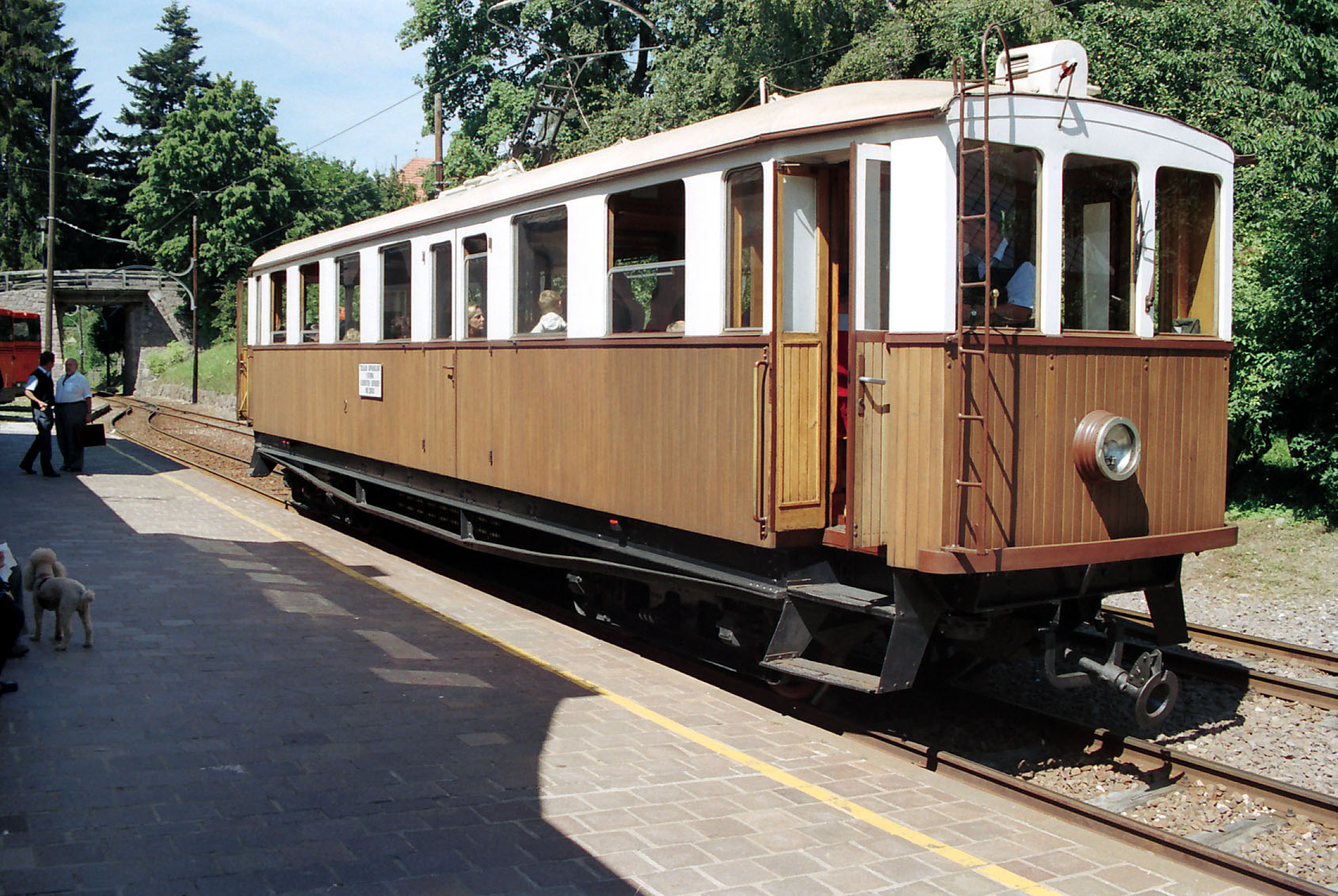
Vierachser Nummer 2 im Jahr 2004, der Wagenkasten unterscheidet sich infolge der Umbauten von 1917 und 1947 deutlich vom Ursprungszustand

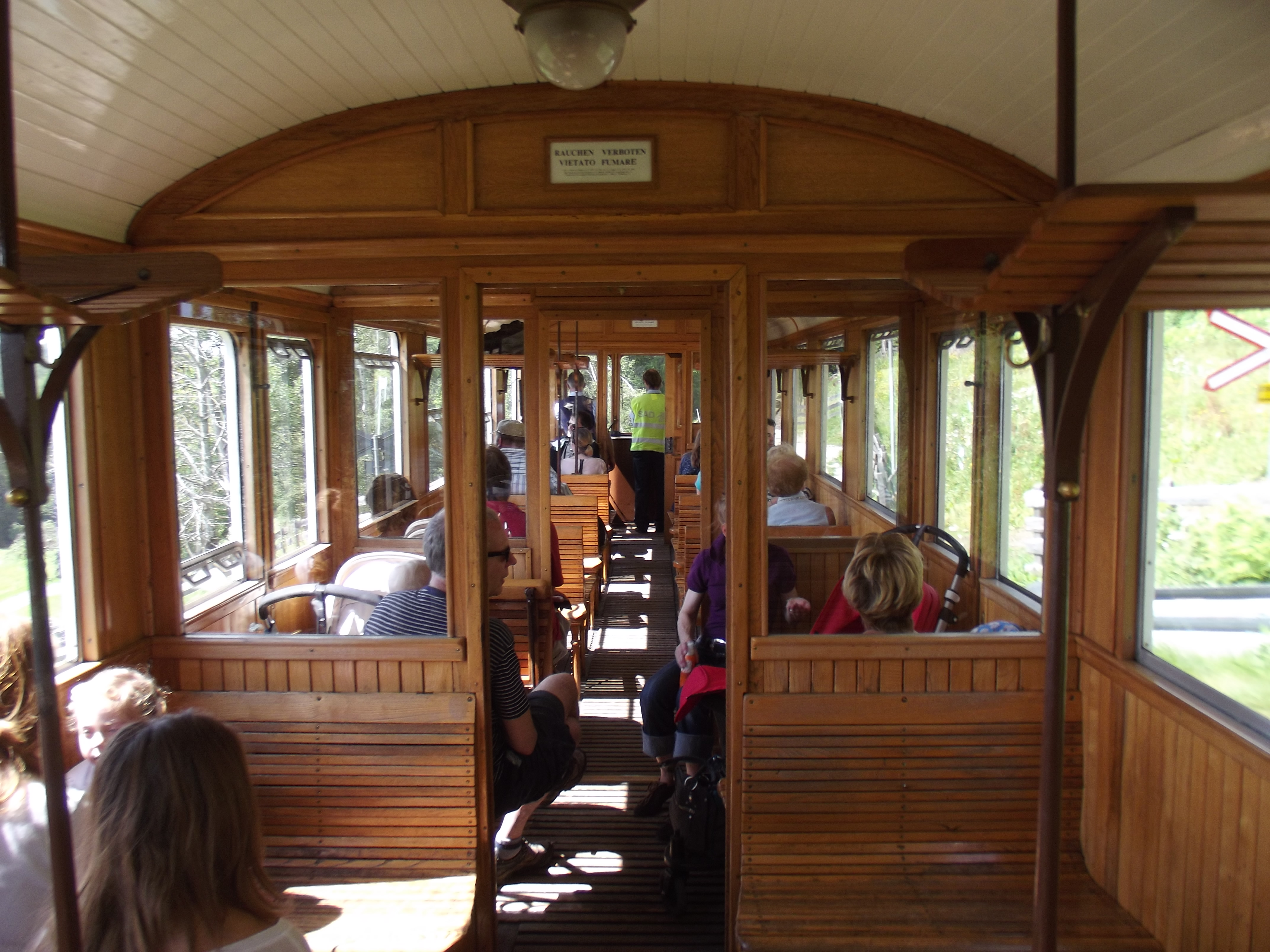
Innenraum mit Blick auf das ehemalige Gepäckabteil, das die ehemalige I. Klasse im Vordergrund von der ehemaligen III. Klasse im Hintergrund abtrennte

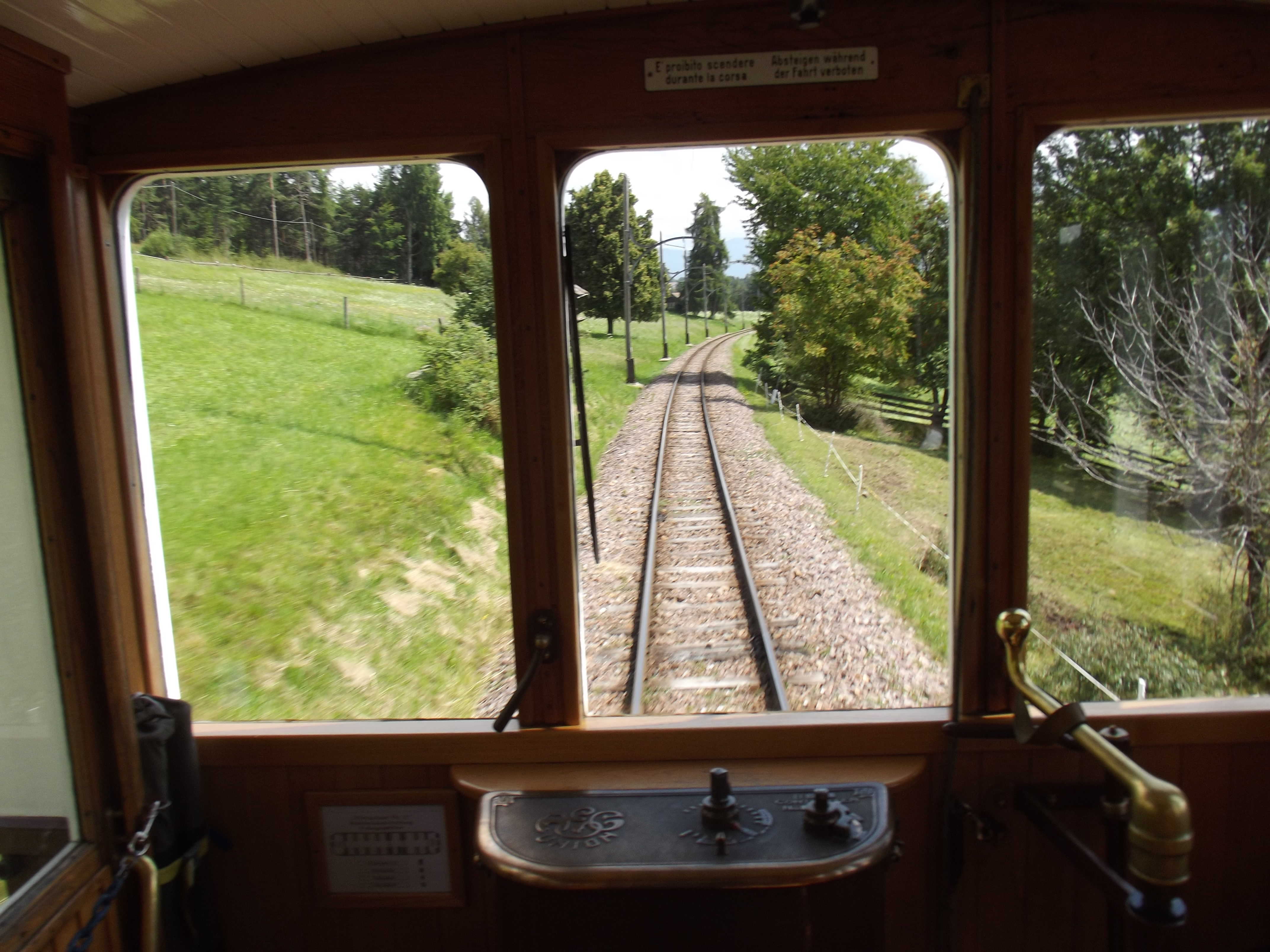
Führerstand

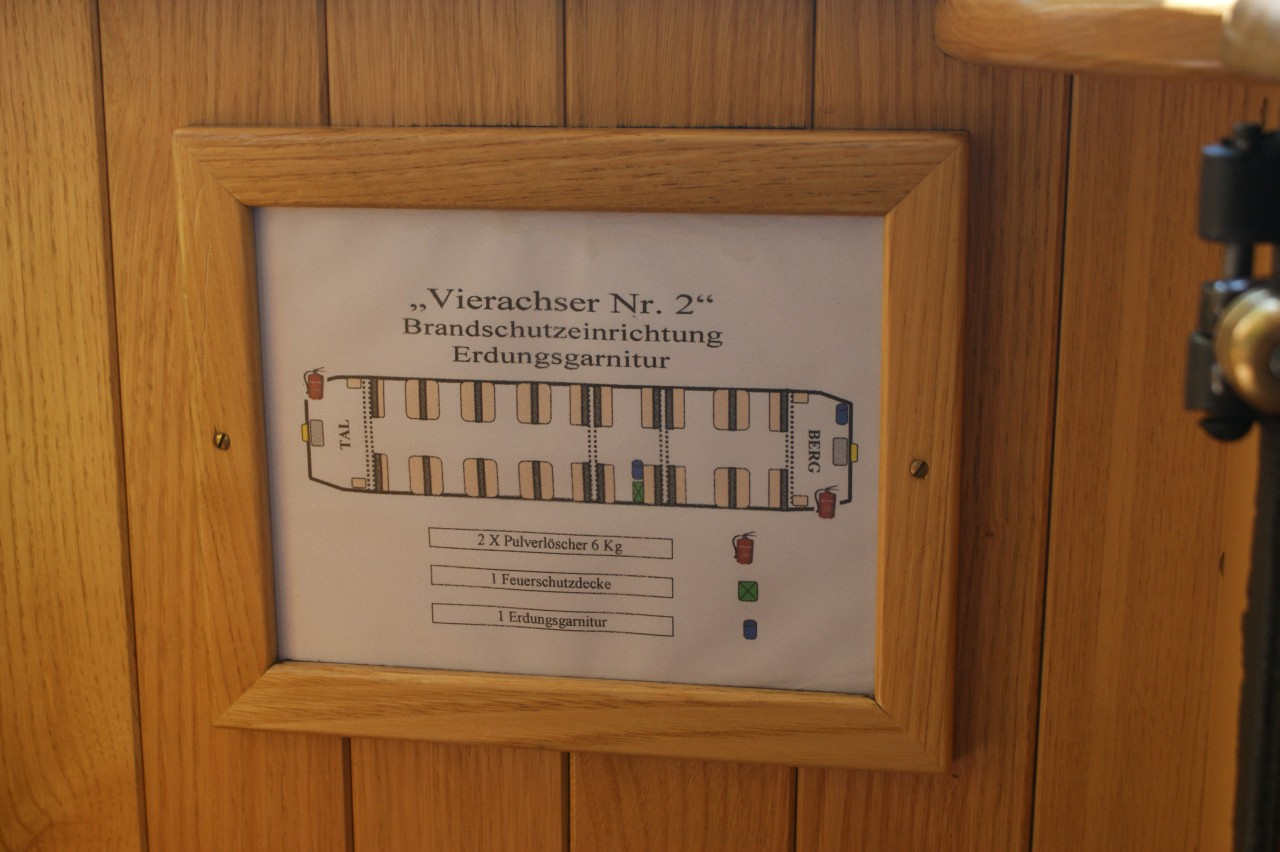
Sicherheitshinweis mit Sitzplan und explizit ausgewiesener Berg- und Talseite

Zur Betriebsaufnahme ihrer Lokalbahn schrieb die AG der Rittnerbahn auch zwei vierachsige Triebwagen aus. Wie die Lokomotiven konnten auch sie auf allen Streckenabschnitten eingesetzt werden. Damit wollte der Betreiber vor allem vermeiden, dass die Fahrgäste beim Übergang von den Adhäsionsstrecken auf den Zahnstangenabschnitt und umgekehrt umsteigen mussten. Das günstigste Angebot gab seinerzeit die zur Simmeringer Waggonfabrik gehörende Brünn-Königsfelder Maschinenfabrik (BKM) ab. Sie fungierte in diesem Fall als Subunternehmen der Grazer Waggonfabrik. Doch hatte das mährische Unternehmen bis dahin noch keine Erfahrung in der Herstellung von Zahnradbahnfahrzeugen.
Aufgrund dessen hatten die beiden Vierachser mit den Betriebsnummern 1 und 2 so ungünstige Bremswerte, dass ihre Untergestelle letztlich noch in Graz umgebaut werden mussten und sie dadurch erst Ende Februar 1908 ihren Betrieb aufnehmen konnten. Ihre endgültige behördliche Abnahme erfolgte ohne Schwierigkeiten, so dass ab dann der volle Fahrplan in Kraft treten konnte. In diesem Zusammenhang erhielten sie damals auch neue Fabrikschilder mit Baujahr 1908 statt 1907 sowie Graz statt Brünn-Königsfelder als Hersteller.

##### Wagenkasten
Mit einer Länge über Kupplung von, je nach Quelle, 14,82 oder 15,02 Metern und einem Drehzapfenabstand von 8,30 Metern sind die Vierachser für eine Bergbahn ungewöhnlich groß, ihr Achsstand beträgt 2,0 Meter. Der Wagenkasten selbst ist 13,92 Meter lang und 2,5 Meter breit, die beiden Einstiegsplattformen sind jeweils 1,06 Meter lang. Es standen anfangs 57 Sitzplätze zur Verfügung, davon zwölf in der I. Klasse und 45 in der III. Klasse. Von letzteren 45 waren allerdings 13 nur Notsitze, davon sieben im Gepäckabteil, drei auf der vorderen Plattform und drei weitere auf der hinteren Plattform. Einer anderen Quelle zufolge waren es insgesamt 58 Sitzplätze.
Das Gepäckabteil wiederum trennte die beiden Wagenklassen voneinander ab und weist auf jeder Seite zwei nach außen öffnende Flügeltüren auf, die mit der Außenwand des Wagenkastens bündig ausgeführt sind. Von außen zu erkennen ist es ferner an seinen etwas niedrigeren Fenstern. Stehplätze waren 30 vorhanden, womit die Wagen zusammen 87 Personen befördern konnten. Nach einer anderen Quelle betrug die ursprüngliche Gesamtkapazität sogar 90–100 Personen. Das Eigengewicht der Triebwagen beträgt 21 Tonnen, bei voller Besetzung sind es 28 Tonnen. Auf dem Zahnstangenabschnitt betrug das Gesamtzuggewicht samt Lokomotive entsprechend 44,8 Tonnen.
Charakteristisch für die Triebwagen ist ihre Verkleidung mit hochwertigen, farblos lackierten Teakholz-Latten. Diese waren damals eher ein Markenzeichen von in Luxuszügen eingereihten Wagen, wie etwa den CIWL-Teakholzwagen, aber auch typisch für einige andere von Graz ausgestattete Lokalbahnen. Die Holzverkleidung ist jedoch nur in der unteren Hälfte anzutreffen, das Fensterband ist hingegen weiß lackiert. Der Charakter der Fremdenverkehrsbahn wirkte sich somit auch auf Konzeption und Ausstattung der Wagen aus. Die elegante Ausführung hatte einen Werbeeffekt und sollte die Bahnfahrt attraktiv gestalten. Die Wagengestaltung orientierte sich daher einerseits an robusten Typen von Überlandbahnen sowie andererseits an Salonwagen, wie manche Straßenbahnbetriebe sie seinerzeit für Stadtrundfahrten einsetzten. Die Wagen zeichnen sich somit durch ein für damalige Zeiten sehr modernes Design aus. Das sogenannte „amerikanische Dach“ ist ein „abgeschlepptes“ Tonnendach mit Laternenaufsatz, das heißt mit Oberlichtfenstern, welches sich in der Seitenansicht vollkommen anders präsentiert als in der Stirnansicht, nämlich längs gegliedert anstatt kompakt hochgewölbt. Als formales Element trägt es optischen wesentlich zur Streckung des Wagenkörpers bei, demselben Zweck dienen die abgewinkelten Frontseiten. Die anfangs vorhandenen sogenannten „Panoramafenster“ konnten mit Lederriemen herabgelassen werden und erhöhten so den Fahrkomfort. Sämtliche Wagen des Ursprungsbestands werden elektrisch beleuchtet und beheizt, weisen Quersitzbänke mit 2+2-Sitzteiler und Mittelgang sowie Zwischentüren zwischen dem Fahrgastraum und den Plattformen auf. Inklusive der Abtrennungen des Gepäckraums sind vier Zwischenwände vorhanden. Die Plattformen waren ursprünglich frontal verglast und seitlich offen, abgesichert durch Scherengitter. 
Wie die Lokomotiven haben auch die Trieb- und Beiwagen eine fest definierte Berg- und Talseite, wobei die Sitzbänke auf der Bergseite sowohl mit ihrer Sitzfläche als auch mit ihrer Lehne etwas nach hinten geneigt sind, damit die Fahrgäste beim früheren Steilstreckenbetrieb nicht von diesen rutschten. Im Gegensatz zu den Lokomotiven weisen die Triebwagen ferner nur einen Frontscheinwerfer auf, der mittig angeordnet ist.

##### Hohes Totgewicht
Aufgrund ihrer Großraumabteile mit Mittelgang, andere Bergbahnen verwendeten seinerzeit üblicherweise Abteilwagen mit direkt vom Bahnsteig aus zugänglichen Abteilen, hatten die Züge der Rittner Bahn ein vergleichsweise hohes Totgewicht. Dies galt insbesondere für die Vierachser. Während ein Zug aus Lokomotive, Zweiachsertriebwagen und Zweiachserbeiwagen schon ein Leergewicht von 590 Kilogramm je Sitzplatz hatte, waren es bei einem Zug aus Lokomotive und Vierachsertriebwagen schon 645 Kilogramm. Damit hatte die Rittner Bahn gegenüber anderen Zahnradbahnen, insbesondere solchen ohne Adhäsionsabschnitte, einen deutlichen wirtschaftlichen Nachteil. Andere, im Ausland gelegene, gemischte Zahnrad- und Adhäsionsbahnen jener Zeit erzielten hingegen signifikant günstigere Werte:
- Luzern-Stans-Engelberg-Bahn, eröffnet 1898: 340 Kilogramm je Sitzplatz
- Martigny-Châtelard-Bahn, eröffnet 1906: 350 Kilogramm je Sitzplatz
- Münsterschluchtbahn, eröffnet 1907: 375 Kilogramm je Sitzplatz

Im Gegenzug ermöglichte die bei der Rittner Bahn gewählte Anordnung mit Mittelgang jedoch eine große Zahl von Stehplätzen, was insbesondere bei großem Andrang von Vorteil war. Zudem führten die österreichischen Eisenbahnvorschriften generell zu viel schwereren Wagenkonstruktionen. Dies galt insbesondere im Vergleich zur Schweiz, wo schon damals offene Sommerwagen zugelassen waren. Bei Abteilen mit Seiteneinstieg, sowie nur einer Wagenklasse, hätten die Vierachser der Rittner Bahn hingegen eine Kapazität von 80 Personen gehabt.

##### Antrieb und elektrische Ausrüstung
Die elektrische Ausstattung der zweimotorigen Vierachser stammt, analog zu den Lokomotiven, ebenfalls von der Wiener AEG-Union. Hierbei sind nur zwei Achsen angetrieben und es ist eine, damals übliche, Reihen-Parallelschaltung vorhanden. Damit entspricht die Elektrik, abgesehen von der sorgfältigeren, der höheren Betriebsspannung entsprechenden Ausführung der Isolation und der Funkenlöschung, dem Standard von zeitgenössischen Straßenbahn-Triebwagen. Die beiden je 40 Pferdestärken leistenden Tatzlagermotore treiben die inneren Achsen der Drehgestelle an. Die beiden vollkommen identischen und symmetrisch ausgeführten Drehgestelle besitzen eine doppelte Federung, die Querfederung in der Wiege und die Längsfederung mittels Blattfedern über den Achslagern. Im Gegensatz zu den Lokomotiven haben die Triebwagen nur jeweils einen Lyrastromabnehmer. Dieser muss ebenfalls an den Endbahnhöfen per Seilzug gewendet werden. 

##### Bremsausrüstung
Für den Adhäsionsbetrieb steht bei den Triebwagen eine elektrische Kurzschlussbremse und eine zwölfklötzige Ausgleichsbremse zur Verfügung, gemäß einer anderen Quelle hat letztere nur acht Klötze. Die Ausgleichsbremse kann von beiden Plattformen aus per Handspindel betätigt werden. Auch bei den Triebwagen ist eine Sandstreueinrichtung eingebaut.
Für den früheren Zahnstangenbetrieb war eine Zahnrad-Backenbremse vorhanden, die doppelt angeordnet war. Die Außenachse jedes Drehgestells trug hierfür ein, auf ihr lose sitzendes und in die Zahnstange eingreifendes, Bremszahnrad mit zwei seitlichen, gerillten Bremsscheiben, auf die letztere Bremsbacken einwirkten. Das Anziehen der Zahnradbremse erfolgte durch eine Bremskurbel von der jeweils nächst gelegenen Plattform aus. Auf diese Weise erzielten die Konstrukteure zum einen den sehr ruhigen Lauf des Wagens und vermieden zum anderen ein langes Gestänge zur Bedienung der Zahnradbremse. Die Bremswirkung musste im Gegenzug jedoch so berechnet werden, dass durch die Betätigung nur einer Bremsspindel der ganze Wagen abgebremst werden konnte.

##### Einsatzgeschichte und Umbauten
Nachdem Wagen 1 1917 verunglückte wurde er originalgetreu wieder aufgebaut. Wagen 2 verlor damals hingegen aus statischen Gründen seine großen „Panoramafenster“, durch Einbau von Zwischenstegen halbierte sich seine Fenstergröße. Nach dem Brand von 1944, bei dem Wagen 1 total und Wagen 2 teilweise beschädigt wurden, erhielten 1947/1948 beide Wagen einen neuen Wagenkasten mit vollständig geschlossenen Plattformen sowie großen Fenstern, die jedoch etwas kleiner ausfielen als die ursprüngliche Version von 1907. Damals entfielen auch die abgewinkelten Frontseiten. 
Triebwagen 1 wurde infolge der schweren Beschädigung beim Unfall des Jahres 1964 verschrottet. Triebwagen 2 war ab 1966, zusammen mit dem Alioth, eines der beiden Stammfahrzeuge auf dem Streckenabschnitt Oberbozen–Klobenstein. Infolge der Aufgabe des Zahnstangenabschnitts und des Güterverkehrs im Jahr 1967 wurden dem Wagen seine Bremszahnräder entfernt, zudem kommt er seither auf der Reibungsstrecke regulär nur noch als Alleinfahrer zum Einsatz.   
Ab 1992 diente Triebwagen 2 nur noch als Reserve bei Ausfall des Esslinger Triebwagens mit der Nummer 12. Ab 2011 war er infolge der Inbetriebnahme der ersten Trogener Triebzüge schließlich nur noch sporadisch im Einsatz, unter anderem um Standschäden zu vermeiden. Jedoch erfolgte dies aus Kapazitätsgründen in der Regel nur noch in den Randzeiten und, um seine Substanz zu schonen, nur bei gutem Wetter. Zum 1. Januar 2019 untersagte die zuständige Aufsichtsbehörde ANSFISA seinen Einsatz schließlich ganz, statt der veralteten Spindelbremse forderte sie eine Magnetschienen- oder Druckluftbremse. Zudem fehlen mittlerweile einige ausgebaute Teile, die für eine Wiederinbetriebnahme neu angefertigt werden müssten.

#### Zweiachsige Triebwagen

##### Beschaffung und Inbetriebnahme

Zweiachsiger Triebwagen im Ursprungszustand mit offenen Plattformen und vier großen Fenstern

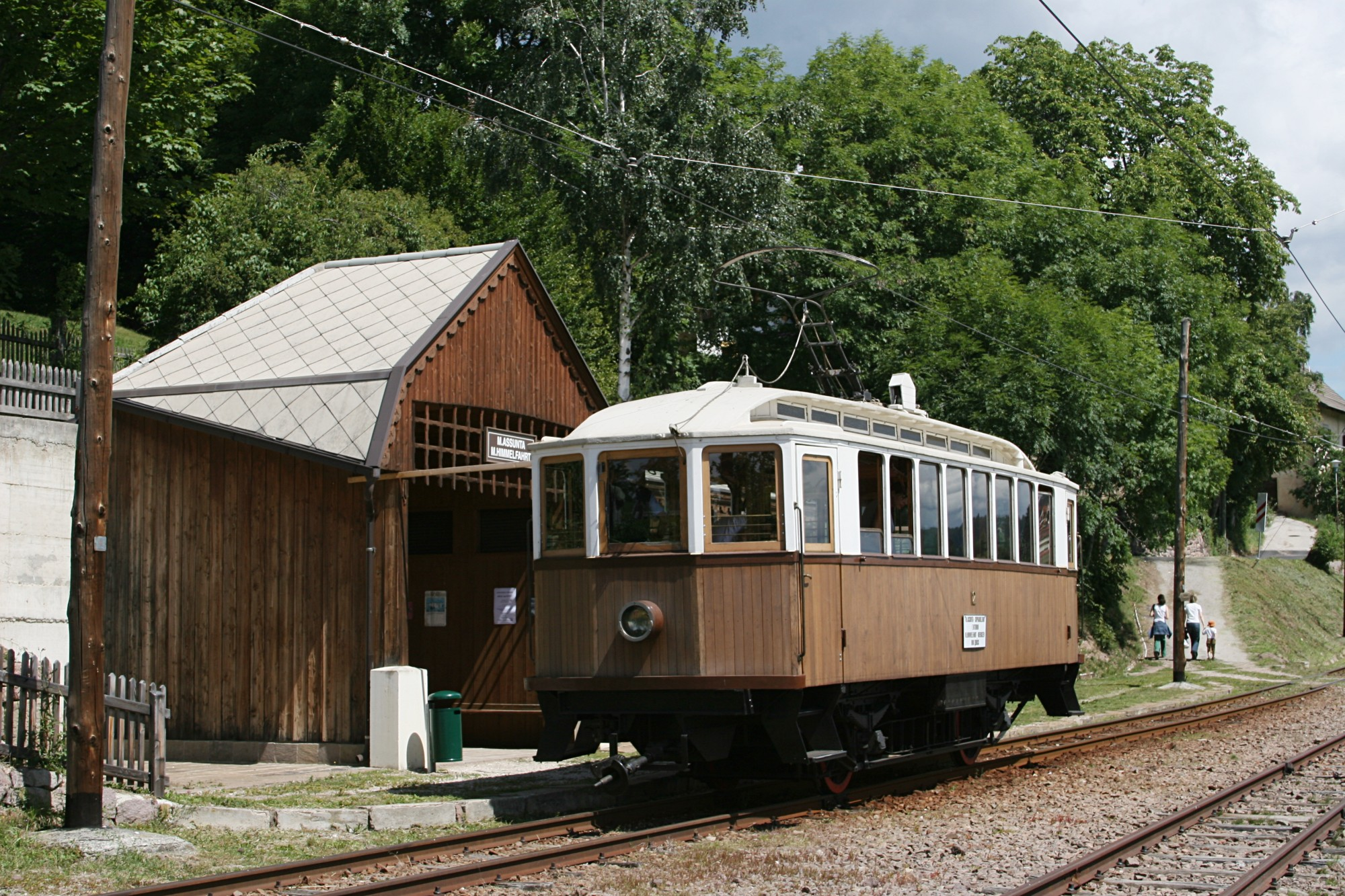
Triebwagen 12 im Jahr 2005, im Umbauzustand von 1917 mit acht kleinen Fenstern und geschlossenen Plattformen

Ergänzend zu den beiden Vierachsern beschaffte die AG der Rittnerbahn zur Betriebsaufnahme bei der Brünn-Königsfelder Maschinenfabrik und der AEG auch zwei zweiachsige Triebwagen, welche die Betriebsnummern 11 und 12 erhielten. Mit den unterschiedlichen Wagengrößen konnte sich das Unternehmen flexibler auf das, je nach Jahreszeit stark schwankende, Fahrgastaufkommen einstellen. Die großen Wagen mussten somit bei schwächerem Verkehr nicht immer mitgeführt werden, zudem konnten auf diese Weise reine Personenzüge im Bedarfsfall kurzfristig als gemischte Züge geführt werden.
Auch die beiden zweiachsigen Triebwagen standen aufgrund von Problemen am Zahnradbremssystem nicht rechtzeitig zur Verfügung, diese Schwierigkeiten verursachten die um zwei Monate verspätete Bahneröffnung. Nach der Entgleisung in den ersten Betriebstagen mussten schließlich beide nochmal nacheinander zurück ins Herstellerwerk, um Nachbesserungen vorzunehmen. 

##### Wagenkasten, Antrieb und elektrische Ausrüstung
Die Zweiachsertriebwagen sind nach denselben konstruktiven Grundsätzen ausgeführt worden, wie diejenigen der der Kleinbahn Triest–Opicina. Nur mussten im Hinblick auf den Umstand, dass die Bremse des Triebwagens im Notfall nicht nur sein Eigengewicht zu halten hat, sondern auch das des mitgeführten Beiwagens, mussten besondere Sicherheitsmaßnahmen getroffen werden. Gestalterisch wiederum entsprechen sie, abgesehen von der Länge, ihrer geringeren Kapazität sowie der schwächeren Motorisierung, den Vierachsern der Rittner Bahn. Allerdings weisen sie weder ein Gepäckabteil noch eine Unterteilung nach Wagenklassen auf. 
Die einmotorigen Zweiachser haben Lenkachsen, einen Achsstand von 3,80 Metern, eine Motorleistung von 40 Pferdestärken und eine Länge über Kupplung von 9,96 Metern. Ihr Wagenkasten ist 8,86 Meter lang, wovon 6,20 Meter auf das Fahrgastabteil und jeweils 1,33 Meter auf die beiden Plattformen entfallen. Diese sind damit etwas länger als bei den großen Wagen. Im Fahrgastabteil stehen den Fahrgästen in acht Reihen 32 Sitzplätze zur Verfügung, zuzüglich existieren 20 Stehplätze. Das Leergewicht beträgt 13,0 Tonnen, bei voller Besetzung wiegen die Zweiachser 17,8 Tonnen.

##### Bremsausrüstung
Die Zweiachser-Triebwagen besitzen eine achtklötzige Reibungs-Backenbremse, die ebenfalls von beiden Plattformen aus mittels Handspindel betätigt werden kann. Für den Zahnstangenabschnitt war früher zusätzlich eine Zahnrad-Bandbremse vorhanden, wobei das Bremszahnrad gesondert am Untergestell zwischen den beiden Laufachsen gelagert war. Es war so ausgelegt, dass es imstande war, auf der Steilstrecke einen Zug aus vollbesetztem Triebwagen samt ebenfalls vollbesetztem Beiwagen zu halten. Bei einem Zugwiderstand von sechs Kilogramm je Tonne und einer Verzögerung von 0,5 Metern in der Sekunde ergab sich in diesem Fall ein Zahndruck von über 8000 Kilogramm, dessen Auftriebskomponente nicht mehr vernachlässigt werden konnte. Laut Egon Ewald Seefehlner entspricht dieser auszuübenden Bremskraft, bei 31 Tonnen Zuggewicht, ein Zahndruck von 31 ⋅ (255−6) + 3100 ⋅ 0.5 = 9269 Kilogramm. Da aus räumlichen Gründen kein zweites Bremszahnrad wie bei den Vierachsern eingebaut werden konnte, mussten zwei besondere Sicherheitsmaßnahmen getroffen werden, um das gefährliche Aufsteigen des Zahnrads in jedem Fall zu verhindern:
- Auf dem Tragrahmen des Bremszahnrads wurde eine Strub`sche Schienenzange befestigt, die den Keilkopf der Zahnstange so umfasste, dass die Zange klemmte bevor das Zahnrad nicht mehr in die Zahnstange eingriff.[11] Die Öffnung der Zange war unter Berücksichtigung des freien Spiels zwischen einem leeren und einem besetzten Wagen so bemessen worden, dass die Zange früher klemmte, als das Zahnrad außer Eingriff kam. In so einem Fall bremste also die Zange infolge der Klemmwirkung mit. Um die unangenehmen Auswirkungen solcher heftiger Bremsungen zu vermeiden, gingen die Konstrukteure bei der Anordnung des Bremszahnrads jedoch mit größter Sorgfalt vor.[24]
- Um den Eingriff des Bremszahnrads zu sichern, war der Rahmen bergseitig ungefedert auf der Laufachse gelagert. Das andere Ende des Rahmens war hingegen möglichst weit entfernt beweglich am Wagenkasten aufgehängt, um das Spiel der Lenkachse nicht zu behindern. Entsprechend der Federung des Wagens machte das Zahnrad, welches möglichst weit an die ungefederte Achse gerückt war, auch vertikale Bewegungen mit.[11] Diese betrugen jedoch nur einige Millimeter, da das Zahnrad möglichst in die Nähe der ungefederten Achse gerückt wurde. Die Aufhängung des Rahmens in der Nähe der talseitigen Achse beziehungsweise Federung erfolgte auch deshalb, weil wegen der schiefen Stellung der Fahrzeuge auf der Steilstrecke beim Bremsen die bergseitige Feder entlastet und die talseitige belastet wurde. Diese Wirkung war aber dem Auftrieb entgegengesetzt.[24]

##### Einsatzgeschichte und Umbauten
Auch die Zweiachser hatten ursprünglich große „Panoramafenster“, insgesamt vier an der Zahl, die beim Umbau des Jahres 1917 durch acht kleine ersetzt wurden. Gleichzeitig wurden die, ursprünglich analog zu den Vierachsern seitlich offenen, Einstiegsplattformen durch nach außen schwingende Flügeltüren verschlossen. Infolge der Aufgabe des Personenverkehrs auf dem Zahnstangenabschnitt kamen die kleinen Wagen aus Kapazitätsgründen ab 1966 nur noch im Pendelverkehr Oberbozen–Maria Himmelfahrt und zurück zum Einsatz. Auch sie verloren 1967 ihr Bremszahnrad. 
Ab Wiedereinführung des durchgehenden Betriebs auf der Gesamtstrecke im Jahr 2009 waren die Fahrzeuge nicht mehr im Regelverkehr anzutreffen und wurden nur noch für historische Sonderfahrten verwendet. Zum 1. Januar 2019 untersagte die Aufsichtsbehörde, aufgrund ihres gleichfalls veralteten Bremssystems, auch den Betrieb der Zweiachser ganz. Nach Klärung offener Rechtsfragen und allfälligen technischen Anpassungen erhielt Triebwagen 11 eine begrenzte Zulassung für Schneepflugfahrten, für die eine zweimännige Führerstandsbesetzung erforderlich ist.

#### Beiwagen

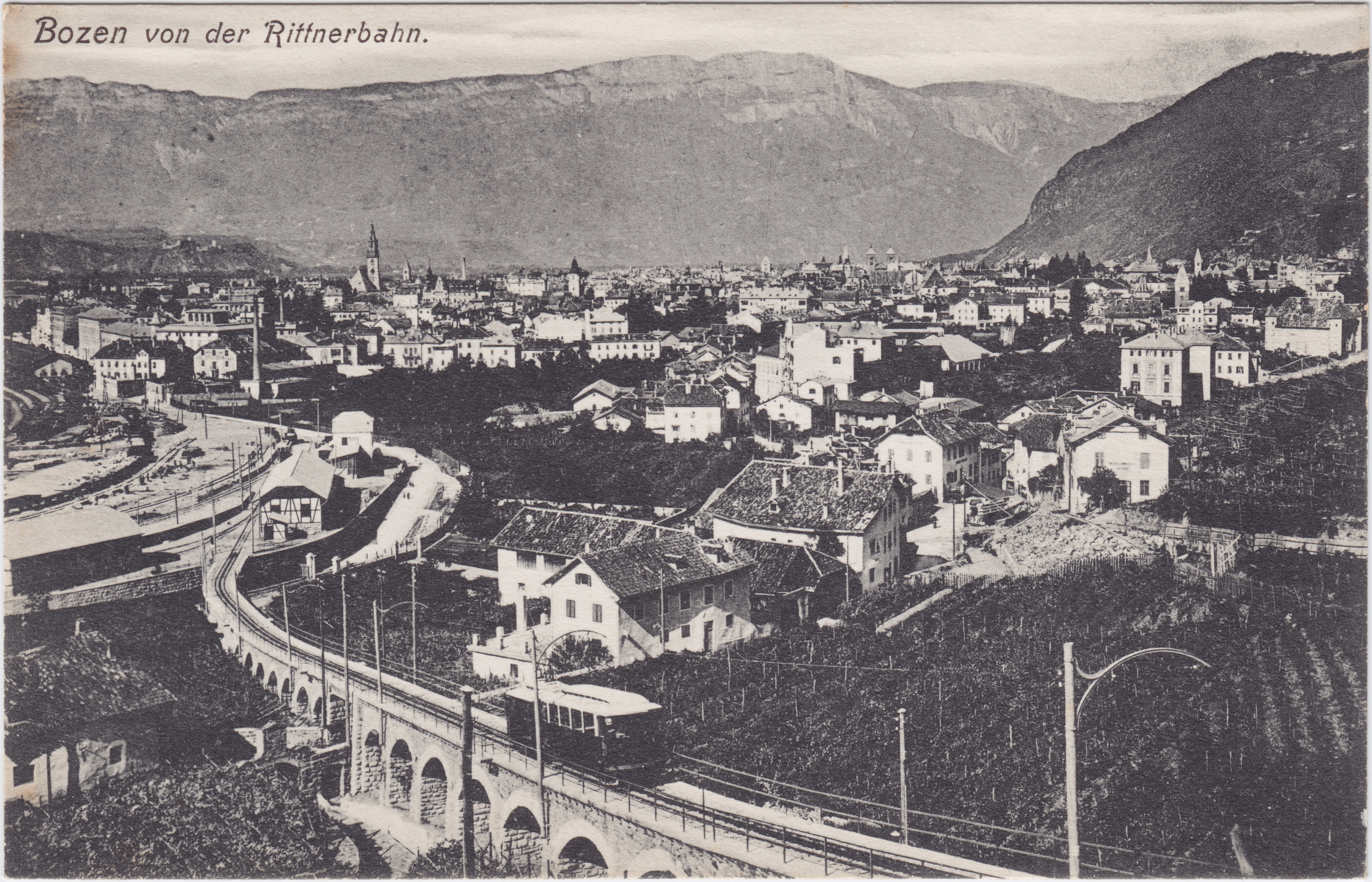
Bergfahrender Zug mit führendem Beiwagen, ausnahmsweise ohne Triebwagen im Zugverband

Zur Betriebseröffnung lieferte die Grazer Maschinen- und Waggonbau-Aktiengesellschaft auch die beiden zweiachsigen Beiwagen mit den Betriebsnummern 21 und 22. Abgesehen vom fehlenden Antrieb entsprechen sie wagenbaulich den zweiachsigen Triebwagen, von denen sie sich jedoch vor allem durch ihre gänzlich offenen Plattformen unterschieden, das heißt diese wiesen auch keine Frontverglasung auf. Außerdem hatten die Beiwagen nur 28 Sitzplätze, dafür jedoch 30 Stehplätze. Zudem verfügten sie, analog zu den vierachsigen Triebwagen, über eine I. Klasse. Diese war in der bergseitigen Hälfte angeordnet und bot zwölf Sitzplätze, während die talseitig angeordnete III. Klasse 16 Sitzplätze aufwies. Als Besonderheit hatte die I. Klasse einen Seitengang, das heißt, in der Wagenmitte befand sich eine Verschwenkung des Durchgangs. Auch die Tür zwischen I.-Klasse-Abteil und bergseitiger Plattform war entsprechend außermittig angeordnet.    
Die Beiwagen wogen leer 8,8 Tonnen und voll besetzt 13,4 Tonnen. An Bremsen waren vorhanden: für die Reibungsstrecken eine vierklötzige Handbremse und für die Zahnradstrecke eine manuell zu betätigende Zahnradbremse, die auf ein Bremszahnrad wirkte, das freilaufend auf einer der beiden Laufachsen saß. Darüber hinaus verfügten sie über eine elektrische Solenoidbremse, mit dieser konnten die Beiwagen auf den Adhäsionsstrecken mit dem Kurzschlussstrom des Triebwagens gebremst werden.
Die zweiachsigen Beiwagen kamen ausschließlich zusammen mit den zweiachsigen Triebwagen zum Einsatz, nicht jedoch mit den Vierachsern. Sie wurden nach dem Unfall von 1917 ebenfalls von vier auf acht Fenster umgebaut. Die Anhänger wurden schon 1966, zusammen mit der Aufgabe des Personenverkehrs auf dem Zahnstangenabschnitt, außer Betrieb gesetzt und 1968 mangels weiterem Bedarf verschrottet, zumal in Maria Himmelfahrt und Oberbozen, nach erfolgtem Umbau der Bahnhöfe im Jahr 1967, auch gar keine Umsetzmöglichkeit mehr bestand.

### Alioth

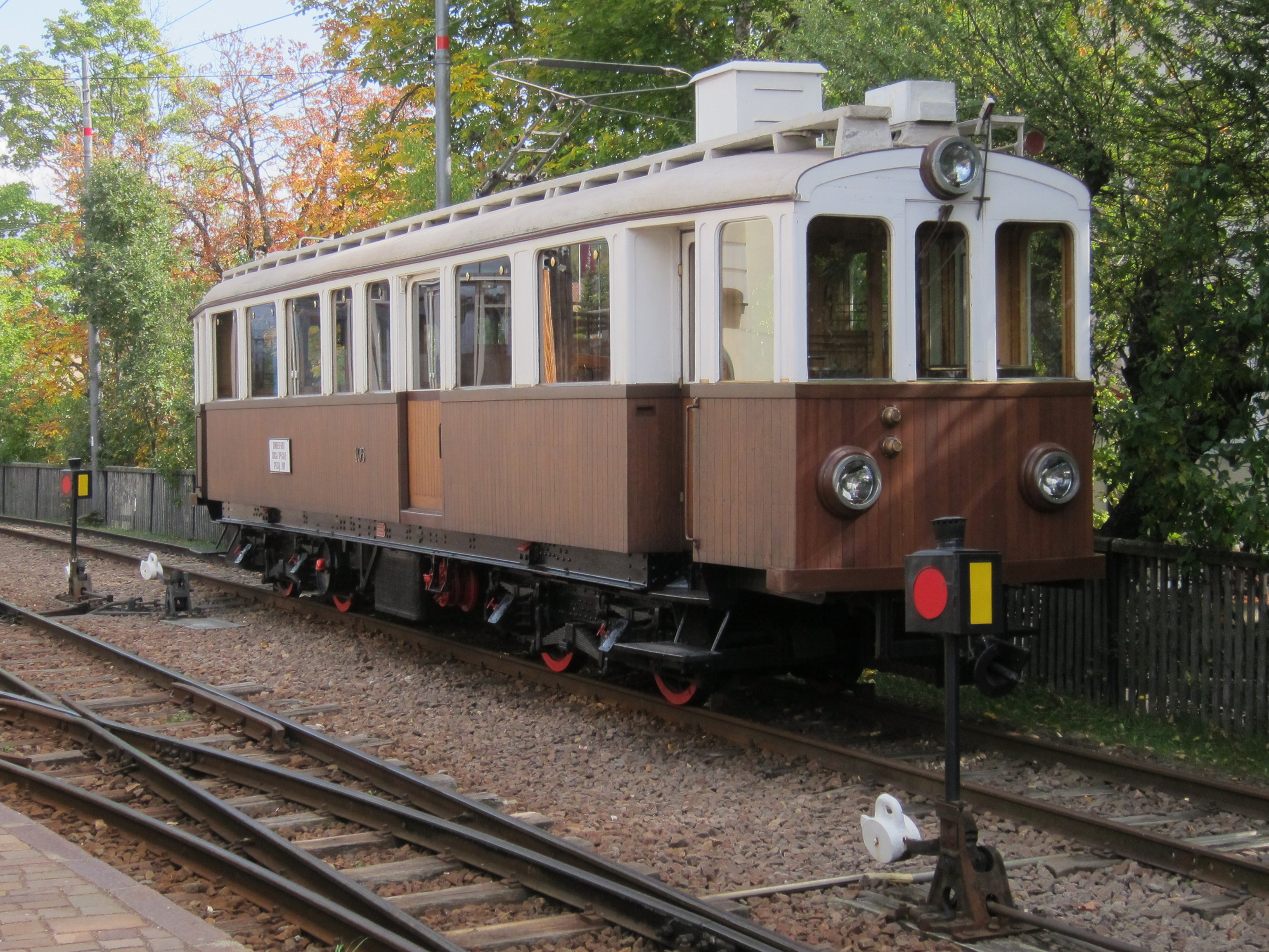
Triebwagen 105 im Jahr 2023

Infolge der Betriebseinstellung der Lokalbahn Dermulo–Mendel im Jahr 1934 ergab sich für die Rittner Bahn die Gelegenheit, deren vierachsigen Triebwagen 105 gebraucht zu übernehmen. Er ging am 17. Mai 1937 auf dem Ritten wieder in Betrieb, wurde mangels Bremszahnrad aber auch damals schon ausschließlich auf der Adhäsionsstrecke eingesetzt, wo er als Schlepptriebwagen im Güterverkehr sowie für Verstärkerfahrten im Schülerverkehr diente. Zudem reduzierte man seinen Antrieb damals von vier auf zwei Fahrmotoren. Die auf dem Ritten bis dahin nicht übliche Signalpfeife wurde hingegen beibehalten, auch durch sein Dreilicht-Spitzensignal unterschied er sich vom Bestand. Das Fahrzeug, das von der Nesselsdorfer Waggonfabrik in Mähren, heute Kopřivnice in Tschechien, gebaut wurde und dessen elektrische Ausrüstung von der Elektrizitätsgesellschaft Alioth aus Münchenstein bei Basel in der Schweiz stammte, wurde folglich nur als Alioth bezeichnet. Als einziges Fahrzeug der Rittner Bahn besitzt er eine Hardy-Saugluftbremse, die Teakholz-Verkleidung stammt bereits vom Ursprungsbetrieb. Für den Regelverkehr adaptiert wurde der Alioth erst, als es 1964 galt den damals verunglückten Triebwagen Nummer 1 zu ersetzen. In diesem Zusammenhang verloren auch die zusammen zwölf Sitze in der vormaligen I. Klasse ihren Lederbezug, bei einem weiteren Umbau im Jahr 1992 wurden ihm außerdem die Übergangstüren an den Stirnseiten verschlossen. Der Alioth war ab 1966, zusammen mit dem Triebwagen 2, eines der beiden Stammfahrzeuge auf dem Streckenabschnitt Oberbozen–Klobenstein. Ab 1992 diente er ebenso nur noch als Reserve bei Ausfall des Esslinger Triebwagens mit der Nummer 12, seit 2011 wird auch er nur noch sporadisch im regulären Fahrgastbetrieb eingesetzt.

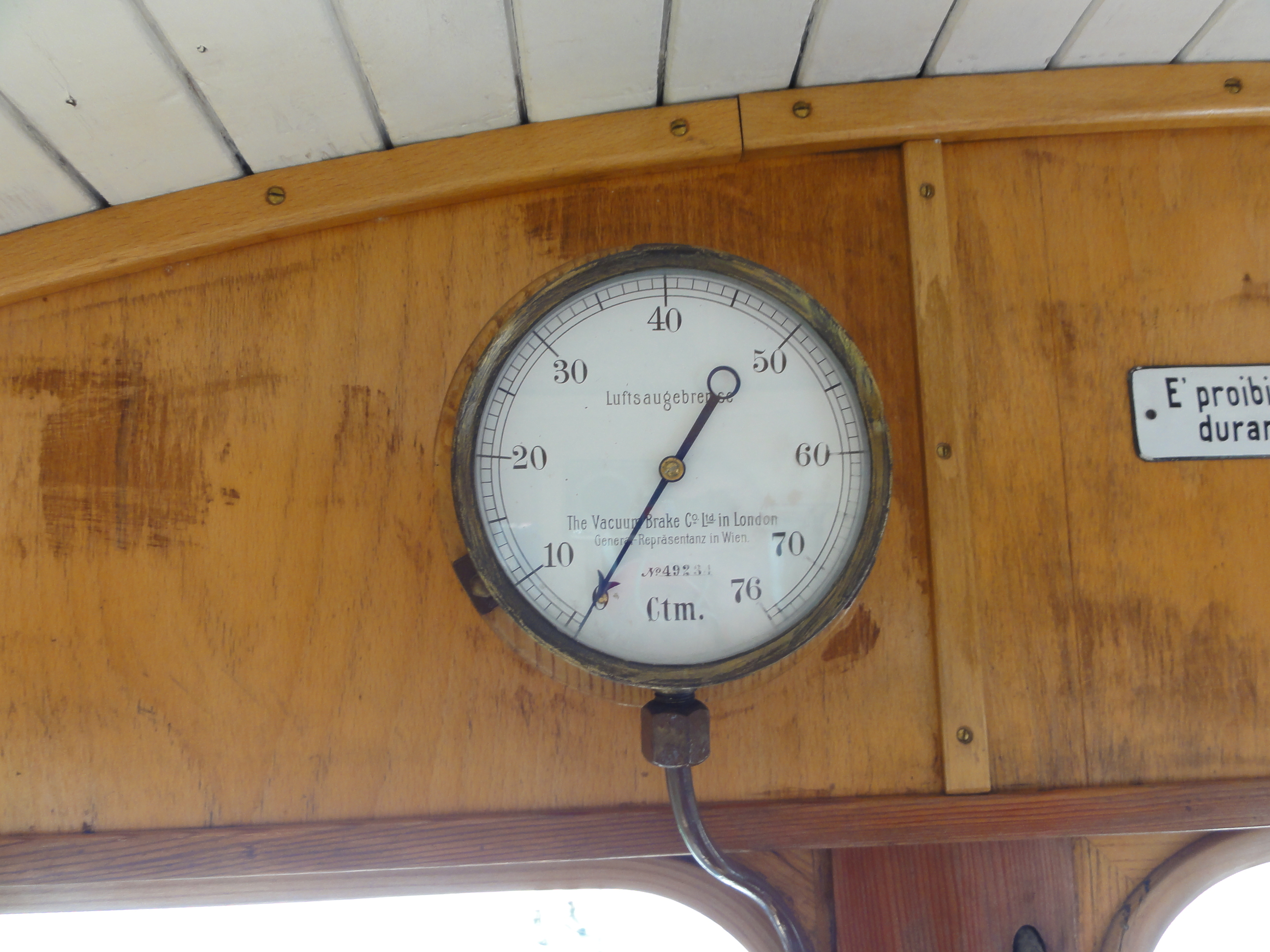
Manometer der Luftsaugbremse
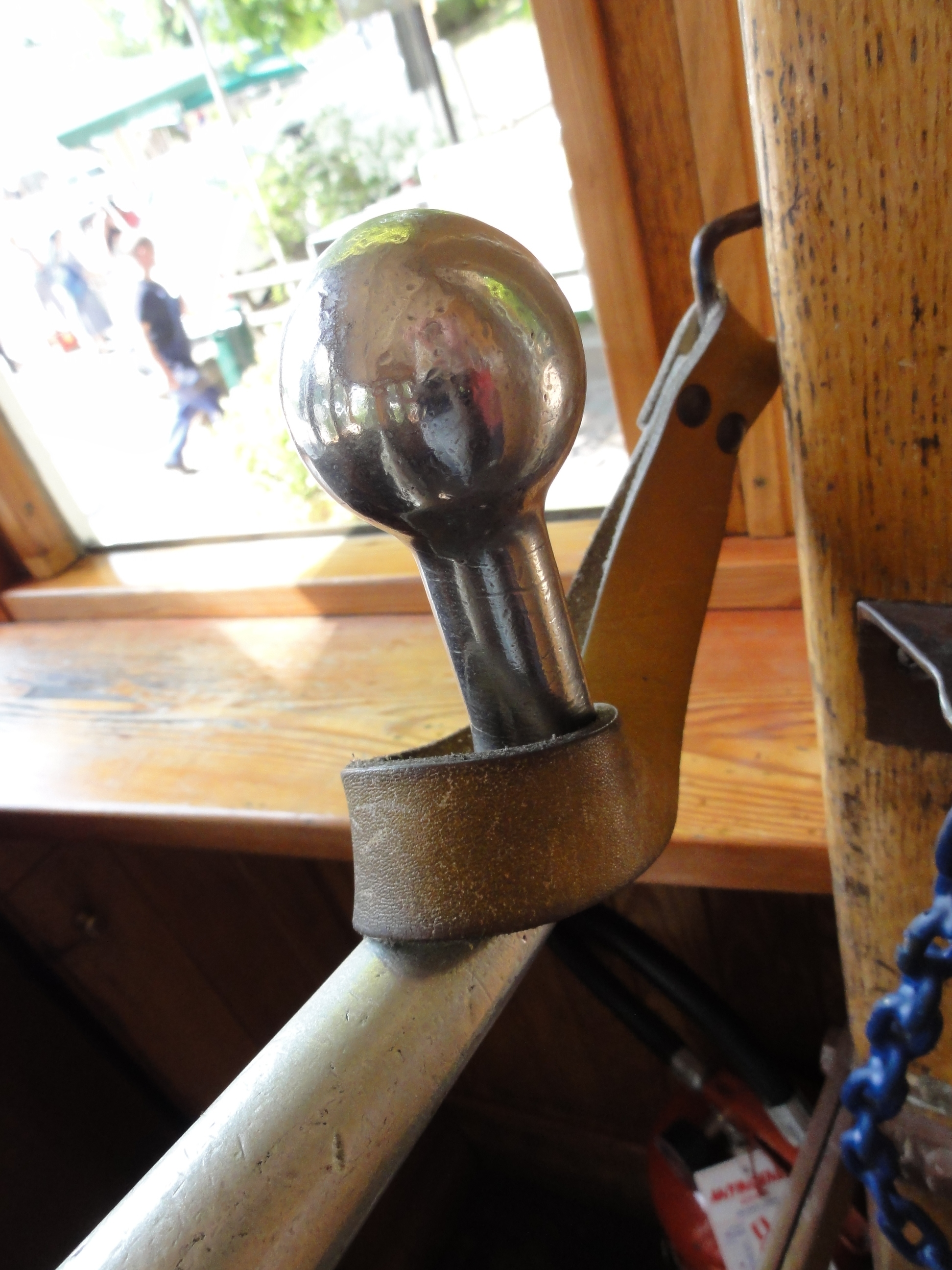
Sicherung der Bremse
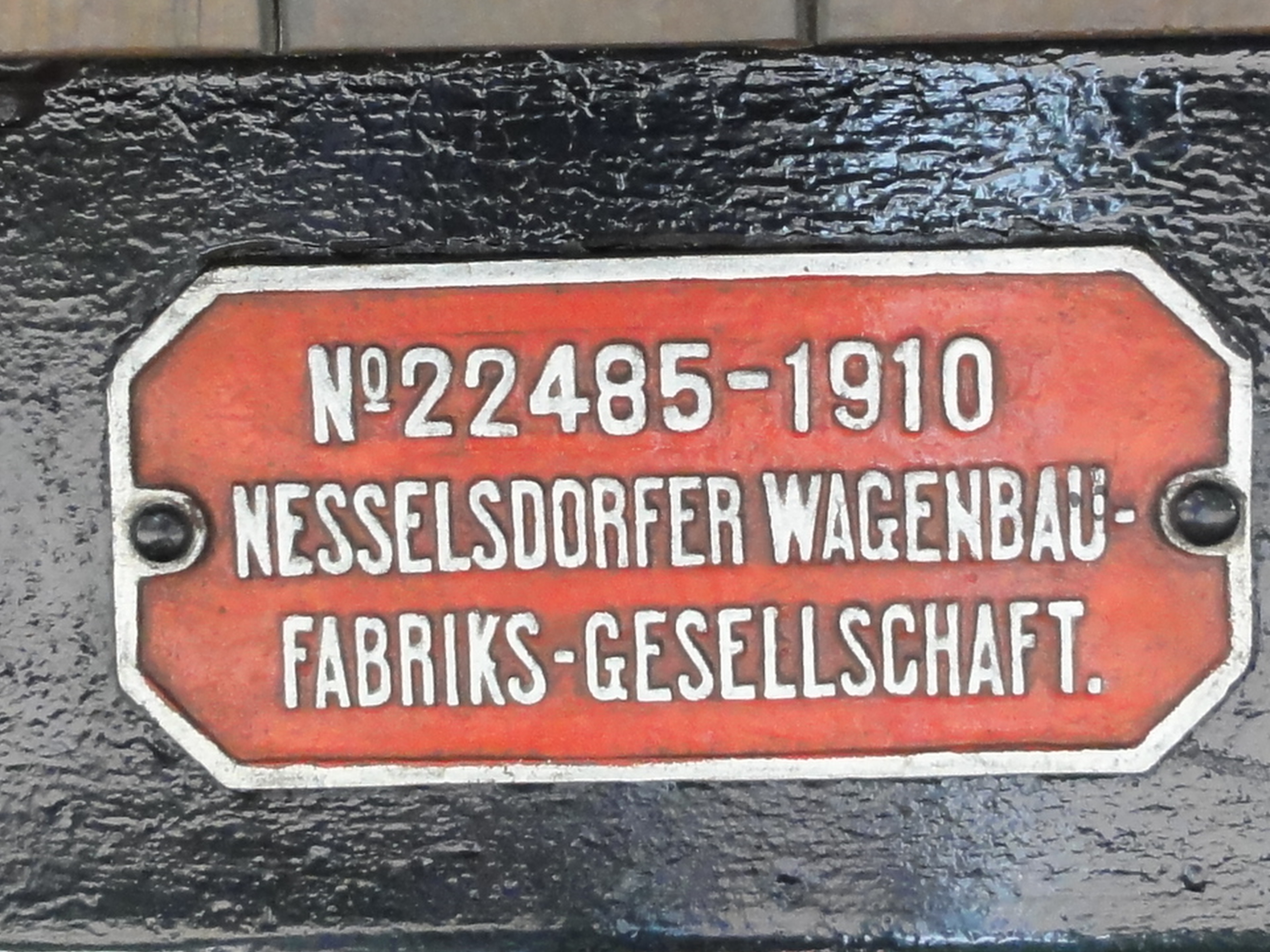
Fabrikschild
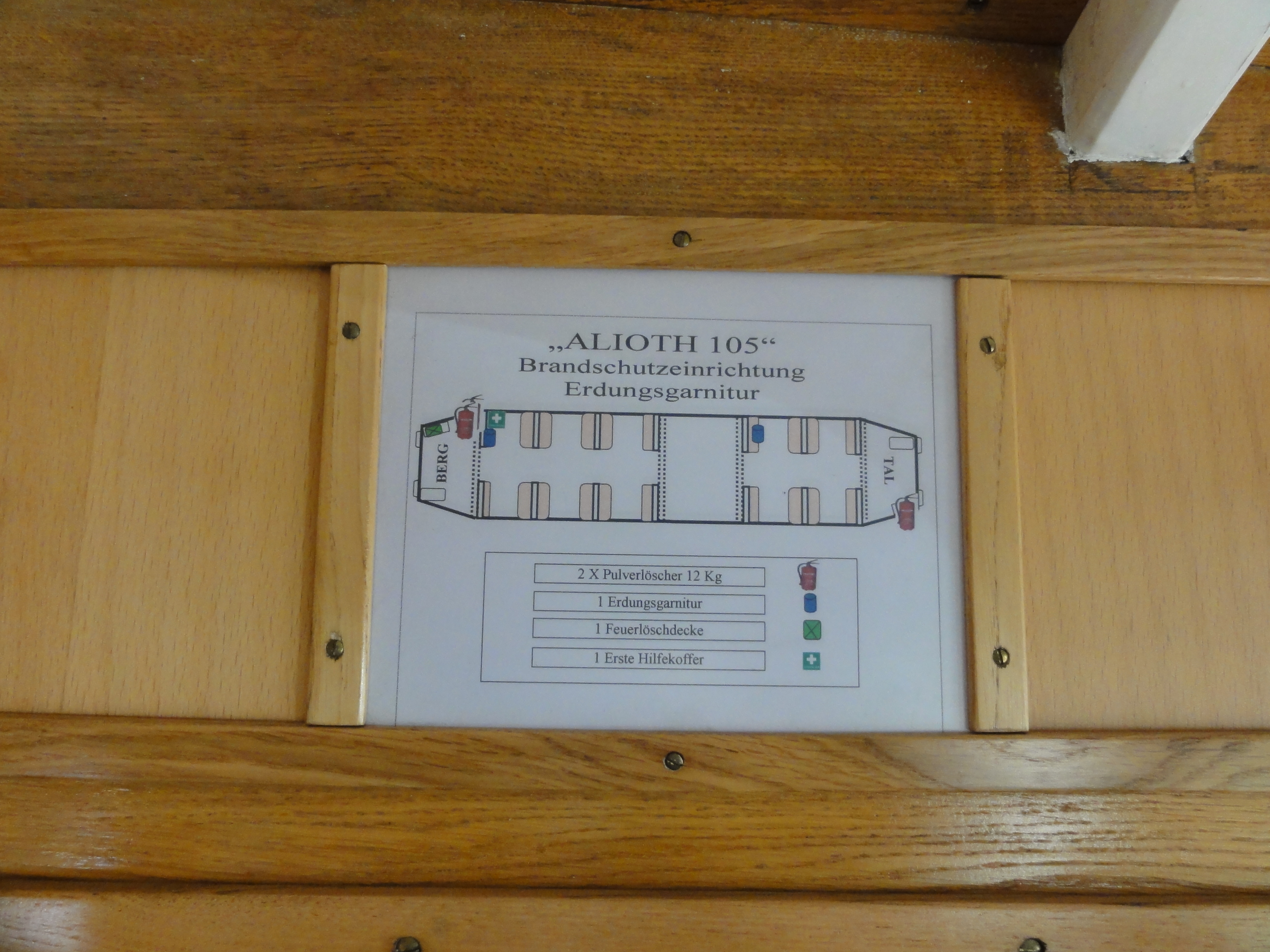
Sicherheitshinweis mit Sitzplan
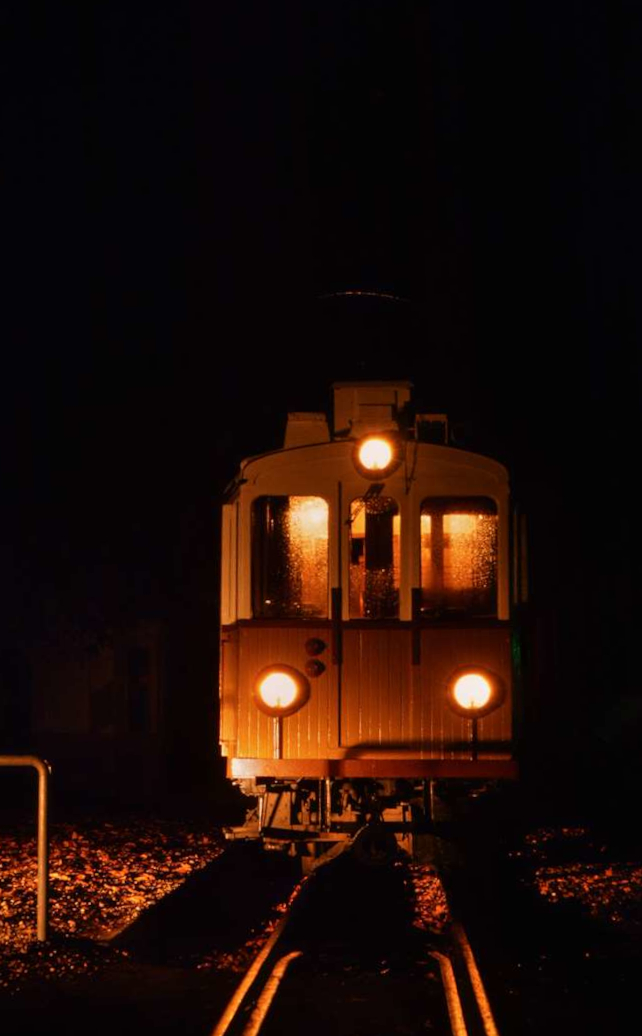
Dreilicht-Spitzensignal

### Esslinger Trieb- und Beiwagen

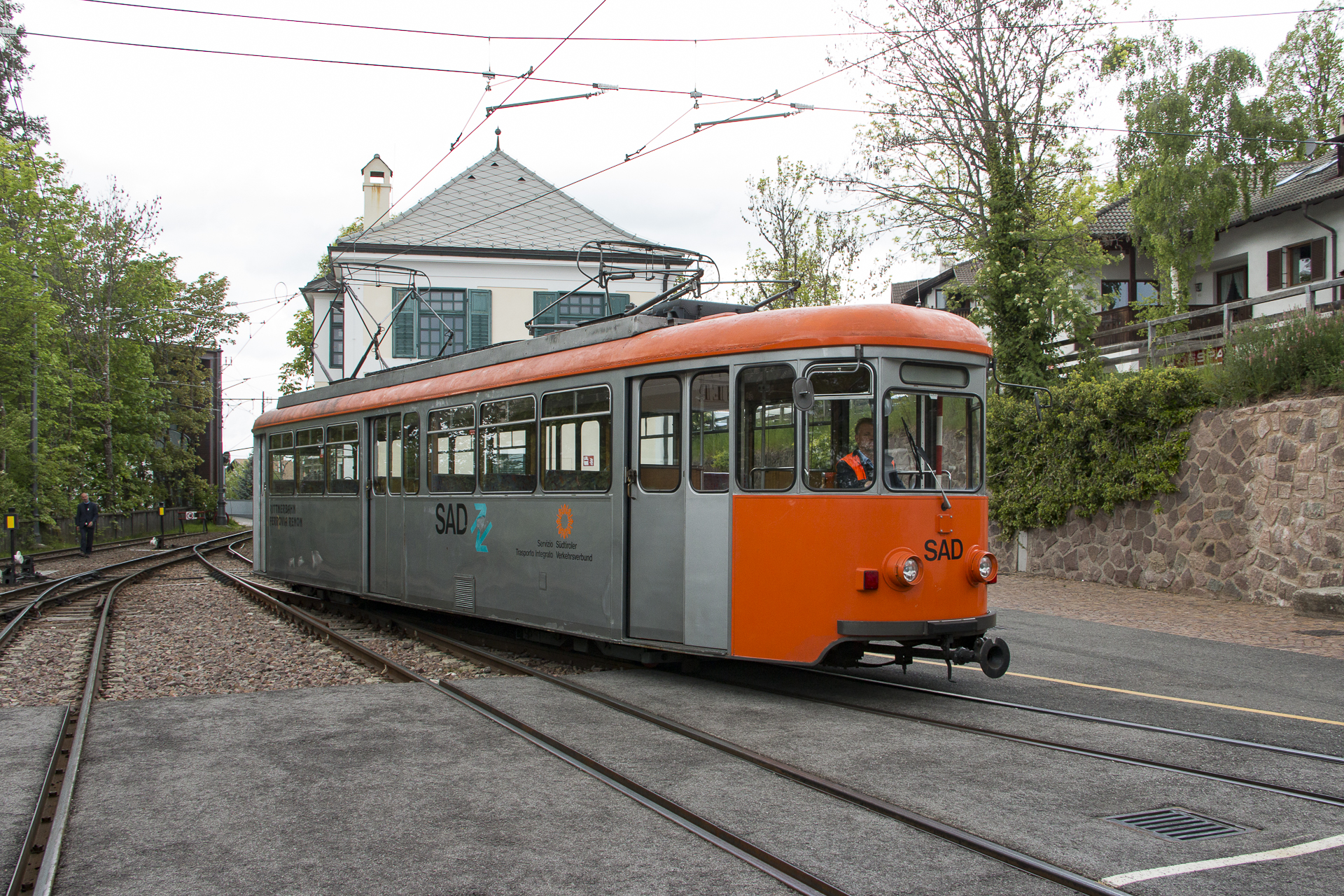
Esslinger Triebwagen Nummer 12, 2016

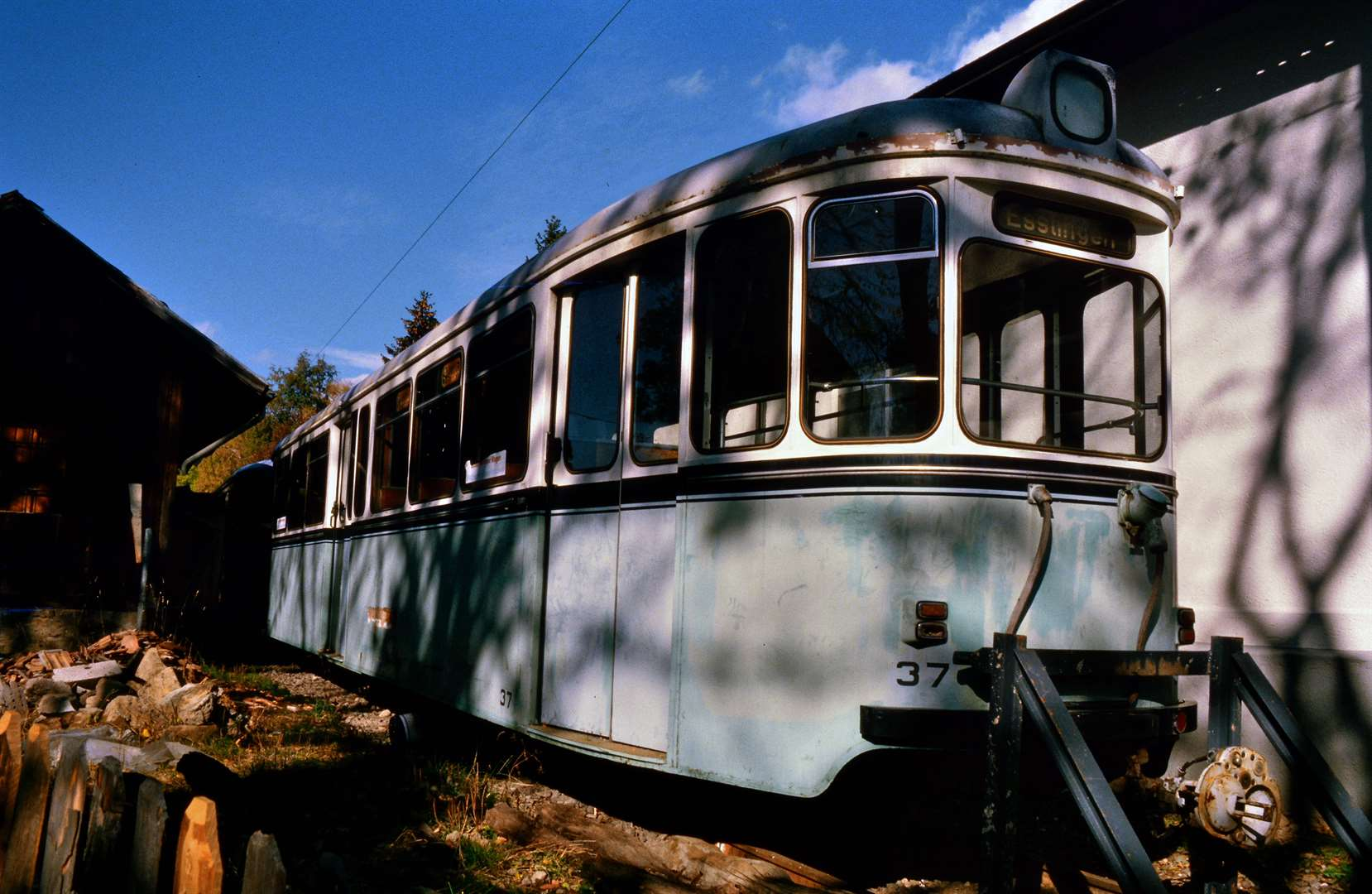
Esslinger Beiwagen Nummer 37, 1985

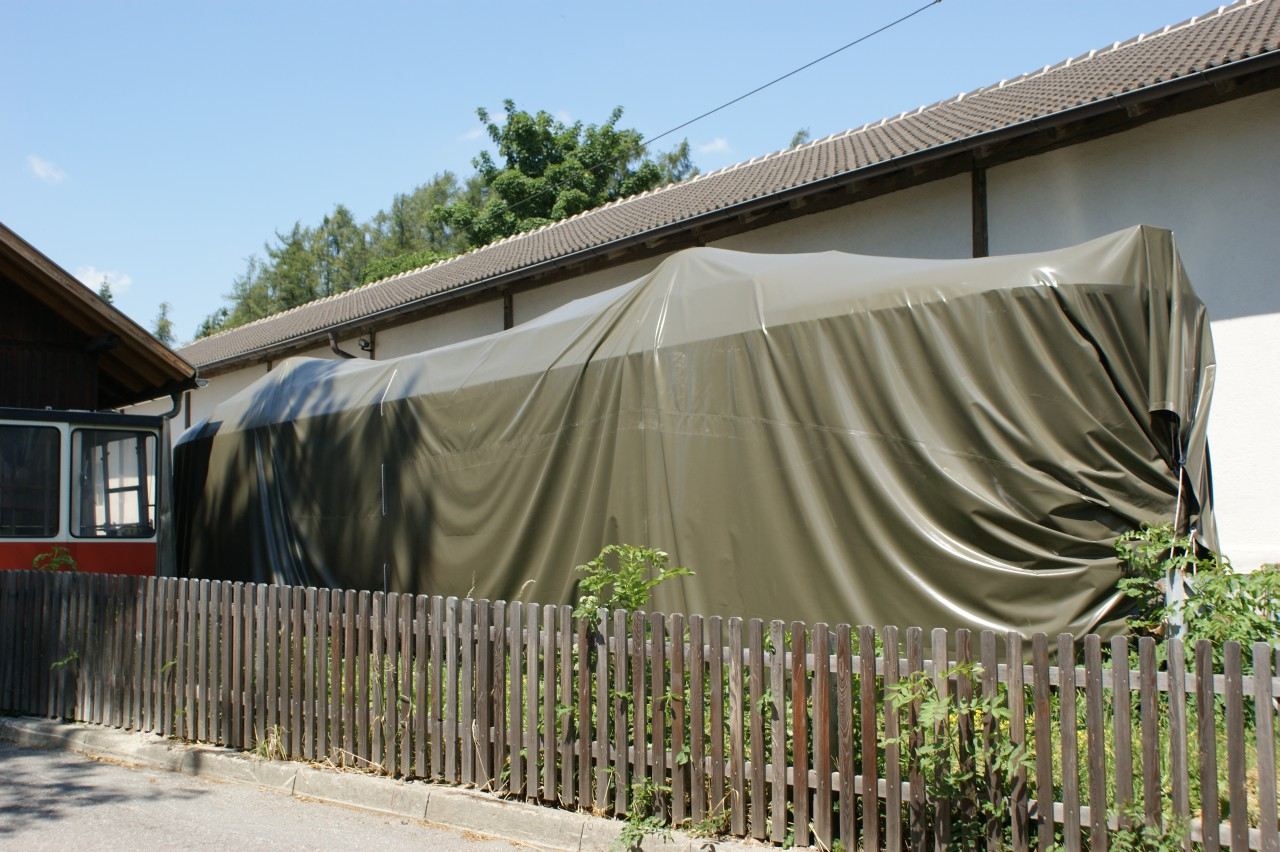
2010: Der als Ersatzteilspender dienende Triebwagen 13 in Klobenstein, links eine der beiden Seilbahnkabinen des Jahres 1966

Im Zuge der Erhaltungsbemühungen zu Beginn der 1980er Jahre erwarb die Gemeinde Ritten im Juni 1981 von den Stuttgarter Straßenbahnen (SSB) für 20.000 Deutsche Mark zwei gebrauchte Großraumstraßenbahnzüge, die ursprünglich von der Straßenbahn Esslingen–Nellingen–Denkendorf (END) stammten. Nach deren Stilllegung im Jahr 1978 fand sich für die Fahrzeuge, aufgrund ihrer großen Breite von 2,50 Metern, weder in Stuttgart noch bei anderen Straßenbahnbetrieben ein weiterer Verwendungszweck. Das Rittner-Bahn-Komitee wurde auf sie aufmerksam, nach dem sich ein zwischenzeitlich geprüfter Verkauf an die österreichische Attergaubahn zerschlagen hatte. Die zwei Trieb- und zwei Beiwagen sollten fortan auf dem Ritten die historischen Fahrzeuge im Betriebsalltag entlasten.
Nach ersten Probefahrten im September 1983, sowie im Juni 1987 mit Triebwagen 13 und am 19. August 1987 mit Triebwagen 12, wurde letztlich ab 1988 nur Wagen 12 aufgearbeitet, der sich in einem besseren Zustand befand. Damit kommt diese Betriebsnummer seither zweimal vor. Die zwischenzeitlich geplante Generalüberholung in einer Eisenbahnwerkstätte musste hingegen wegen hoher Kosten und Transportproblemen verworfen werden, so dass die Arbeiten in der betriebseigenen Werkstätte unter Hinzuziehung einheimischer Handwerksbetriebe erfolgten. Nach langwierigen Anpassungen an das italienische Eisenbahnrecht, in Deutschland war er nur gemäß Straßenbahn-Bau- und Betriebsordnung (BOStrab) zugelassen, nahm ihn die staatliche Bahnaufsicht – trotz tatkräftiger Unterstützung der Bezirksdirektion der zivilen Motorisierung in Bozen – erst am 12. Juni 1992 amtlich ab. Die offizielle Präsentation fand anlässlich des 85-jährigen Bahnjubiläums am 13. August 1992 statt. Der Einsatz im regulären Planbetrieb, vor allem in den verkehrsschwachen Zeiten im Winter sowie frühmorgens und abends im Pendlerverkehr, begann am 24. November 1992 als Stammfahrzeug auf dem Streckenabschnitt Oberbozen–Klobenstein. Aufgrund seiner Geschichte wird er auch der Deutsche, Retter der Rittner Bahn oder Stuttgarter genannt, er ist stets als Alleinfahrer im Einsatz. Der Esslinger war ferner das erste Fahrzeug der Rittner Bahn, bei dem die Triebfahrzeugführer ihre Tätigkeit sitzend verrichten konnten.  
Im Zuge seines Umbaus wurden dem Triebwagen Nummer 12 die Liniennummernanzeigen auf dem Dach, die elektrischen Kupplungsdosen, die Fahrtrichtungsanzeiger und die metallenen Zierleisten entfernt, die vormaligen automatischen Scharfenbergkupplungen durch die auf dem Ritten üblichen manuellen Trompetenkupplungen ersetzt, die roten Kunstlederbezüge gegen bunte Stoffbezüge getauscht sowie die Verkabelung, die Beleuchtungsanlage und die Seitenverblechung erneuert. Außerdem wurde eine neue Lackierung analog zu den damaligen SAD-Autobussen aufgebracht. Hierbei erhielt das Fahrzeug silberne Seitenflächen, als Kontrast dazu sind das Dach sowie die Partien unterhalb der Frontscheiben orange. Die Rollbandanzeigen für das Fahrtziel blieben hingegen erhalten, jedoch fertigte die SAD hierfür keine passenden Zielfilme an. Als einziger Personenwagen der Rittner Bahn besitzt das Fahrzeug ferner keine außen angeschriebene Betriebsnummer. 
Aufgrund ihres mittlerweile fortgeschrittenen Alters, die vier ehemaligen Esslinger Wagen wurden 1958 gebaut, sowie ihres nicht mehr betriebstüchtigen Zustands nach der langen Abstellzeit entschied sich die Betriebsleitung in den 2000er Jahren gegen die Adaptierung der übrigen drei Exemplare und beschaffte 2009 alternativ die ersten gebrauchten Züge aus der Schweiz. Um für diese Abstellkapazitäten zu schaffen wurden noch im gleichen Jahr die beiden, zuvor jahrelang in Klobenstein abgestellten und teilweise bereits als Ersatzteilspender ausgeschlachteten, Esslinger Beiwagen verschrottet. Zuletzt ließ die Rittner Bahn im Jahr 2012 den Triebwagen 13, dessen Anpassung bereits begonnen hatte und zwischenzeitlich abgebrochen wurde, zwecks musealer Erhaltung zurück nach Stuttgart transportieren. Triebwagen 12 ist seit Aufnahme des Zweizugbetriebs mit Trogener Triebwagen im Jahr 2011 seinerseits nur noch Reservefahrzeug und kommt vor allem im aufkommensschwachen Winterverkehr zum Einsatz.

### Trogener Triebzüge
Die Angebotserweiterung des Jahres 2009, das heißt die Umstellung auf den Halbstundentakt, erforderte den Ankauf zusätzlicher Zuggarnituren. Nachdem sich die zeitweise angedachte Übernahme achtachsiger Gelenktriebwagen der Ferrovia Elettrica Trento-Malè oder der Stubaitalbahn zerschlug, wurden am 27. April 2009 die von den Appenzeller Bahnen (AB) aus der Schweiz übernommenen zweiteiligen Triebzüge der Bauart BDe 4/8 mit den Betriebsnummern 21 und 24 in Klobenstein abgeladen. Sie können jeweils 195 Fahrgäste befördern und werden nach ihrer früheren Besitzerin, der Trogenerbahn (TB), auf dem Ritten auch Trogener genannt. Am 23. Mai 2010 ging die Garnitur 24 als erstes in Betrieb, ihr folgte am 23. September 2010 die Garnitur 21. Am 13. November 2014 folgte als dritter gleichartiger Zug der BDe 4/8 23. Am 13. November 2017 wurde schließlich auch der vierte und letzte Zug BDe 4/8 22 nach Klobenstein überführt. Die achtachsigen Garnituren bestehen aus je einem Triebwagen mit Gepäckabteil sowie einem kurz gekuppelten Steuerwagen, der Wagenübergang ist dabei ausschließlich dem Betriebspersonal vorbehalten. 
Die Fahrzeuge erhielten bei der Rittner Bahn neue Sitzbezüge sowie eine neue Lackierung in Anlehnung an die Kabinen der Rittner Seilbahn. Diese ist dunkelrot – nach der Rebsorte St. Magdalener auch Magdalener-Rot genannt – und grau, ergänzt um je einen hellroten und einen schwarzen Zierstreifen. Ferner wurden den Wagen beim Umbau ihre Fahrtrichtungsanzeiger sowie ihre Rollbandanzeigen entfernt.
Infolge der Inbetriebnahme der ersten beiden Trogener Triebzüge kamen die älteren Fahrzeuge ab 2011 nur noch in einem sehr begrenzten Zeitfenster für zwei vormittägliche Zugpaare zum Einsatz, Schönwetter vorausgesetzt. Hierbei handelte es sich um die Abfahrten 10:10 Uhr und 10:40 Uhr ab Klobenstein sowie die jeweiligen Gegenleistungen. Seit alle vier Trogener im Einsatz sind, gelangen die historischen Wagen, vor allem aufgrund ihrer vergleichsweise geringen Kapazität, nur noch sporadisch in den Plandienst.

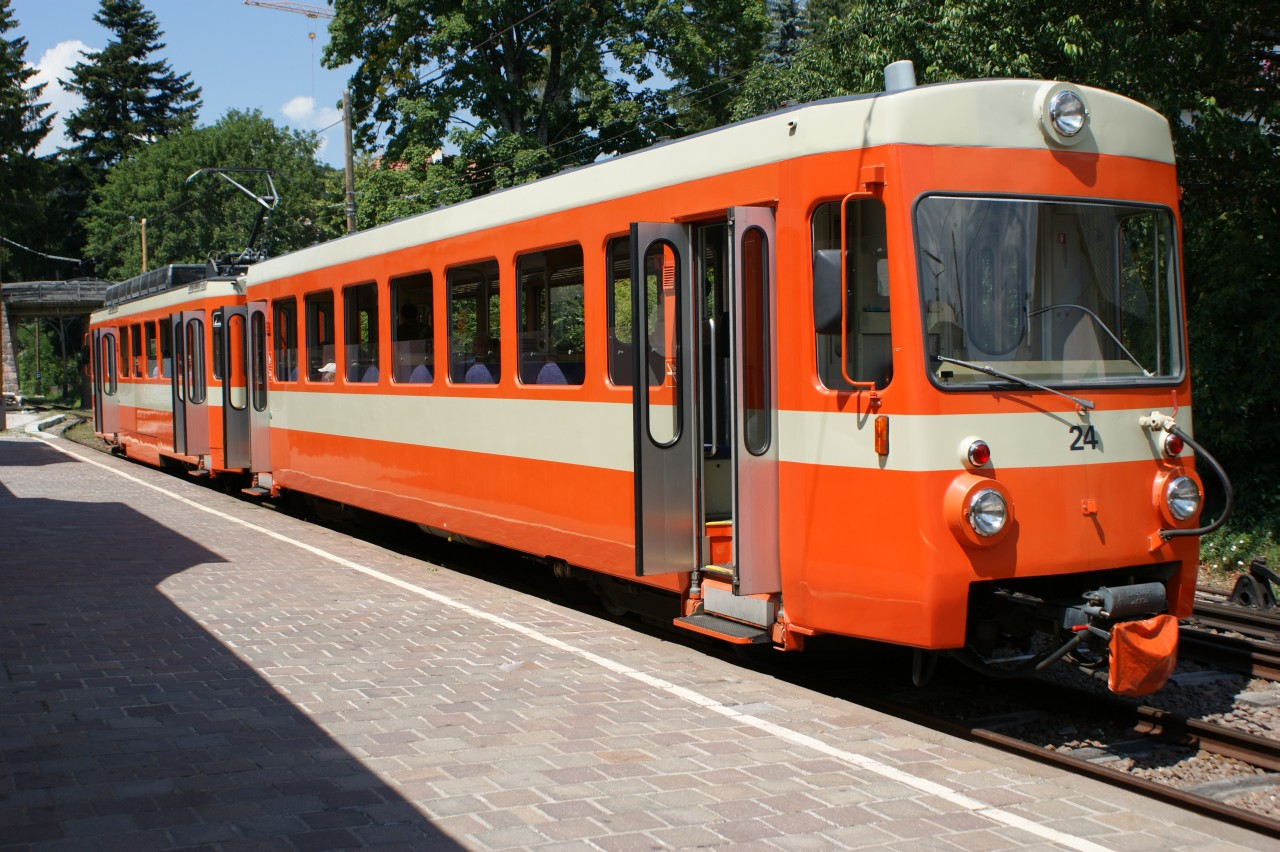
Trogener Garnitur, 2010 noch in der Schweizer VST-Einheitslackierung sowie mit Fahrtrichtungsanzeigern
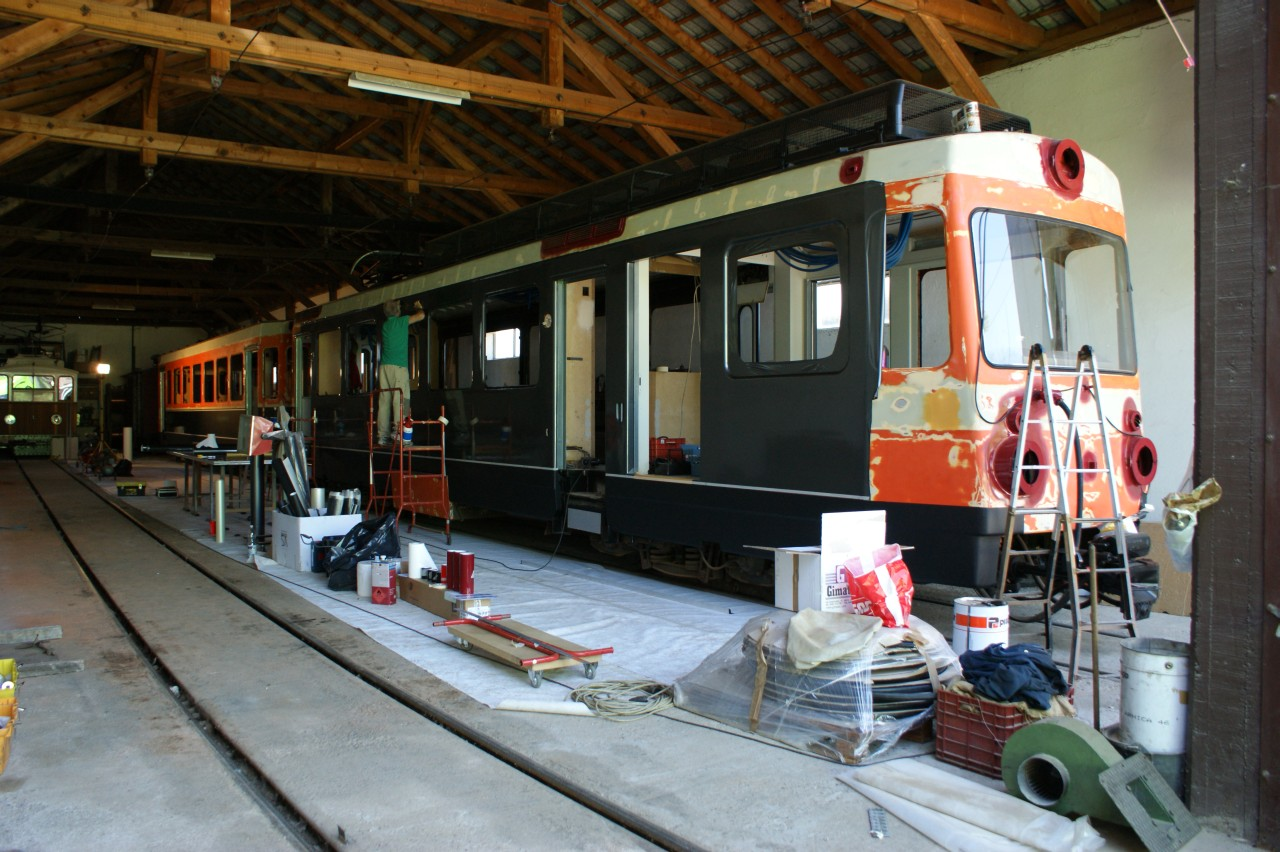
Während der Adaptierung, 2010
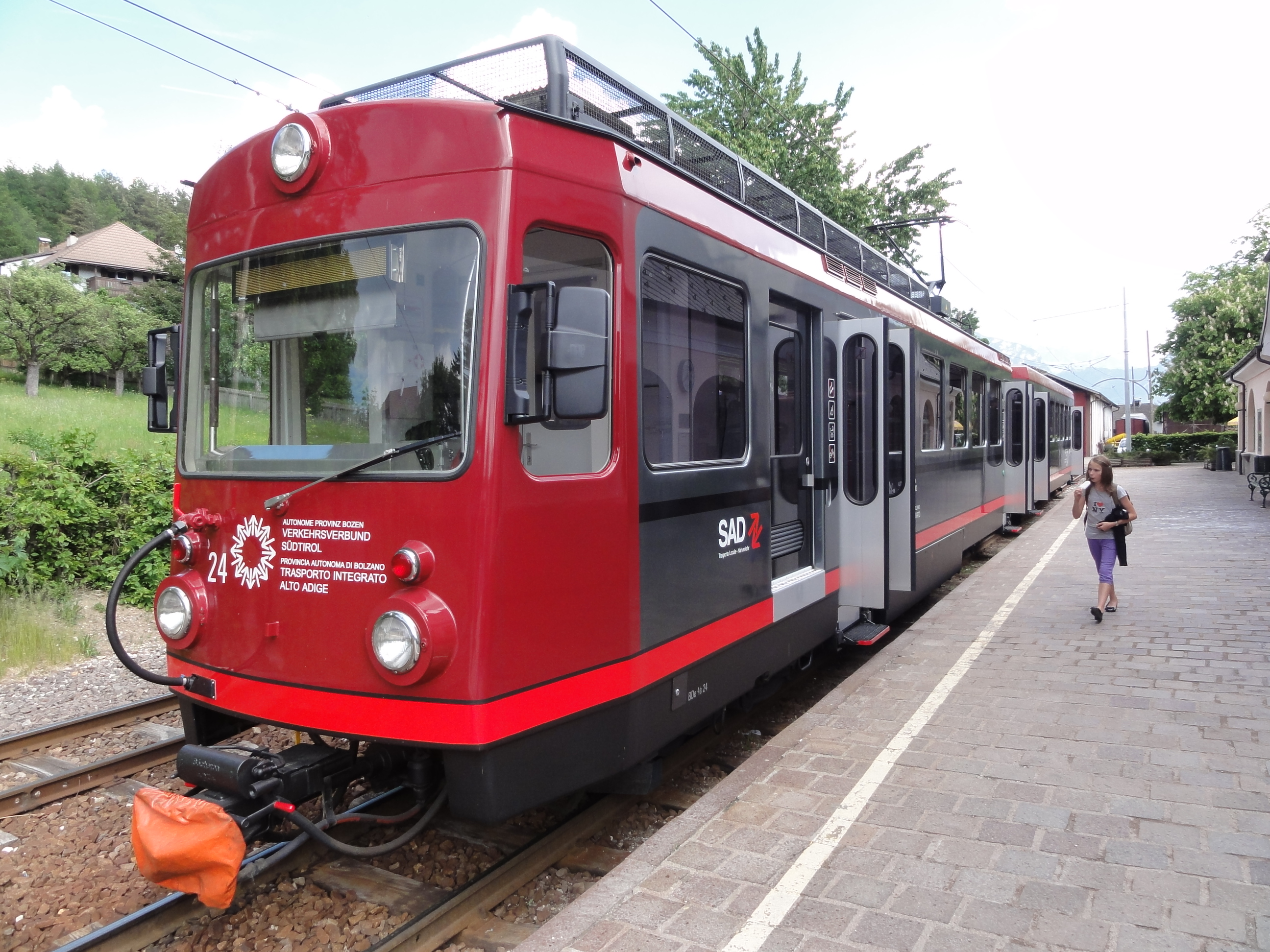
Trogener Garnitur nach Adaptierung und Umlackierung
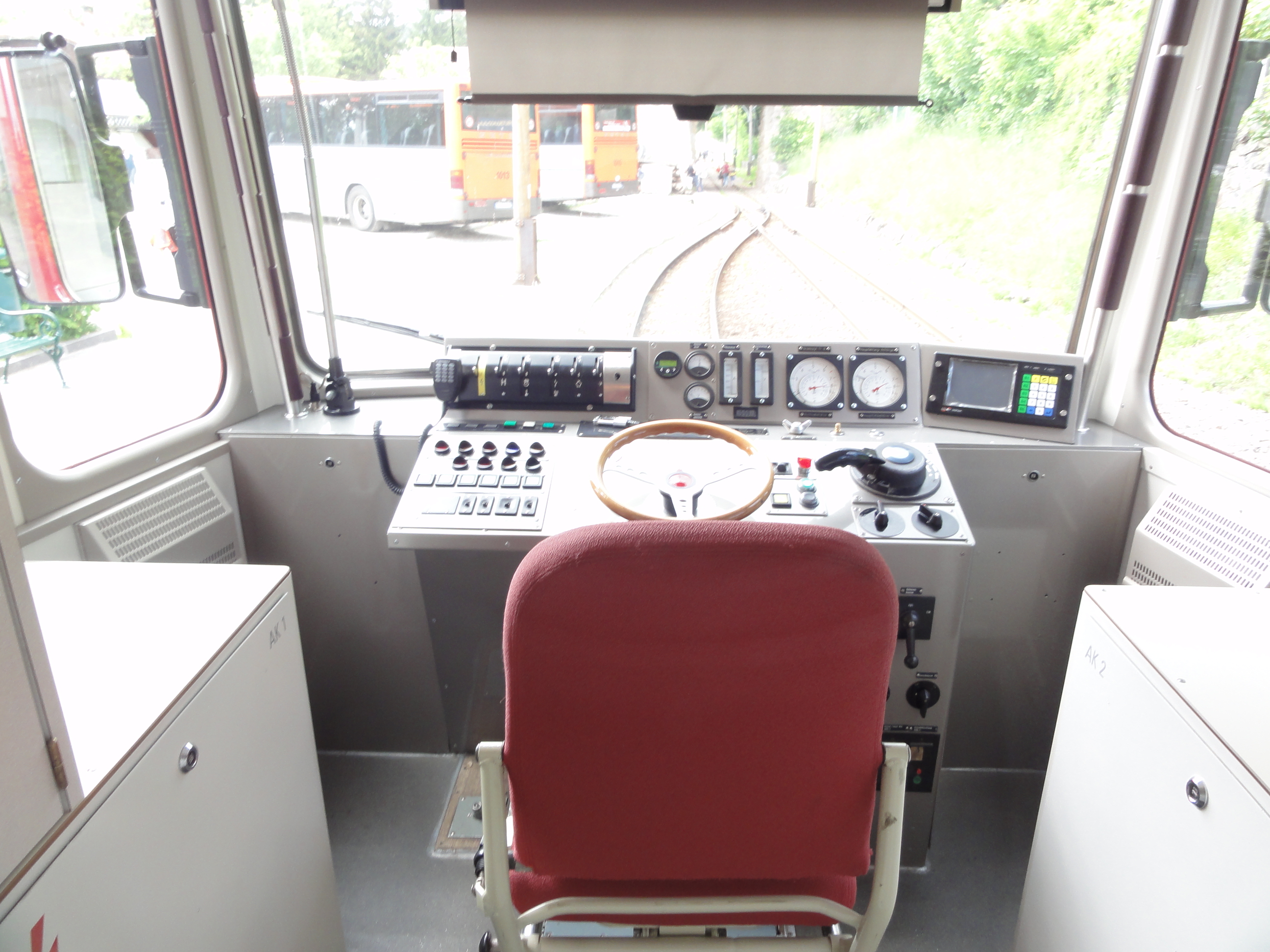
Führerstand
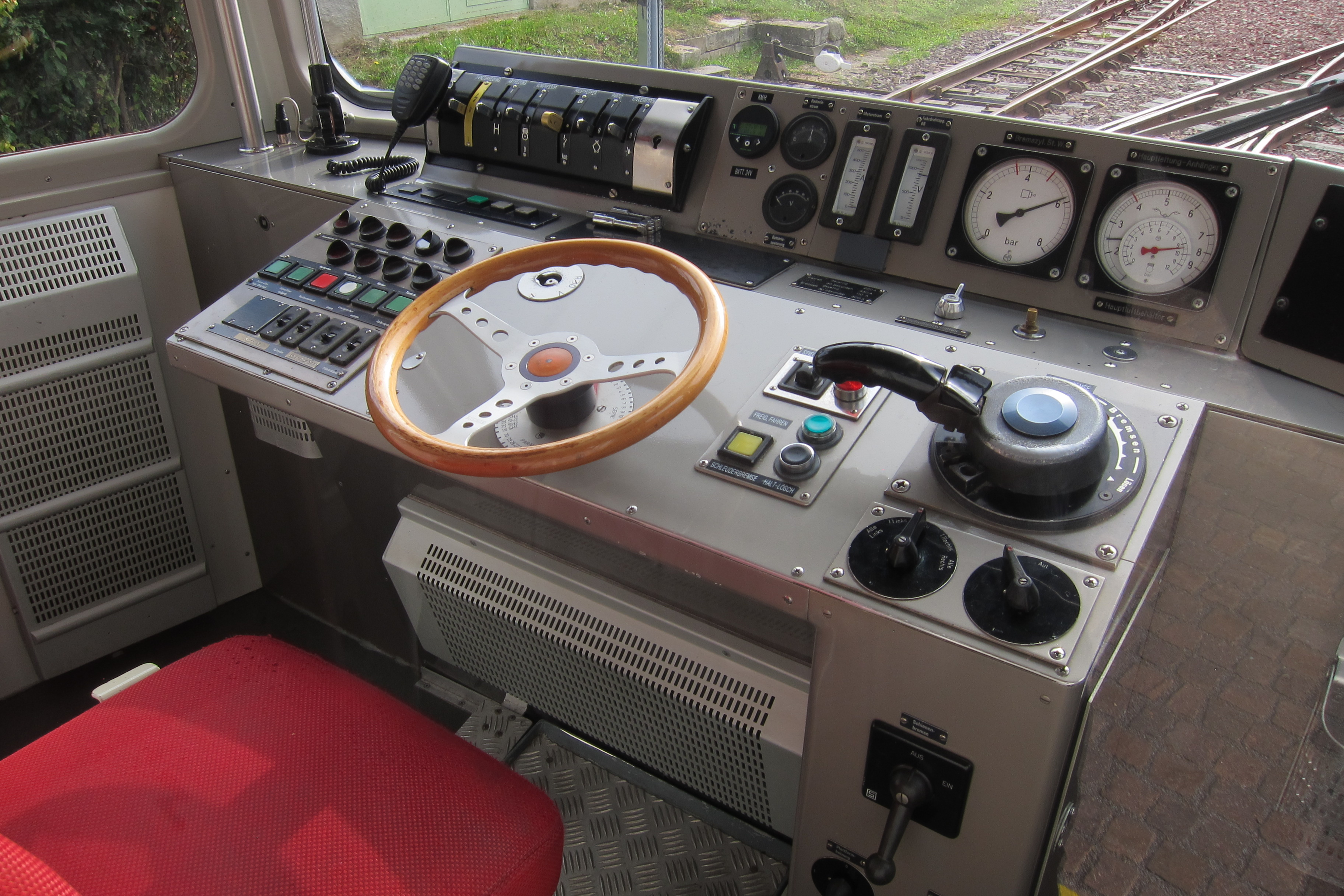
Führerstandseinrichtung im Detail
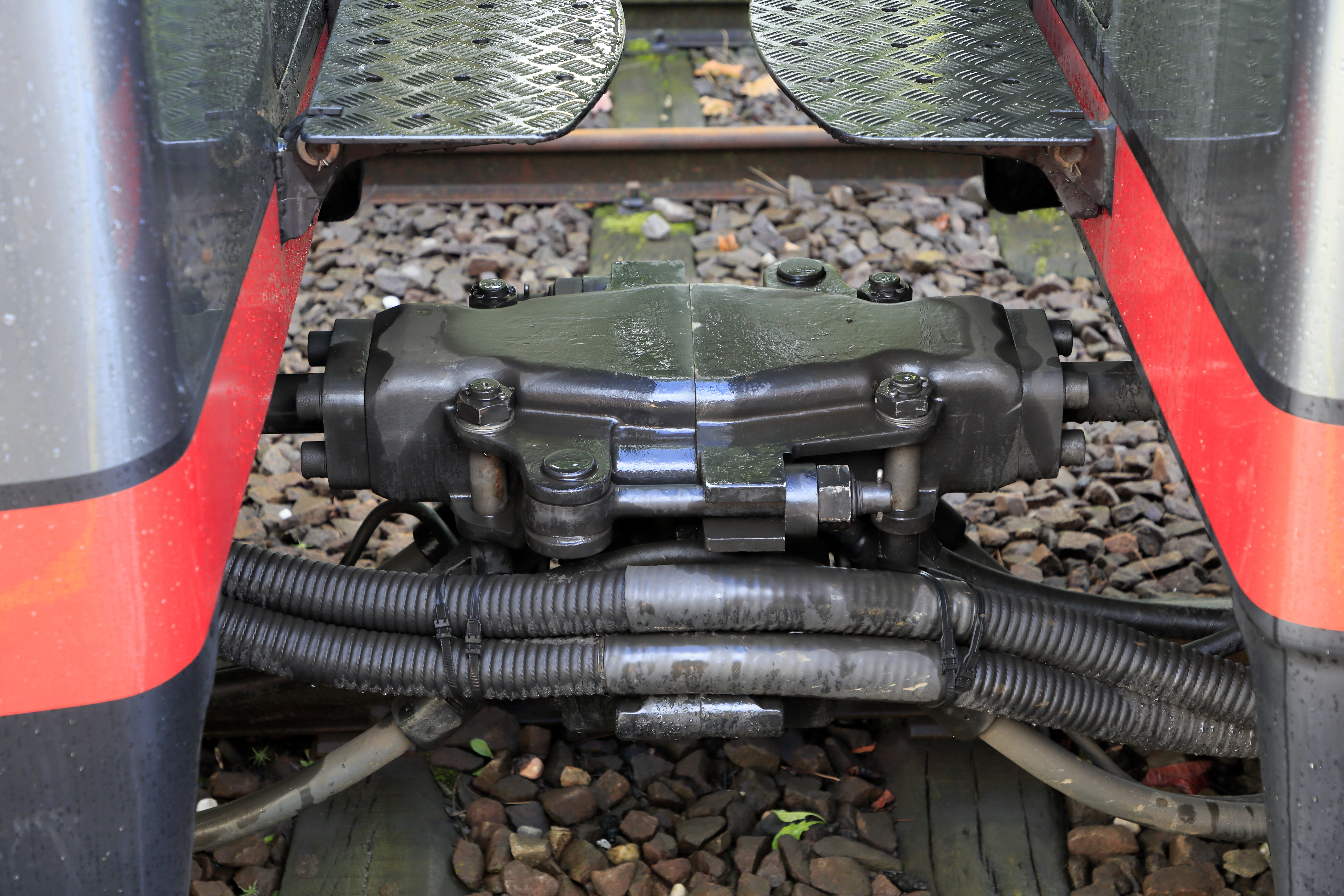
Kurzkupplung zwischen Trieb- und Steuerwagen

### Güterwagen

Querschnitt eines gedeckten Güterwagens samt Bremszahnrad

Für den Güterverkehr lieferte die Grazer Maschinen- und Waggonbau-Aktiengesellschaft als Erstausstattung 1907 zwei zweiachsige offene Güterwagen (Nummern 31 und 32) und zwei zweiachsige gedeckte Güterwagen mit Tonnendach (Nummern 41 und 42), letztere dienten auf dem Ritten vor allem dem Viehtransport. Im Frühjahr 1909 folgten ein weiterer offener (Nummer 33) und ein weiterer gedeckter (Nummer 43). Die Güterwagen hatten ebenfalls Lenkachsen, der Achsstand betrug hierbei jedoch nur 1,80 Meter. Die offenen Wagen hatten ein Eigengewicht von 4,9 Tonnen, bei den gedeckten waren es 5,5 Tonnen. Die Tragfähigkeit betrug jeweils 6,3 Tonnen, die Länge über Kupplung 5,8 Meter. Die Güterwagen waren mit den gleichen Bremsvorrichtungen ausgestattet wie die zweiachsigen Personenanhänger, das heißt inklusive Bremszahnrad und elektrischer Solenoidbremse, aber nur mit einer Handspindel. Um sie ebenfalls als Vorstellwagen auf dem Zahnstangenabschnitt einsetzen zu können, waren sie bergseitig außerdem mit einer Bremserbühne ausgestattet.
In der Zwischenkriegszeit stellte die Rittner Bahn in eigener Werkstätte außerdem vier zweiachsige Güterloren mit den Nummern 51 bis 54 her, italienisch „Carrelli“ genannt. Von der Lokalbahn Dermulo–Mendel übernahm sie schließlich 1934 – zusammen mit dem Alioth – auch zwei gedeckte Güterwagen mit den Nummern 302 und 305 und zwei offene mit den Nummern 401 und 405. Alle vier waren zweiachsig und behielten zunächst ihre alten dreistelligen Betriebsnummern. Seit 1946 ist außerdem der, schon 1909 gebaute, offene Güterwagen Nummer 34 in Betrieb, auch er aus zweiter Hand übernommen, sein Ursprungsbetrieb ist nicht überliefert. Mit einem Leergewicht von 4,4 Tonnen und einer Tragfähigkeit von 5,5 Tonnen war er etwas leichter als die Wagen der Erstausstattung.
Die vier offenen Güterwagen wurden nach dem Zweiten Weltkrieg für den Transport von Langholz adaptiert, das heißt sie mutierten zu Drehschemelwagen. Hierzu wurden die Wagen 32 und 33 um 180 Grad gedreht, womit sich die Bremserbühne fortan auf der Talseite befand, und anschließend mittels langer Kuppelstange fest mit den Wagen 31 und 34 verbunden.
2024 waren noch drei Güterwagen in Betrieb, darunter Wagen 31 als Gleisschotterwagen, Wagen 32 für interne Betriebsfahrten sowie der betriebsfähig abgestellte Wagen 43 als historisches Fahrzeug. 

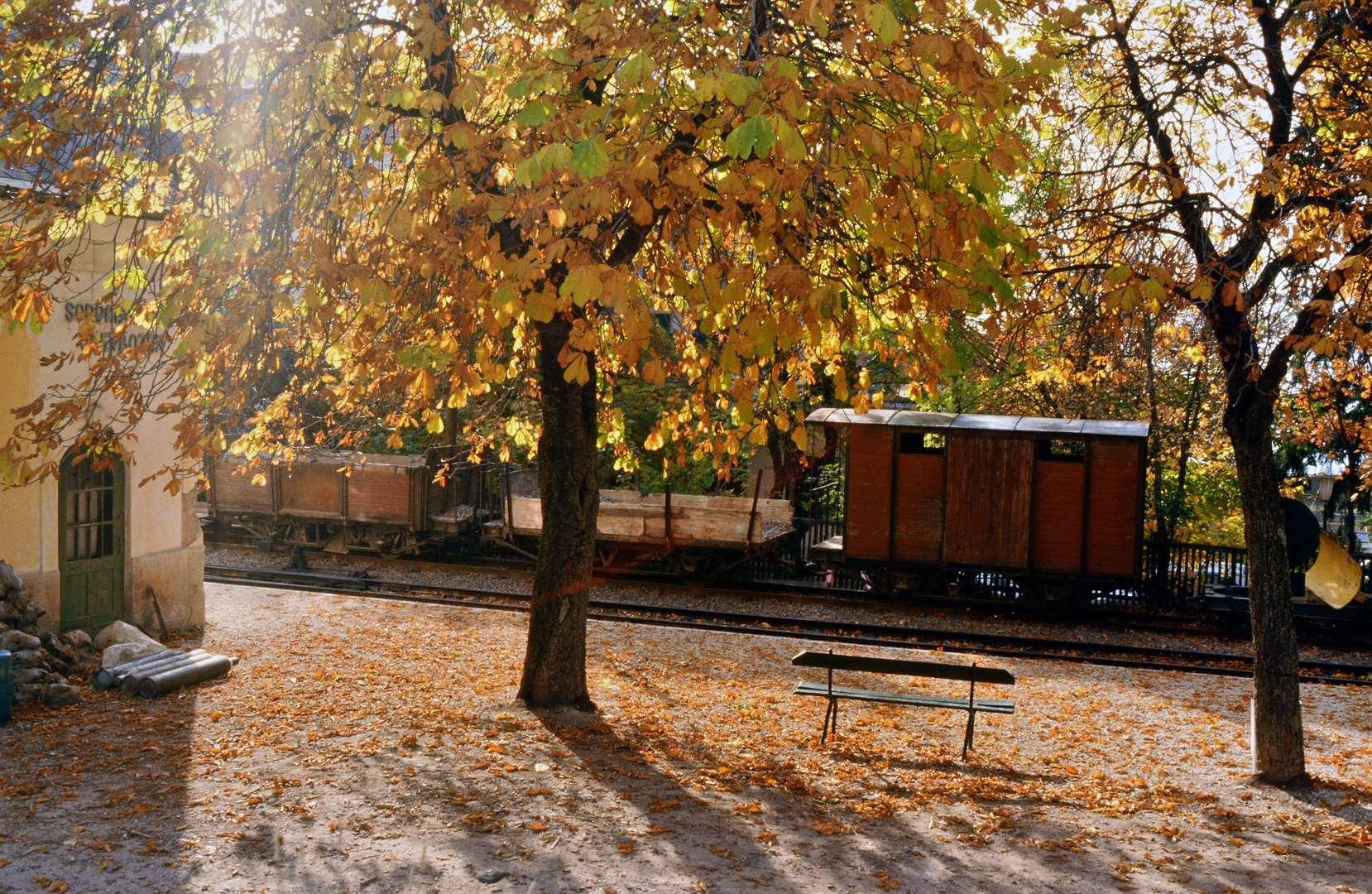
Verschiedene Güterwagen in Oberbozen, 1985
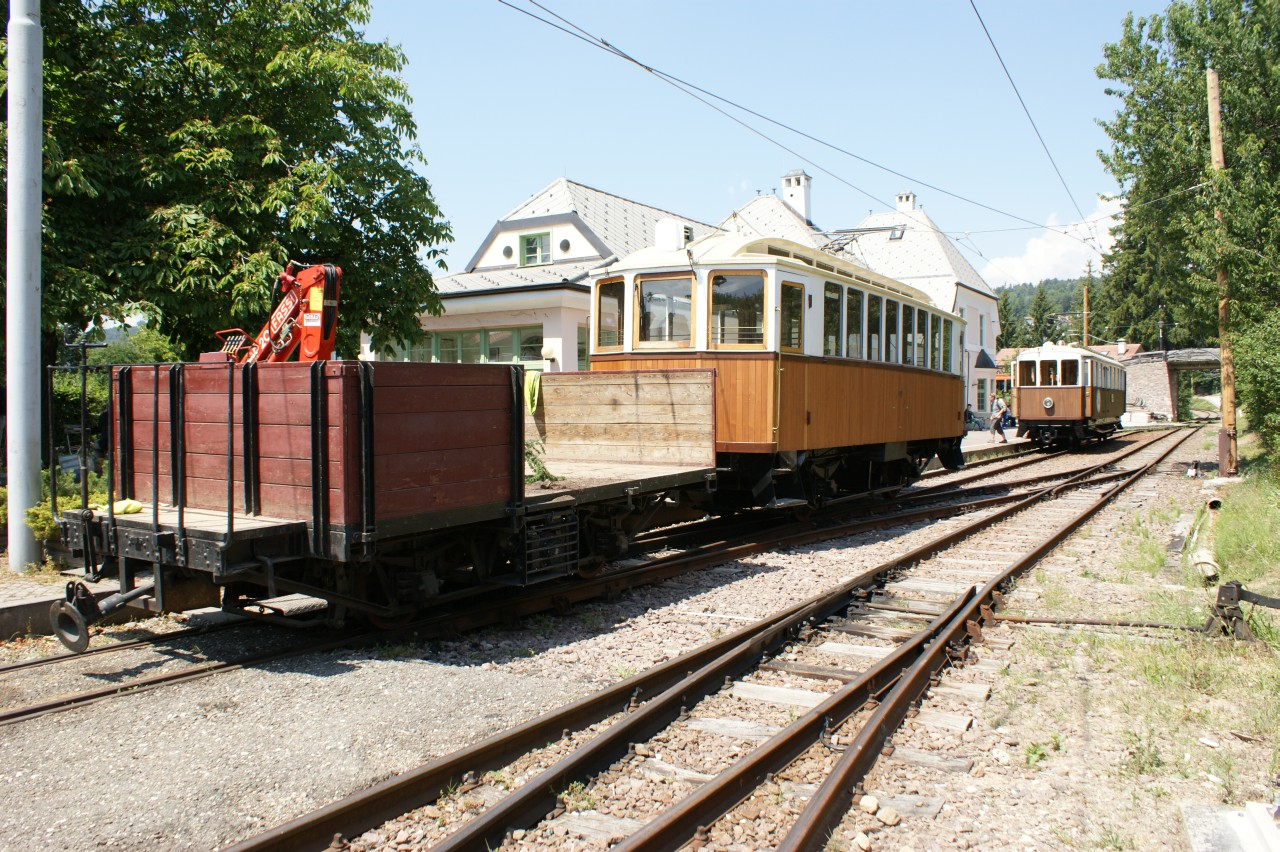
Offener Güterwagen Nummer 32 mit bergseitiger Bremserbühne, 2010

### Bahndienstfahrzeuge
An Bahndienstfahrzeugen stehen der Rittner Bahn ein, 1991 in eigener Werkstätte aus einer Güterlore umgebauter, Schneepflug sowie der zweiachsige Turmwagen Nummer 35 zur Verfügung. Letzterer entstand auf Basis des einst von der Lokalbahn Dermulo–Mendel übernommenen Wagens 401 und wird zur Wartung und Kontrolle der Oberleitung eingesetzt. Sein 1948/1949 montierter Aufbau stammt vom ehemaligen Gerüstwagen der Bozener Straßenbahn.
Im Juni und Juli 2008 waren auf der Strecke ferner zwei Plasser & Theurer-Gleisbaumaschinen im Einsatz, die der Rittner Bahn leihweise von der Trentino Trasporti S.p.A. aus Trient überlassen wurde. Hierbei handelte es sich zum einen um eine Schotterverteil- und Planiermaschine des Typs SSP Junior, zum anderen um die Gleisstopfmaschine 08-275M. Im April 2010 folgte der Gasteinsatz eines selbstfahrenden Turmwagens des Unternehmens Trevisan.

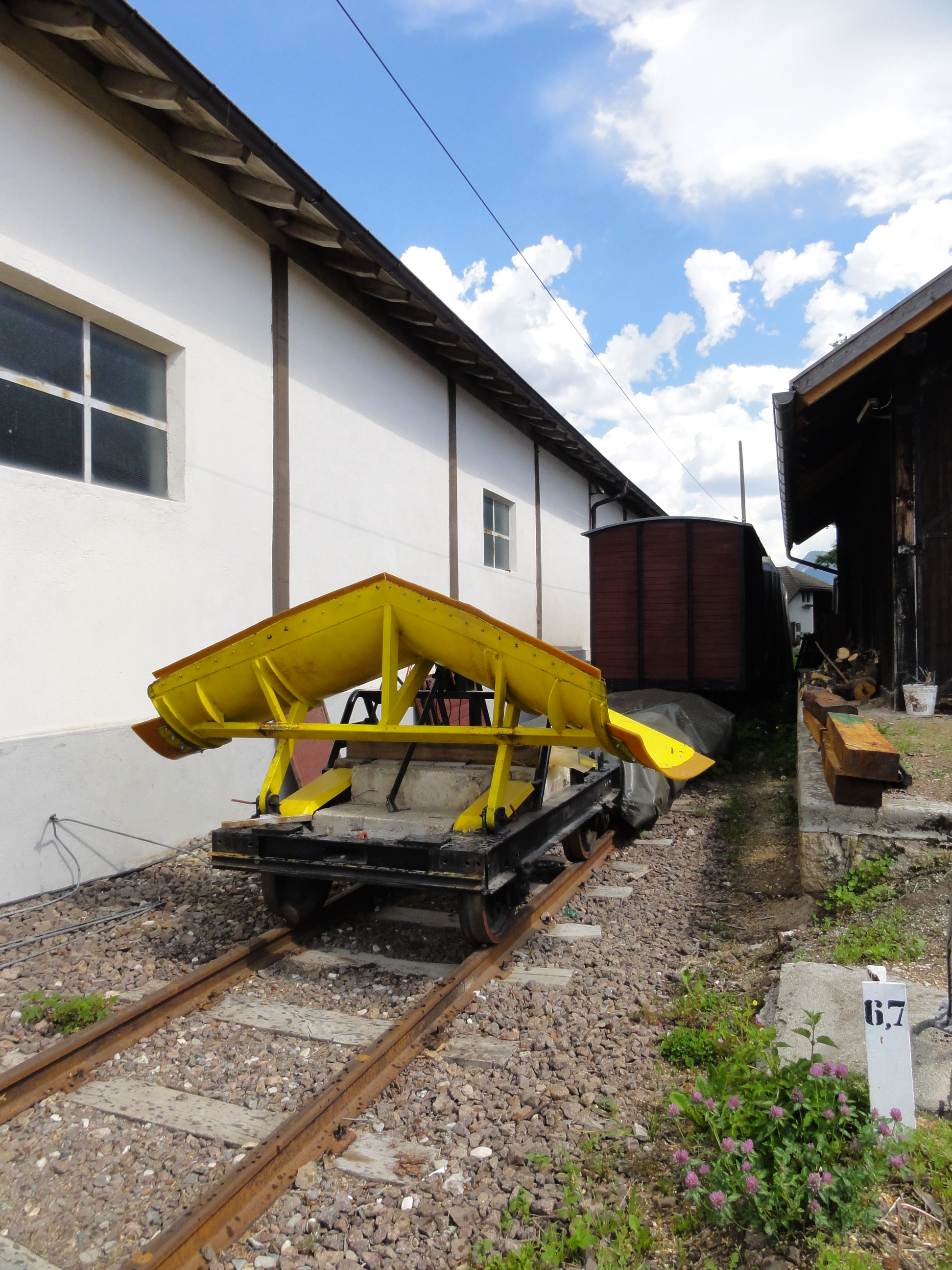
Eigenbau-Schneepflug abgestellt in Klobenstein, 2011
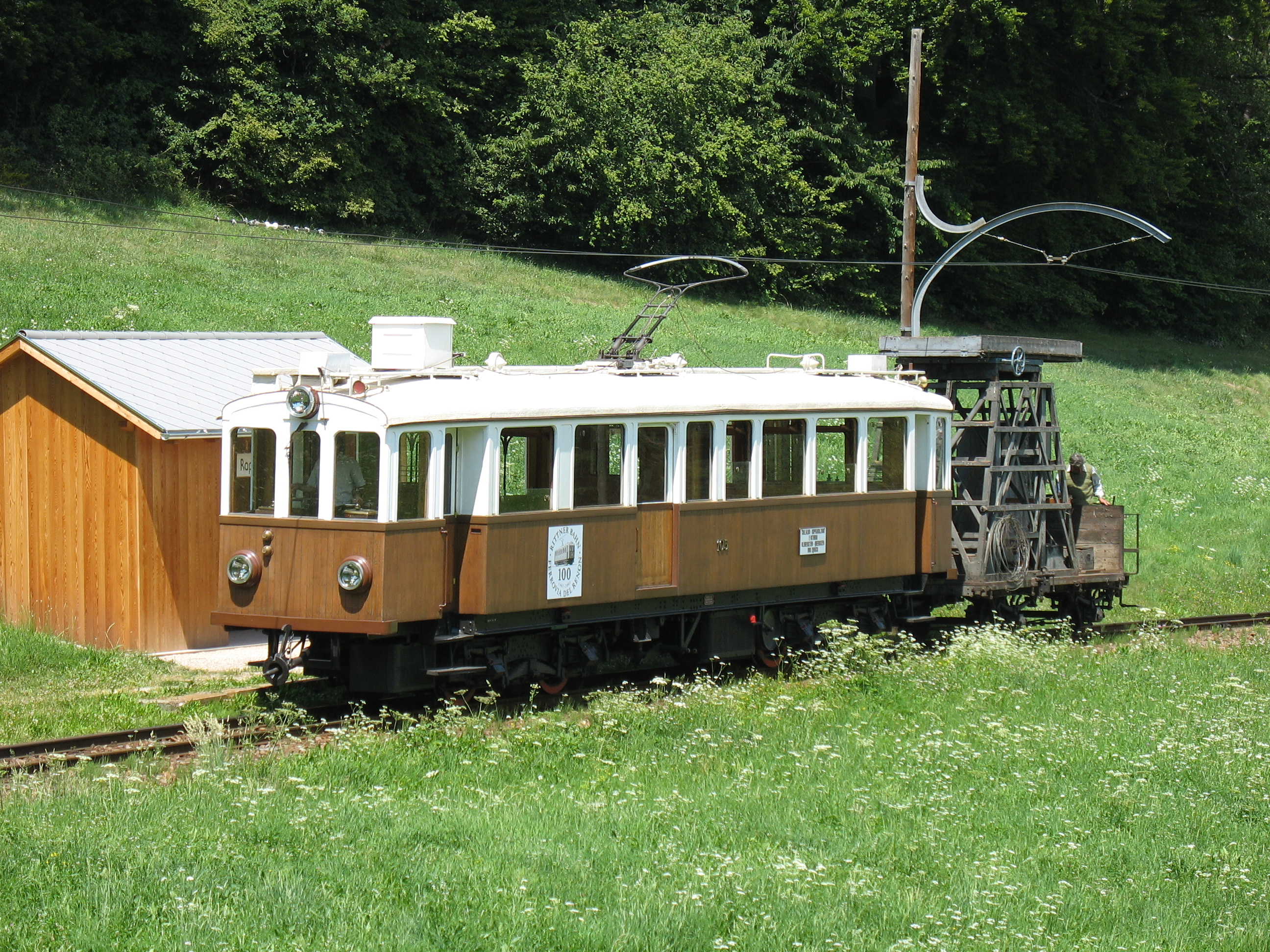
Turmwagen Nummer 35 im Einsatz bei Rappersbühl, 2007

### Tabelle
| Nr.                                 | Baujahr                        | Fabriknr.                      | mech. Teil                     | Aufbau                         | elektr. Teil                   | LüP                            | Gewicht                        | Leistung                       | Sitz-/Stehpl.                  | Bemerkungen |
| zweiachsige Zahnradlokomotiven      | zweiachsige Zahnradlokomotiven | zweiachsige Zahnradlokomotiven | zweiachsige Zahnradlokomotiven | zweiachsige Zahnradlokomotiven | zweiachsige Zahnradlokomotiven | zweiachsige Zahnradlokomotiven | zweiachsige Zahnradlokomotiven | zweiachsige Zahnradlokomotiven | zweiachsige Zahnradlokomotiven | zweiachsige Zahnradlokomotiven |
| ----------------------------------- | ------------------------------ | ------------------------------ | ------------------------------ | ------------------------------ | ------------------------------ | ------------------------------ | ------------------------------ | ------------------------------ | ------------------------------ | --- |
| 3                                   | 1903                           | 1514                           | SLM                            | GWF                            | UEG                            | 3690 mm                        | 11,0 t                         | 2 × 100 PS                     |                                | Leihlokomotive der Kleinbahn Triest–Opicina, 1907 im Bauzugeinsatz, verschrottet |
| L1                                  | 1907                           | 1825                           | SLM                            | GWF                            | AEG                            | 4670 mm                        | 16,8 t                         | 2 × 150 PS                     |                                | Unfall am 3. Dezember 1964, 1971 abgebrochen |
| L2                                  | 1907                           | 1826                           | SLM                            | GWF                            | AEG                            | 4670 mm                        | 16,8 t                         | 2 × 150 PS                     |                                | Äußerlich aufgearbeitet, rollfähig, abgestellt in der Remise Klobenstein |
| L3                                  | 1907                           | 1827                           | SLM                            | GWF                            | AEG                            | 4670 mm                        | 16,8 t                         | 2 × 150 PS                     |                                | Unfall am 16. Mai 1917, 1917–1920 Aufarbeitung in der Werkstätte der Kleinbahn Triest–Opicina, 1971 abgebrochen                                                                            |
| L4                                  | 1909                           | 1952                           | SLM                            | GWF                            | AEG                            | 4670 mm                        | 16,8 t                         | 2 × 150 PS                     |                                | 1971 Abtransport ins Zeughaus Innsbruck, derzeit TMB Innsbruck Stubaitalbahnhof, betriebsfähig                                                                                             |
| zweiachsige Triebwagen              |                                |                                |                                |                                |                                |                                |                                |                                |                                | |
| 11                                  | 1907                           |                                | BKM                            | BKM                            | AEG                            | 9960 mm                        | 13,0 t                         | 1 × 40 PS                      | 32/20                          | Einsatz vor Bauzügen und bei internen Fahrten, betriebsfähig |
| 12                                  | 1907                           |                                | BKM                            | BKM                            | AEG                            | 9960 mm                        | 13,0 t                         | 1 × 40 PS                      | 32/20                          | Einsatz bei Sonderfahrten, betriebsfähig |
| vierachsige Triebwagen              |                                |                                |                                |                                |                                |                                |                                |                                |                                | |
| 1                                   | 1908                           |                                | BKM/GWF                        | BKM                            | AEG                            | 15 020 mm                      | 21,0 t                         | 2 × 40 PS                      | 57/30                          | Unfall am 16. Mai 1917, 1948 umgebaut, Unfall am 3. Dezember 1964, 1971 abgebrochen |
| 2                                   | 1908                           |                                | BKM/GWF                        | BKM                            | AEG                            | 15 020 mm                      | 21,0 t                         | 2 × 40 PS                      | 57/30                          | 10. November 1944 abgebrannt, 1947 Neuaufbau |
| 105                                 | 1910                           | 22485                          | NWF                            | NWF                            | Alioth                         | 14 200 mm                      | 23,2 t                         | 2 × 75 PS                      | 40/20                          | 1910–1934 Lokalbahn Dermulo–Mendel, ab 1937 auf der Adhäsionsstrecke der Rittner Bahn eingesetzt, betriebsfähig                                                                            |
| 12                                  | 1958                           | ME 24947                       | ME                             | ME                             | AEG/Kiepe                      | 17 040 mm                      | 19,6 t                         | 2 × 202,5 PS                   | 48/94                          | 1958–1978 Straßenbahn Esslingen–Nellingen–Denkendorf (END), 23. November 1982 zur Rittner Bahn, erste Probefahrt am 19. August 1988, Inbetriebnahme am 12. Juni 1992, betriebsfähig        |
| 13                                  | 1958                           | ME 24948                       | ME                             | ME                             | AEG/Kiepe                      | 17 040 mm                      | 19,6 t                         | 2 × 202,5 PS                   | 48/94                          | 1958–1978 Straßenbahn Esslingen–Nellingen–Denkendorf (END), 29. November 1982 zur Rittner Bahn, nur Ersatzteilspender, am 18. Dezember 2012 an Stuttgarter Historische Straßenbahnen (SHB) |
| „Trogener“ Triebzüge BDe 4/8        |                                |                                |                                |                                |                                |                                |                                |                                |                                | |
| 21                                  | 1975                           |                                | SWP                            | FFA                            | BBC                            | 30 200 mm                      | 40,0 t                         | 544 PS                         | 74/126                         | 1975–2009 Trogenerbahn/Appenzeller Bahnen, 28. April 2009 Abladung in Klobenstein, ab 23. September 2010 offizieller Planeinsatz, betriebsfähig                                            |
| 22                                  | 1975                           |                                | SWP                            | FFA                            | BBC                            | 30 200 mm                      | 40,0 t                         | 544 PS                         | 74/126                         | 1975–2017 Trogenerbahn/Appenzeller Bahnen, 13. November 2017 Abladung in Klobenstein, vorgängig asbestsaniert                                                                              |
| 23                                  | 1975                           |                                | SWP                            | FFA                            | BBC                            | 30 200 mm                      | 40,0 t                         | 544 PS                         | 74/126                         | 1975–2014 Trogenerbahn/Appenzeller Bahnen, 13. November 2014 Abladung in Klobenstein, 21. Januar 2015 erste Probefahrt, derzeit in Aufarbeitung                                            |
| 24                                  | 1977                           |                                | SWP                            | FFA                            | BBC                            | 30 200 mm                      | 40,0 t                         | 544 PS                         | 74/126                         | 1975–2009 Trogenerbahn/Appenzeller Bahnen, 28. April 2009 Abladung in Klobenstein, ab 23. Mai 2010 offizieller Planeinsatz, betriebsfähig                                                  |
| zweiachsige Beiwagen                |                                |                                |                                |                                |                                |                                |                                |                                |                                | |
| 21                                  | 1907                           |                                | GWF                            | GWF                            |                                | 9960 mm                        | 8,8 t                          |                                | 28/30                          | Abbruch 1968 |
| 22                                  | 1907                           |                                | GWF                            | GWF                            |                                | 9960 mm                        | 8,8 t                          |                                | 28/30                          | Abbruch 1968 |
| vierachsige Beiwagen                |                                |                                |                                |                                |                                |                                |                                |                                |                                | |
| 36                                  | 1958                           | ME 24949                       | ME                             | ME                             |                                | 16 900 mm                      | 12,6 t                         |                                | 48/107                         | 1958–1978 Straßenbahn Esslingen–Nellingen–Denkendorf (END), 1982 zur Rittner Bahn, abgestellt bis 2009, Abbruch am 4. November 2009                                                        |
| 37                                  | 1958                           | ME 24949                       | ME                             | ME                             |                                | 16 900 mm                      | 12,6 t                         |                                | 48/107                         | 1958–1978 Straßenbahn Esslingen–Nellingen–Denkendorf (END), 1982 zur Rittner Bahn, abgestellt bis 2009, Abbruch am 4. November 2009                                                        |
| zweiachsige offene Güterwagen       |                                |                                |                                |                                |                                |                                |                                |                                |                                | |
| 31                                  | 1907                           |                                | GWF                            | GWF                            |                                | 5800 mm                        | 4,9 t                          |                                | 6,3 t                          | 1984 Umbau in Schotterwagen |
| 32                                  | 1907                           |                                | GWF                            | GWF                            |                                | 5800 mm                        | 4,9 t                          |                                | 6,3 t                          | historischer Güterwagen, Einsatz im Bauzugdienst, betriebsfähig |
| 33                                  | 1909                           |                                | GWF                            | GWF                            |                                | 5800 mm                        | 4,9 t                          |                                | 6,3 t                          | 12. September 1964 Umbau mit Muldenkipperaufbau, um 1969 Abbruch |
| 34                                  | 1909                           |                                | GWF                            | GWF                            |                                | 5800 mm                        | 4,4 t                          |                                | 5,3 t                          | erst ab 1946 im Bestand, 9. September 1964 Umbau mit Muldenkipperaufbau, um 1969 Abbruch                                                                                                   |
| 35                                  | 1908                           | 18762                          | NWF                            | NWF                            |                                | 5800 mm                        | 3,75 t                         |                                | 5,0 t                          | 1910–1934 Lokalbahn Dermulo–Mendel Nr. 401, 1948/1949 Umbau in Turmwagen |
| 405                                 | 1910                           |                                | NWF                            | NWF                            |                                | 5800 mm                        | 3,75 t                         |                                | 5,0 t                          | 1910–1934 Lokalbahn Dermulo–Mendel Nr. 405, 10. November 1944 abgebrannt und anschließend abgebrochen                                                                                      |
| zweiachsige geschlossene Güterwagen |                                |                                |                                |                                |                                |                                |                                |                                |                                | |
| 41                                  | 1907                           |                                | GWF                            | GWF                            |                                | 5800 mm                        | 5,5 t                          |                                | 6,3 t                          | 24. Oktober 1964 Umbau in Zementsilowagen, um 1969 Abbruch |
| 42                                  | 1907                           |                                | GWF                            | GWF                            |                                | 5800 mm                        | 5,5 t                          |                                | 6,3 t                          | 25. Oktober 1964 Umbau in Zementsilowagen, um 1969 Abbruch |
| 43                                  | 1909                           |                                | GWF                            | GWF                            |                                | 5800 mm                        | 5,5 t                          |                                | 6,3 t                          | historischer Güterwagen, betriebsfähig |
| 44                                  | 1908                           |                                | NWF                            | NWF                            |                                | 5800 mm                        | 4,4 t                          |                                | 5,0 t                          | 1910–1934 Lokalbahn Dermulo–Mendel Nr. 302, 1971 Abbruch |
| 305                                 | 1910                           | 22342                          | NWF                            | NWF                            |                                | 5800 mm                        | 4,4 t                          |                                | 5,0 t                          | 1910–1934 Lokalbahn Dermulo–Mendel Nr. 305, 1968 Abbruch |
| Loren, zweiachsig                   |                                |                                |                                |                                |                                |                                |                                |                                |                                | |
| 51                                  | 1925 ?                         |                                | Eigenbau                       | Eigenbau                       |                                | ? mm                           | 1,5 t                          |                                | 1,5 t                          | 1968 ? Abbruch |
| 52                                  | 1925 ?                         |                                | Eigenbau                       | Eigenbau                       |                                | ? mm                           | 1,8 t                          |                                | 2,5 t                          | 1992 Abbruch |
| 53                                  | 1925 ?                         |                                | Eigenbau                       | Eigenbau                       |                                | ? mm                           | 1,5 t                          |                                | 2,0 t                          | 3. Dezember 1964 Unfall, danach Abbruch |
| 54                                  | 1938 ?                         |                                | Eigenbau                       | Eigenbau                       |                                | ? mm                           | 2,1 t                          |                                | 3,0 t                          | 1992 Abbruch |
| Turmwagen, zweiachsig               |                                |                                |                                |                                |                                |                                |                                |                                |                                | |
| 35                                  | 1908                           | 18762                          | NWF                            | GWF                            |                                | 5940 mm                        | ? t                            |                                |                                | 1948 Umbau aus Güterwagen 35 und dem Turmwagen der Straßenbahn Bozen |
| Schotterwagen, zweiachsig           |                                |                                |                                |                                |                                |                                |                                |                                |                                | |
| 31                                  | 1907                           |                                | GWF                            | Eigenbau                       |                                | 5940 mm                        | ? t                            |                                |                                | 1984 Umbau aus Güterwagen 31, 1994 Neuaufbau |
| Schneepflug, zweiachsig             |                                |                                |                                |                                |                                |                                |                                |                                |                                | |
| -                                   | 1991                           |                                | Eigenbau                       | Eigenbau                       |                                | ? mm                           | ? t                            |                                |                                | Umbau aus Carrelli, vierte Schneepflugversion |

## Betreiber
Mit der Durchführung des Bahnbetriebs beauftragte die AG der Rittnerbahn zunächst die k.k. privilegierte Südbahn-Gesellschaft, die schon durch die Brennerbahn in der Region stark vertreten war. Doch kündigte der Verwaltungsrat der Lokalbahngesellschaft diesen Vertrag schon bald nach Eröffnung und übergab die Betriebsführung stattdessen ab dem 1. Juli 1911 an die Etschwerke, beziehungsweise deren Abteilung für elektrische Bahnbetriebe. Diese war zuvor bereits für den Betrieb der Straßenbahnen Bozen–Gries und Bozen–St. Jakob sowie der Guntschnabahn verantwortlich, in Bozen bestand für diese Bahnen eine gemeinsame Betriebsleitung. Infolge der Italianisierung firmierten die Etschwerke nach dem Ersten Weltkrieg schließlich als Azienda Elettrica Consorziale (AEC). Zum 1. Januar 1925 übernahm die AG der Rittnerbahn, mittlerweile unter der italienischen Bezeichnung Ferrovia del Renon S. A. firmierend, den Bahnbetrieb in Eigenregie. Ab dem 1. Januar 1991 war schließlich die SAD Nahverkehr AG zuständig, zuletzt übernahm ab dem 18. Mai 2021 die provinzeigene Südtiroler Transportstrukturen AG den Bahnbetrieb wiederum in Eigenregie. Damit konnte eine ab dem 19. Mai 2021 drohende Betriebseinstellung aus rechtlichen Gründen kurzfristig abgewendet werden.

## Eigentümer

Von der AG der Rittnerbahn ausgegebene Edmondsonsche Fahrkarte für eine Fahrt auf der Fleimstalbahn von Ora / Auer nach Predazzo

1924 gehörte die – 1907 gegründete – AG der Rittnerbahn noch einem Konsortium aus den Etschwerken (500 Aktien), Jakob Köllensperger (291 Aktien), den Erben Josef Riehls (150 Aktien), der Republik Österreich (115 Aktien), dem österreichischen Bundesland Tirol (auch 115 Aktien), Luis Zuegg sowie diversen Kleinaktionären. Unter Ingenieur Terenzio Chiesa, delegierter Verwaltungsrat und Generaldirektor der Società Trentina Elettricità S.p.a. (STE), erwarb diese im Jahre 1926 die Aktienmehrheit der Bahngesellschaft, die somit in italienischen Besitz überging. 1929 schloss die STE außerdem die Rittner Bahn mit der Überetscher Bahn, der Mendelbahn, der Lokalbahn Dermulo–Mendel, der Fleimstalbahn und der Virglbahn zu einer einzigen Betriebsdirektion zusammen.
Eine entscheidende Änderung der Besitzverhältnisse brachte das Jahr 1954, als die Brüder Dr. Bruno und Dr. Mario Permutti aus Triest die Aktienmehrheit der AG der Rittnerbahn und der anderen STE-Bahnstrecken erwarben. Sie waren bereits Eigentümer der Aktiengesellschaft „Società Atesina Servizi Automobilistici“ (SASA), das heißt der städtischen Autobusdienste in Bozen, Meran und Leifers. Daraufhin benannten sie ihr Unternehmen zum 21. September 1954 von Gruppo Trasporti STE in Ferrovia Elettrica dell'Alto Renon (FEAR) um.
Am 17. Mai 1960 beschloss die Vollversammlung der Aktionäre in Bozen, die AG der Rittnerbahn mit der Überetscherbahn AG und der Fleimstalbahn AG zu fusionieren. Dabei wurden die zwei letztgenannten Gesellschaften rückwirkend ab dem 1. Januar 1960 in das Unternehmen integriert. Neuer Gesellschaftsname war Ferrovie Elettriche ed Autoservizi Riuniti (abgekürzt wiederum FEAR), als Präsident des Verwaltungsrates fungierte Dr. Bruno Permutti. In diesem Zusammenhang bezog das Unternehmen ferner seinen neuen Sitz auf dem Corso Italia Nummer 30.
1981 erwarb die, am 1. Juli 1979 gegründete, halbstaatliche SAD AG die Aktienmehrheit der AG der Rittnerbahn. Trotzdem blieb die eigene Direktion der FEAR/AG der Rittnerbahn bestehen, zuständig auch für die Mendelbahn. Im Rahmen der Autonomie Südtirols gingen schließlich per Durchführungsverordnung Nummer 527 vom 19. November 1987 auch die Kompetenzen für den lokalen Bahnverkehr vom Staat an die Provinz Bozen über. Dadurch war es in den darauffolgenden Jahren möglich, zuerst am 1. Februar 1989 den Betrieb der Buslinien der AG der Rittnerbahn und 1991 schließlich auch jenen der Mendelbahn auf die 1987 neu gegründete Südtiroler Automobildienst AG, der heutigen SAD Nahverkehr AG, zu übertragen. Der durch Jahrzehnte zur Bezeichnung der gemeinsamen Betriebsdirektion verwendete Name FEAR wurde außer Gebrauch gesetzt. 1987 wurde dabei auch die Aufgabenverteilung in der SAD neu geregelt. Nachdem die neue SAD den gesamten Verkehrsbetrieb übernahm, blieb der alten SAD nur mehr die Verwaltung der Immobilien und des Aktienpaketes der AG der Rittnerbahn. Die restliche Verwaltung der AG der Rittnerbahn, die sich im Wesentlichen nur mehr auf die Immobilien beschränkte, wurde daher mit jener der STA zusammengelegt. Die Südtiroler Verkehrsstrukturen AG übernahm sämtliche Liegenschaften und Bauten für den lokalen Autobus- und Bahnverkehr, während die SAD Nahverkehr AG die Betriebsführung der Autobusdienste und der Rittner- und Mendelbahn übernahm. 1993 ging die AG der Rittnerbahn schließlich vollständig in den Südtiroler Transportstrukturen (STA) auf.

## Betrieb

### Allgemeines

Streckenskizze, Stand 2016

Der Betrieb auf der letzten verbliebenen Adhäsions-Schmalspurbahn Südtirols erfolgt heute in erster Linie mit den BDe 4/8, der reguläre Fahrplan sieht dabei zwei Umläufe vor. Auf dem Streckenabschnitt Oberbozen–Klobenstein verkehren laut Fahrplan 2024 täglich 25 Zugpaare, an Werktagen sogar 27. In der Früh, zu Mittag und am Abend werden täglich jeweils ein bis zwei Zugpaare von Klobenstein kommend über Oberbozen hinaus bis Maria Himmelfahrt und zurück durchgebunden, die Fahrtzeit über die Gesamtstrecke beträgt in beiden Richtungen je 22 Minuten. Werden an der Rittner Seilbahn Wartungsarbeiten durchgeführt, verkehrt die Schmalspurbahn – aufgrund der in diesem Fall deutlich geringeren Fahrgastnachfrage – ausnahmsweise nur stündlich. Findet Schienenersatzdienst statt, so können die Stationen Maria Himmelfahrt, Rinner, Lichtenstern, Rappersbichl, Ebenhof und Weidacher nicht angefahren werden. Ausgleichend hierfür bedienen die Autobusse der Ersatzlinie B160 jedoch die Haltestellen Abzweigung Römerweg (nur Richtung Klobenstein), Gasterer See (nur Richtung Oberbozen), Weber im Moos und HWZ Klobenstein, in Fahrtrichtung Oberbozen außerdem die Station Oberbozen Kirchweg. 
Alle Züge sind mit einem Schaffner besetzt, der bei den Zwei-Wagen-Zügen im jeweils hinteren Wagen mitfährt. Er übernimmt die Fahrkartenkontrolle, nimmt Haltewünsche entgegen und signalisiert dem Triebfahrzeugführer im vorderen Wagen per Knopfdruck im Fahrzeuginnenraum die Abfahrbereitschaft. Darüber hinaus verkauft der Zugbegleiter auf Anfrage auch selbst Fahrkarten, weil an den kleinen Stationen keine Fahrkartenautomaten zur Verfügung stehen. Um den Anschluss sicherzustellen, wird bei der Spätfahrt außerdem der Fahrer der Bahn auch zum Bediener der Seilbahn. Die Fahrradmitnahme ist bei der Rittner Bahn generell nicht gestattet. Angeboten wird heute nur noch eine einheitliche Wagenklasse, die nicht näher definiert ist. Die offizielle Zuggattung aller Züge ist Treno regionale (R), alle Züge halten überall, die Zugnummern liegen im Nummernkreis 41xx. Die Rittner Bahn ist aufgrund des ausschließlichen Einsatzes von Hochflurfahrzeugen nicht barrierefrei, jedoch steht Rollstuhlfahrern an den Bahnhöfen Maria Himmelfahrt, Oberbozen und Klobenstein eine Hebebühne zur Verfügung.
2010 waren auf der Rittner Bahn etwa 20 Triebfahrzeugführer beschäftigt. 2017 wurden 640.346 Fahrgäste gezählt und 18.406 Fahrten absolviert, 2019 waren es bereits 699.071 Fahrgäste.

### Zugsicherung

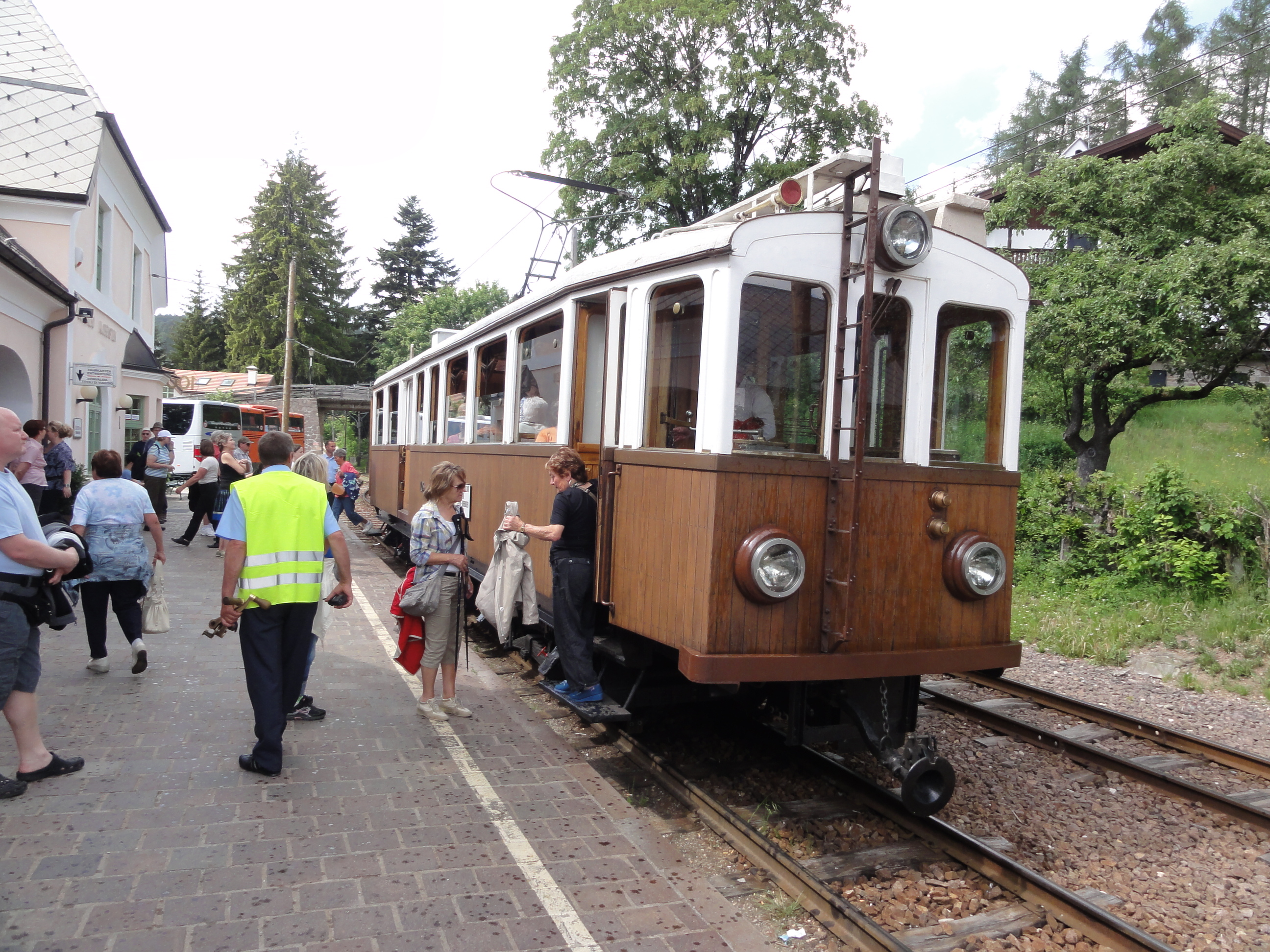
Fahrtrichtungswechsel in Klobenstein, die gelbe Warnweste berechtigt den Wagenführer seinen Zug wieder bis Lichternstern zu führen, wo er ihn an einen Kollegen mit oranger Weste übergeben wird

Auf der durchgehend eingleisigen Rittner Bahn stehen, abgesehen von Bahnübergangssignalen, Pfeiftafeln sowie den drei Weichenlaternen in Oberbozen, keine ortsfesten Eisenbahnsignale zur Verfügung. Weil nach Kreuzungsplan gefahren wird, wechseln die Triebfahrzeugführer, nicht aber die Schaffner, seit Einführung des Halbstundentakts im Jahr 2009 im Bahnhof Lichtenstern aus Sicherheitsgründen jeweils auf den Gegenzug. Dies geschieht – bis zum geplanten Einbau einer vollwertigen Signalisierung – damit Zugkreuzungen nicht vergessen werden und sich immer nur ein Zug im jeweiligen Abschnitt befindet. Zur optischen Kontrolle durch Schaffner und Betriebsleitung tragen die Triebfahrzeugführer ferner im Abschnitt Maria Himmelfahrt–Lichtenstern eine orange, im Abschnitt Lichtenstern–Klobenstein aber eine gelbe Warnweste. Fährt das Personal hingegen ausnahmsweise über die ganze Strecke durch, muss es in Lichtenstern – analog einem Zugstabsystem – die Warnwesten tauschen. Unabhängig davon erfolgt die betriebsinterne Kommunkation über ein Funksystem von Motorola.

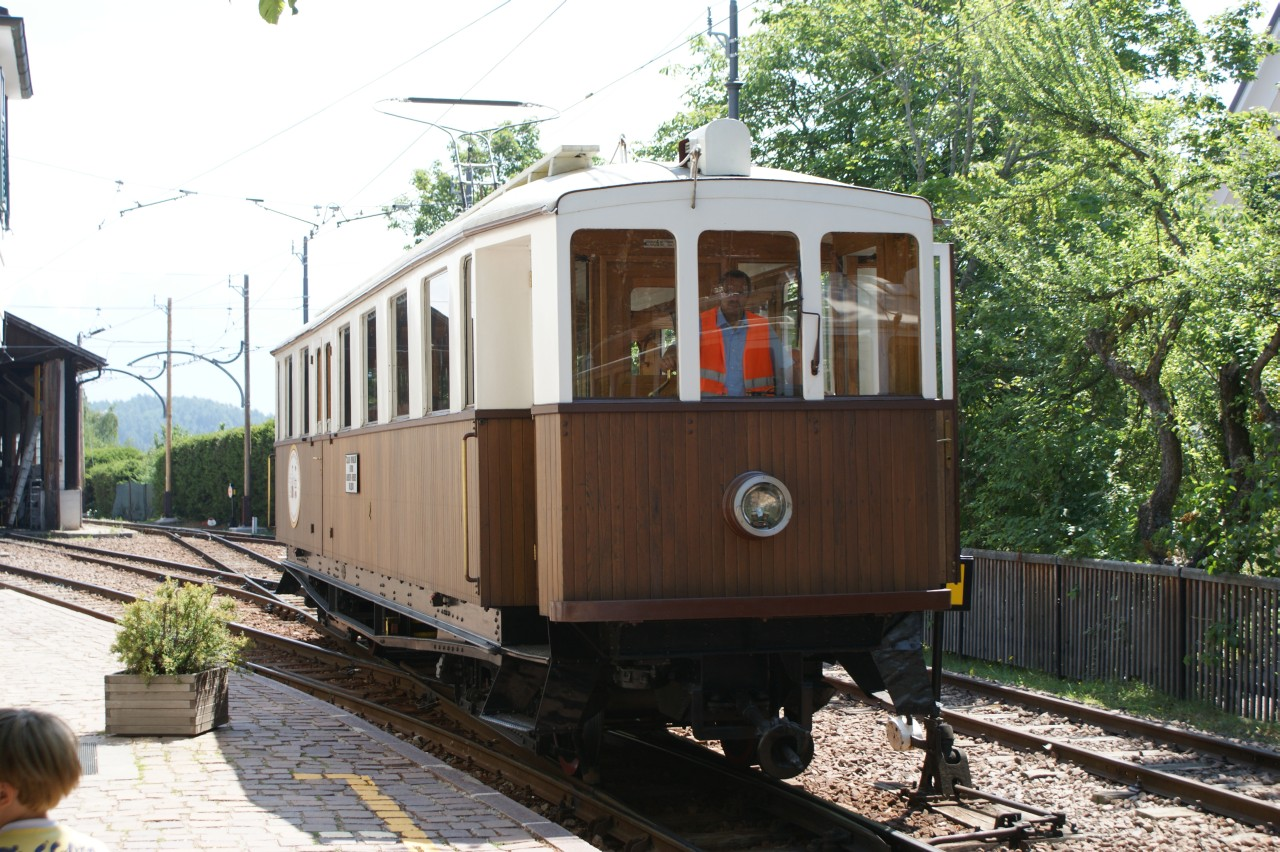
Wagenführer mit oranger Warnweste in Oberbozen
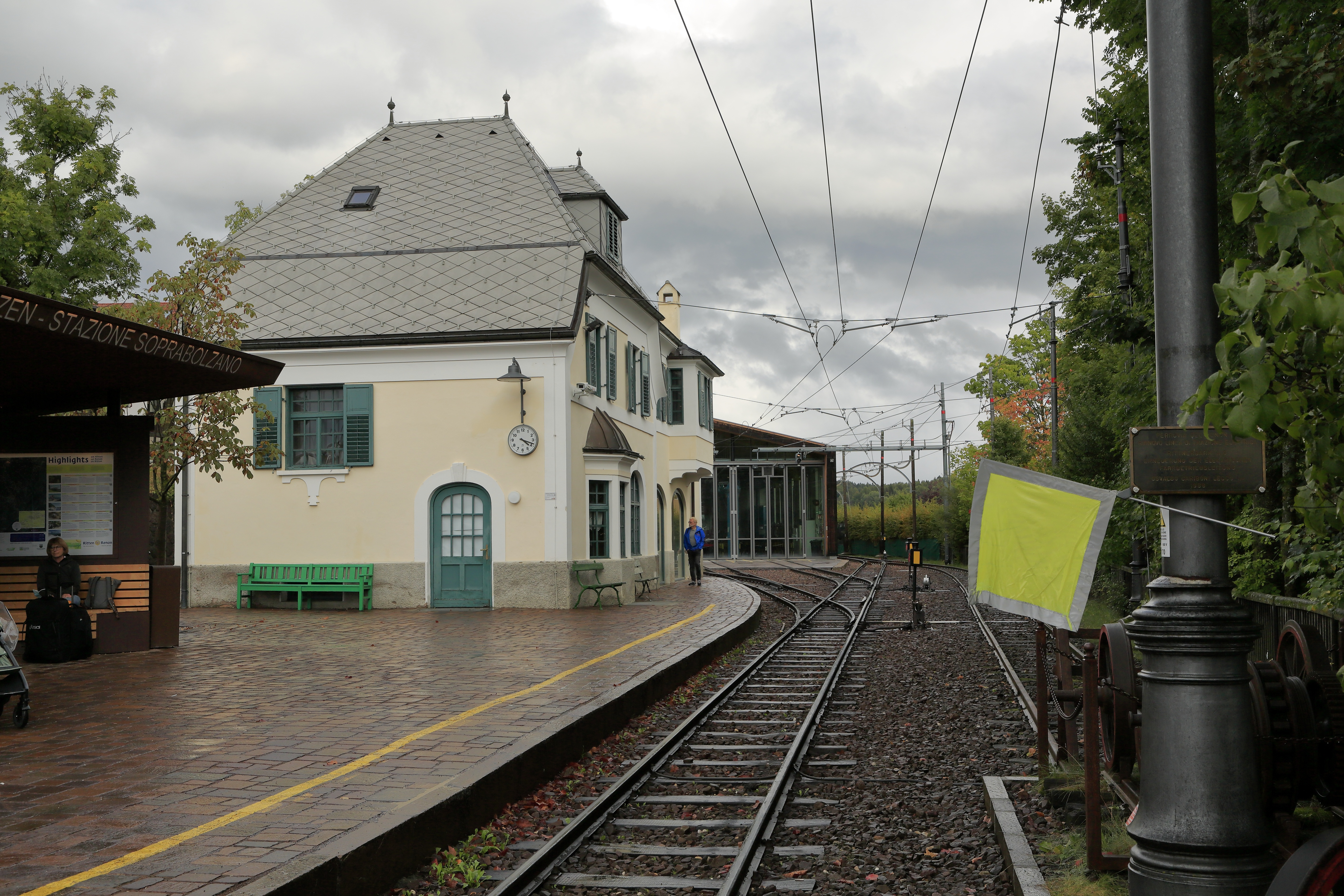
Gelbe Signalfahne im Bahnhof Oberbozen
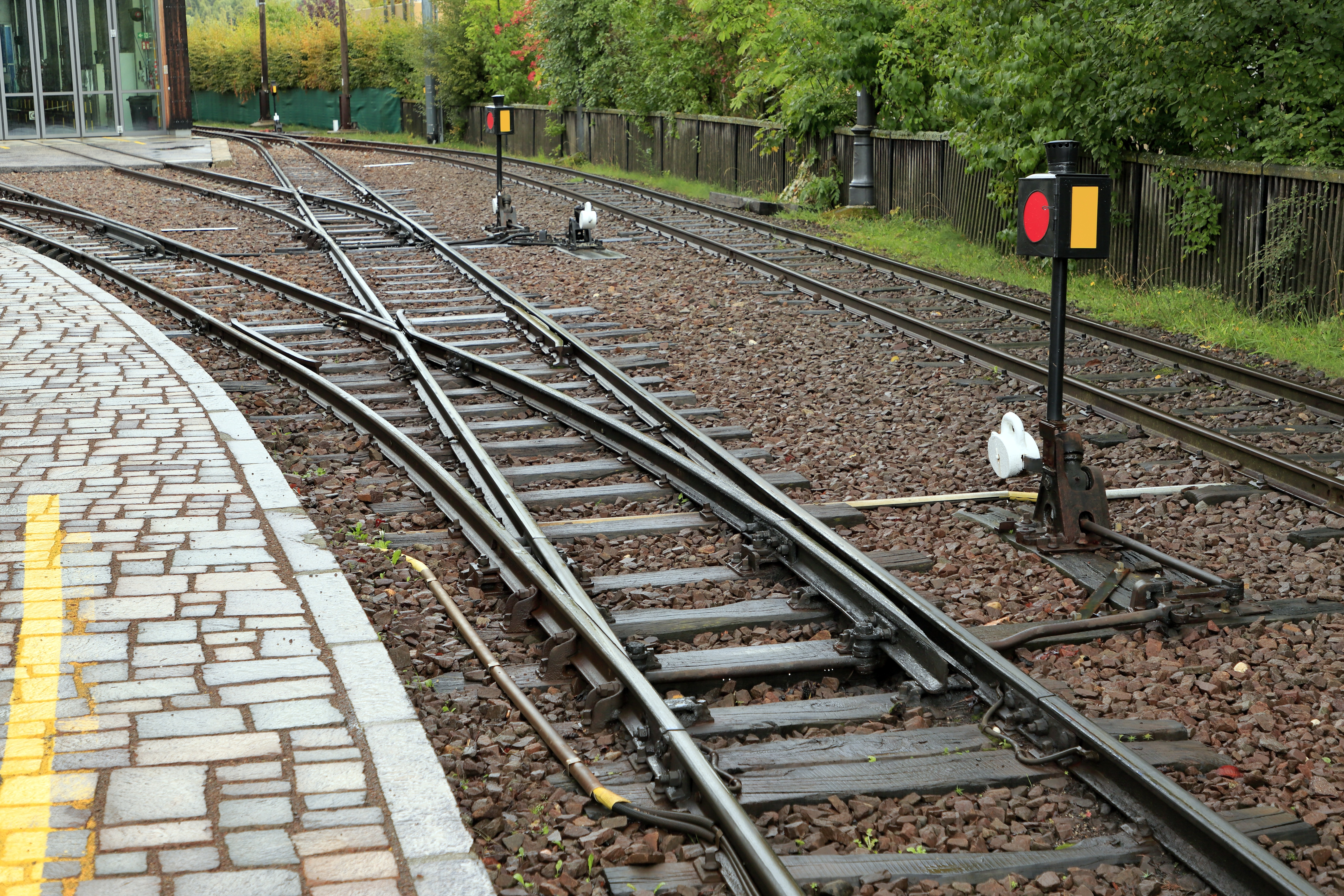
Weichenlaternen im Bahnhof Oberbozen

### Sicherung von Bahnübergängen
Die drei frequentiertesten Bahnübergänge der Strecke sind mittlerweile durch zuggeschaltete automatische Schrankenanlagen gesichert. Hierbei handelt es sich um die LS/SP 134 vor sowie den Alten Mühlweg nach der Haltestelle Linzbach und die LS/SP 135 respektive Kemater Straße in Klobenstein. Eine vierte Schrankenanlage existiert an einer schlecht einsehbaren Zufahrt zu einem Privatgrundstück in Wolfsgruben. Die zahlreichen kleineren Übergänge sind teilweise mit Blinkzeichenanlagen und Läutewerken gesichert, teilweise aber auch nur mit Andreaskreuzen gekennzeichnet. Die Züge müssen außerdem an allen unbeschrankten Bahnübergängen ein akustisches Warnsignal abgeben, signalisiert durch Pfeiftafeln in Form eines weißen „F“ auf schwarzem Hintergrund.

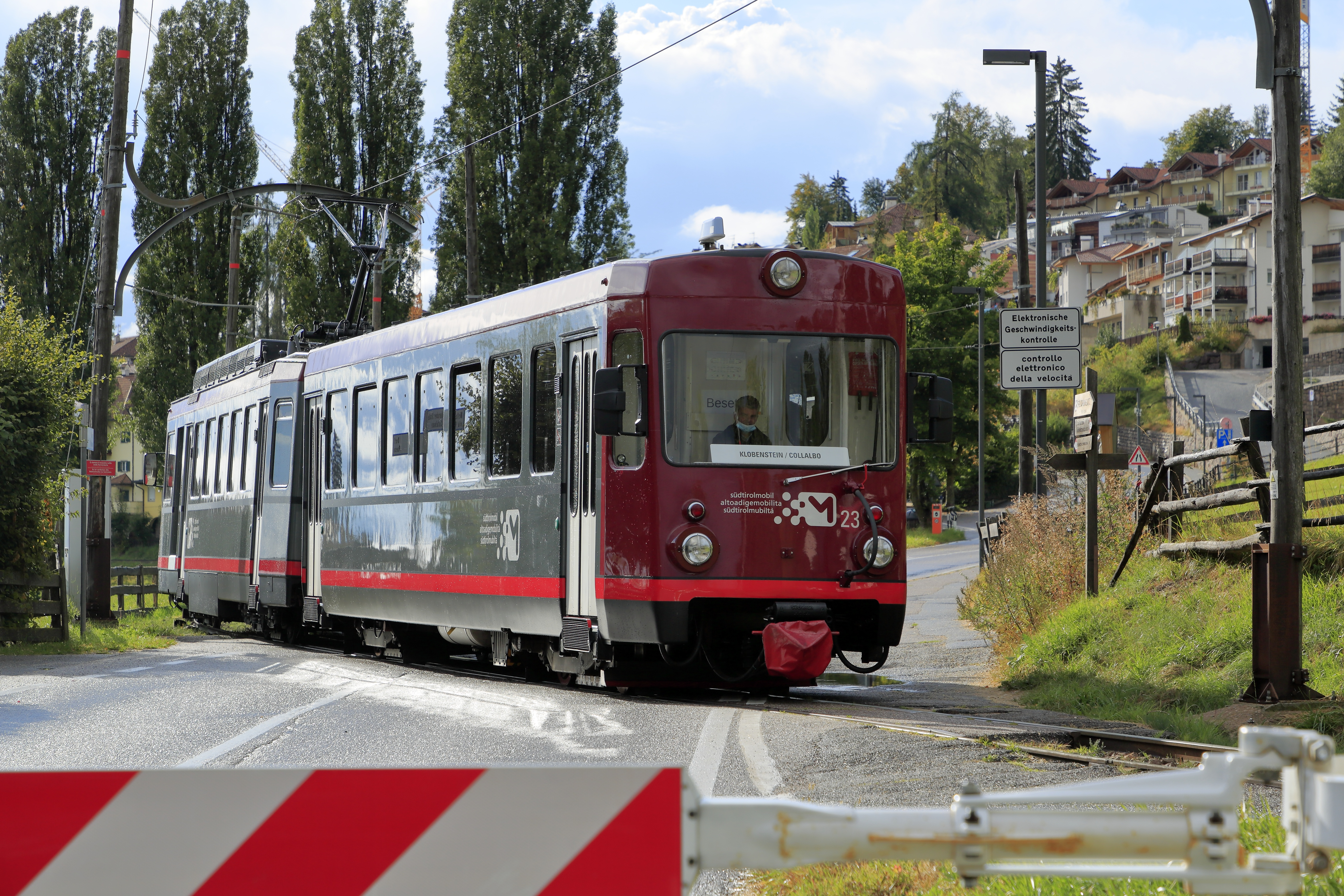
Automatische Schrankenanlage bei der Station Linzbach, aufgenommen 2021
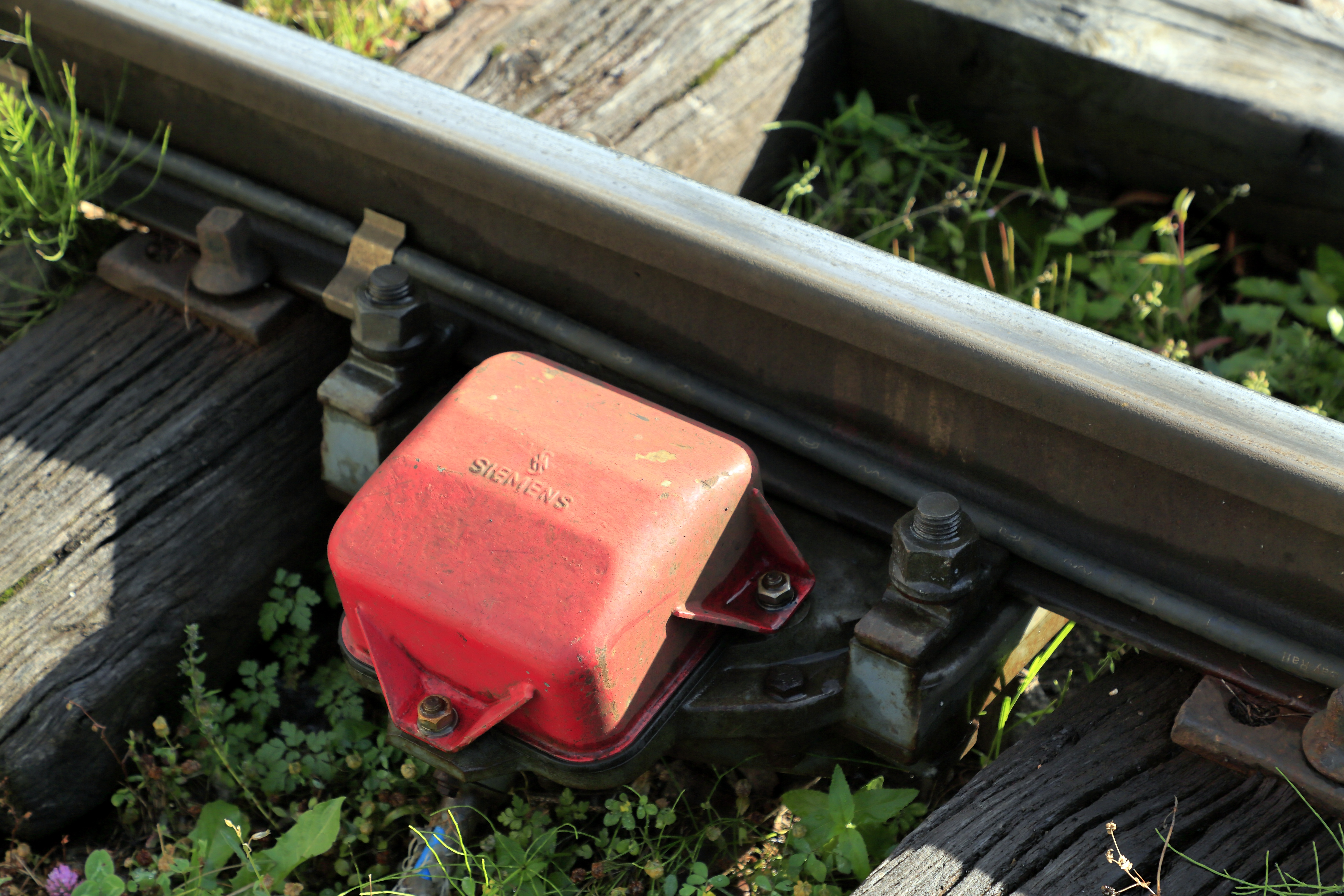
Schienenstromschließer der Bauart S44 von Siemens zur Aktivierung der Blinkzeichenanlage und des Läutewerks des Bahnübergangs Mayr-Nusser-Weg
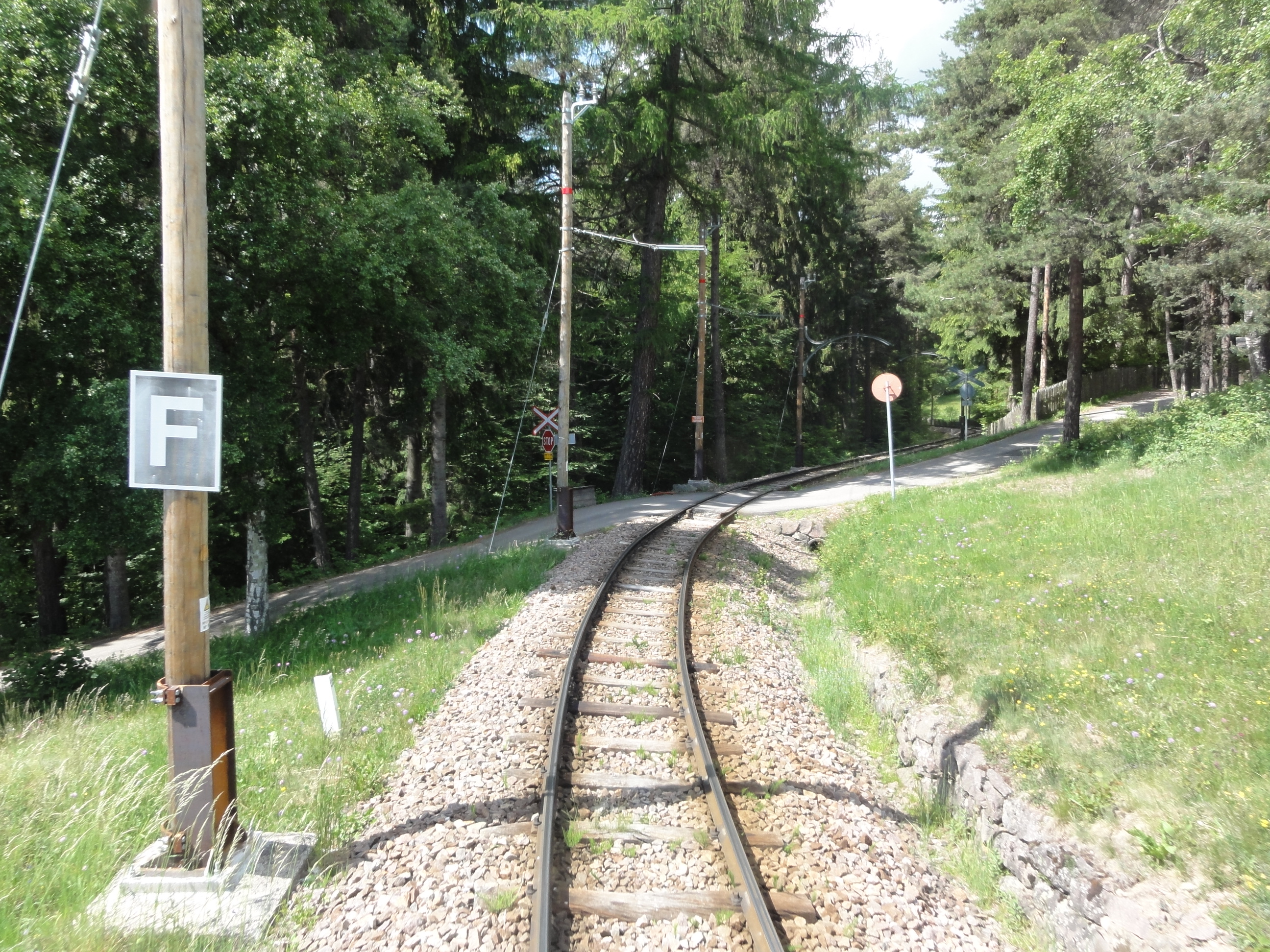
Pfeiftafel „F“ vor einem kleineren unbeschrankten Bahnübergang

### Saisonale Schwankung der Nachfrage
Von Beginn an typisch für die Rittner Bahn ist die ausgeprägte saisonale Schwankung der Fahrgastzahlen. Dabei sind im Sommer, wobei der August traditionell der Spitzenmonat ist, um ein vielfaches so viele Personen zu befördern als im Winter, im Folgenden exemplarisch dargestellt für die Jahre 1913, 1990 und 1991:
|       | Januar | Februar | März   | April  | Mai    | Juni   | Juli   | August | September | Oktober | November | Dezember |
| 1913: | 02.136 | 02.762  | 06.767 | 09.626 | 09.418 | 08.097 | 17.123 | 22.939 | 18.176    | 10.213  | 03.796   | 02.687   |
| 1990: | 09.086 | 07.842  | 06.227 | 10.240 | 15.939 | 14.363 | 23.411 | 29.485 | 21.578    | 18.070  | 09.281   | 09.881   |
| 1991: | 08.921 | 08.618  | 11.725 | 14.121 | 17.869 | 17.532 | 26.385 | 37.185 | 26.476    | 23.719  | 12.097   | 12.774   |

## Tarif

Rückfahrkarte von Bozen nach Oberbozen vom 11. April 1952 zu nominell 298 Lire, handschriftlich erhöht auf 530 Lire

In der dritten Klasse galten während der Kaiserzeit folgende Fahrpreise, wobei die Bergfahrt jeweils teurer als die Talfahrt war:
| Bozen–Oberbozen:   | 4,00 Kronen | Oberbozen–Bozen:   | 2,80 Kronen | Rückfahrkarte Bozen–Oberbozen–Bozen:   | 5,10 Kronen |
| Bozen–Klobenstein: | 4,80 Kronen | Klobenstein–Bozen: | 3,60 Kronen | Rückfahrkarte Bozen–Klobenstein–Bozen: | 6,30 Kronen |

Abgesehen von den besetzten Stationen sowie im Zug waren Fahrkarten für die Rittner Bahn damals auch beim Fremdenverkehrsbüro Schenker & Co. auf dem Waltherplatz Nummer 6 erhältlich. In den Jahren 1952 und 1953 galten ab Bozen Waltherplatz folgende Preise:
| bis Bozen Rittnerbahnhof: | bis Bozen Umformerstation oder Maria Himmelfahrt: | bis Oberbozen: | bis Wolfsgruben: | bis Lichtenstern oder Rappersbichl: | bis Klobenstein: |
| 90 Lire                   | 285 Lire                                          | 315 Lire       | 345 Lire         | 375 Lire                            | 405 Lire         |

Rückfahrkarte zu 2.300 Lire aus dem Jahr 1982, noch betreibt die Ferrovia del Renon, hier abgekürzt mit F.R., die Bahn selbst
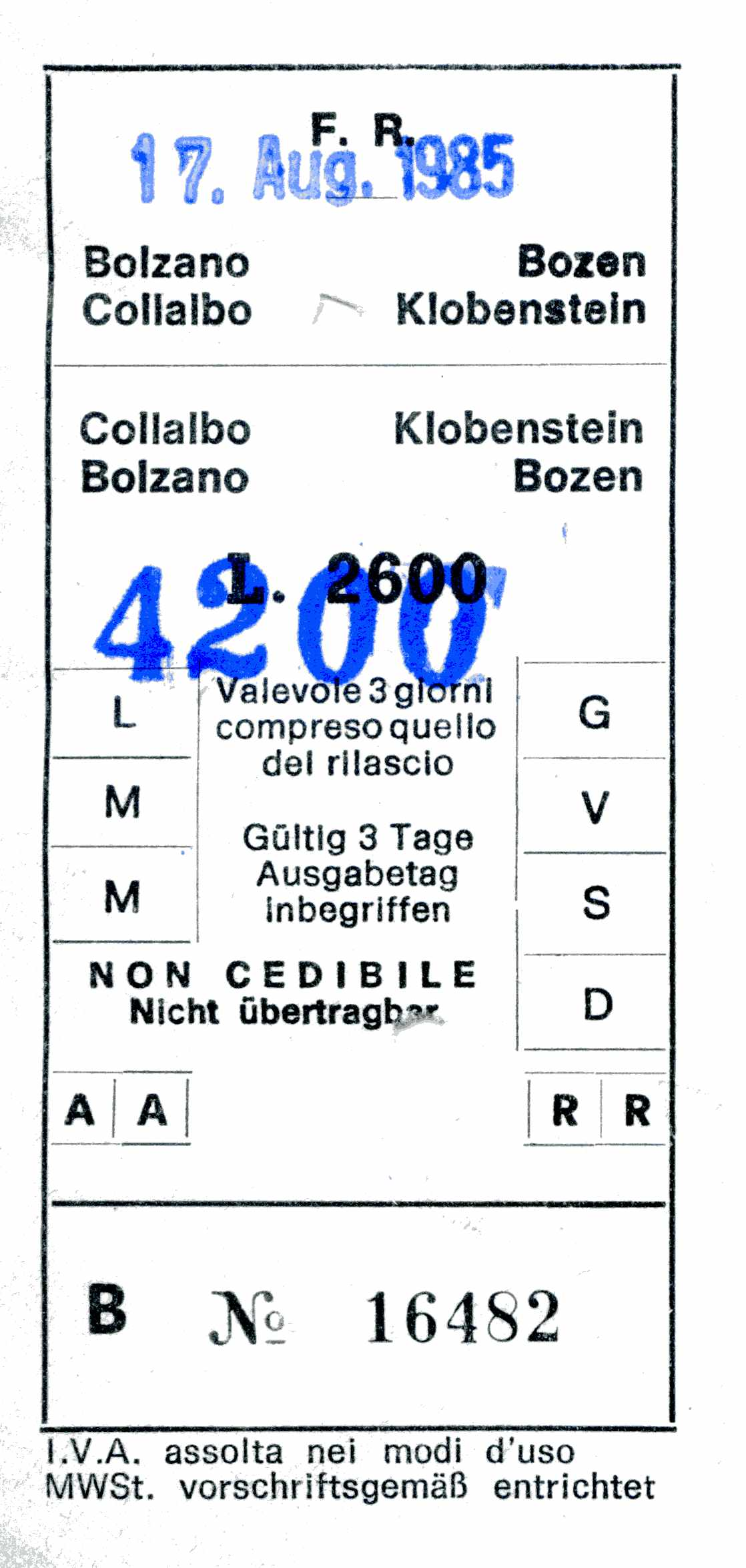
Rückfahrkarte zu 4.200 Lire vom 17. August 1985
Rückfahrkarte der SAD Nahverkehr AG aus dem Jahr 2007 zu 3,50 Euro

## Betriebsstellen

### Bozen Waltherplatz

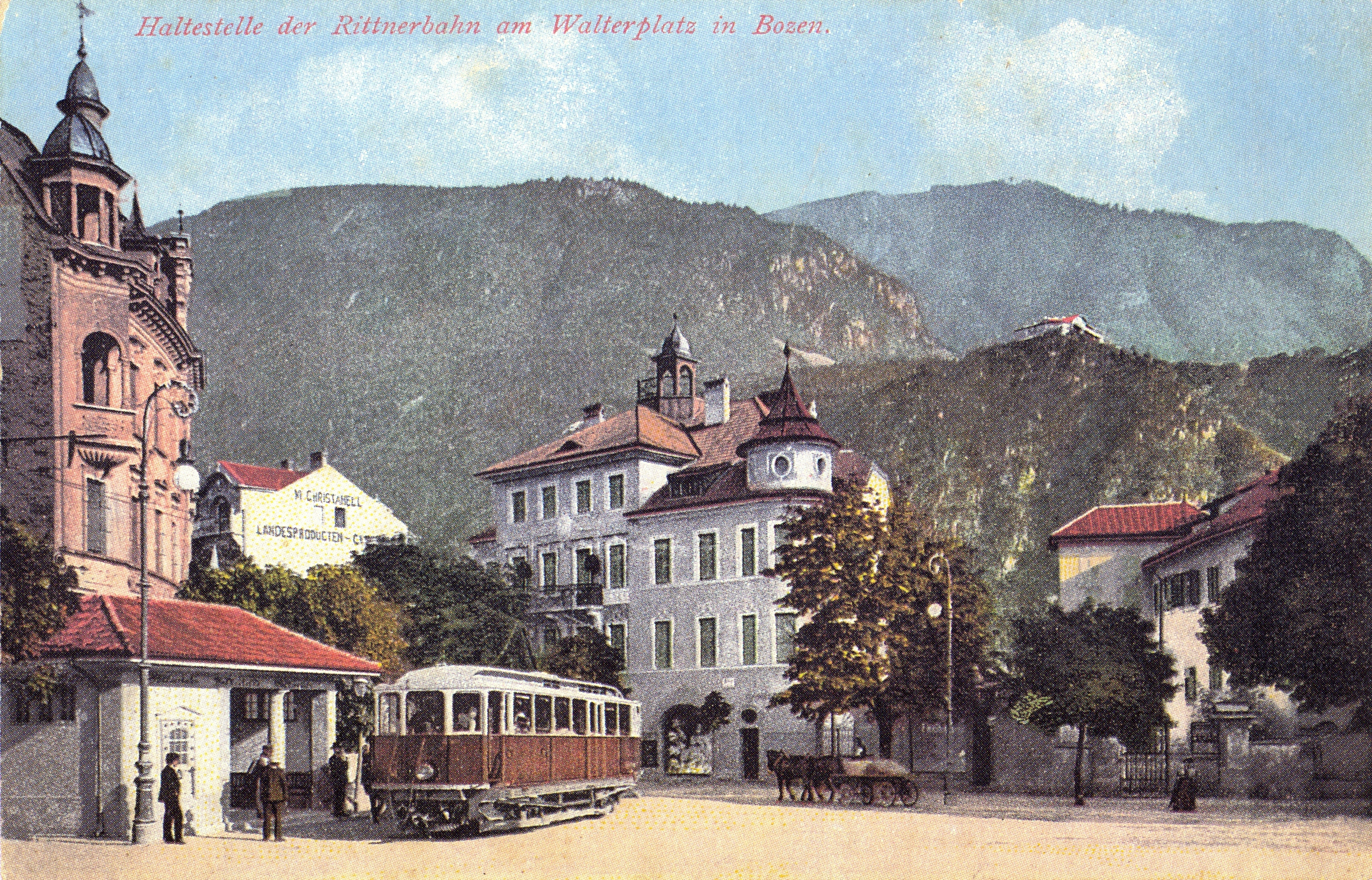
Die Endstation Bozen Waltherplatz um 1907

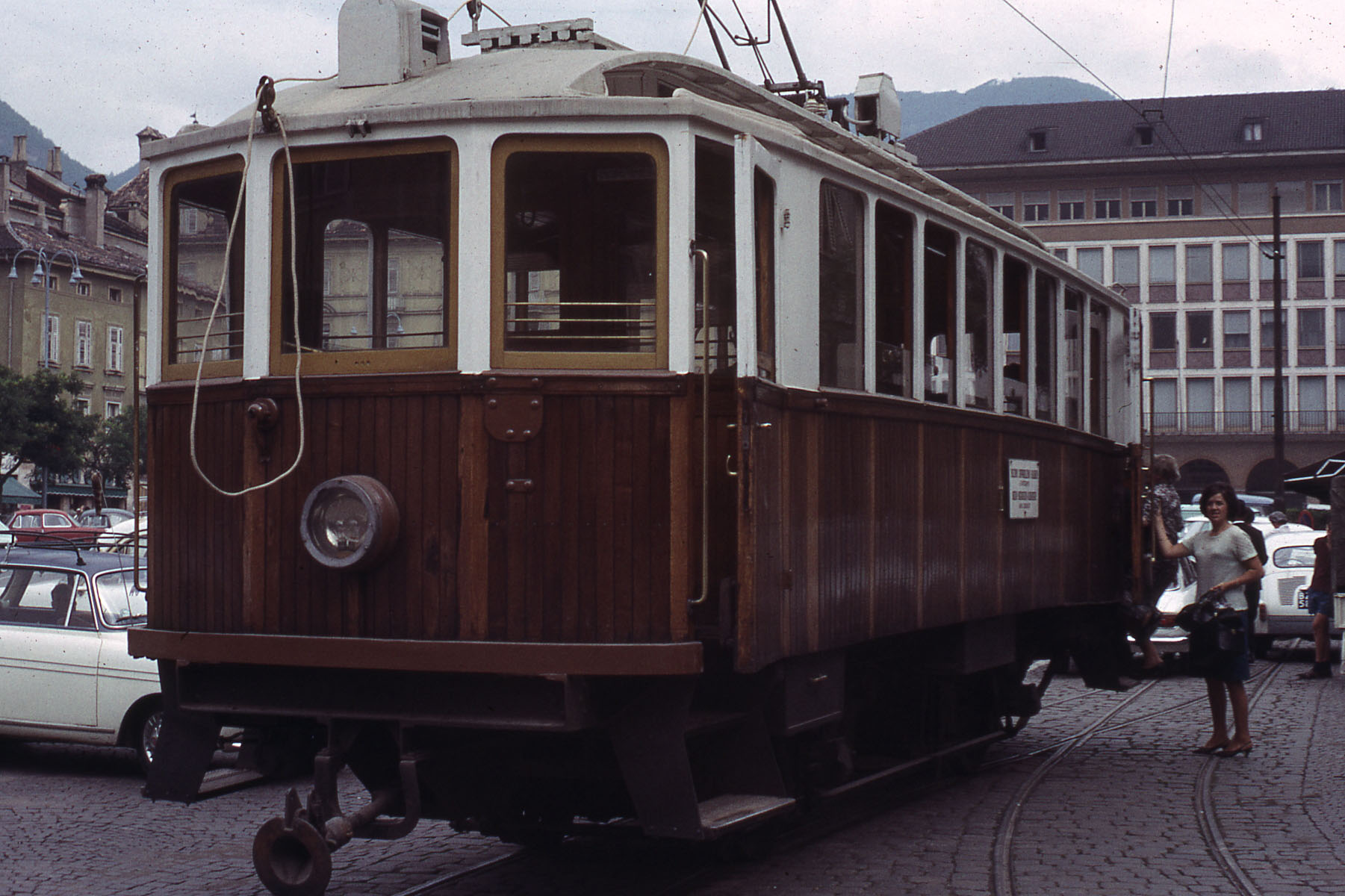
Die Endstation im Jahr 1965, ein Jahr vor ihrer Aufgabe

Der ursprüngliche Ausgangspunkt der Bahn, die Station Bozen Waltherplatz, (Lage) in manchen Quellen abweichend vom Namensgeber Walther von der Vogelweide ohne h geschrieben, befand sich auf der südöstlichen Seite des Platzes. Der Streckenbeginn lag an der Einmündung der Raingasse, direkt danach folgte eine, im Linksbogen gelegene und 72,0 Meter lange, Ausweichendstelle. Diese stand der Rittner Bahn exklusiv zur Verfügung, die aus Richtung Gries kommende Straßenbahnstrecke mündete erst am Beginn der Bahnhofsallee von rechts in das Umsetzgleis der Lokalbahn ein und hatte ihre eigene Haltestelle auf dem Platz. Insgesamt verfügte die Anlage somit über drei Weichen. Der Abfertigung der Fahrgäste der Lokalbahn diente bahnlinks eine 8,00 Meter lange und 2,50 Meter breite offene Wartehalle. Die Mitte dieses eingeschossigen und gemauerten Stationsgebäudes war zugleich der Nullkilometer der Strecke, das heißt die ersten Meter bis dorthin waren negativ kilometriert.  
Infolge der Italianisierung nach dem Ersten Weltkrieg wurde auch die Station in Bolzano Piazza Walther umbenannt, im italienischen Kursbuch wiederum ohne h geschrieben. In der faschistischen Zeit hieß die Haltestelle, analog zum Platz, ab dem Fahrplan vom 1. November 1926 vorübergehend Bolzano Piazza Vittorio Emanuele III., bevor sie mit dem Fahrplan vom 4. Oktober 1949 wieder ihren alten Namen zurück erhielt.

### Bozen Bahnhofplatz
Die auf dem gleichnamigen Vorplatz des Bozener Bahnhofs gelegene erste Zwischenstation Bozen Bahnhofplatz (Lage) war als Ausweiche angelegt und befand sich bahnlinks am Ende der Laurinstraße, etwa beim Froschbrunnen. Sie lag bei Eröffnung der Rittner Bahn noch auf Gemarkung der damals noch selbstständigen Gemeinde Zwölfmalgreien, die erst 1911 zu Bozen kam, und wurde gemeinsam von der Lokalbahn und der städtischen Straßenbahn benutzt. Die Rittner Bahn bezeichnete die Station in der österreichischen Zeit als Südbahnhof, namensgebend war hierbei die, damals auch die Brennerbahn und somit den Bozener Normalspurbahnhof betreibende, private Südbahn-Gesellschaft. Nach dem Ersten Weltkrieg wird die Station der Rittner Bahn im Fahrplan vom 1. April 1920 vorübergehend als Südbahnhof (Stazione principale) aufgeführt, bevor sie – infolge der Verstaatlichung der Brennerbahn – mit dem Fahrplan vom 1. Dezember 1922 ihre endgültige italienische Bezeichnung Bolzano Piazza della Stazione Ferroviaria bekam. An der Station Bahnhofplatz hielten alle Züge der Lokalbahn zunächst nur bei Bedarf, bevor diese mit dem Fahrplan vom 1. November 1924 vorübergehend zu einer Pflichthaltestelle mutierte. Ab dem 1. Dezember 1930 hielt die Rittner Bahn dort aber wiederum nur bei Bedarf.
Während die Züge der Rittner Bahn nach Ende der Kampfhandlungen im Zweiten Weltkrieg wieder regulär von und zum Waltherplatz verkehrten, durchfuhren sie die Station Bahnhofplatz fortan in beiden Fahrtrichtungen ohne Halt. Mit Beginn des Fahrplans vom 4. Oktober 1949 wurde sie schließlich für die Lokalbahn gänzlich aufgelassen.

### Bozen Bahnstrasse
Die ebenfalls noch im Bereich des Bozener Bahnhofs gelegene Haltestelle Bozen Bahnstrasse (Lage), auch Bahnstraße geschrieben, lag bahnlinks an der Einmündung der Zwölfmalgreiner Straße, etwa auf Höhe des heutigen Busbahnhofs. Namensgebend war die ehemalige Bahnhofstraße, die in diesem Abschnitt heute Rittner Straße heißt. Auch die Haltestelle Bahnstrasse war für alle Züge der Lokalbahn ein reiner Bedarfshalt und gehörte bis 1911 ebenfalls zu Zwölfmalgreien. Direkt nach der Station zweigte ferner ab 1914 auch das Straßenbahngleis zum Hotel Stiegl in der Brennerstraße nach links ab. Die Straßenbahnkurse fuhren an der Station der Lokalbahn jedoch ohne Halt durch, sie hatten in diesem Bereich eine eigene Station beim Hotel Gasser in der Zwölfmalgreiner Straße.    
Italienisch hießen Straße und Haltestelle nach dem Ersten Weltkrieg Bolzano Via della Stazione. Ab dem Fahrplan vom 27. Oktober 1937 fuhren alle Züge dort in beiden Fahrtrichtungen ohne Halt durch, bevor die Betriebsstelle mit Beginn des Fahrplans vom 15. Dezember 1940 schließlich gänzlich aufgelassen wurde.

### Bozen Rittnerbahnhof

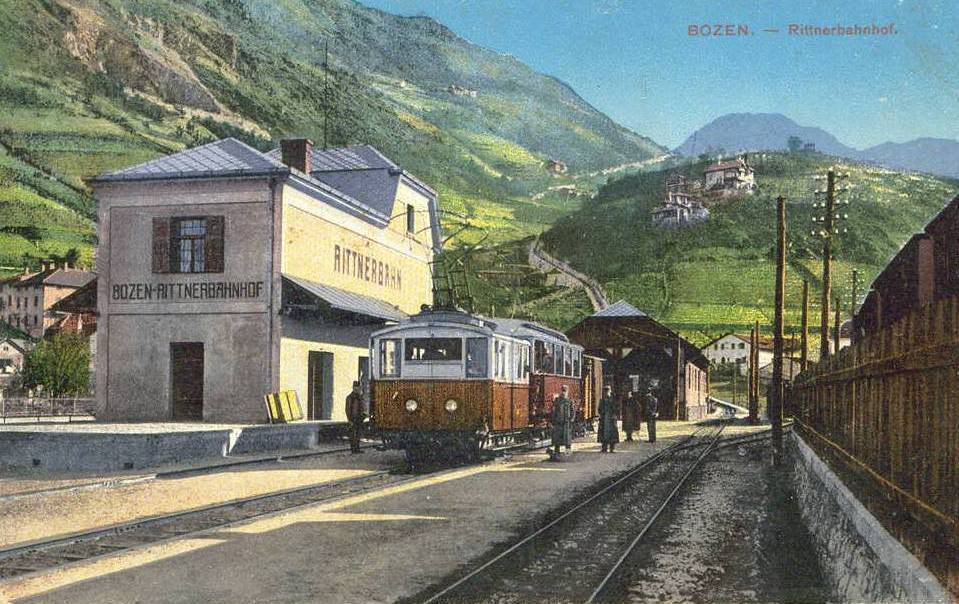
Der ehemalige Rittnerbahnhof in Bozen, rechts hinter der Wagenremise begann die Zahnstange, am rechten Bildrand der normalspurige Frachtenbahnhof

Der einst an Stelle der heutigen Talstation der Seilbahn mit der Anschrift Rittner Straße 12, das heißt an der Einmündung der Bozner-Boden-Straße in die Rittner Straße, befindliche Station Bozen Rittnerbahnhof (Lage), auch Bozen-Rittnerbahnhof, oder Bozen Rittner Bahnhof geschrieben beziehungsweise Bozen-Rittnerbahn genannt, war in seiner Funktion als Rangier- und Frachtenbahnhof bis 1966 der betriebliche Mittelpunkt der Bahn. Hier wurden vor allem die Güter von und zur normalspurigen Brennerbahn beziehungsweise zur Bahnstrecke Bozen–Meran umgeladen, darüber hinaus diente die Station aber auch dem Personenverkehr. Die größte Betriebsstelle der Bahn lag bei deren Bau noch an der Bozener Peripherie, ebenfalls auf Zwölfmalgreiener Gebiet. Kurz vor dem Rittnerbahnhof verließen die Züge in Richtung Klobenstein den öffentlichen Straßenraum und zweigten nach rechts vom Straßenbahnnetz ab, anschließend wurde ihnen die Zahnradlokomotive hinten angekuppelt. 
Das bahnlinks gelegene und dreigeschossige Stationsgebäude war das größte der Bahn. Es beherbergte im Flügel auf Bozener Seite ein Gütermagazin mit Verladerampe, Bahnhofskanzlei und Dienstwohnung, im Flügel auf Klobensteiner Seite schloss sich eine Wartehalle für die Reisenden an. Nach dem Stationsgebäude folgte bahnlinks eine 34,00 Meter lange und zweigleisige Wagenremise zur Unterbringung von vier Wagen, der eine Gleisbrückenwaage vorgelagert war. Hinter der Wagenremise waren ein Freiabort mit daneben angeordnetem Sickerschacht vorhanden. Bahnrechts existierte neben der Bahnhofsausfahrt eine 23,50 Meter lange und ebenfalls zweigleisige Lokomotivremise, die sich im hinteren Bereich etwas verjüngte. In diesem Gebäude war auch die Hauptwerkstätte der Bahn untergebracht. Beide Remisen entstanden in Fachwerkbauweise. 
Neben dem durchgehenden Streckengleis, von dem auch das Umladegleis Richtung normalspurigem Güterbahnhof abzweigte, existierten ein beidseitig angeschlossenes Kreuzungsgleis, es war 121,0 Meter lang und hatte eine Nutzlänge von 72,0 Metern, sowie ein Ladegleis zum Gütermagazin. Letzteres war nur per Sägefahrt zu erreichen, das heißt mit zweimaligem Fahrtrichtungswechsel. Insgesamt waren acht Weichen vorhanden, so viele wie in keiner anderen Station der Bahn. 
Nach dem Ersten Weltkrieg wurde der Bahnhof im Fahrplan vom 1. April 1920 vorübergehend mit dem Klammerzusatz Bolzano-Stazione del Rittner aufgeführt, bevor er mit dem Fahrplan vom 1. Dezember 1922 seine endgültige italienische Bezeichnung Bolzano Stazione del Renon erhielt. Im Zweiten Weltkrieg erlitt auch der Rittnerbahnhof schwere Schäden, er konnte erst in den Jahren 1947 bis 1949 wieder aufgebaut werden. Mit Beginn der Bauarbeiten für die Seilbahn musste das Aufnahmsgebäude schließlich abgerissen werden um der neuen Talstation der Seilbahn zu weichen, so dass die Station in ihren letzten Betriebsjahren nicht mehr mit voller Funktionalität zur Verfügung stand. Nach seiner endgültigen Aufgabe wurde die Wagenremise abgebaut und an den Bahnhof Oberbozen versetzt, die Lokomotivremise blieb hingegen erhalten. Abgesehen von der Seilbahnstation und der Remise befindet sich auf dem ehemaligen Bahnhofsgelände heute ein Parkplatz. 

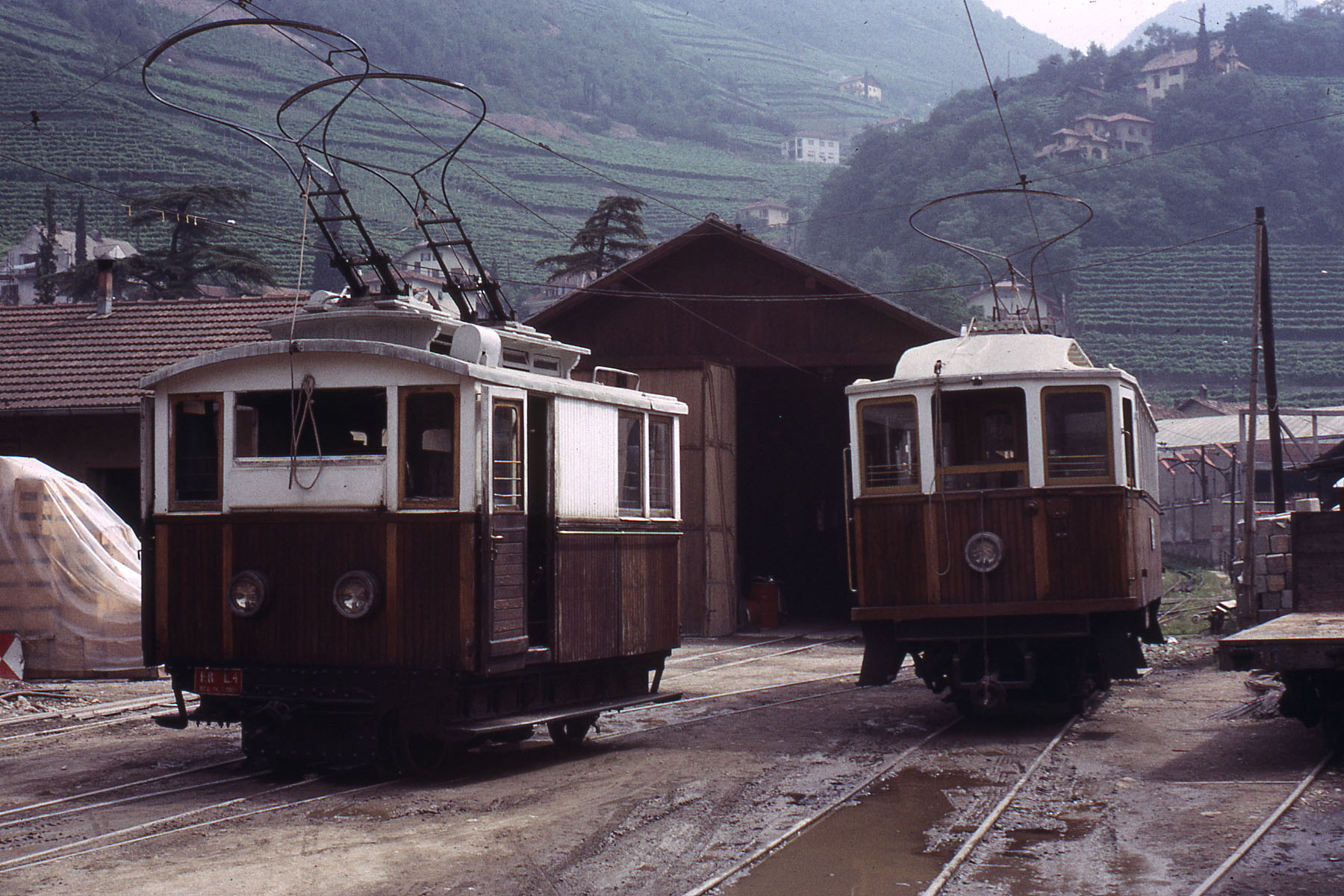
Rangierbetrieb im Rittnerbahnhof, 1965
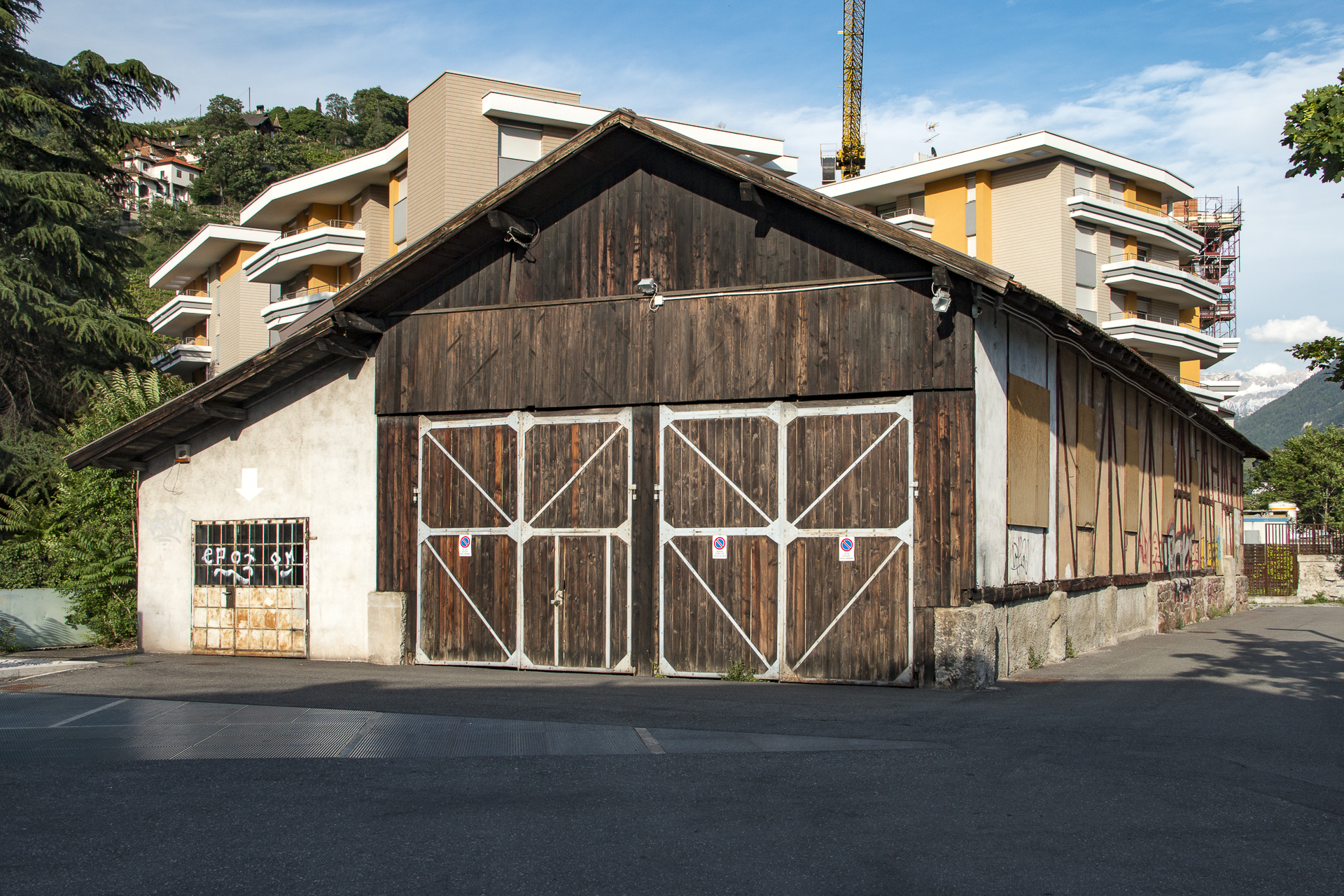
Frontansicht der ehemaligen Lokomotivremise, 2016
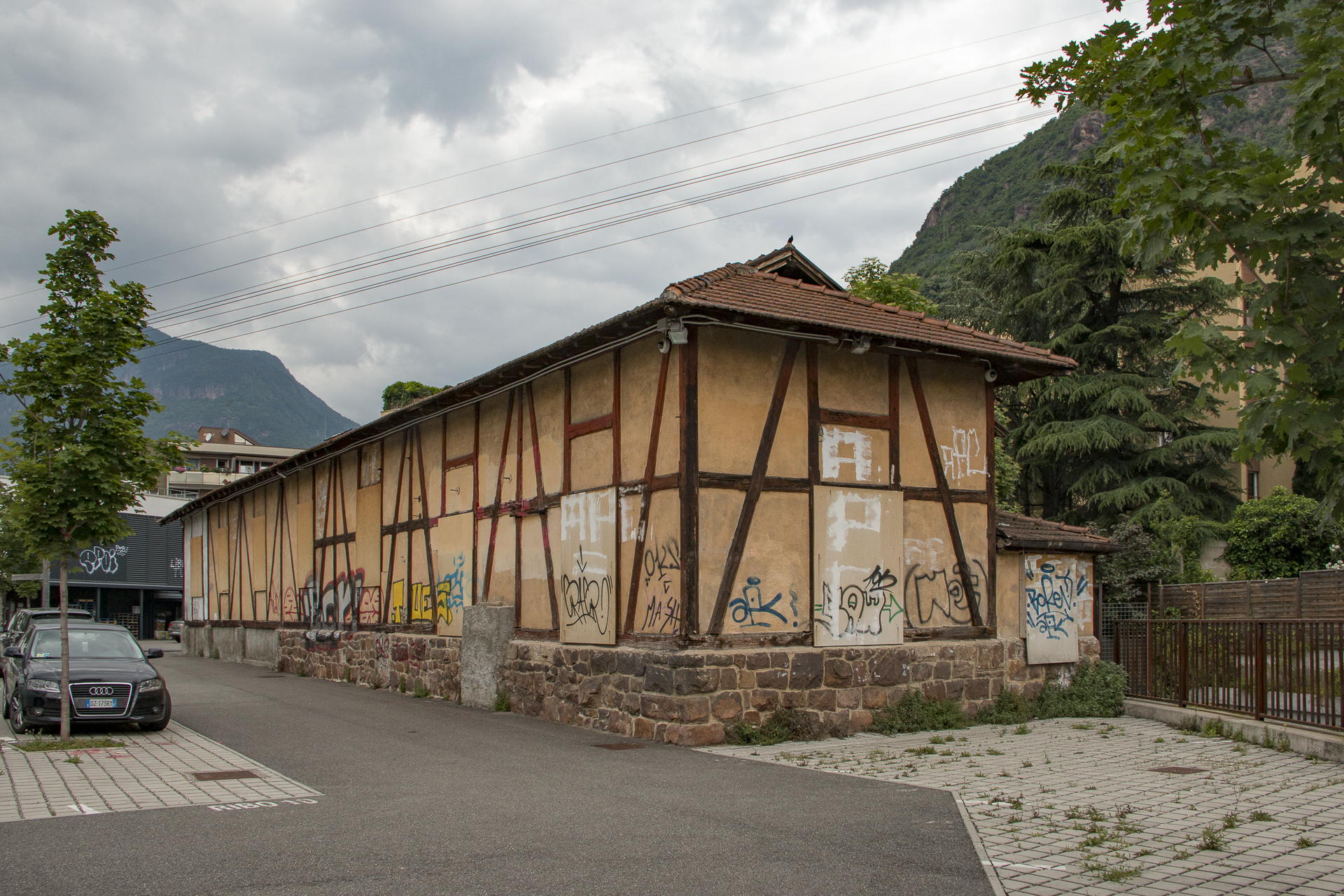
Stirnseite der ehemaligen Lokomotivremise, 2016

### Bozen St. Magdalena-Weinkeller
Die schon im Zahnstangenabschnitt gelegene Haltestelle Bozen St. Magdalena-Weinkeller (Lage), italienisch Cantina S. Maddalena, erschloss den Weinort St. Magdalena, der heute keinerlei öffentliche Verkehrsverbindung mehr hat. Das Dorf gehörte bei Eröffnung der Bahn ebenfalls noch zu Zwölfmalgreien. Die Station befand sich im Ortsteil Untermagdalena, an der Kreuzung mit der Zufahrt zum Gehöft Reisegger. Namensgebend war die 1904 dort eröffnete gleichnamige Gaststätte, auch kurz Magdalena-Weinkeller oder Magdalenakeller genannt. Im Fahrplan von 1914 wird die Station für alle Züge als Bedarfshalt ausgewiesen, in den Kursbüchern aus der italienischen Zeit taucht sie schließlich gar nicht mehr auf.

### Bozen Umformerstation

Die Betriebsausweiche um 1915

Die ehemalige Umformerstation ist heute ein Privathaus, die Trasse führte rechts am Gebäude vorbei bergauf

Der besetzte Bahnhof Bozen Umformerstation (Lage) befand sich, wenige Meter nach der Bozener Stadtgrenze, bereits auf Oberbozener Gemarkung. Die Station lag fast exakt in der Mitte des Zahnstangenabschnitts und diente vor allem als Kreuzungsmöglichkeit, wobei die Züge jeweils das in Fahrtrichtung links gelegene Gleis benutzten. Die sogenannte „Betriebsausweiche“ hatte, bei einer Nutzlänge von 40,00 Metern, eine Gesamtlänge von 76,25 Metern und befand sich in einem reduzierten Gefälle von 12,0 Prozent.
Anfangs ein reiner Betriebsbahnhof, wird die Station im Fahrplan vom 27. November 1941 erstmals als regulärer Verkehrshalt mit Bedienung durch alle Züge aufgeführt, jedoch abweichend als Umformstation bezeichnet. Neben den zu Oberbozen gehörenden Gehöften Ebnicher, Plattner in der Greif, Seeber und Spornberg erschloss sie teilweise aber auch den, etwas unterhalb gelegenen, Bozener Ortsteil Obermagdalena. Den Fahrgästen stand hierfür ein Mittelbahnsteig zur Verfügung.
In der unmittelbaren Nachkriegszeit dann wieder ein reiner Betriebshalt, wurde die Station schließlich vom Fahrplanwechsel am 4. Oktober 1949 bis zur Einstellung des Zahnstangenabschnitts durchgehend öffentlich bedient. Ungeachtet der Tatsache, dass sie schon auf Oberbozener Gebiet lag, lautete ihre bahnamtliche Bezeichnung jener Zeit dabei Bolzano Sottostazione. Der Fahrpreis ab Waltherplatz bis zur Umformerstation war dabei identisch mit demjenigen bis Maria Himmelfahrt.
Die beiden im Bahnhof verlegten Zahnstangenweichen waren symmetrisch und besaßen, bei einem mittleren Radius von 100 Metern, einen Kreuzungswinkel von 11° 26` 4``. Jede wurde durch einen einzigen Weichenhebel gestellt. An den Kreuzungsstellen der Zahnstange mit den Vignolschienen war der bewegliche Teil der ersteren derart ausgenommen, dass sich die Zahnstangenstücke oder die Vignolschiene aneinanderschlossen, wodurch das Zahnrad nie seinen Griff verlor. Die an den Lokomotiven befindlichen Sicherheitszangen liefen an den Kreuzungsstellen ungehindert über die Vignolschienen hinweg.
Allgemein versuchten die Planer der Rittner Bahn jedoch, so gut wie möglich auf die komplizierten Zahnstangenweichen zu verzichten, da diese schon bei geringen Unregelmäßigkeiten schwere Betriebsstörungen verursachten. Im vorliegenden Fall konnte jedoch aufgrund der örtlichen Topografie kein längerer Adhäsionsabschnitt mit geringerer Steigung eingebaut werden, der die Zahnstangenweichen in der Betriebsausweiche überflüssig gemacht hätte.
Das zweistöckige und mit Natursteinmauerwerk verkleidete ehemalige Stationsgebäude lag bahnlinks und beherbergte vor allem das namensgebende Unterwerk. Es befand sich beim Bahnkilometer 3,004, das heißt um 28 Meter versetzt zur Mittelachse der Ausweiche beim Kilometer 3,032. Auf der Bergseite existierte neben dem Gebäude zudem ein kleiner Keller. Die Umformerstation blieb, in stark umgebauter Form, als Privathaus mit der Anschrift Am Grumeregg 7 erhalten.

### Maria Himmelfahrt

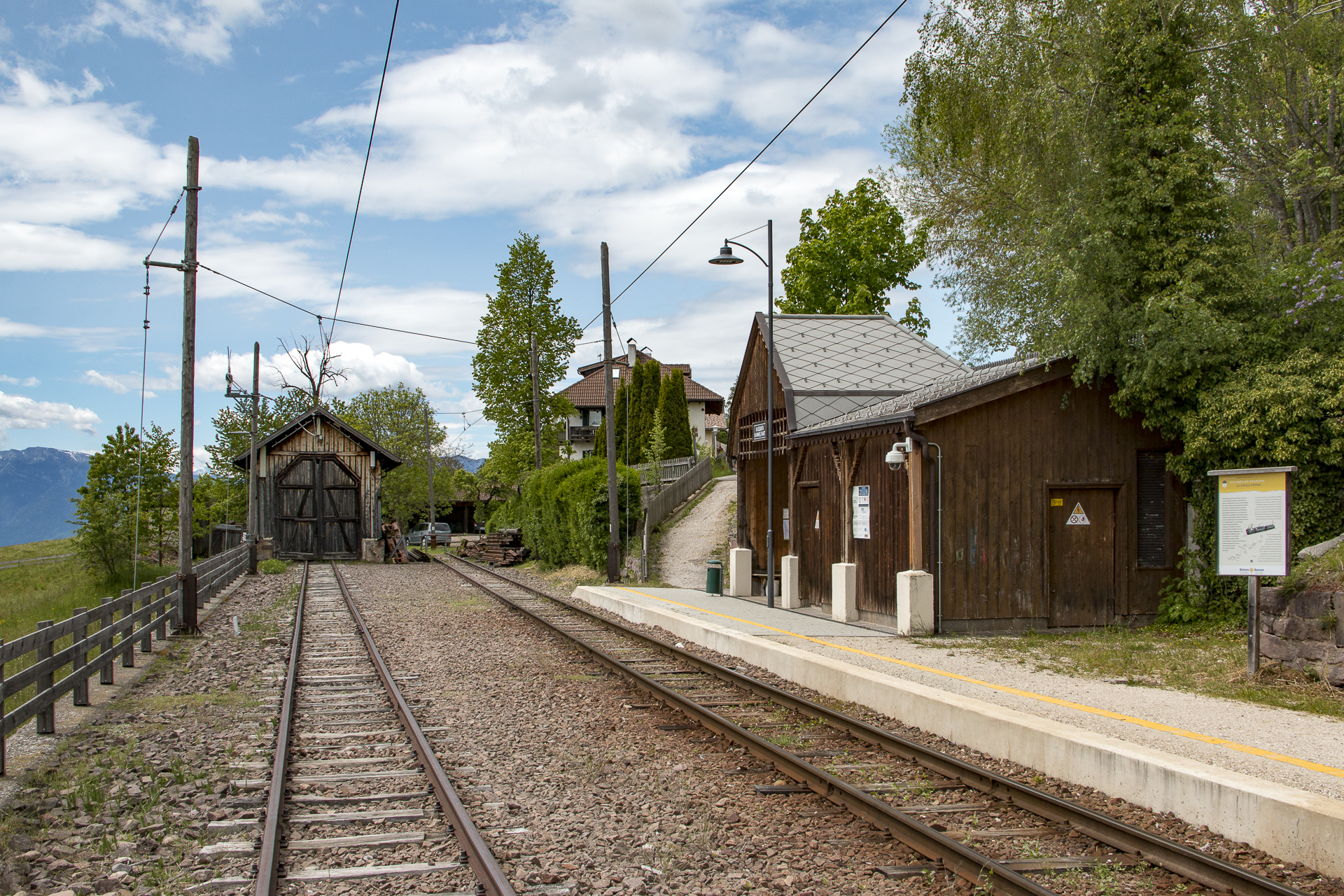
Bahnhof Maria Himmelfahrt, rechts hinter der Remise endete bis 1967 der von Bozen heraufführende Zahnstangenabschnitt

Der frühere Zwischenbahnhof und jetzige Ausgangsbahnhof Maria Himmelfahrt (Lage), auch Maria-Himmelfahrt geschrieben oder kurz Himmelfahrt genannt, ist nach dem bereits zu Oberbozen gehörenden gleichnamigen Weiler benannt. Er ist unbesetzt und verfügt heute über zwei Stumpfgleise sowie eine Weiche. Das an einem Prellbock endende Bahnsteiggleis war früher das durchgehende Hauptgleis, während das bahnsteiglose Nebengleis zu einer einständigen, hölzernen Lokomotivremise mit Inspektionsgrube führt. Letztere ist 12,50 Meter lang, 5,30 Meter breit und stammt aus der Zeit, als dort – am Beginn der Adhäsionsstrecke – die Zahnradlokomotiven abgekuppelt wurden und eine von ihnen über Nacht untergestellt werden konnte. Heute beherbergt die Remise in der Regel den Turmwagen sowie den Gleisschotterwagen mit der Nummer 31. Bei Eröffnung der Station konnte sie hingegen nur aus Richtung Bozen ohne Fahrtrichtungswechsel angefahren werden. Zudem lag die Remise damals etwa auf Höhe des Stationsgebäudes, das Nebengleis war deutlich kürzer als heute. Erst als der damals so genannte „Lokwechselbahnhof“ Maria Himmelfahrt im Frühjahr 1909 ein beidseitig angeschlossenes Nebengleis für Zugkreuzungen erhielt um den dortigen Betrieb effizienter zu gestalten, wurde die Remise um 180 Grad gedreht und an ihren heutigen Standort verlegt. Bis 1967 wies die Station somit, samt der ehemaligen Schutzweiche, die in Richtung Bozen gesehen nach rechts abzweigte, insgesamt vier Weichen auf.
Das bahnlinks gelegene ursprüngliche Stationsgebäude am Maria-Himmelfahrter-Weg, eine eingeschossige Holzhütte auf gemauerter Basis, wurde wegen Baufälligkeit 1985 abgerissen und anschließend bis 1987 rekonstruiert. Es ist seit 10. August 1987 – analog zu Oberbozen und Klobenstein – denkmalgeschützt, entspricht aber nicht mehr dem Originalbau. Dieser war symmetrisch, 11,65 Meter lang, 4,0 Meter breit und hatte auf beiden Seiten je einen baugleichen Schuppenanbau. Auf Klobensteiner Seite stand, baulich getrennt, außerdem noch ein Transformatorhäuschen für die Lichtleitung in Oberbozen. 
Seit der Rekonstruktion befinden sich hingegen beide ursprünglichen Anbauten auf der Klobensteiner Seite, dadurch wurde Platz geschaffen für einen Zugangsweg von der Straße aus. Später kam auf Bozener Seite wiederum ein kleinerer Schuppenanbau hinzu, der sich jedoch deutlich von den historischen Anbauten unterscheidet. Im Stationsbereich kreuzt ferner ein asphaltierter Feldweg beide Gleise. Die italienische Entsprechung lautet eigentlich Maria Assunta, wird aber teilweise zu L’Assunta verkürzt. Vom Schienenersatzdienst kann die Station nicht bedient werden.

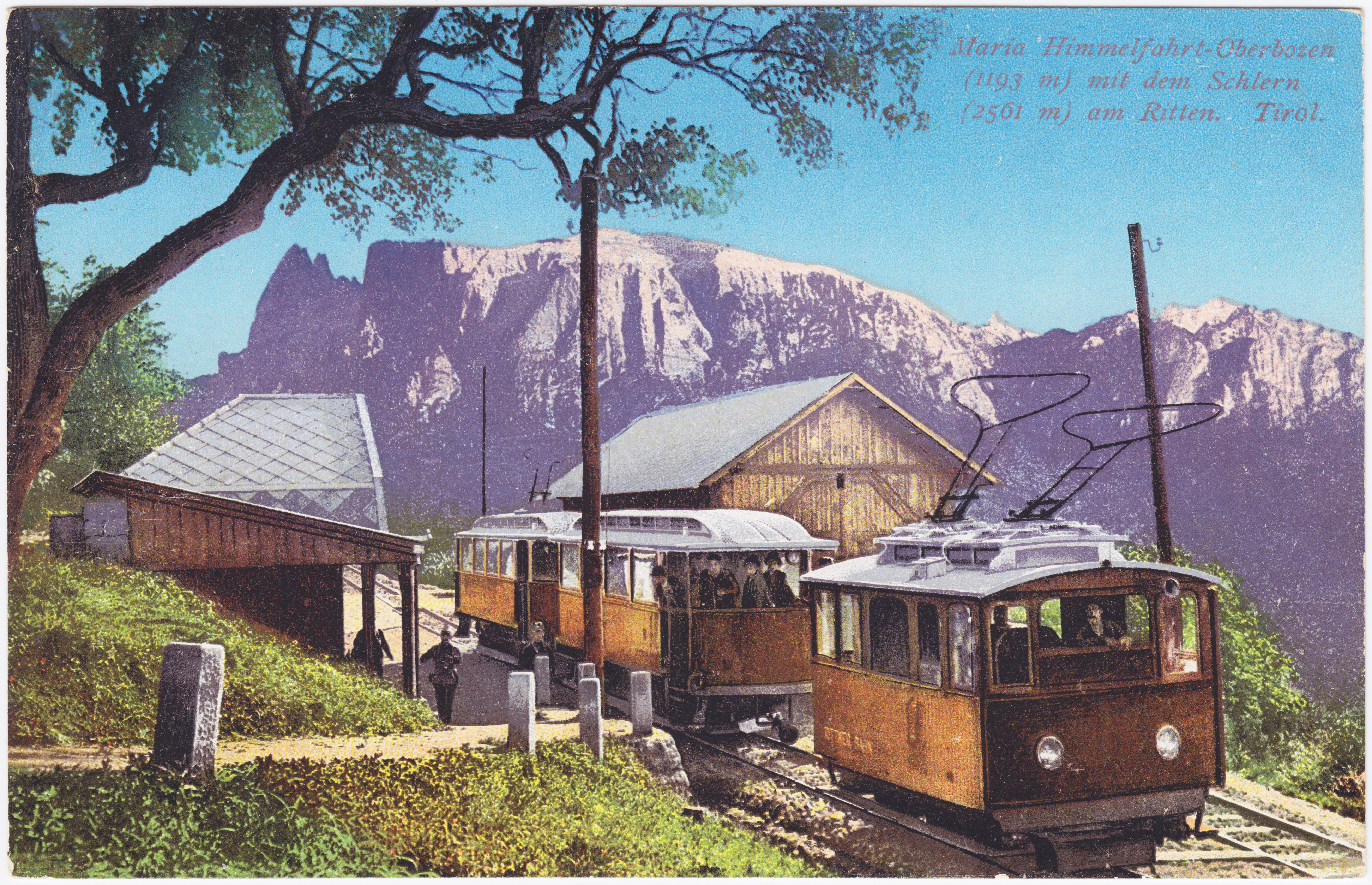
Kurz nach Eröffnung, die Lokomotivremise damals noch entgegensetzt zum heutigen Standort
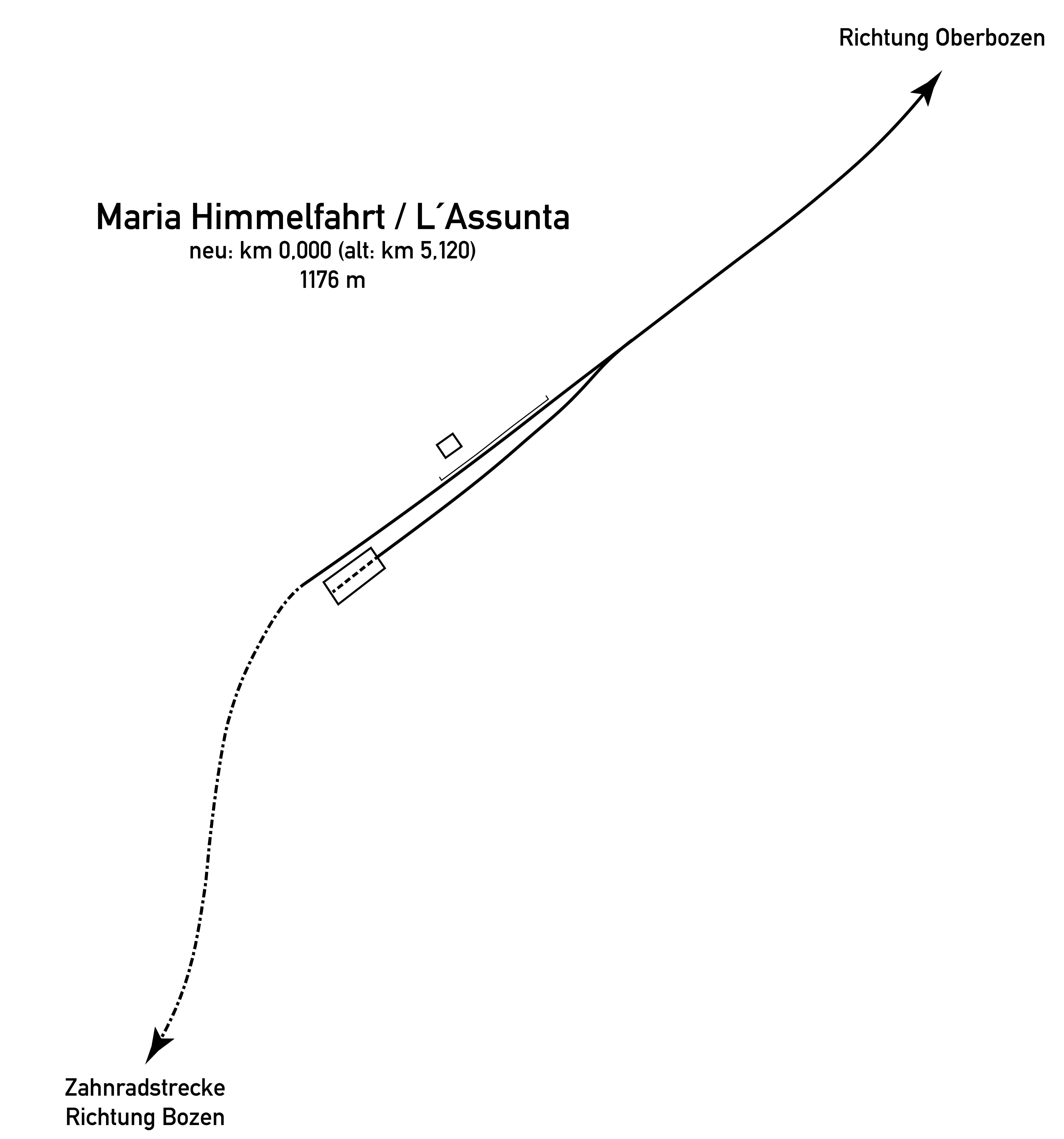
Gleisplan seit 1967
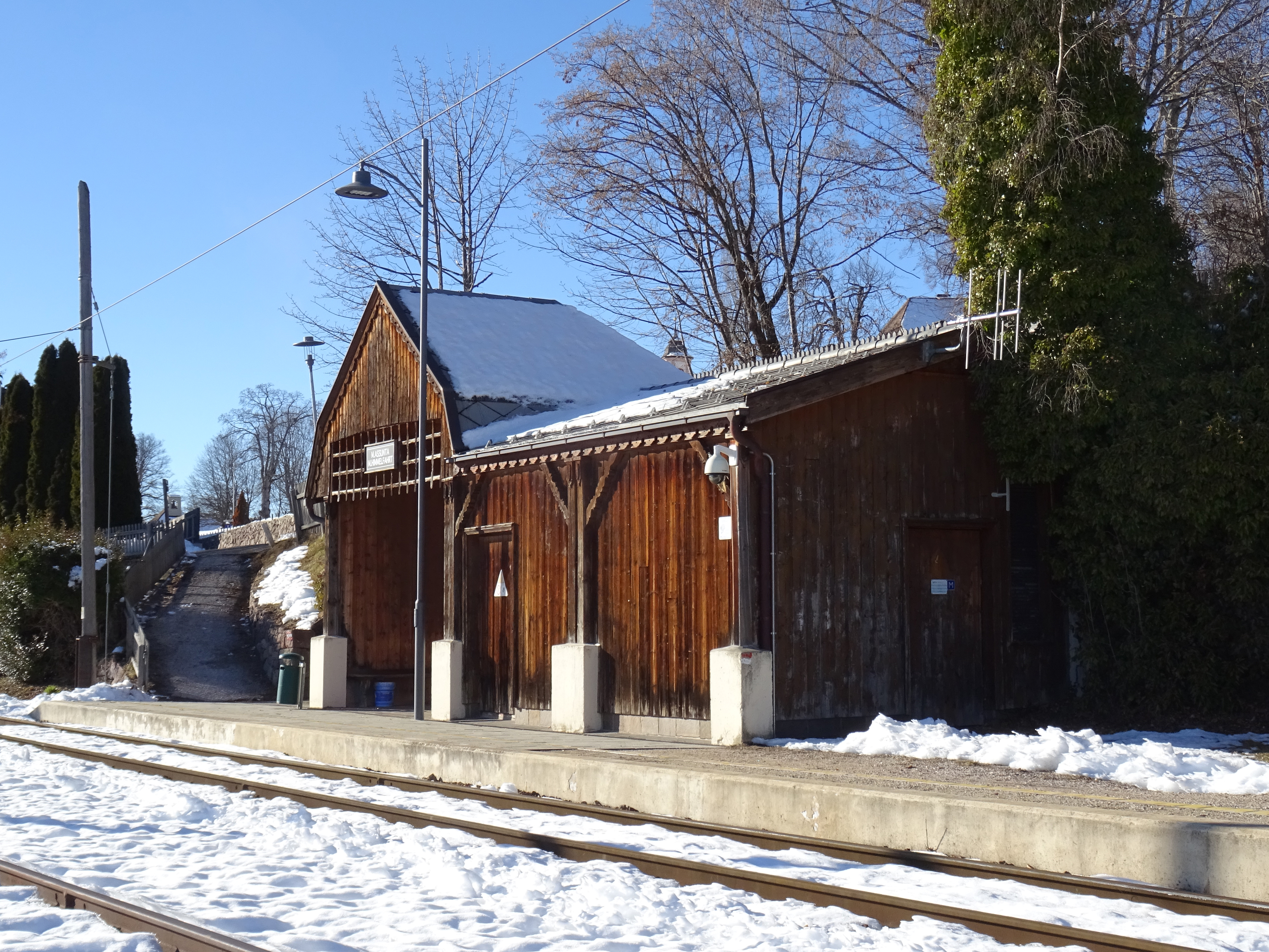
Detailansicht des Stationsgebäudes, 2024
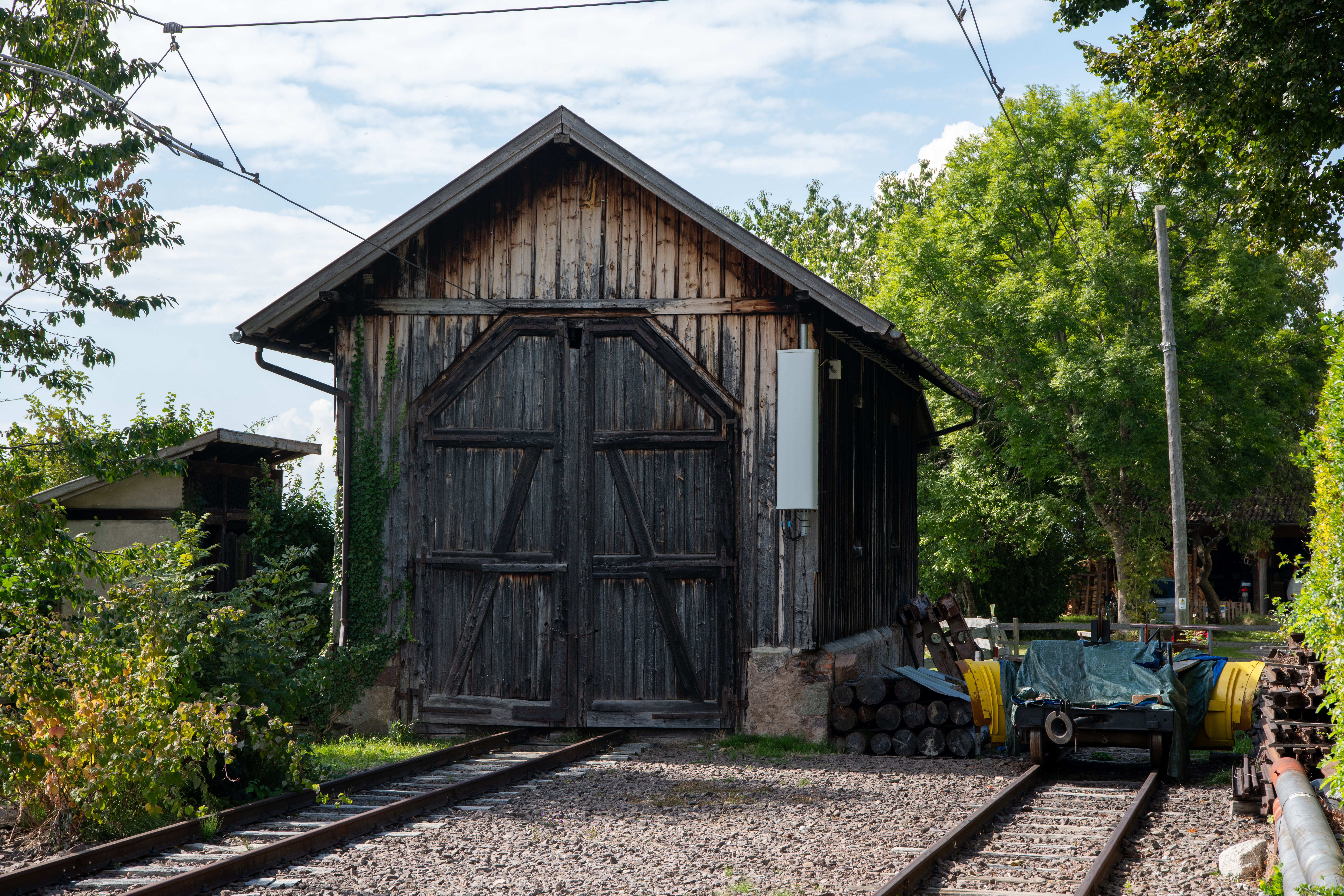
Detailansicht der Lokomotivremise, 2024
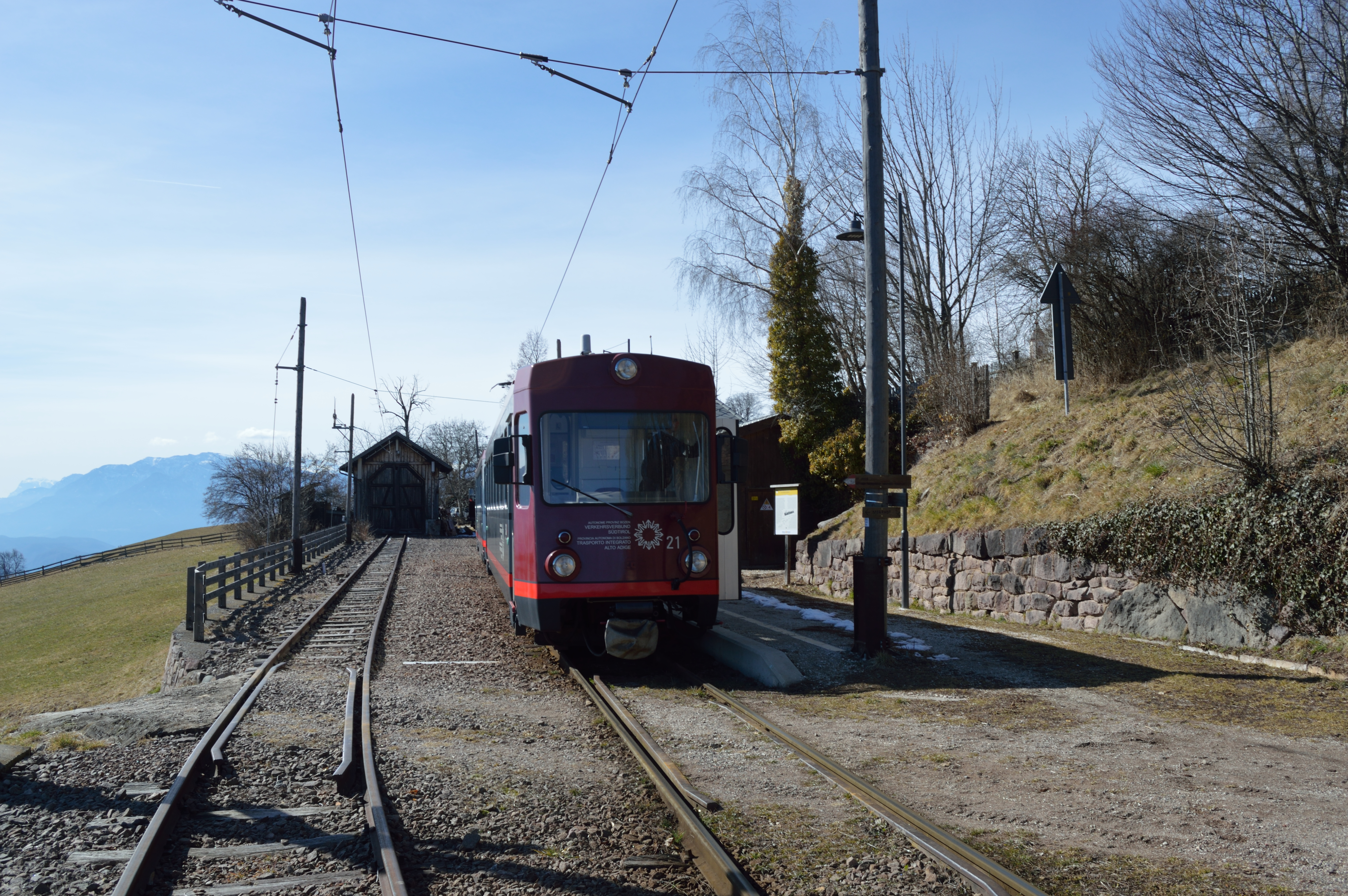
Feldwegkreuzung

### Oberbozen

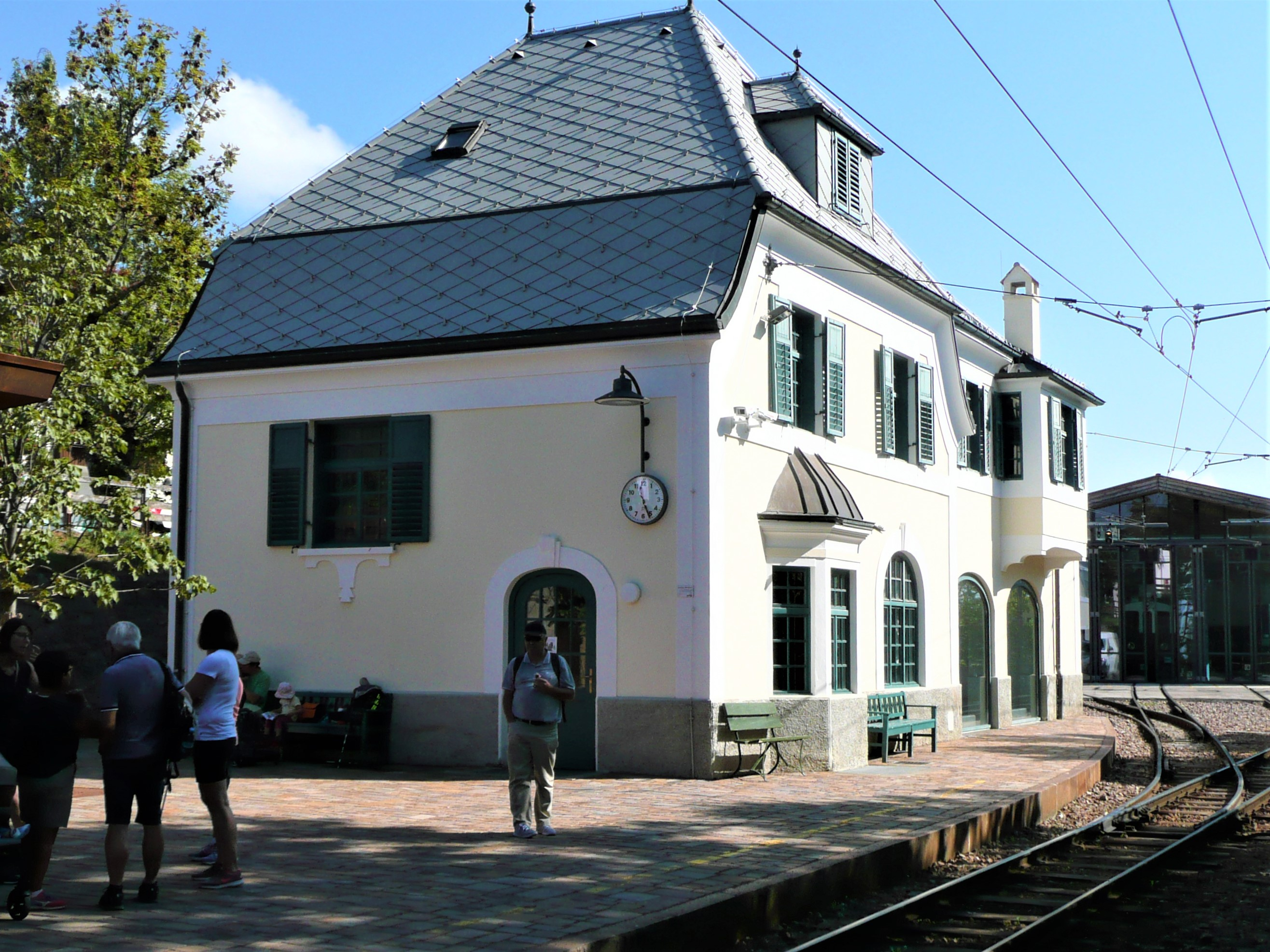
Aufnahmsgebäude des Bahnhofs Oberbozen

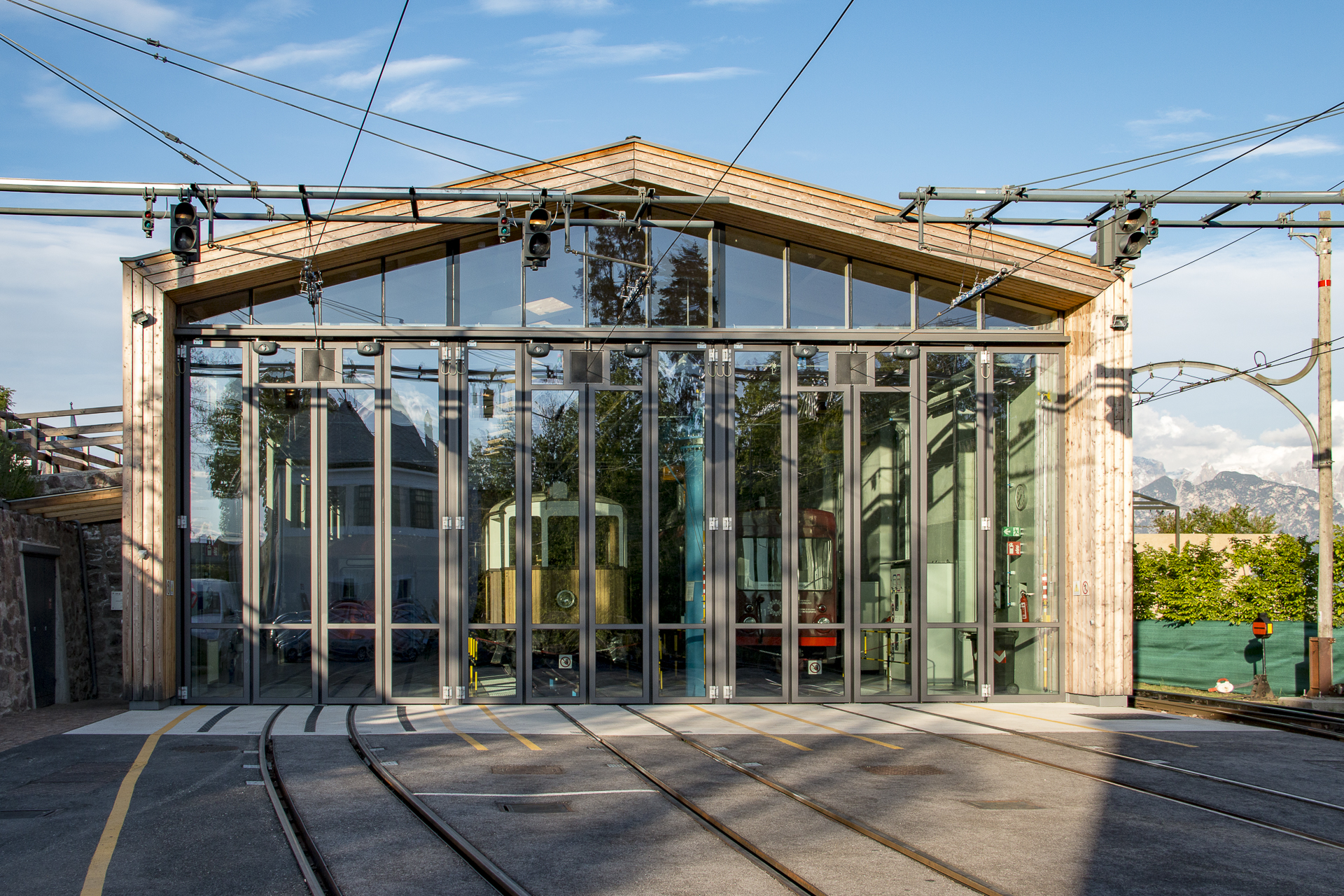
Die 2014 eröffnete dreiständige Remise

Der, ehemals besetzte, Bahnhof Oberbozen (Lage), italienisch Soprabolzano, ist seit 1967 der betriebliche Mittelpunkt der Rittner Bahn. Seit der damaligen Einstellung des Güterverkehrs, wofür er früher anstelle der heutigen Remise auch über ein hölzernes Gütermagazin samt Ladegleis – mit einer Nutzlänge von 42,00 Metern – und Verladerampe verfügte, dient die Station ausschließlich dem Personenverkehr. Das asymmetrisch aufgebaute Aufnahmsgebäude liegt bahnlinks, hat die Anschrift Dorf(straße) 20 und besteht aus zwei Teilen. Der zweigeschossige Hauptbau hat eine Länge von 9,75 Metern und eine Breite von 7,6 Metern. An diesen schließt sich auf Klobensteiner Seite eine 10,0 Meter lange und 6,00 Meter breite eingeschossige Veranda an, die einst als Wartehalle diente. In späteren Jahren wurde über der Veranda ebenfalls ein Stockwerk errichtet, das ferner über einen Erker verfügt. Im Hauptbau wurde außerdem das Dachgeschoss nachträglich ausgebaut und mit einer Dachgaube versehen. Anfangs beherbergte der Nebenbau auch eine sogenannte Lampisterie, das heißt eine Lampenwerkstatt, sowie eine Abortanlage.  
Das Oberbozener Aufnahmsgebäude ist, analog zu Maria Himmelfahrt und Klobenstein, ebenfalls seit dem 10. August 1987 denkmalgeschützt. Es wurde 1991 renoviert und beherbergt seit 1997 im Bereich der ehemaligen Wartehalle auch ein kleines Museum zur Bahngeschichte, wozu die einst zum Bahnsteig hin offene Veranda eine Verglasung erhielt. Auf Bozener Seite befindet sich neben dem Aufnahmsgebäude der nach dem Erbauer der Rittner Bahn benannte Ing.-Josef-Riehl-Platz, respektive piazza Ing. Josef Riehl. Auf diesem steht den Fahrgästen eine frei stehende Wartehalle zur Verfügung, welche die Veranda ersetzte.
Die Station verfügt über ein durchgehendes Bahnsteiggleis am Hausbahnsteig sowie ein bahnsteigloses Stumpfgleis mit Prellbock. Letzteres ist heute nur aus Richtung Klobenstein her kommend ohne Fahrtrichtungswechsel anfahrbar, war bis 1967 aber ein beidseitig angeschlossenes Kreuzungsgleis mit einer Gesamtlänge von 85,00 Metern und einer Nutzlänge von 42,40 Metern. Zusätzlich existiert in Oberbozen, ebenfalls bahnlinks, eine dreiständige Fahrzeughalle mit gläsernen Toren, die zugleich als Hauptwerkstätte dient. Die heutige Remise hat eine Grundfläche von 500 Quadratmetern und ging am 20. September 2014 offiziell in Betrieb. Die frühere Werkstätte mit Waschgrube vor dem Eingang und Inspektionsgrube innen war dabei die zweiständige Wagenremise, die ursprünglich auf dem Gelände des Rittnerbahnhofs in Bozen stand und 1967 in Oberbozen wiederaufgebaut wurde. Dieses kürzere Vorgängerbauwerk musste letztlich im Mai 2014 abgerissen werden, um nach Beschaffung der Triebzüge aus der Schweiz eine höhere Abstellkapazität zu schaffen. Seit Inbetriebnahme der neuen Halle besitzt Oberbozen vier, statt bis dahin nur drei, Weichen. Der Bereich vor der Remise ist seither ebenfalls mit Rillenschienen ausgestattet. 
Im Oberbozener Bahnhofsbereich stehen ferner aus Repräsentationsgründen fünf Stahlrohrmasten, an denen überwiegend Querdrähte zum gegenüberliegenden Aufnahmsgebäude befestigt sind. Ursprünglich war auch der Bahnhof Oberbozen mit den üblichen Holzmasten ausgestattet, spätestens in den 1950er Jahren tauchten dort jedoch die ersten Stahlmasten auf. Hierbei handelt es sich teilweise um die originalen Mannesmann-Masten analog zur Bozener Stadtstrecke, teilweise um etwas weniger verzierte MAN-Masten. Hinter dem Prellbock des Stumpfgleises erinnert außerdem ein Radsatz und ein Triebzahnrad einer ausgemusterten Zahnradlokomotive an die frühere Zahnradbahn, dieses Kleindenkmal stand ursprünglich am Bahnhof Klobenstein.
Oberbozen dient seit 1966 vor allem als Umsteigestation von und zur Seilbahn, deren Bergstation auf dem Grundstück Dorf(straße) 17 direkt angrenzt. Der Bereich um das Aufnahmsgebäude selbst erhielt seine heutige Form bei der Umgestaltung im Jahr 2017, der jedoch die – seit der Eröffnung für den Bahnhof Oberbozen charakteristischen – Rosskastanienbäume zum Opfer fielen. 2017 war Oberbozen dabei mit 640.000 Fahrgästen in der Schmalspurbahn eine der meist frequentierten Mobilitätsschnittstellen in Südtirol, fast gleichauf mit den Bahnhöfen in Bruneck oder in Brixen.
Vis-à-vis des Aufnahmsgebäudes liegt, jenseits der Gleise auf dem Grundstück Dorf(straße) 18, das heutige Parkhotel Holzner im Jugendstil, erbaut von Musch & Lun. Es wurde, noch kurz vor der Bahn selbst, im Juli 1907 von der AG der Rittnerbahn als Hotel Maria Schnee eröffnet, Planung, Durchführung und Bauleitung oblagen gleichfalls Josef Riehl. Infolge der damaligen technischen Probleme der Rittner Bahn wurde es aber schon bald darauf wieder geschlossen, ging dann aber im Sommer 1908, jetzt als Hotel Oberbozen, endgültig in Betrieb. Seit 1911 befindet es sich in Privatbesitz von Hans Holzner, der es schon zuvor leitete. Die Familie Holzner benannte es schließlich 1922 auch nach ihr, um eine Italianisierung des Namens zu vermeiden.

Das Aufnahmsgebäude nach den Plänen des Jahres 1906
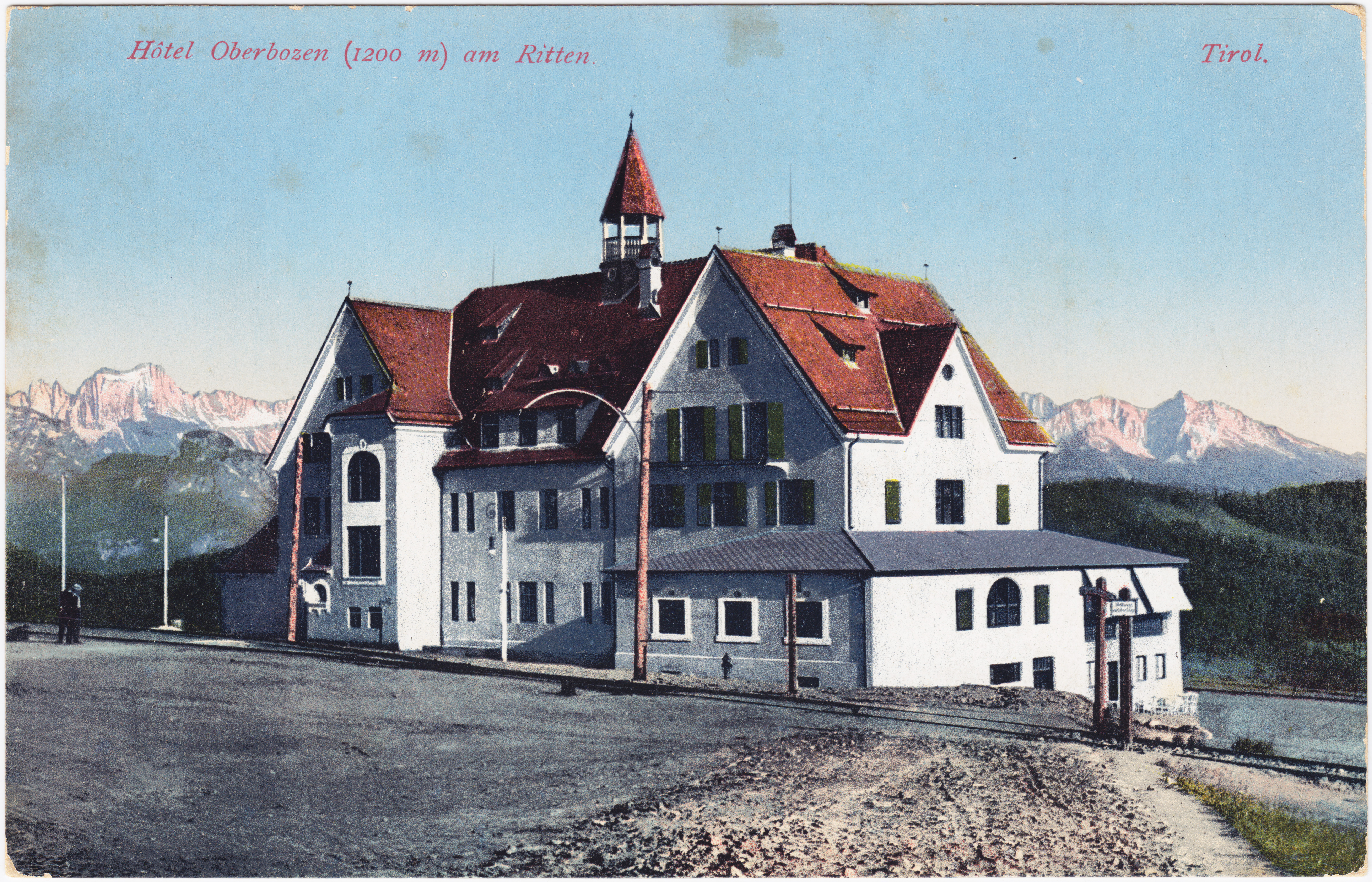
Das damalige Hotel Oberbozen, kurz nach Eröffnung der Bahn
Zwei-Heller-Spendenmarke für Eisenbahner-Witwen und Waisen mit dem Bahnhof Oberbozen als Motiv
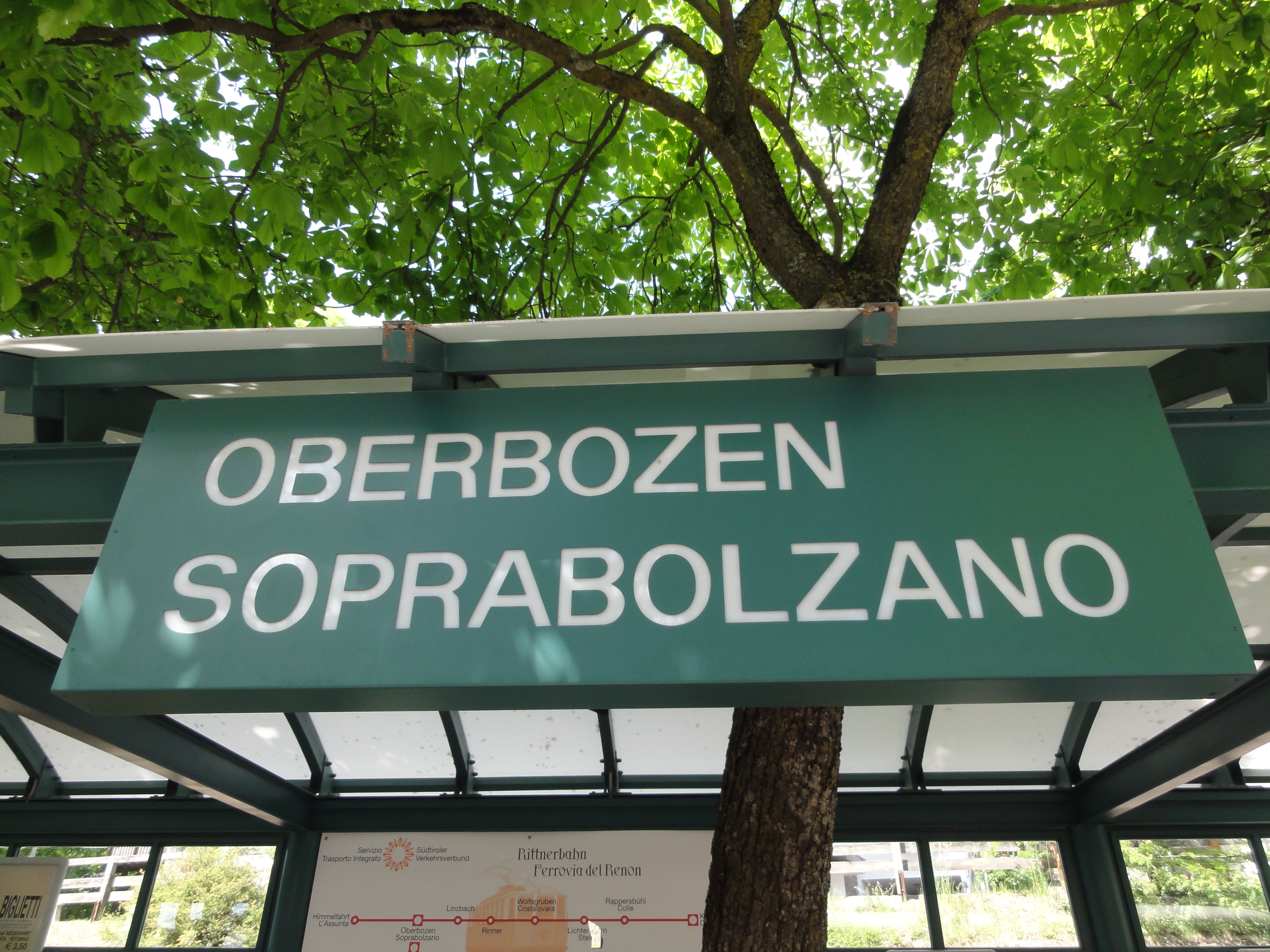
Zweisprachiges Bahnhofsschild, anders als bei der Staatsbahn hat bei der Rittner Bahn die deutsche Sprache Vorrang
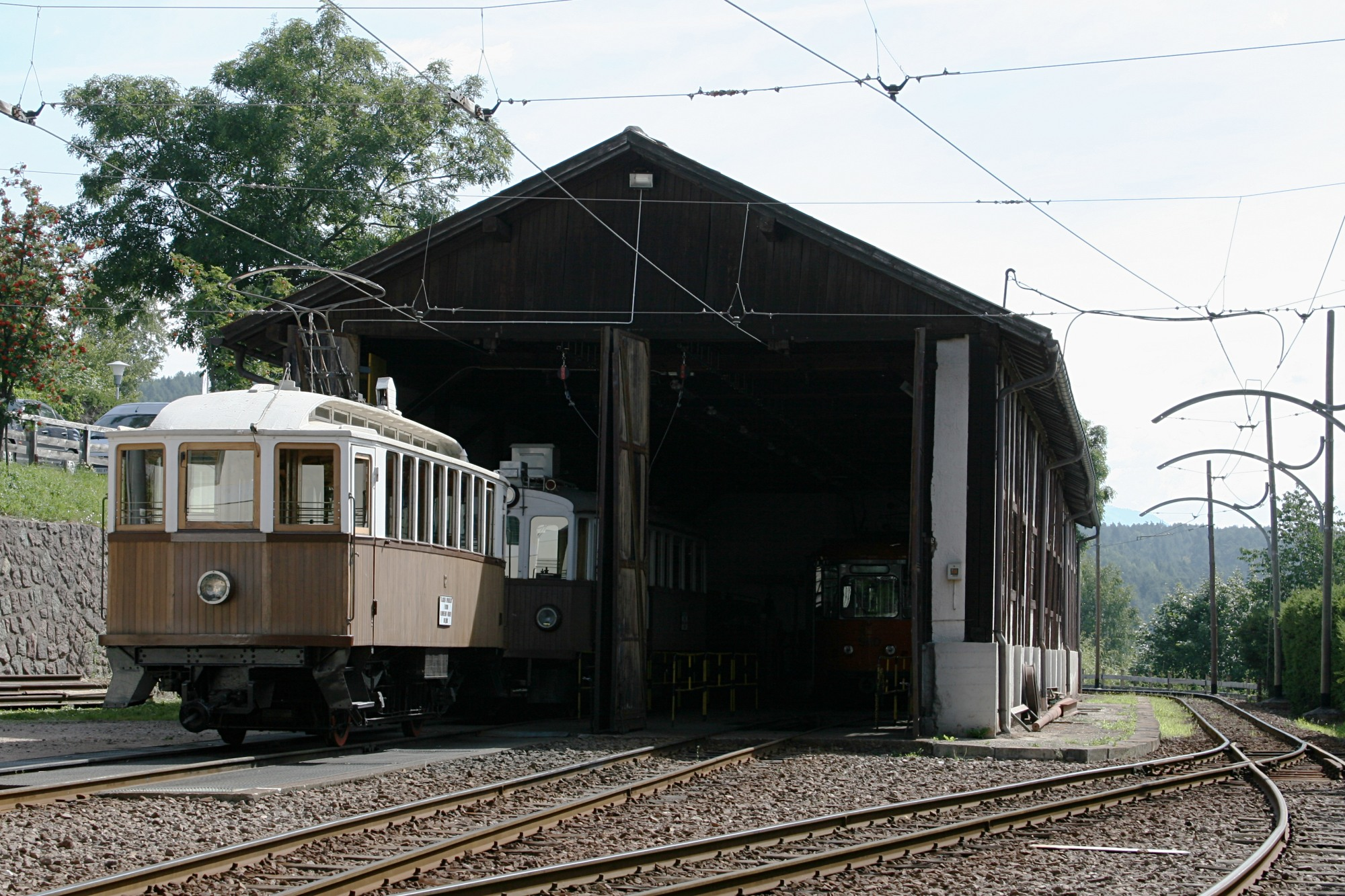
Die alte Fahrzeughalle im Jahr 2005
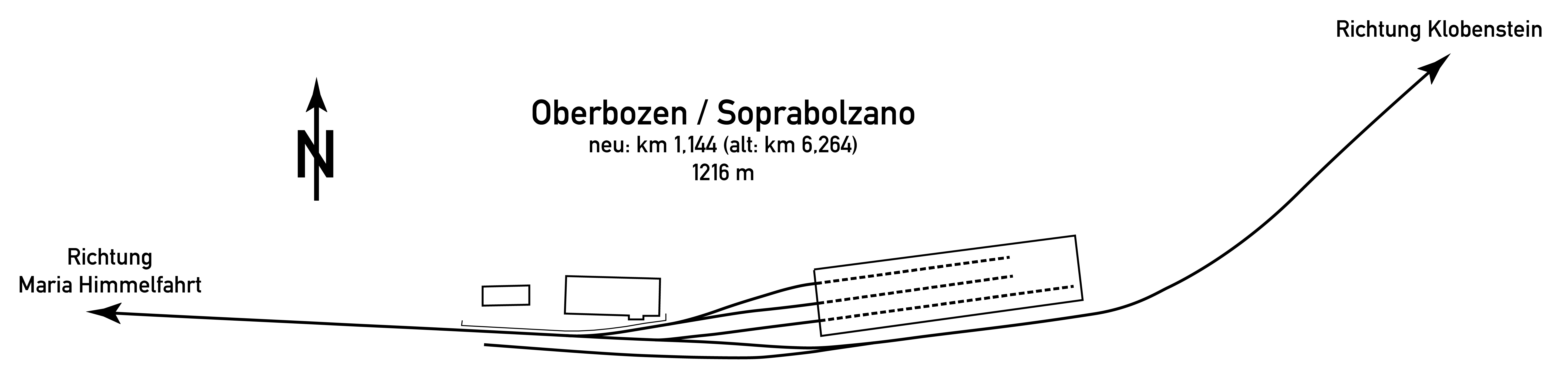
Gleisplan seit 2014
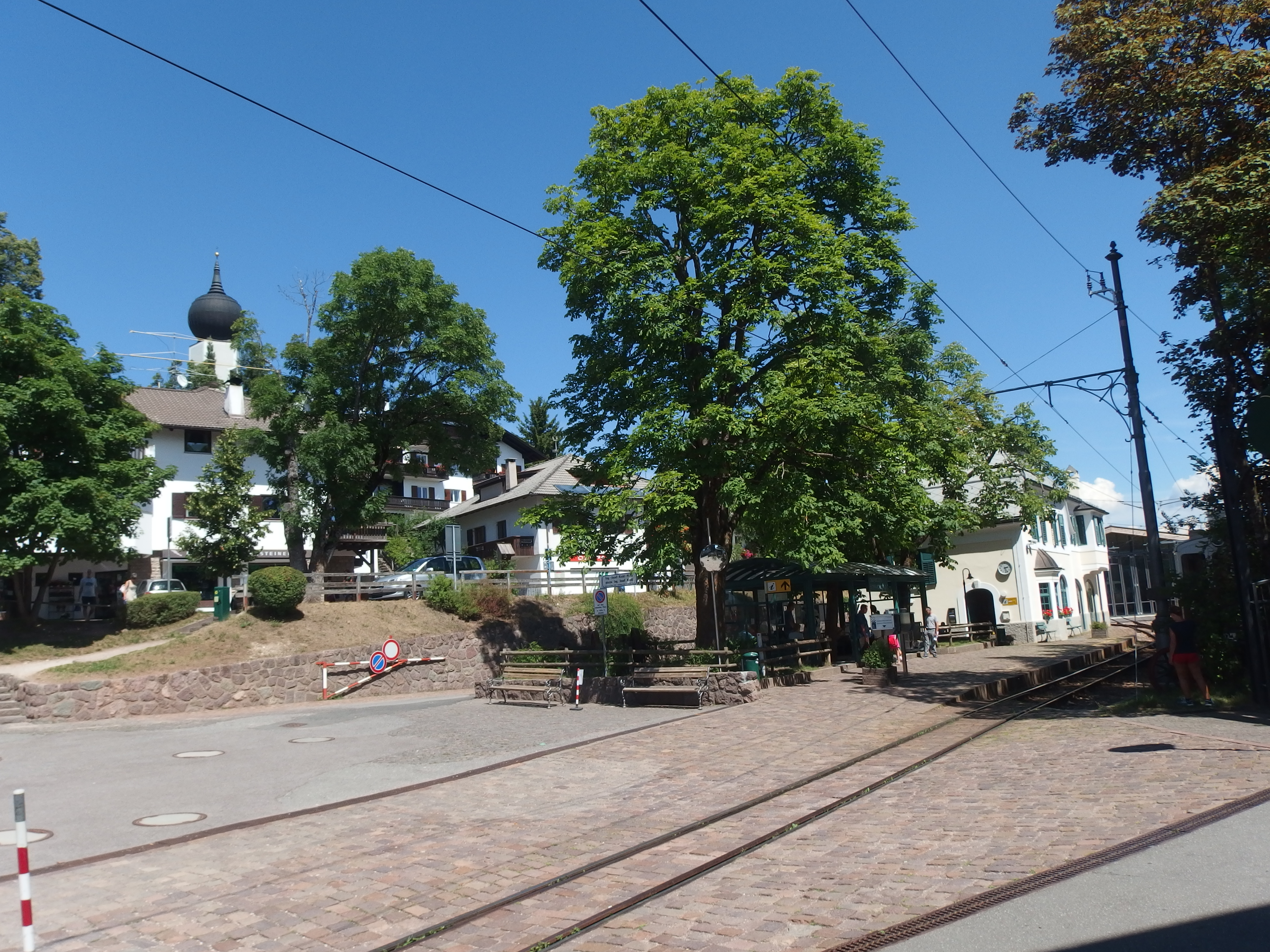
Die 2017 gefällten Rosskastanienbäume, aufgenommen 2015

### Linzbach
Die bahnrechts gelegene Bedarfshaltestelle Linzbach (Lage) befindet sich kurz nach dem Bahnübergang über die Landesstraße 134. Sie ist nach der gleichnamigen Oberbozener Siedlung im Bereich des Alten Mühlwegs benannt, wobei weder Ort noch Station eine italienische Entsprechung haben. Die Zugangsstelle wurde in der zweiten Hälfte der 1970er Jahre eingerichtet. Im Fahrplan vom 26. Mai 1974 ist sie noch nicht aufgeführt, im Oktober 1980 war sie hingegen unter der Bezeichnung „Oberbozen/Linzbach“ bereits in Betrieb. Seit dem 10. Oktober 2014 verfügt sie zudem über einen hölzernen Unterstand. 

### Rinner

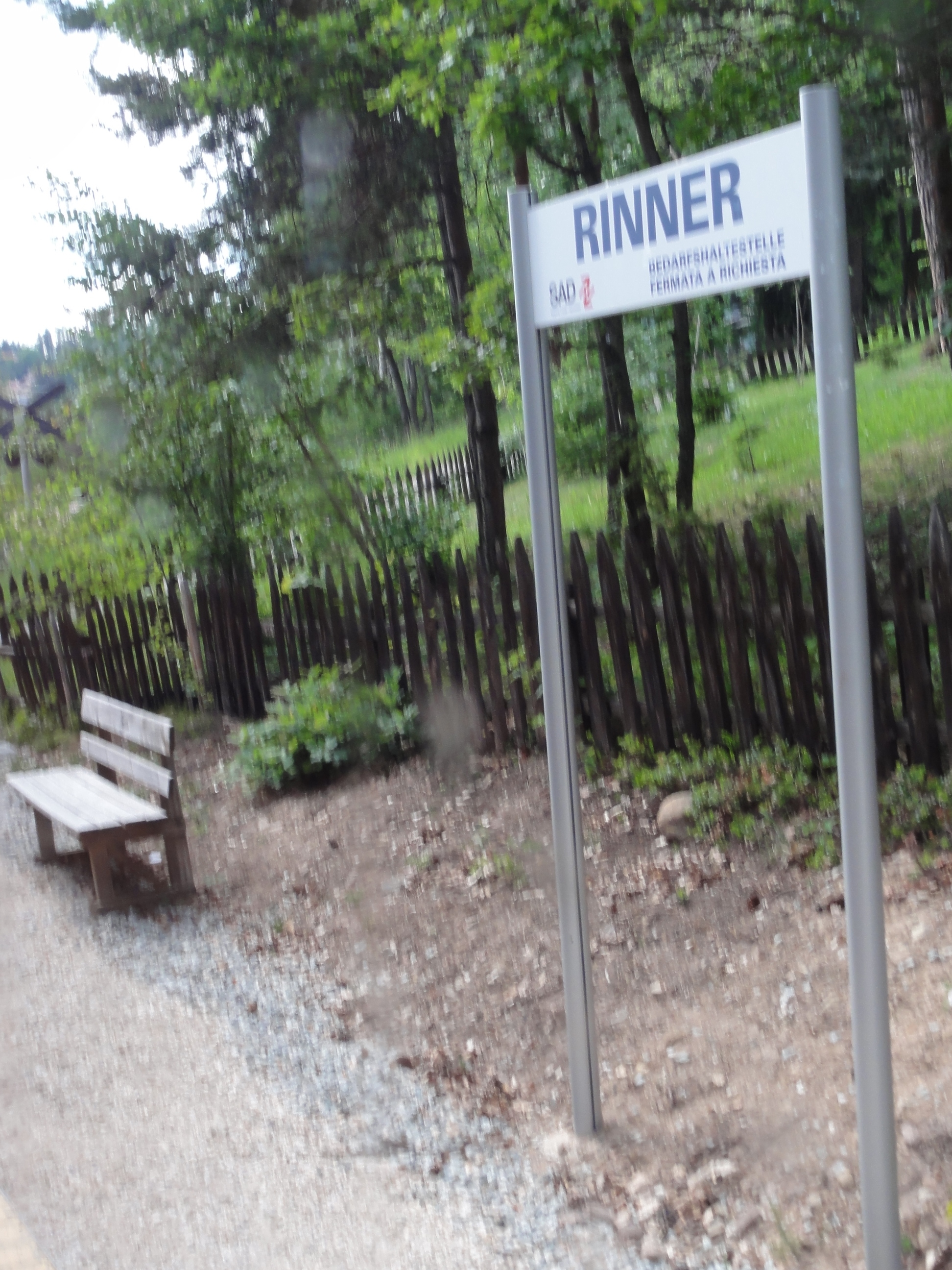
Haltestelle Rinner

Die bahnlinks gelegene Bedarfshaltestelle Rinner (Lage) wurde vor 2007 eingerichtet und verfügt nur über eine hölzerne Sitzbank ohne Unterstand. Die in einem Linksbogen gelegene Station mit leicht gekrümmtem Bahnsteig befindet sich auf Oberbozener Gemarkung, kurz nach dem Bahnübergang der Straße Am Kaseracker. Vom Schienenersatzdienst kann sie nicht bedient werden. Namensgebend ist das dortige Hotel Rinner. Dieses ist nach der Besitzerfamilie benannt, weshalb die Station keinen italienischen Namen aufweist.

### Wolfsgruben

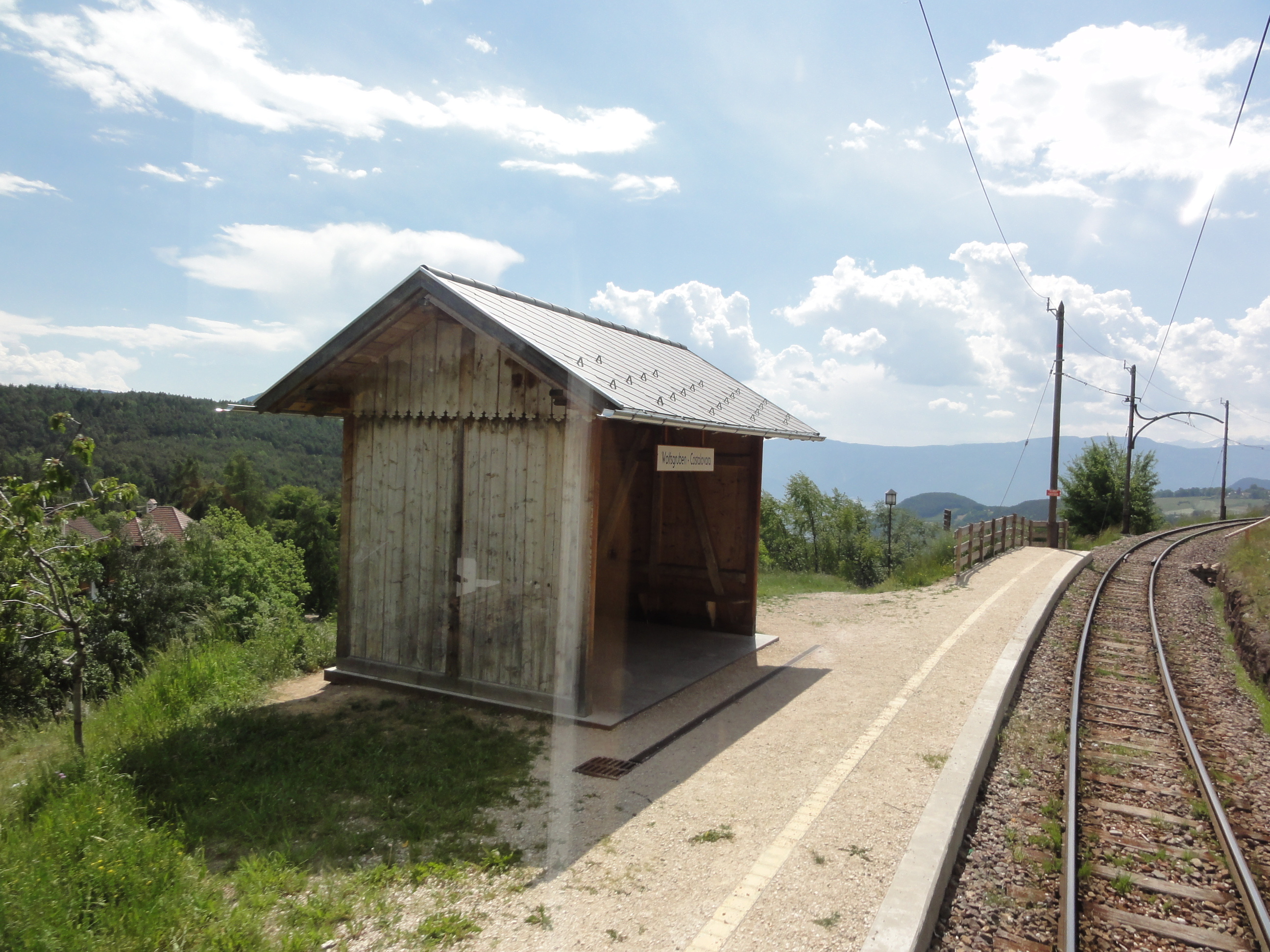
Haltestelle Wolfsgruben

Die bahnrechts gelegene Haltestelle Wolfsgruben (Lage) ist nach dem südlich gelegenen Weiler benannt, der zu Oberbozen gehört. Sie liegt in einem Linksbogen und weist deshalb einen gekrümmten Bahnsteig auf, weshalb an beiden Bahnsteigenden je ein runder Spiegel die Abfertigung unterstützt. Die Station verfügt über einen hölzernen Unterstand und ist nur über den Fußweg erschlossen, der vom Weiler zum Hotel am Hang führt. Sie dient ferner der Erschließung des südlich gelegenen Wolfsgrubner Sees. Ursprünglich handelte es sich um einen reinen Bedarfshalt, seit dem 1. Oktober 1951 halten dort alle Züge. Nach dem Ersten Weltkrieg hießen Ort und Station kurzzeitig Fossalupara, bevor sich die heutige italienische Bezeichnung Costalovara etablierte.

### Lichtenstern

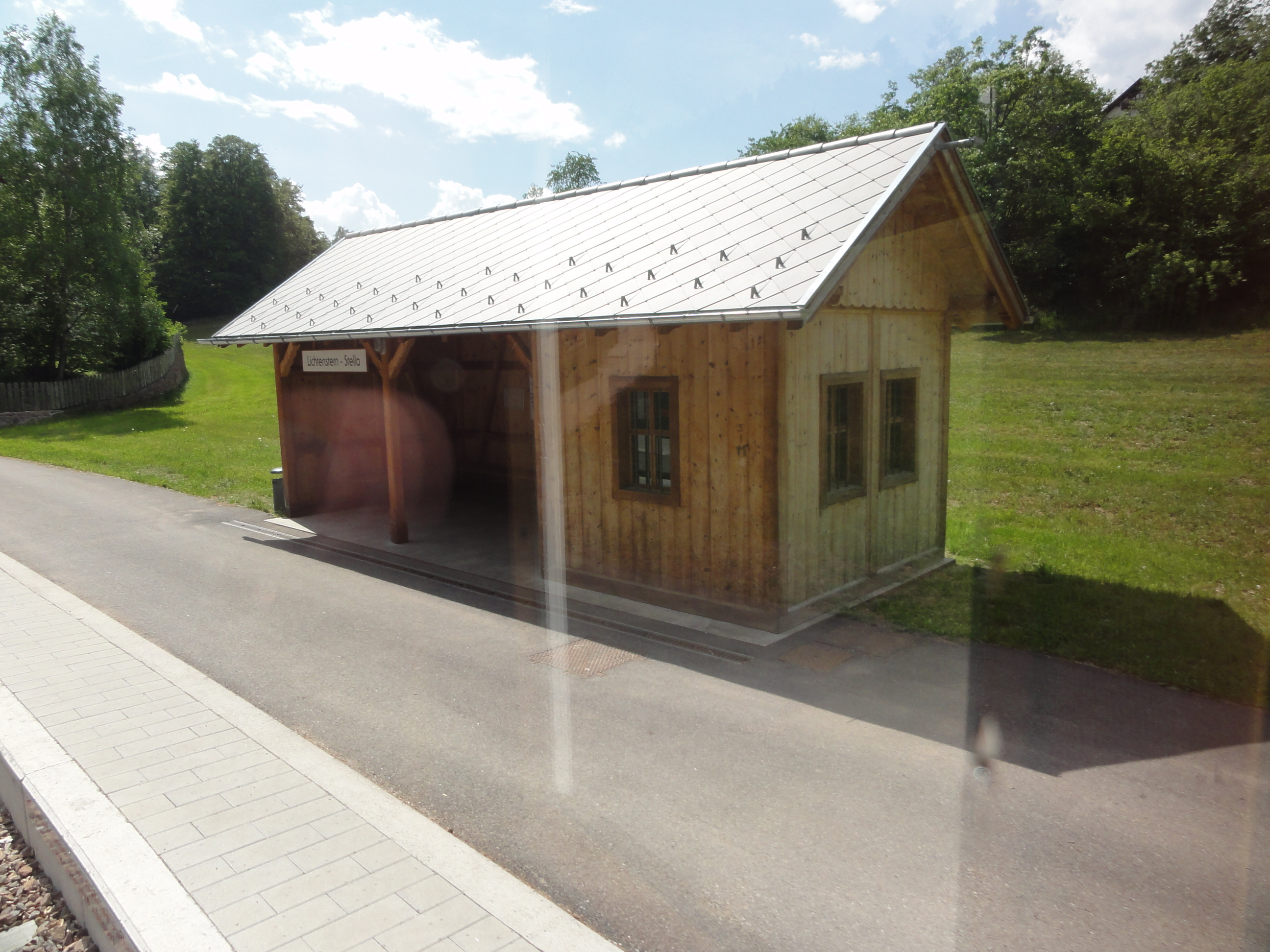
Stationsgebäude Lichtenstern

Die nach dem nördlich gelegenen Weiler benannte Station Lichtenstern (Lage) liegt noch auf Oberbozener Gemarkung. Sie wurde, aufgrund des damals beachtlichen Verkehrsaufkommens, nachträglich im Herbst 1913 als zusätzliche Begegnungsmöglichkeit eingerichtet. Das Tiroler Volksblatt vermeldete hierzu in seiner Ausgabe vom 3. September 1913: „Donnerstag, den 4. September des Jahres, früh, wird in Kilometer 9,20 die neue Bedarfshaltestelle „Lichtenstern“ provisorisch eröffnet. Die Fahrpreise sind die gleichen wie für die Bedarfshaltestelle Rappersbichl.“ Die erste italienische Bezeichnung der Station lautete gemäß Fahrplan vom 1. Dezember 1922 Stella Renon, um sie von weiteren italienischen Orten gleichen Namens abzugrenzen. Schon ab dem Fahrplan vom 1. Oktober 1923 wird jedoch die bis heute gültige Kurzform Stella verwendet.
Der am Waldrand gelegene Bahnhof Lichtenstern, seit dem Fahrplanwechsel vom 1. Oktober 1951 kein Bedarfshalt mehr, markiert mit einer Höhe von 1250,60 Metern über Meer den Kulminationspunkt der gesamten Strecke. Er verfügt über zwei Bahnsteiggleise, darunter neben dem geraden Streckengleis ein gekrümmtes durchgehendes Kreuzungsgleis. Für den Einsatz der Trogener Garnituren musste die Ausweiche entsprechend verlängert werden. Ursprünglich hatte sie hingegen eine Gesamtlänge von nur 83,50 Metern bei einer Nutzlänge von 25,50 Metern. Die beiden Weichen sind seit der Modernisierung als automatische Rückfallweichen ausgeführt, somit ist die Station nicht besetzt. Im Gegensatz dazu werden alle anderen Weichen der Rittner Bahn manuell gestellt. Planmäßig benutzen die Züge in Lichtenstern das jeweils in Fahrtrichtung links gelegene Gleis. Bahnlinks steht den Fahrgästen auf dem gekrümmten Hausbahnsteig ein 8,40 Meter langer und 3,20 Meter breiter hölzerner Unterstand zur Verfügung. In diesen ist, auf Klobensteiner Seite, ein Dienstraum integriert. Zusätzlich existiert zwischen den beiden Gleisen ein Mittelbahnsteig mit einer geraden Bahnsteigkante am Kreuzungsgleis und einer gekrümmten Bahnsteigkante am Ausweichgleis. Die Züge in Richtung Klobenstein öffnen ihre Türen somit zu beiden Seiten hin. Als weitere Besonderheit wurden in Lichtenstern entlang des Kreuzungsgleises drei Stahlrohrmasten verbaut, während entlang des Streckengleises die gewöhnlichen Holzmasten stehen. Im Stationsbereich kreuzt ein Feldweg beide Gleise, vom Schienenersatzdienst kann Lichtenstern nicht bedient werden.

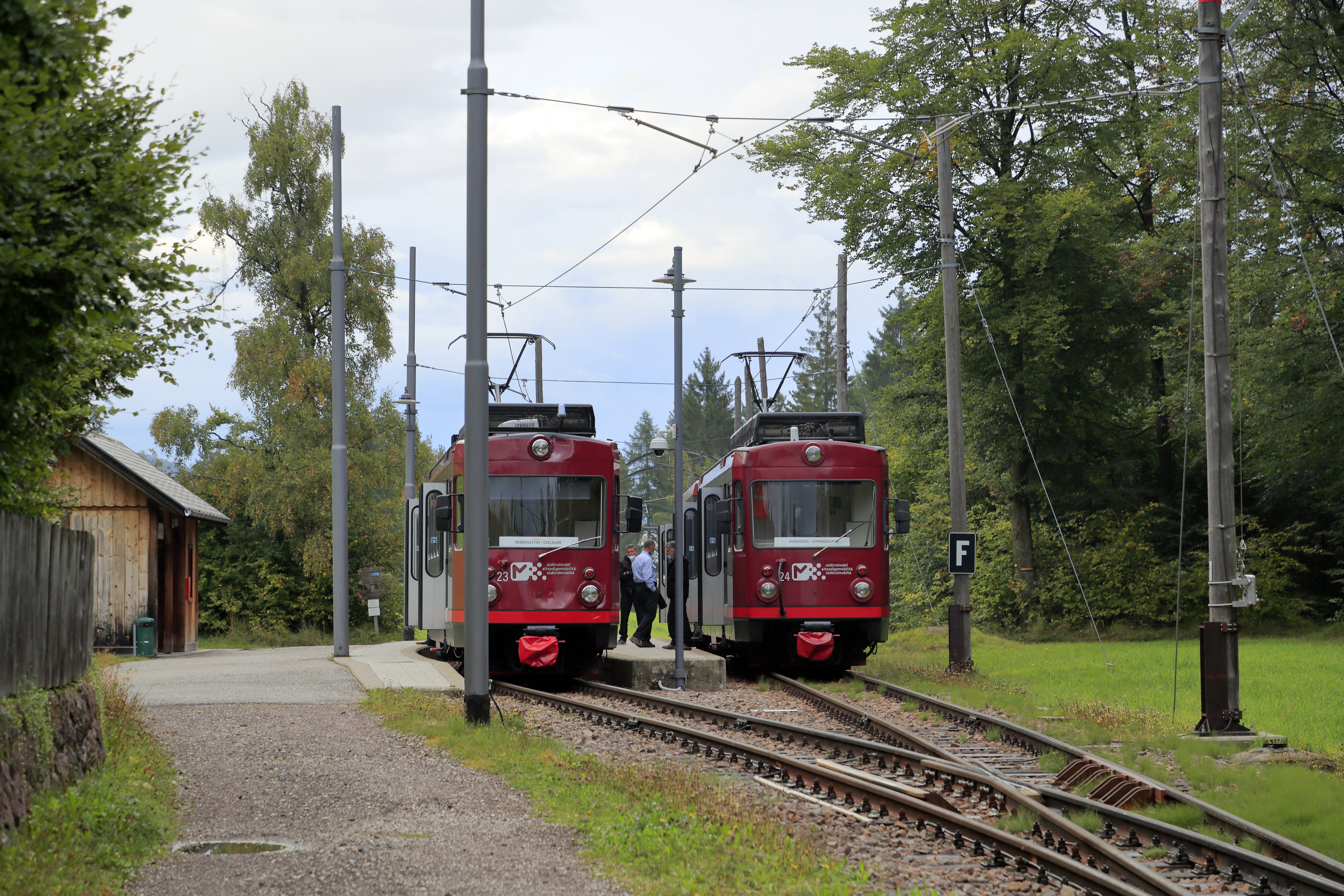
Zugkreuzung mit Fahrerwechsel, der Zug links hat die Türen beidseitig geöffnet
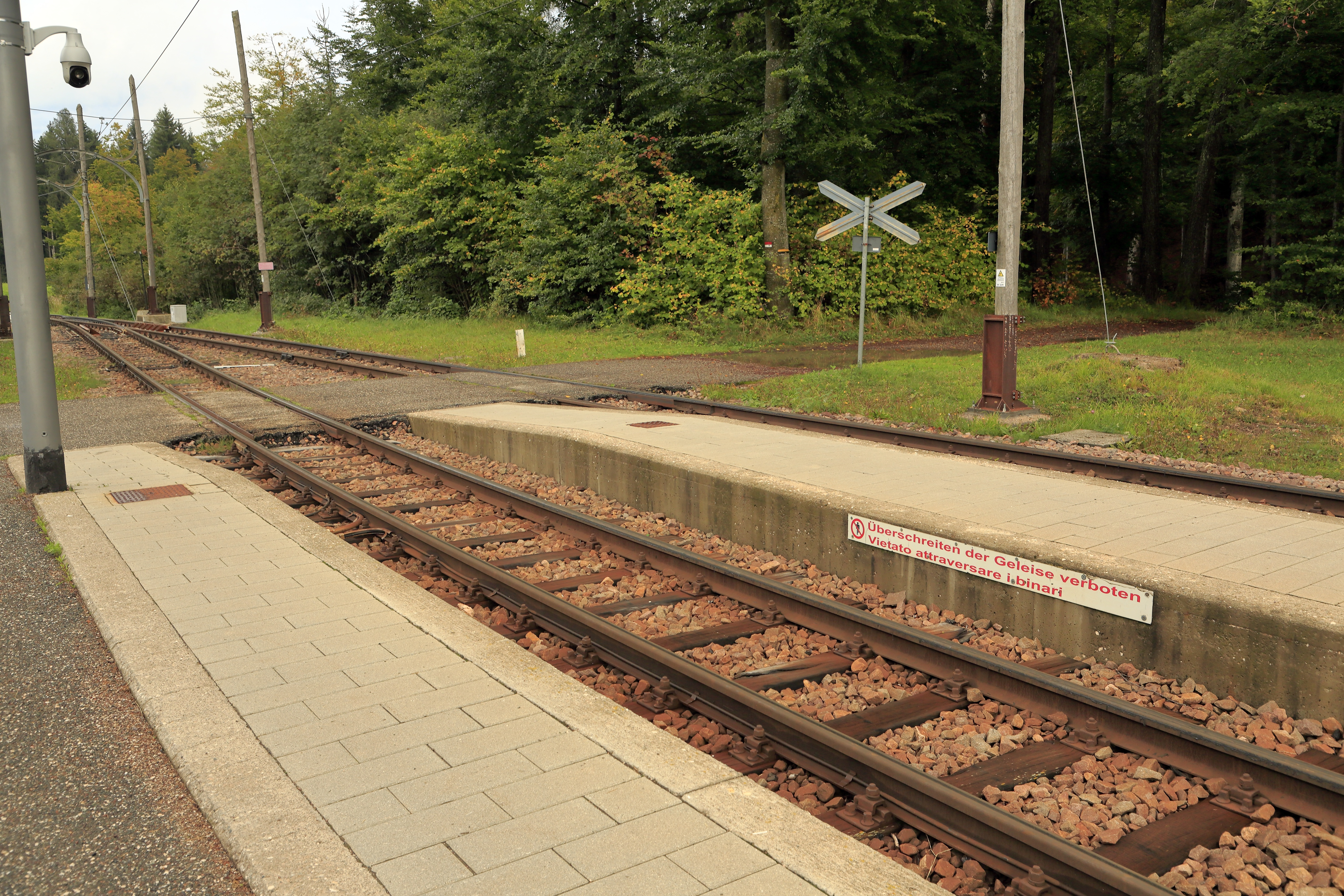
Beidseitiger Bahnsteig und Bahnübergang im Stationsbereich
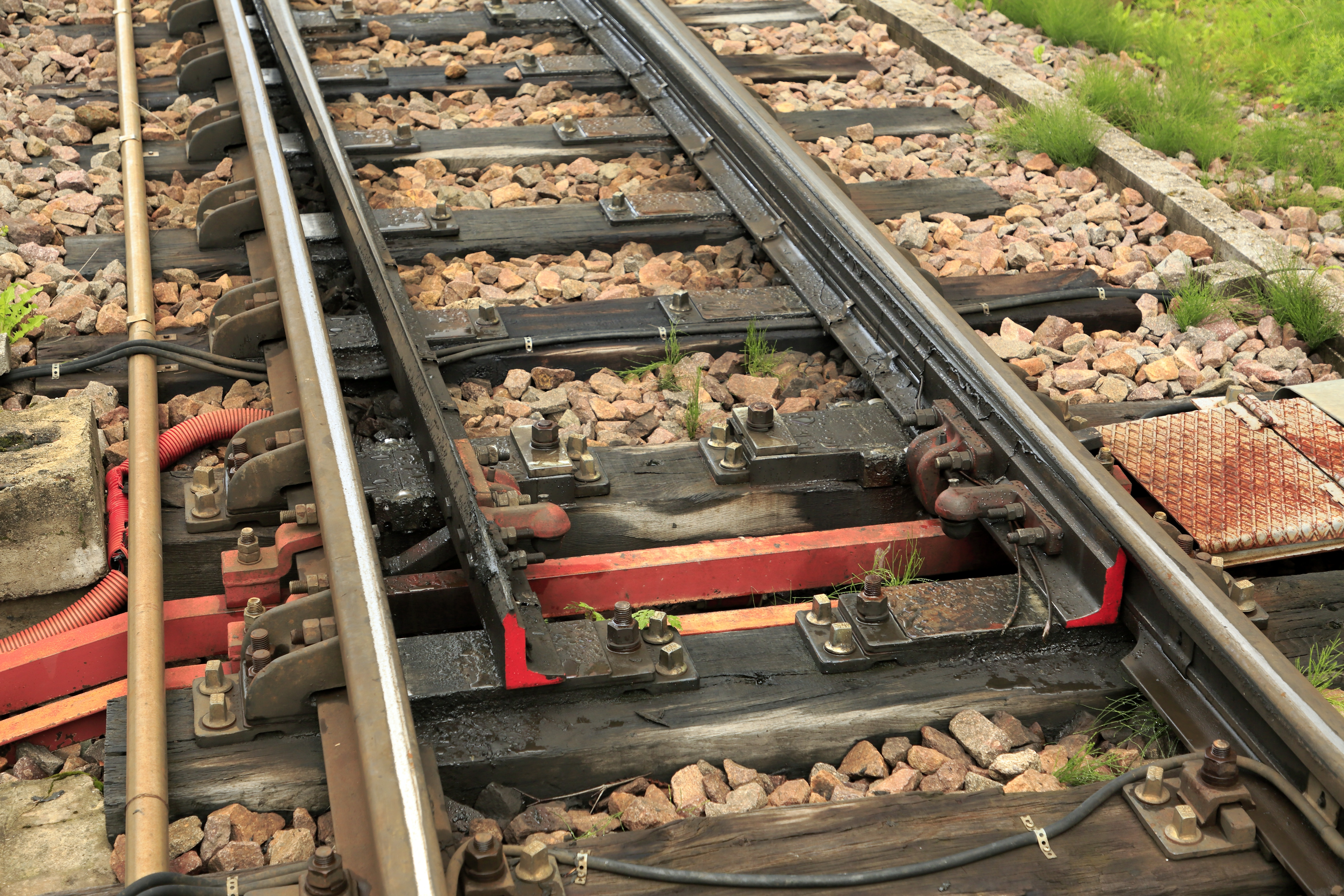
Detailansicht einer der beiden Rückfallweichen
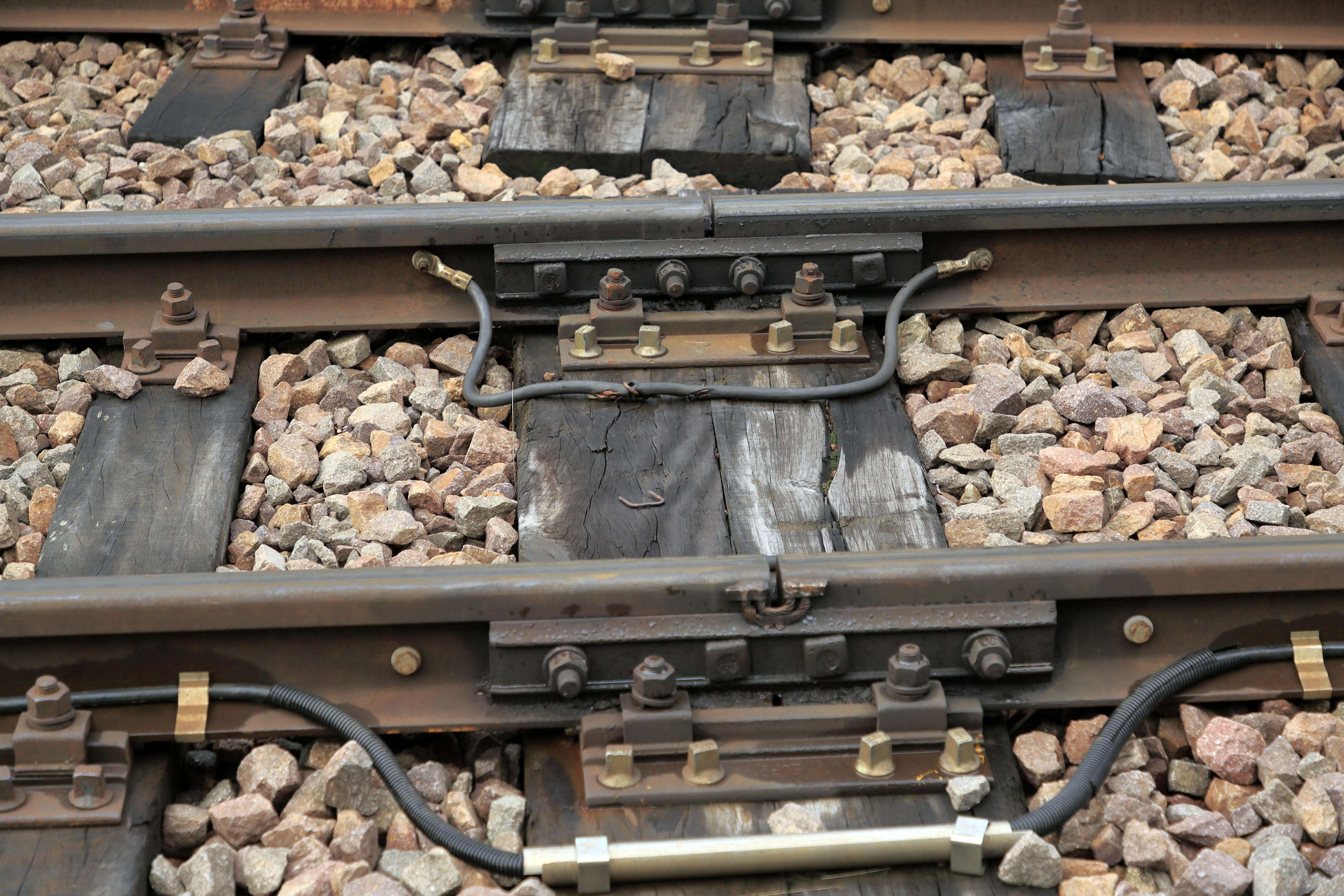
Gebrückte Schienenstöße
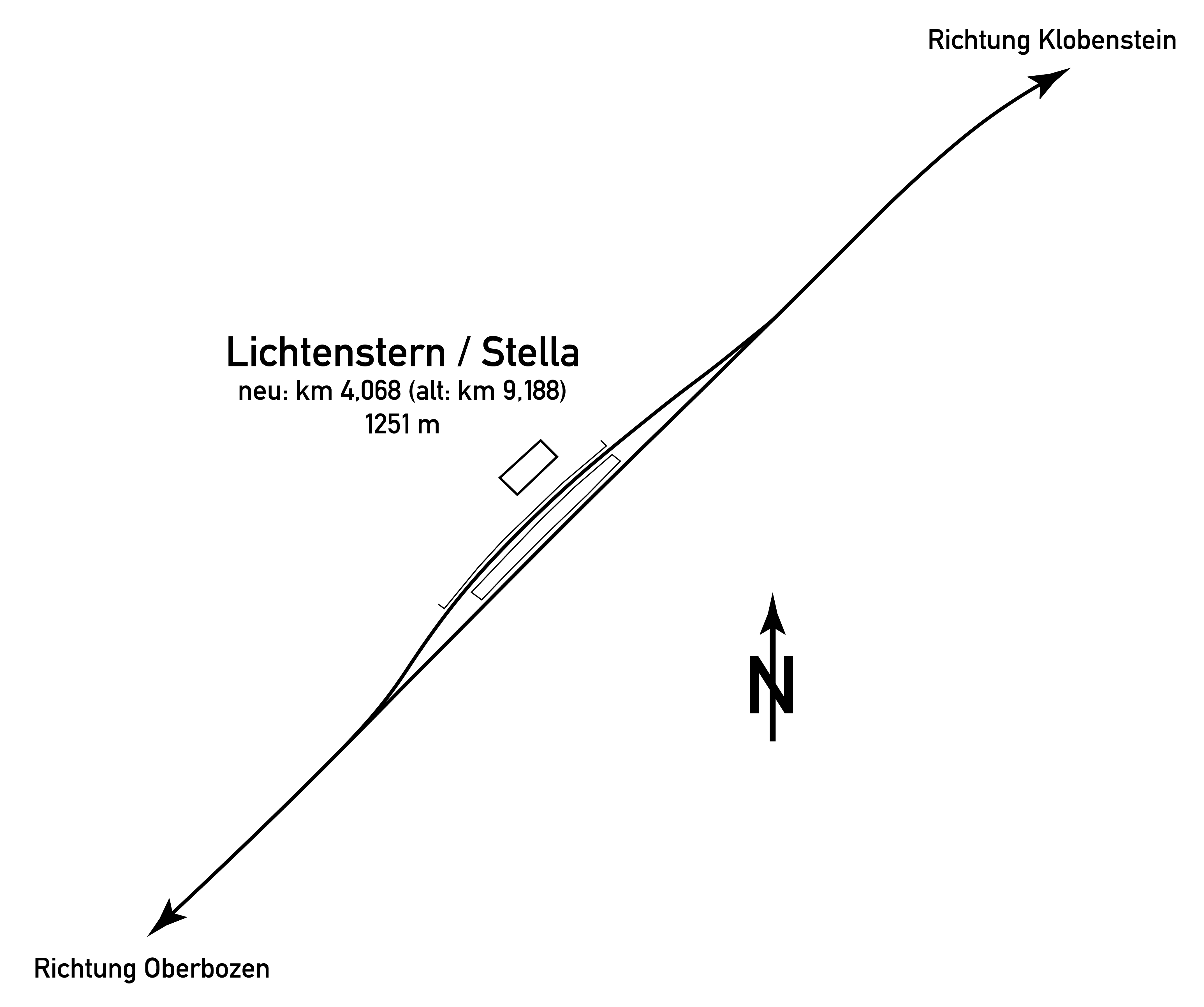
Gleisplan

### Rappersbichl

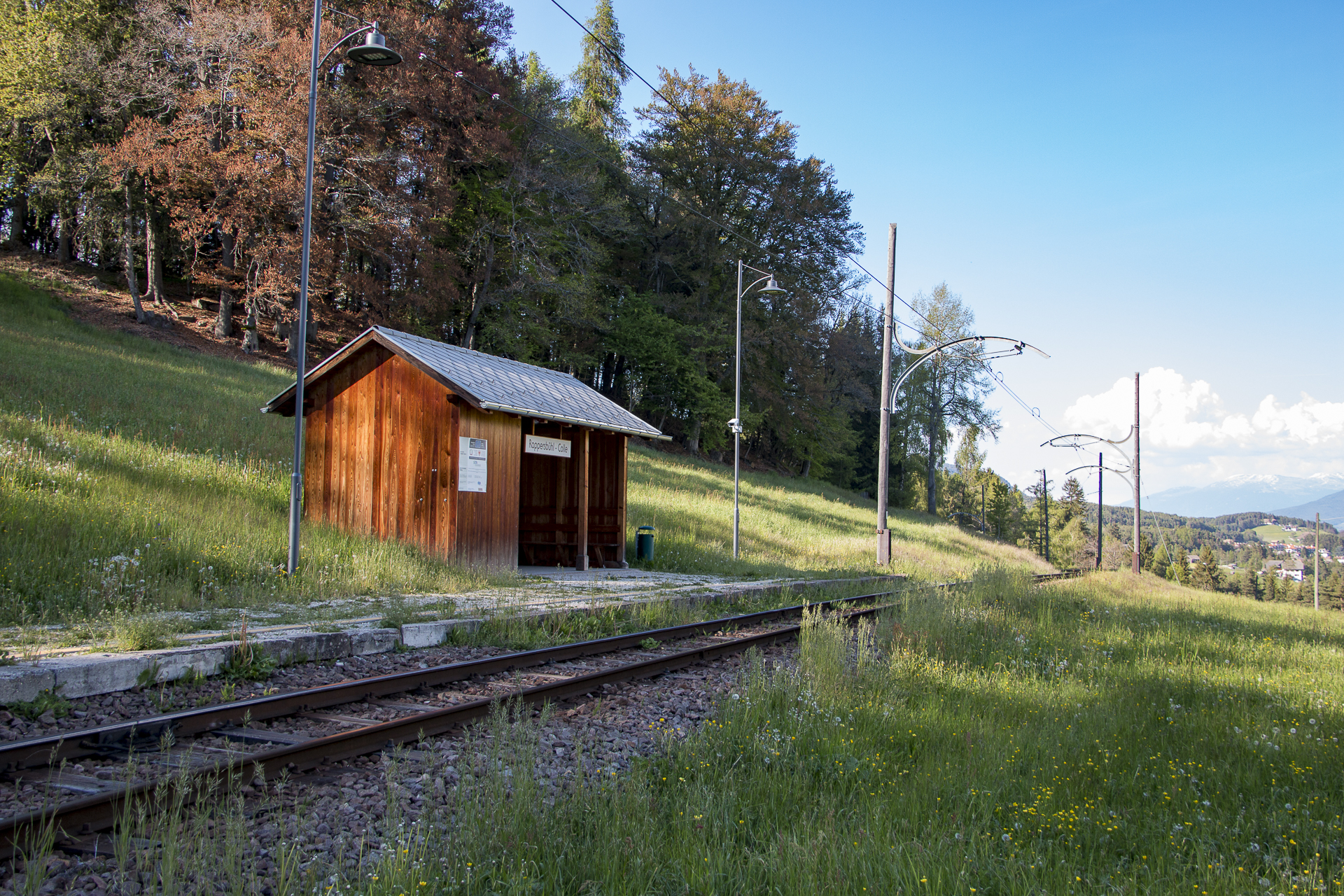
Haltestelle Rappersbichl

Die bahnlinks gelegene Haltestelle Rappersbichl (Lage) ist nach dem angrenzenden Gehöft Rappmannsbichel benannt, das bereits zu Klobenstein gehört. Sie verfügt über einen hölzernen Unterstand, der 2007 neu aufgebaut wurde, und ist nur über Wanderpfade erreichbar, vom Schienenersatzdienst kann sie deshalb ebenfalls nicht bedient werden. Bis zum Fahrplanwechsel vom 1. Oktober 1951 handelte es sich um einen reinen Bedarfshalt, seither halten dort alle Züge.
Die offizielle italienische Entsprechung lautet Colle Renon, um Verwechslungen mit weiteren Colle genannten Orten in Italien zu vermeiden. Nur nach dem Ersten Weltkrieg hieß die Station vorübergehend Colcorvaro. An der Station selbst steht heute hingegen abweichend Rappersbühl - Colle angeschrieben, auch die Varianten Rappersbühel und Rappesbühel existieren. Zudem wurde in den Kursbüchern der Jahre 1956 bis 1962 als deutsche Bezeichnung abweichend Rittnerhorn angegeben.

### Ebenhof

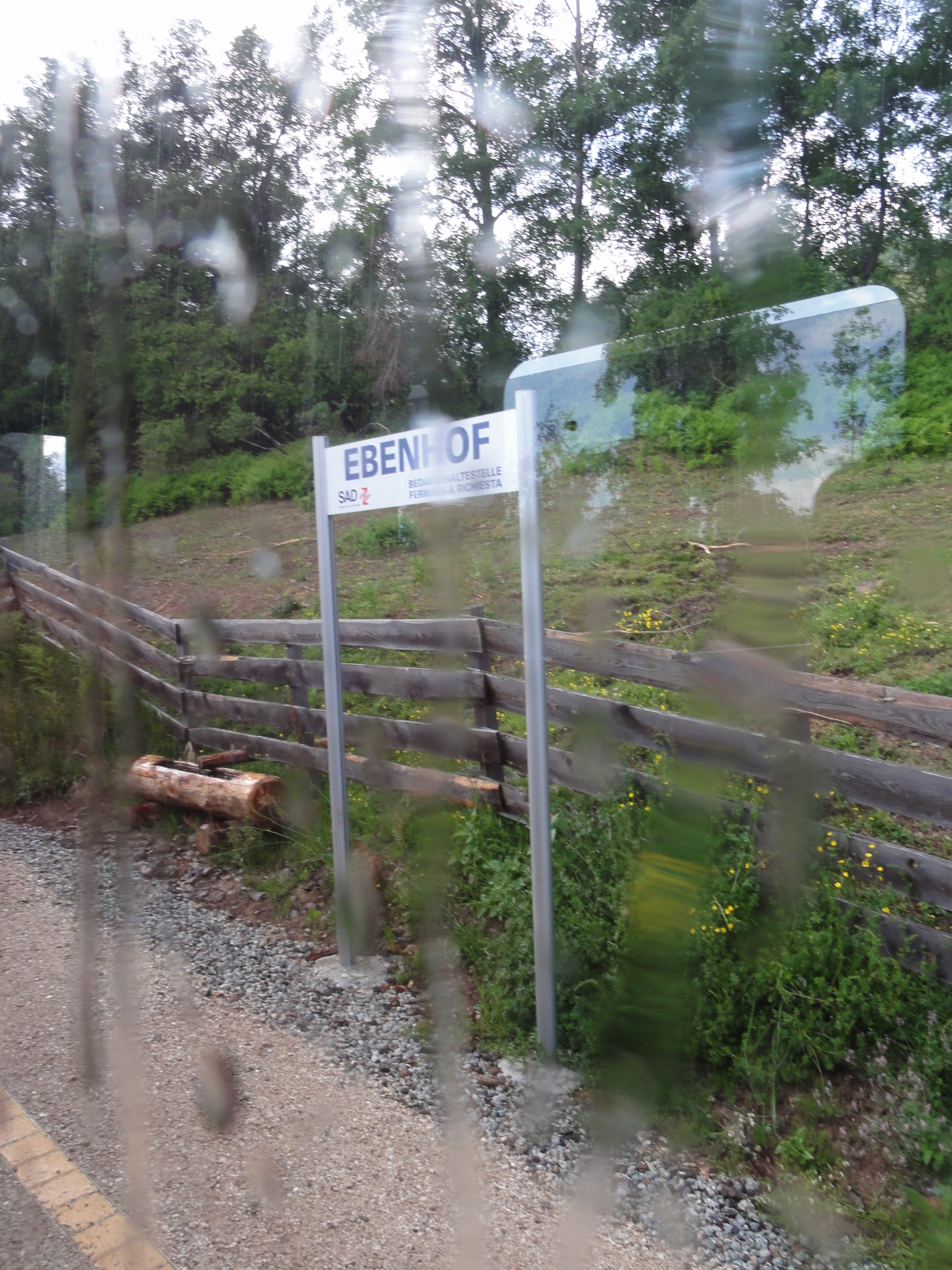
Haltestelle Ebenhof

Die bahnlinks gelegene Bedarfshaltestelle Ebenhof (Lage), ursprünglich Ebenhofer, ist nach dem südlich angrenzenden Klobensteiner Gehöft Ebenhof benannt, wobei weder Ort noch Station eine italienische Entsprechung haben. Sie wurde erstmals im August 1975 eingerichtet, verfügte damals aber noch nicht über einen Bahnsteig. Der Fahrgastwechsel erfolgte auf dem dortigen Bahnübergang, das heißt auf der Straße, die zum Gehöft Unterhofer (Neu) führt. Zwischenzeitlich wurde dieser Halt wieder aufgegeben, schließlich ab August 1984 in gleicher Weise erneut angeboten und später wiederum aufgelassen. Die endgültige Etablierung der Station, samt dem heute vorhandenen Bahnsteig, erfolgte schließlich im Mai oder Juni 2010. Sie verfügt nur über eine hölzerne Sitzbank ohne Unterstand und kann vom Schienenersatzdienst nicht bedient werden.

### Weidacher
Die bahnlinks gelegene Bedarfshaltestelle Weidacher (Lage), benannt nach dem zu Klobenstein gehörenden Weiler, liegt direkt beim Gehöft Oberweidach, wobei weder Ort noch Station über eine italienische Bezeichnung verfügen. Sie wurde, als jüngste Betriebsstelle der Rittner Bahn, erst in den 2000er Jahren eingerichtet, 2009 war sie bereits in Betrieb. Die Station verfügt am Beginn des Bahnsteigs über einen hölzernen Unterstand und ist nur über einen nicht-asphaltierten Feldweg erschlossen. Weidacher kann vom Schienenersatzdienst ebenfalls nicht angefahren werden.

### Klobenstein

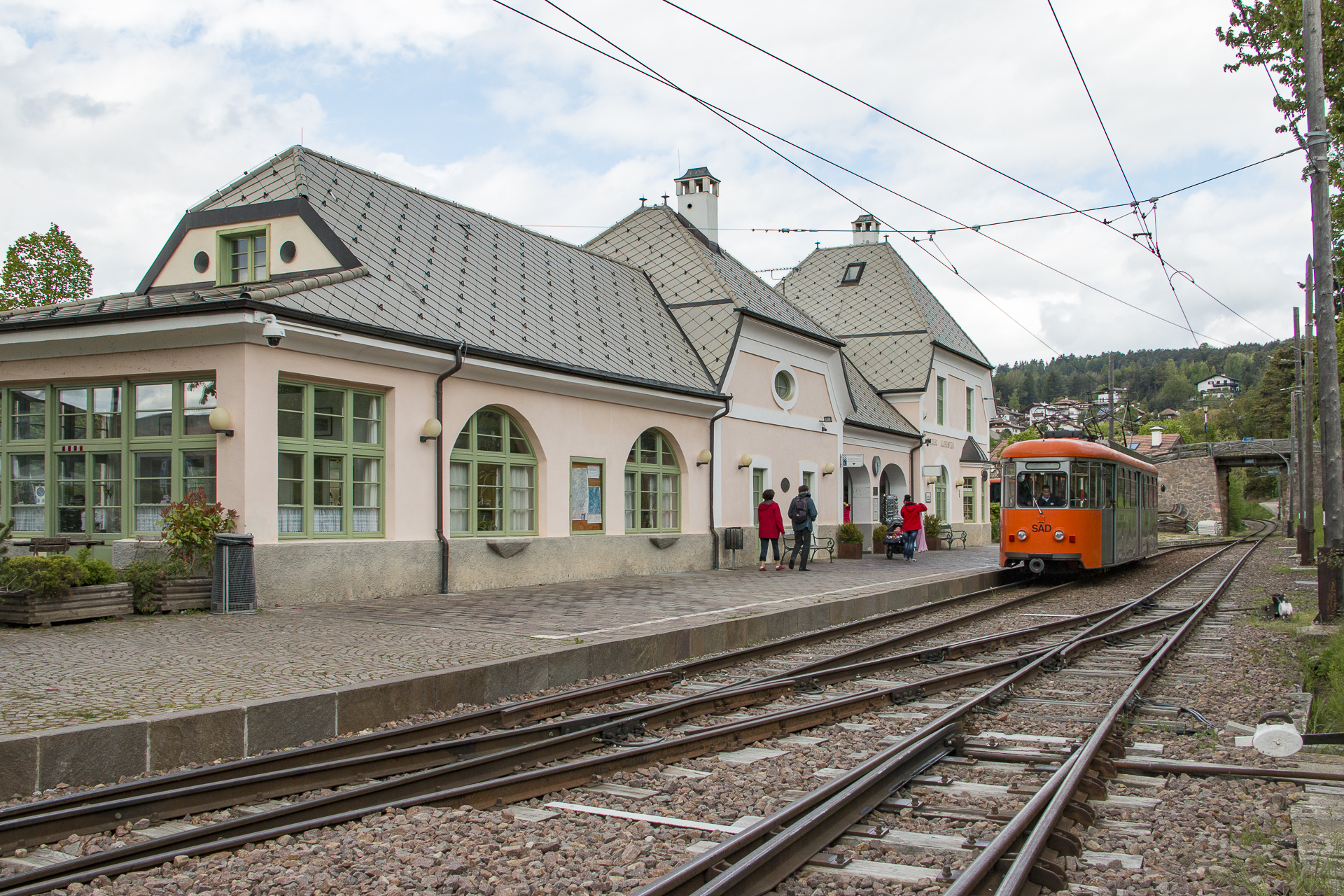
Endbahnhof Klobenstein

Der Endbahnhof Klobenstein (Lage) verfügte ursprünglich über ein Bahnsteiggleis am Hausbahnsteig, ein bahnsteigloses Umfahrgleis sowie eine einständige hölzerne Wagenremise. In direkter Verlängerung des Bahnsteiggleises führte ein Stumpfgleis zum hölzernen Gütermagazin mit Verladerampe, das parallel zur Remise stand. Somit wurden ursprünglich drei Weichen benötigt. In ihrer Grundkonzeption war die Station als Durchgangsbahnhof angelegt, womit die ursprünglich angedachte Verlängerung der Strecke baulich möglich gewesen wäre. Nach dem Ersten Weltkrieg hießen Ort und Bahnhof kurzzeitig Collefratto, bevor sich die heutige italienische Bezeichnung Collalbo etablierte.
Im Zweiten Weltkrieg wurde die Klobensteiner Wagenremise um ein zweites Gleis erweitert, als die Hauptwerkstätte der Bahn aus Sicherheitsgründen provisorisch von Bozen hierher verlegt wurde. Dadurch erhöhte sich die Anzahl der Weichen auf vier. Seit Einstellung des Güterverkehrs im Jahr 1967 dient auch Klobenstein, analog zu Oberbozen, ausschließlich dem Personenverkehr. Das ehemalige Gleis zum Gütermagazin fungierte fortan als Freiluftabstellgleis. Um nach Beschaffung der Triebzüge aus der Schweiz auch am Streckenende höhere Abstellkapazitäten zu schaffen, ließ der Betreiber 2013 an Stelle dieses Freiluftabstellgleis sowie des Gütermagazins – direkt neben der vorhandenen – eine zweite, ebenfalls zweiständige und hölzerne, Fahrzeughalle errichten, die auch eine Inspektionsgrube aufweist. Mit insgesamt fünf Weichen ist die Station seit 2013 die größte der Rittner Bahn, ferner verfügt auch sie seither über zwei Stahlrohrmasten. Im Gegenzug musste beim Umbau die ehemalige Gleisbrückenwaage, die Teil des zum Gütermagazin führenden Gleises war, samt zugehörigem Waaghäuschen entfernt werden. Die Waage hatte keine Gleisunterbrechung, ihre Wägefähigkeit betrug 17.000 Kilogramm. Auf dem Dach des Waaghäuschens war bis zuletzt das, noch aus österreichischer Zeit stammende, zweiflügelige Formsignal montiert. Dieses zeigte einst an, ob sich die Waage im Ruhezustand befand oder aber entsichert war.
Das repräsentative, zweigeschossige und asymmetrisch aufgebaute, Stationsgebäude des Rittner Hauptorts befindet sich bahnrechts. Es ist – analog zu Maria Himmelfahrt und Oberbozen – gleichfalls seit dem 10. August 1987 denkmalgeschützt und wurde 1997 anlässlich des 90-jährigen Bahnjubiläums renoviert. Die Station ist heute nicht mehr besetzt, liegt etwas abseits sowie oberhalb der Ortsmitte Klobensteins und hat die Anschrift Am Bahnhof 1. Die Bewirtschaftung erfolgt durch das Café am Bahnhof mit Biergarten. Dem Personal steht ein Pausenraum zur Verfügung, den Fahrgästen eine zum Bahnsteig hin offene Veranda als Wartehalle sowie eine öffentliche Toilettenanlage. Der Klobensteiner Bahnhof war ursprünglich nur dreigliedrig, der Anbau in dem sich heute der Gastronomiebetrieb befindet kam erst nachträglich dazu. Für Übernachtungen des Personals stand ursprünglich eine sogenannte Kaserne zur Verfügung, analog zu Oberbozen verfügte außerdem auch Klobenstein über eine Lampisterie. Letztere beide Einrichtungen befanden sich im gleichen Gebäudetrakt. 
Über den fußläufig erreichbaren Busbahnhof können weitere Ziele auf dem Ritten erreicht werden, dort hält bei Bedarf auch der Schienenersatzdienst. Ergänzt wird das Bahnhofsensemble durch ein, im Stil des Aufnahmsgebäudes gehaltenes, Transformatorhäuschen vis-à-vis der Gleise, das einst der Lichtleitung in Klobenstein diente. Ebenfalls aus der Eröffnungszeit stammt der Jugendstil-Kiosk auf dem Bahnhofsvorplatz. Im Bereich der Klobensteiner Bahnhofseinfahrt befindet sich ferner die einzige Überführung über die Rittner Bahn, dort überquert der Michael-Gamper-Weg ihre Trasse. 2021 wurde schließlich auch der Bahnhofsvorplatz komplett neu gestaltet, seither ist der Bereich weitgehend autofrei.

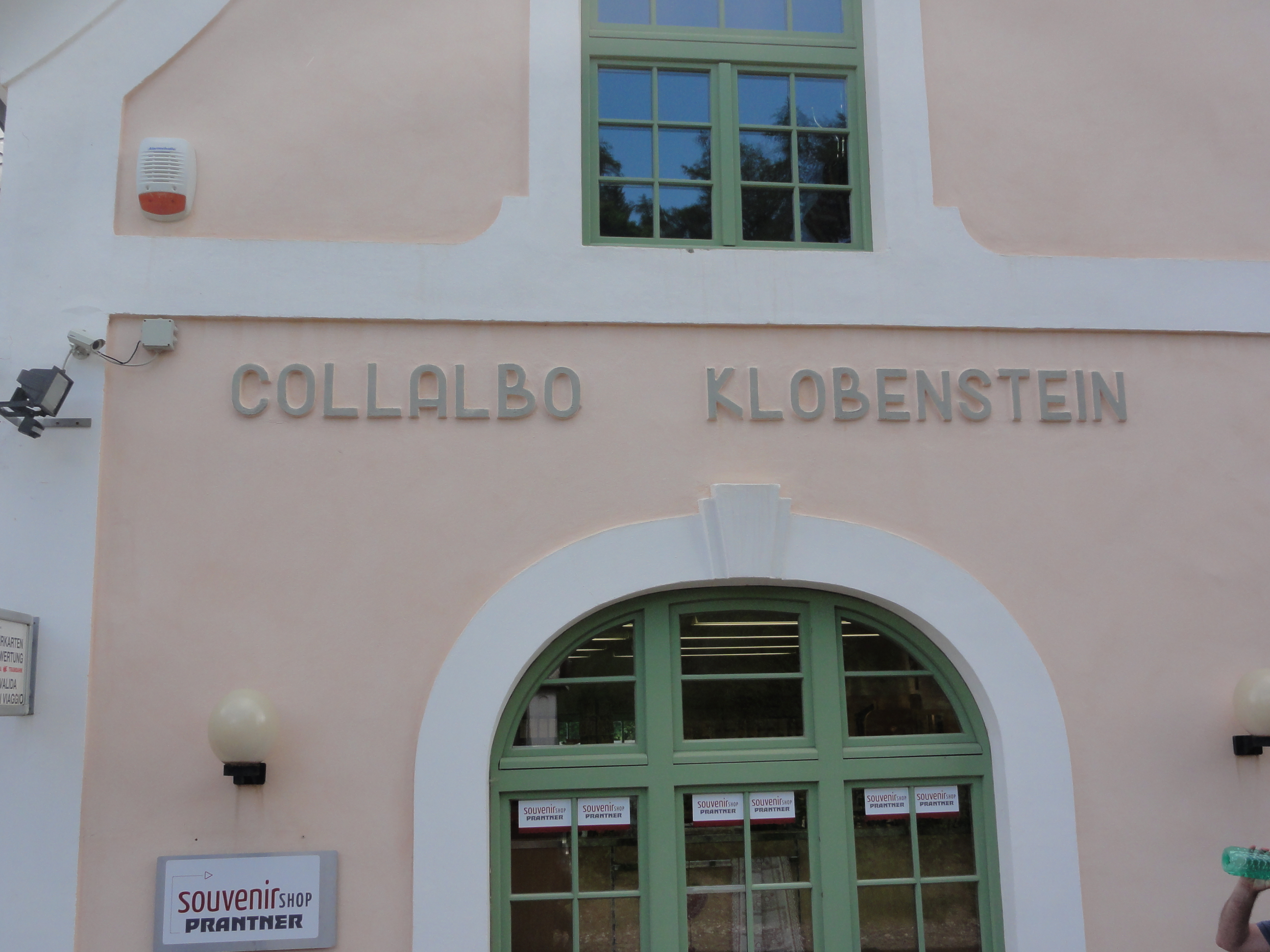
Stationsbeschriftung
Zu österreichischer Zeit lag die Station noch in unbebautem Gebiet
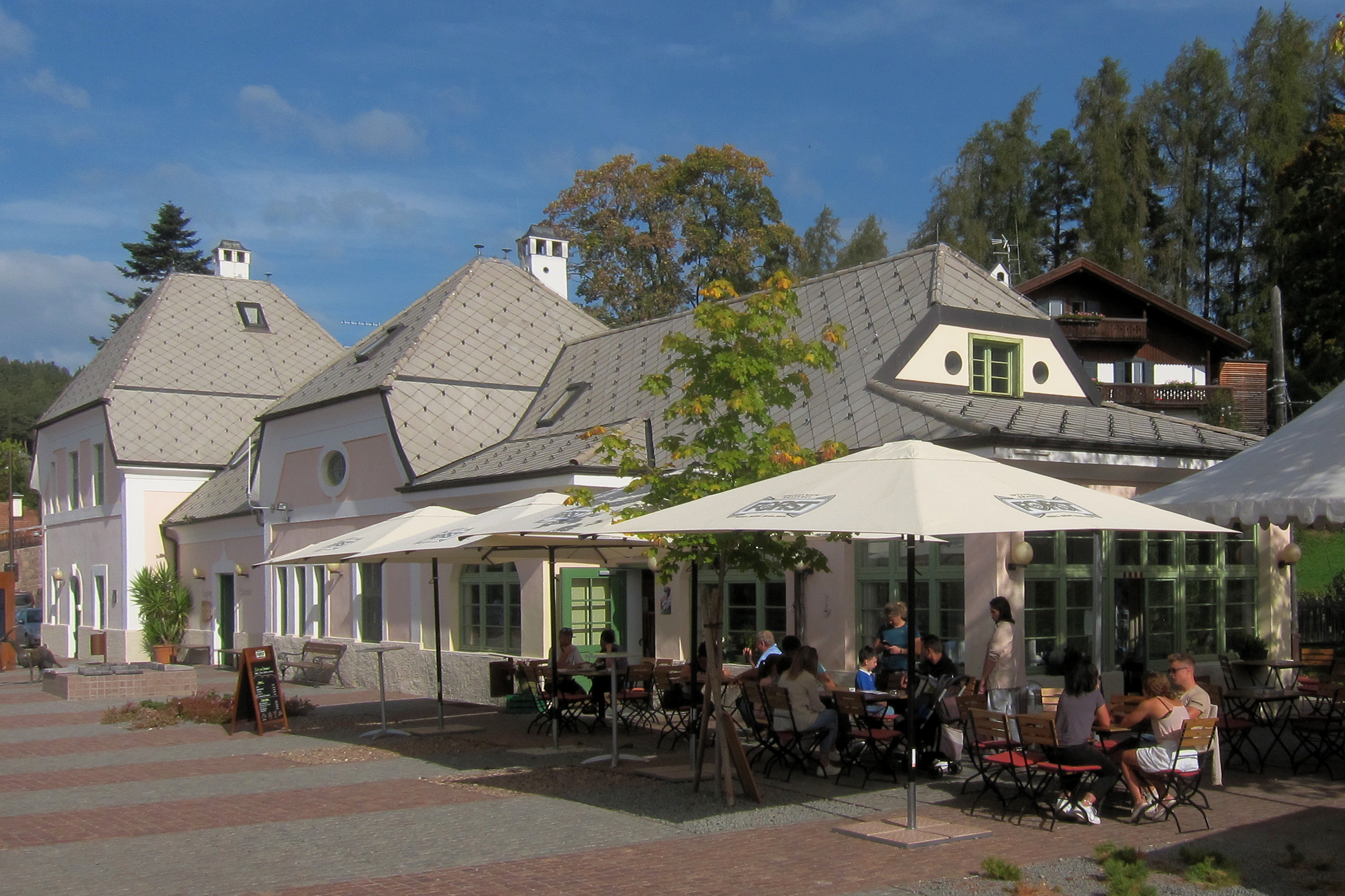
Straßenseite
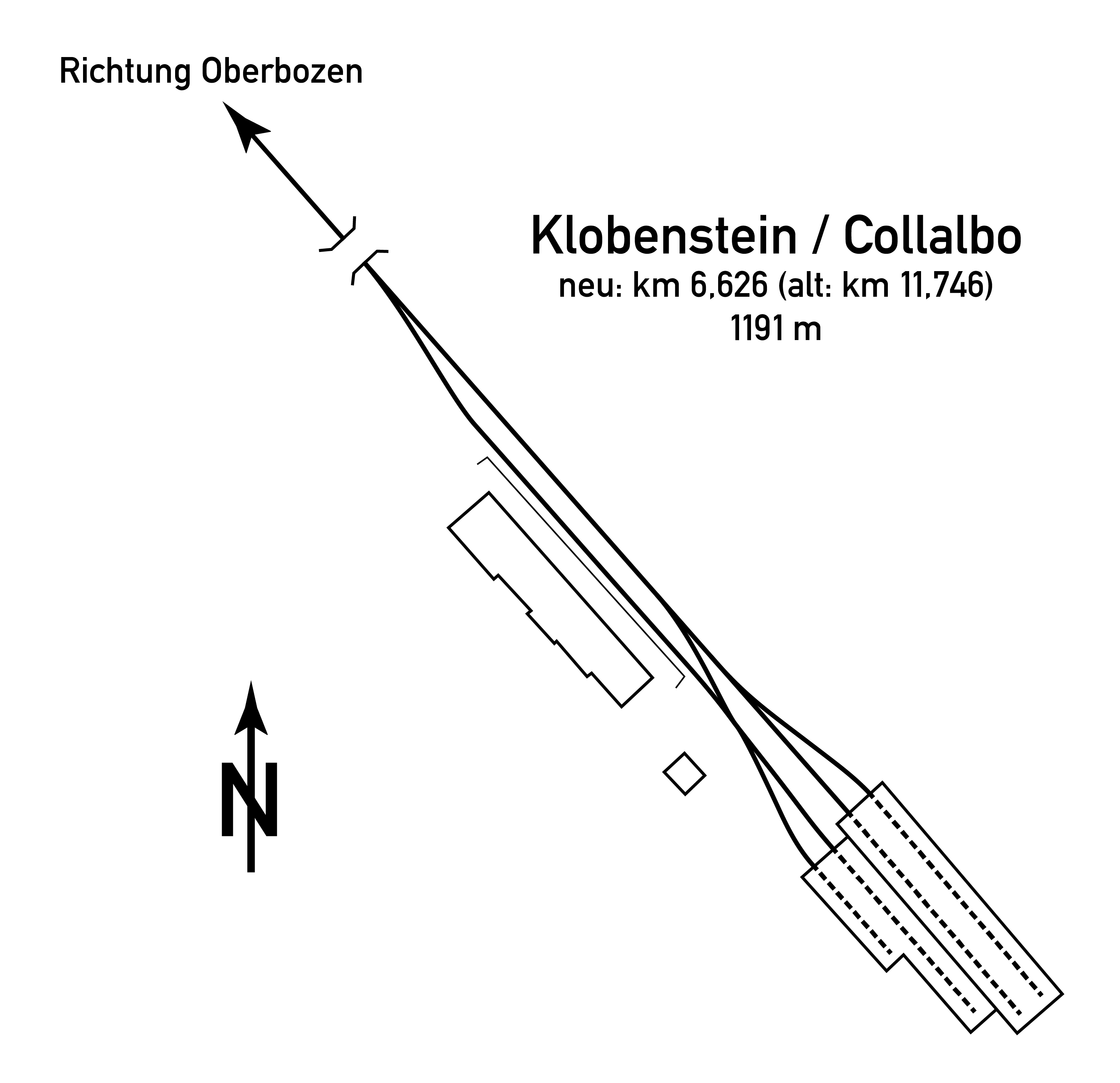
Gleisplan seit 2013
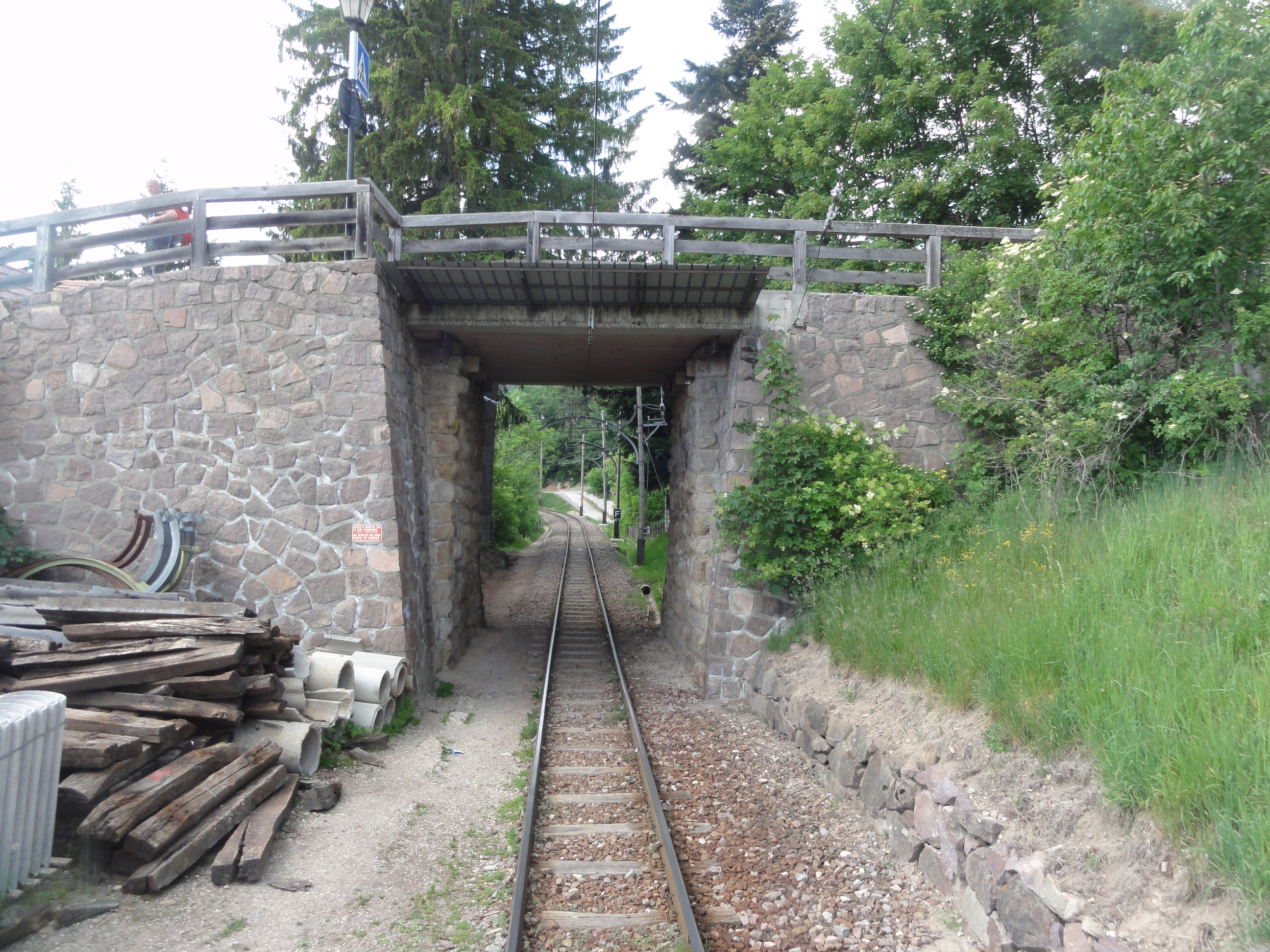
Bahnhofsausfahrt mit Überführung des Michael-Gamper-Wegs
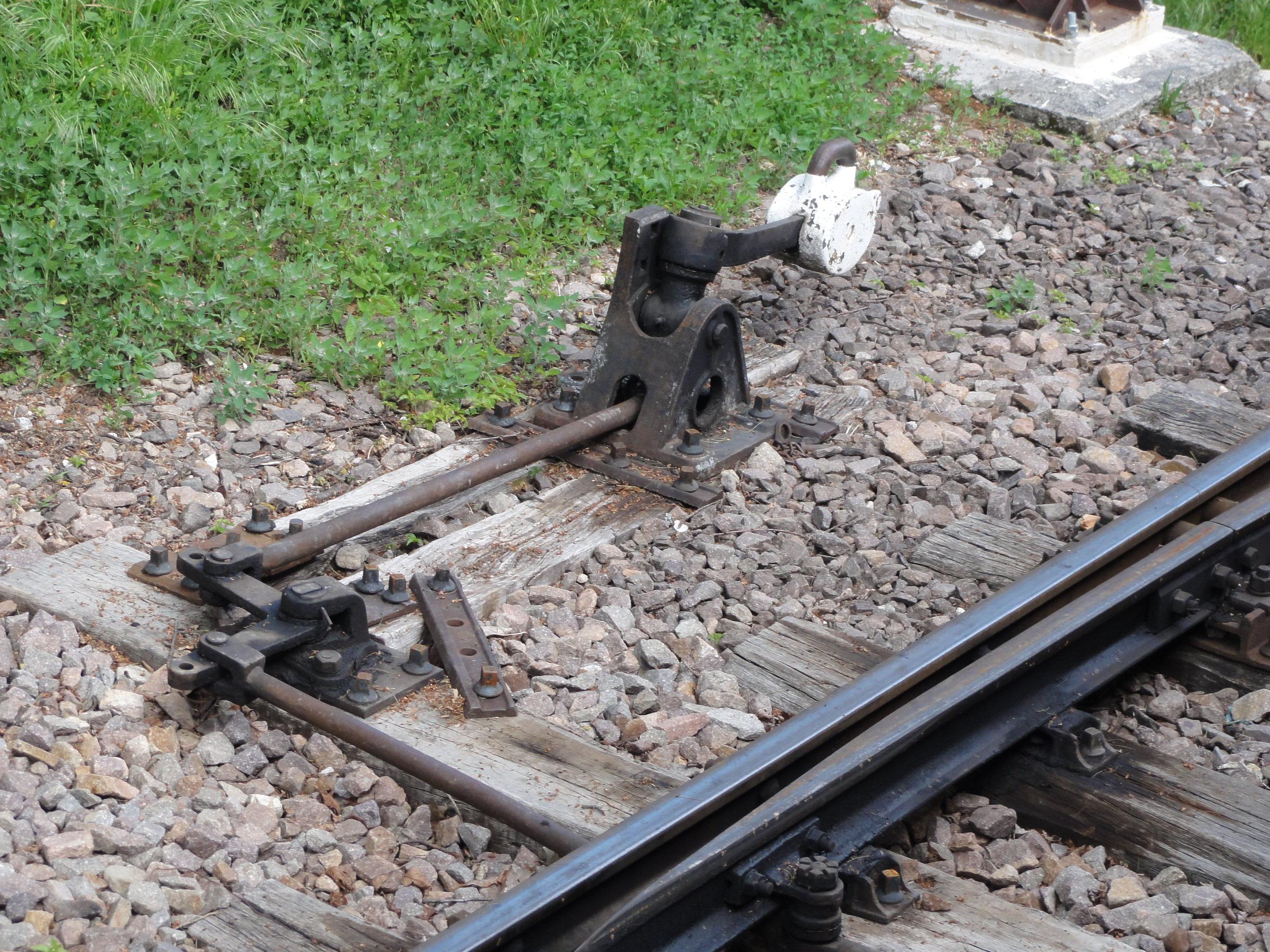
Detailansicht eines Weichenhebels
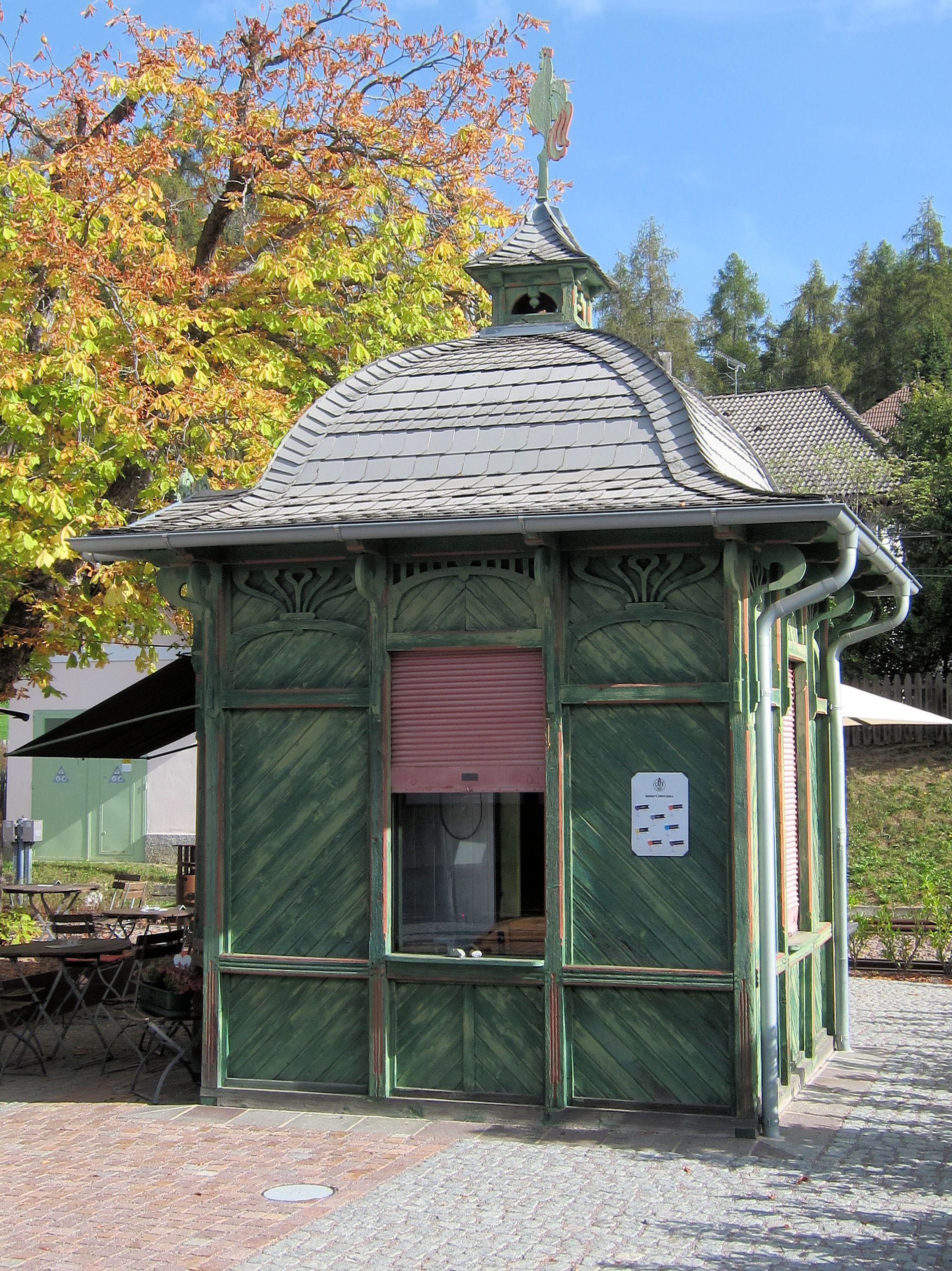
Jugendstil-Kiosk auf dem Bahnhofsvorplatz

## Zwischenfälle
Neben den großen Unfällen der Jahre 1917 und 1964 ereigneten sich über die Jahre mehrere weitere Zwischenfälle und Unglücke auf der Rittner Bahn, die Eingang in die zeitgenössische Berichterstattung fanden.

### Schwere Unfälle und signifikante Ereignisse
- Noch während der Bauarbeiten wurde am 5. Oktober 1906 ein 29-jähriger italienischer Arbeiter schwer verletzt, als dieser bei Sprengarbeiten in der Nähe des Ebenmoserhofes von einem abrollenden Felsblock erfasst wurde. Er erlag seinen Verletzungen in der folgenden Nacht im Spital von Lengmoos.[85][86]

- Am 24. November 1908 kollidierte im Bereich der Steilstrecke auf einem Bahnübergang bei St. Magdalena ein mit Schotter beladener Materialwagen der Bahn mit einem Ochsenfuhrwerk, welches das Gleis schon fast überquert hatte. Durch den Aufprall wurde das mit Holz beladene Fahrzeug umgeworfen, der Kutscher geriet dabei unter das Gefährt und erlitt einen Oberschenkelbruch. Der Materialwagen war zuvor bei Ausbesserungsarbeiten entrollt.[87][88]

- Am 10. August 1912 kollidierte in der Nähe der heutigen Haltestelle Weidacher eine mit acht Oberbauarbeitern besetzte Lore mit einem Triebwagen. Die Rotte war zuvor mit Ausbesserungsarbeiten bei Rappersbichl beschäftigt, hatte aber aufgrund eines schweren Hagelsturms die Arbeiten unterbrochen und eigenmächtig die Fahrt im Gefälle nach Klobenstein angetreten. Zuvor war beim planmäßig aus Bozen kommenden Zug der Antrieb ausgefallen, so dass dieser von der Lokomotive noch bis Oberbozen geschoben wurde und dort die Fahrt unterbrechen musste. Dementsprechend wurde von Klobenstein ohne Wissen der Gleisarbeiter ein außerplanmäßiger Hilfszug nach Oberbozen entsandt. Dessen Fahrpersonal vermutete die Gleisbaurotte an der vorgesehenen Baustelle bei Rappersbichl, nicht aber in rascher Fahrt in der unübersichtlichen Kurve etwa einen Kilometer vor Klobenstein. Infolge des Zusammenstoßes verstarben zwei der Gleisbauarbeiter, die anderen wurden verschieden schwer verletzt. Das Kreisgericht Bozen verurteilte im April 1913 den Vorarbeiter der Gleisbauer zu zwei Monaten Kerkerhaft, da die Fahrt auf dem Rollwagen auf dessen Initiative hin und ohne Rücksprache mit den beiden benachbarten Bahnhöfen stattgefunden hatte.[89][90]

- Am frühen Morgen des 3. November 1916 waren Arbeiter mit Ausbesserungsarbeiten an der Oberleitung in der Bozner Bahnhofstraße beschäftigt. Ein 40-jähriger Monteur rutschte dabei beim Versuch, den rollenden Turmwagen zu besteigen, ab und geriet mit einem Fuß unter die Räder. Dabei erlitt er eine starke Quetschung, an deren Folgen er am 14. November im Bozner Notreservespital verstarb.[91][92]

- Am Abend des 22. Januar 1928 brach in einem talwärts fahrenden Zug auf der Steilstrecke kurz oberhalb des Tunnels die Achse eines Triebwagens. Der aus Lokomotive, Triebwagen, Beiwagen und Lore für Skisportgeräte gebildete Zug wurde automatisch zwangsgebremst, der Triebwagen entgleiste und kam in bergseitiger Schieflage zum Stehen. Dabei wurde auch ein Telegrafenmast umgerissen. Menschen kamen bei diesem Zwischenfall nicht zu Schaden, obwohl der Zug aufgrund einer gut besuchten Skisportveranstaltung in Wolfsgruben voll besetzt war. Unter den Passagieren befand sich jedoch der italienische Präfekt von Bozen mit Familie. Durch diesen Umstand entspann sich in Folge des Vorfalles eine politische Diskussion über die Sicherheit und Zeitmäßigkeit der Bahn sowie die Notwendigkeit einer ausgebauten Straßenverbindung.[93][94][95] Auch von deutsch-österreichischer Seite wurde der Vorfall propagandistisch gegen die italienische Verwaltung genutzt.[96]

- Am 15. Dezember 1928 verunglückte ein 48-jähriger Oberbauarbeiter der Rittner Bahn, als er ohne Genehmigung auf einem „Bahnschlitten“ die Steilstrecke von der Umformerstation abwärts zur Stadt befuhr. Auf Höhe des Leimerhofes in St. Magdalena verlor er den Halt und wurde aus der Kurve geschleudert. Dabei zog er sich eine Schädelfraktur und Verletzungen an den Halswirbeln zu. Obwohl er zunächst das Bewusstsein wiedererlangte, erlag das Unfallopfer in der Nacht auf den 17. Dezember seinen Verletzungen.[97] Ein sehr ähnlicher Unfall war bereits drei Jahre zuvor – am 5. Mai 1925 – geschehen, als ein Angestellter der Rittner Bahn auf einem Rollwagen von Maria Himmelfahrt bergab fuhr. Das Gefährt entgleiste aufgrund zu hoher Geschwindigkeit in einer Kurve, der Passagier wurde eine 9 Meter hohe Böschung hinabgeschleudert und zog sich dabei einen Handgelenkbruch und schwere Kopfverletzungen zu.[98]

- Am Nachmittag des 31. August 1932 gelang es dem Triebwagenführer bei Einfahrt in den Endbahnhof Klobenstein nicht, trotz Einsatzes von elektrodynamischer und Handbremse die Geschwindigkeit rechtzeitig zu reduzieren. Der Zug durchfuhr das Gleis am Hausbahnsteig und das daran anschließende Gütergleis. An dessen Ende durchbrach der Triebwagen den Prellbock und rammte einen Oberleitungsmasten. Dieser Unfall verlief trotz allem relativ glimpflich, da es weder zu größeren Verletzungen bei Menschen noch zu größeren Schäden am Fahrzeug kam. Als Grund für den Vorfall wurde genannt, dass die Schienen aufgrund Regens schlüpfrig waren und die blockierten Räder darauf ins Gleiten kamen. Die Berichterstattung impliziert, dass eine Sandstreueinrichtung nicht zur Anwendung kam, und verweist auf die Tatsache, dass die Fahrzeuge der Rittner Bahn – im Unterschied zu denen der Nonsbergbahn – nicht über eine Saugluftbremse verfügen.[99]

- Am Nachmittag des 23. Januar 1949 war ein 34-jähriger Bremser im Rittnerbahnhof damit beschäftigt, einen Personenbeiwagen an einen Triebwagen zu kuppeln. Aus ungeklärter Ursache wurde der als besonnen geltende Arbeiter von dem rückwärts rangierenden Triebwagen erfasst und überfahren, so dass eines seiner Beine amputiert wurde. Das Unfallopfer wurde anschließend vom Triebwagen mitgeschleift und im Fahrwerk so verklemmt, dass es erst durch die Feuerwehr nach Einsatz geeigneter Hebewerkzeuge befreit werden konnte. Der verunglückte Mitarbeiter wurde noch ins Bozner Krankenhaus überführt, erlag dort aber am Abend seinen schweren Verletzungen.[100]

- Am 9. Dezember 1953 beschloss der Zugführer des Nachmittagszuges auf den Ritten eigenmächtig und unter Verletzung der Dienstvorschrift, im Rittnerbahnhof trotz eines beladenen Güterwagens auch noch einen Personenbeiwagen für die Bergfahrt vor den Triebwagen zu hängen. Oberhalb von St. Magdalena bei Kilometer 1,450 passierte der überladene und zu lange Zug eine wenige Tage zuvor – unzulänglich – reparierte Schadstelle. Dort geriet der Triebwagen plötzlich in Schieflage und streifte einen Oberleitungsmasten. Eine sofortige Notbremsung durch den Lokführer konnte Schlimmeres verhindern. Im Unglücksbereich wurde hernach eine Gleisverschiebung von 12 cm festgestellt.[101]

- Am 29. Dezember 1995 wurde der Betriebsleiter Peter Kerschbaumer bei einem Arbeitsunfall getötet.[102][103] Ursache war ein Stromschlag.

### Weitere Unfälle mit Personen- oder Sachschaden
- Am 21. Oktober 1907 wurde ein Reiter in Klobenstein von seinem Pferd abgeworfen, mitgeschleift und dadurch schwer verletzt. Das Tier scheute, weil es durch einen im Endbahnhof einfahrenden Zug der Rittner Bahn erschreckt wurde.[104]

- Am 23. Februar 1909 fuhr ein Zug der Rittner Bahn im Bereich der Bozner Stadtstrecke ein Pferdefuhrwerk an, welches gerade das Gleis überquerte. Eines der Zugtiere wurde leicht verletzt und das Fuhrwerk wurde beschädigt.[105]

- Am 27. Mai 1909 wurde ein Bauer aus Wolfsgruben beim Überqueren des Gleises durch einen Zug erfasst und schwer am Kopf verletzt.[106][107]

- Am 29. August 1923 stürzte der Stationsdiener von Klobenstein aus einem Zug und brach sich dabei ein Bein.[108]

- Am 13. Januar 1925 rutschte ein 54-jähriger Kondukteur der Rittner Bahn beim Ausstieg aus der Lokomotive in Maria Himmelfahrt auf Glatteis aus. Er zog sich dabei eine Fußverletzung zu, die im Krankenhaus behandelt werden musste.[109]

- Am 30. Juni 1927 glitt ein 38-jähriger Maschinist der Rittner Bahn aus, als er sich auf der Strecke in der Nähe der Umformerstation zu Fuß auf dem Heimweg befand. Mit Gehirnerschütterung wurde der Verunfallte ins Krankenhaus überstellt.[110]

- Am 15. März 1946 geriet ein bei der Rittner Bahn beschäftigter Schmied im Bahnhof Klobenstein beim Verschieben einer Bretterladung unter eine Maschine und erlitt dabei einen Beckenbruch.[111]

### Zwischenfälle mit der Straßenbahn
Die Eröffnung der Bozner Straßenbahn im Juli 1909 und die gemeinsame Nutzung des Gleises in der Parkstraße zwischen Waltherplatz und Bahnhof sorgte insbesondere anfangs für betriebliche Zwischenfälle, die in der Presse geschildert wurden.
- Am 31. Juli 1909 war die Weiche zur Endhaltestelle der Straßenbahn im Stadtpark am Bahnhof falsch gestellt. Ein vom Waltherplatz kommender Zug der Rittner Bahn wurde daher statt auf das Streckengleis zum Ritten auf einen in der Haltestelle wartenden Straßenbahnwagen zu gelenkt. Ein Aufprall konnte verhindert werden.[112]

- Am 23. Juli 1911 verließ ein Zug der Rittner Bahn die Haltestelle am Waltherplatz, obwohl das Streckengleis in der Parkstraße durch einen Richtung Gries fahrenden Trambahnwagen belegt war. Dabei wurde die für die Straßenbahn gestellte Weiche aufgefahren. Der Rittner Triebwagen kam erst über dieser Weiche zum Stehen, nachdem sein vorderes Drehgestell diese bereits passiert hatte. Beim Versuch zurückzusetzen entgleiste der Triebwagen, da vergessen wurde, die Weiche unter dem Zug passend umzustellen. Der Zwischenfall verlief glimpflich, da der Wagen ohne Schäden und ohne Hilfsmittel wieder aufgegleist werden konnte. Laut Bericht hätte es das Personal der Rittner Bahn vor der Abfahrt unterlassen, die Ampelanlage zur Regelung des Verkehrs auf der Péage-Strecke zu beachten.[113]

### Bahnfrevel
In den ersten Betriebsjahren berichtet die zeitgenössische Presse immer wieder über sogenannte „Bahnfrevel“. Gemeint war damit, dass durch Unbekannte Steine, Lehm oder andere Hindernisse auf die Schienen und insbesondere in die Zahnstange gelegt wurden.
So wurde etwa am 20. September 1924 bei St. Magdalena ein 13-jähriger Junge von einem Ingenieur der Rittner Bahn bei einer derartigen Manipulation ertappt und der Polizei übergeben. Der Ingenieur hatte auf einem Rollwagen die Strecke bergab befahren und den Täter überrascht.

### Unwetter und Naturereignisse
Aufgrund der exponierten Lage im Gebirge war die Rittner Bahn immer wieder von Naturereignissen und Unwettern betroffen.

#### Felsstürze und Muren
Regelmäßig finden sich Berichte von Felsstürzen und Muren, die die Strecke vorübergehend unterbrachen.
- Am frühen Morgen des 6. April 1913 stürzte in der Nähe des Tunnels ein Felsblock auf die Strecke, so dass der morgendliche Zug erst mit Verspätung verkehren konnte.[119]

- In der Nacht auf den 30. Mai 1936 entlud sich über der Bozner Gegend ein Gewitter mit Starkregen und Hagel. Im Tal kam es zu Überschwemmungen. So war etwa die Straßenunterführung am Beginn der Zahnradstrecke beim Rittnerbahnhof überflutet. An den Berghängen gingen mehrere Muren nieder, wovon eine auch den Bahnkörper der Rittner Bahn beschädigte. Der Betrieb musste für einen Tag unterbrochen werden.[120][121]

- Ein ähnliches Gewitter ging in der Nacht auf den 25. Juli 1948 über dem Bozner Talkessel nieder. In dessen Folge kam es beim Gogischerhof oberhalb von St. Magdalena zu einem größeren Felssturz, bei dem mehrere Gesteinsblöcke zu Tal fielen. Einer davon beschädigte auch den Bahnkörper der Rittner Bahn auf einem kurzen Abschnitt, bevor er im unterhalb liegenden Weinberg liegen blieb. Der Schienenverkehr konnte nach erfolgter Reparatur um 14:00 Uhr desselben Tages wieder aufgenommen werden.[122][123]

- Im Februar 1951 kam es in Südtirol zu mehrtägigem Starkregen, was zum Abgang von Lawinen und Muren an verschiedenen Orten des Landes führte. In der Nacht zum 14. Februar 1951 löste sich entsprechend, wieder beim Gogischerhof oberhalb von St. Magdalena, die Erde und stürzte als Schlammlawine zu Tal. Die Erdmassen verlegten dabei auch das Gleis der Rittnerbahn zwischen Steidlerhof und Neulichedlhof. Der Bahnkörper wurde im Laufe des Tages vom Schlamm befreit, während auf der Bahn ein Notbetrieb mit Umsteigen gefahren wurde. Noch am gleichen Tag konnten diese Arbeiten abgeschlossen und der planmäßige Verkehr wieder aufgenommen werden.[124]

#### Blitzschläge
Auch Gewitter konnten sich auf den Bahnbetrieb auswirken. So fiel am 16. Juli 1908 nach einem vermutlich durch Blitzschlag ausgelösten Kurzschluss eine der Lokomotiven mit beschädigtem Fahrmotor aus, so dass vorübergehend der Fahrplan ausgedünnt werden musste.
Ein anderes schweres Gewitter ging am 16. Juli 1923 über der Bahnstrecke nieder. Zunächst verursachte vormittags ein Blitzschlag in die Oberleitung den Nothalt zweier Züge auf der Steilstrecke. Dabei wurde eine der Lokomotiven so stark beschädigt, dass der Zug durch eine Ersatzmaschine übernommen werden musste. Auch ein Transformator hatte Schaden genommen. Ein weiterer Blitzschlag am Abend des gleichen Tages beschädigte weitere Instrumente in der Umformerstation. Zeitweise mussten die Fahrmotoren der Züge während der Reparaturarbeiten aus der Pufferbatterie versorgt werden. Die Züge dieses Tages fuhren dementsprechend mit erheblicher Verspätung, aber auch der Frühzug des Folgetages konnte nur verzögert abgelassen werden, da der Akkumulator der Umformerstation zunächst noch nicht hinreichend wieder aufgeladen war.

#### Schnee
Der Eisenbahnverkehr insbesondere auf der oberen Adhäsionsstrecke wurde immer wieder von Wintereinbrüchen beeinträchtigt. So etwa entgleiste ein Zug am 1. März 1909 zwischen Oberbozen und Klobenstein wegen starken Schneefalls.
Besonders heftig war der Winter im Frühjahr des Jahres 1915. Bereits Anfang Januar musste der Betrieb der Rittner Bahn unterbrochen werden, da in Oberbozen über ein Meter Schnee gefallen war. Auch in der Folgezeit war der Betrieb immer wieder gestört. So endeten Ende Februar für mehrere Tage wegen starker Schneefälle die von Bozen kommenden Züge vorübergehend in Oberbozen. Erst ab dem Morgen des 27. Februar 1915 konnte die Endstation in Klobenstein wieder angefahren werden, nachdem die Bahnstrecke auf dem Hochplateau freigeschaufelt worden war. Die Schneedecke taute über mehrere Wochen hinweg nicht ab und verblieb bei einer Höhe von etwa einem Meter. Nachdem neuerliche Schneefälle ausblieben und der Betrieb stabil geführt werden konnte, wurde in der Presse sogar die Nutzung der Rittner Bahn zur Besichtigung des Naturphänomens empfohlen.

## Rezeption
Zum 115-jährigen Jubiläum am 13. August 2022 widmete die Poste Italiane der Rittner Bahn eine Sonderbriefmarke im Rahmen der Themenserie „Natur- und Landschaftserbe“. Ihr Nennwert beträgt 1,20 Euro, die Auflage 300.000 Exemplare. Das Motiv wurde vom Grafikstudio Mugele’s im Auftrag des Tourismusvereins Ritten entworfen und zeigt den Triebwagen 105 sowie einen Oberleitungsmast vor der Kulisse der Dolomiten.